# 明治大学
明治大学（めいじだいがく、英: Meiji University）は、東京都千代田区神田駿河台一丁目1番地に本部を置く日本の私立大学。1881年創立、1920年大学設置。大学の略称は明治（めいじ）、明大（めいだい）。

## 概説

### 大学全体
江戸幕府の洋学所の伝統を引き継ぐ大学南校（現在の東京大学法・理・文学部の前身）から優秀な生徒を抜擢して設立された司法省明法寮で学び、司法省法学校の第一期卒業生となった岸本辰雄、宮城浩蔵、矢代操達が、「近代市民社会を担う聡明な若者を育成する」ことを目指し、1881年に創設した明治法律学校を前身とする。日本で西洋近代法を習得した第一世代にあたり、明治期の日本の司法を支えることとなった、司法省法学校の第一期生の過半数が明治大学の創設に関与している。創立期のメンバーからは近代法起草に携わった法曹や大審院院長などの他、西園寺公望（第12･14代内閣総理大臣）など、政治家や外交官として活躍した者などが多数誕生している。
有楽町数寄屋橋内の旧島原藩上屋敷「三楽舎」を校舎として開校したが、その後、1886年に駿河台に校舎を構え、以来、同地に本部を構え現在に至る。駿河台を含む御茶ノ水エリアは文教施設が集積し、「日本のカルチェ・ラタン」とも称される日本を代表する学生街となっている。本部以外に、東京都に2キャンパス、神奈川県に1キャンパスを設置。10学部及び大学院12研究科と、高度専門職業人の養成を図る専門職大学院（ガバナンス研究科（公共政策大学院）、グローバル・ビジネス研究科（ビジネススクール）、会計専門職研究科（会計大学院）、法務研究科（法科大学院））を擁する総合大学である。
入試においては、実志願者数 や、｢生徒に人気の大学｣ランキング などで、例年トップクラスにランキングされている。経営・財務面でも例年、安定的(AA) の評価を得ている。大学の略称は「明大」であり「めいだい」と発音するほか、 和泉キャンパス最寄には「明大前駅」が存在する。学校法人明治大学は、大学名として商標「明治大学」 称呼「メイジダイガク、メイジ」 を商標登録（登録商標日本第3043764号）しているほか、略称として商標「明大」称呼「メイダイ、メーダイ」も商標登録（登録商標日本第6049745号）をしている。

### 理念
創立時からの伝統によって確立された建学の精神「権利自由、独立自治」 に基づき、自由と自治の精神を養うことを理念とし、「知の創造と人材の育成を通し、自由で平和、豊かな社会を実現する」ことを大学の使命としている。
国際社会を牽引する「世界に開かれた大学」を目指すとしている。「個」の確立を通じて近代化を図るべきであるとの視点のもと、近代市民の育成を目指し、創立以来有為な人材を輩出し、「個」の確立を基礎とした教育方針は「個を強くする大学」という理念へと継承され、大学の公式パンフレット等 では 「個を強くする 都心型大学」をキャッチフレーズとして使用することも多い。

### 教育・研究
明治法律学校を起源としており、旧民法、旧商法、家族法などの作成に携わり日本の近代法の基礎を築いた先駆者たちや、大審院長や司法次官経験者など近代日本の司法を支えた法曹たちが教鞭を執り、明治法律学校時代の代言人（現在の弁護士）試験や判事検事登用試験では、合格者数が全体の4割近くに達するなど、近代司法史に大きな足跡を残している。

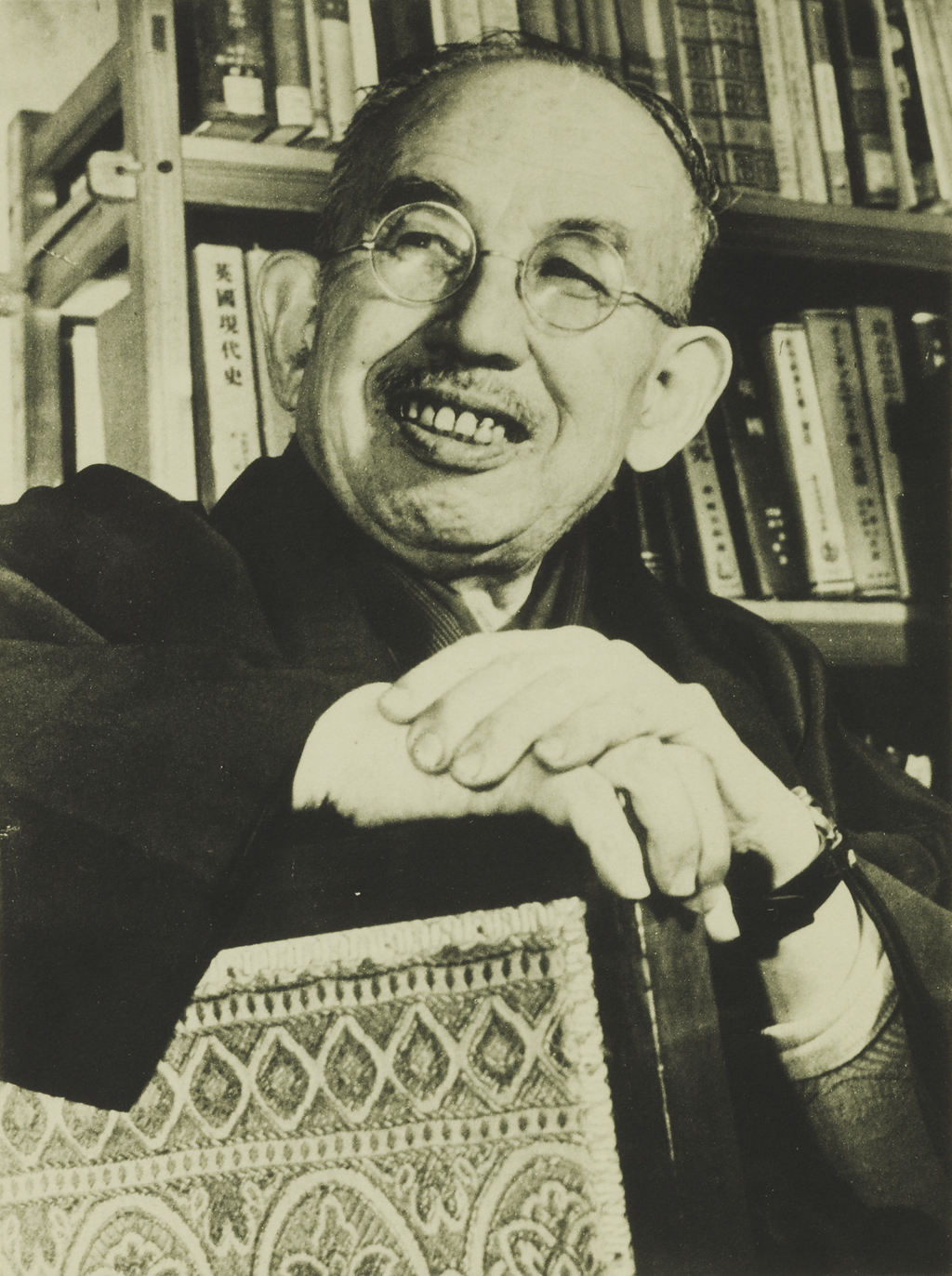
穂積重遠

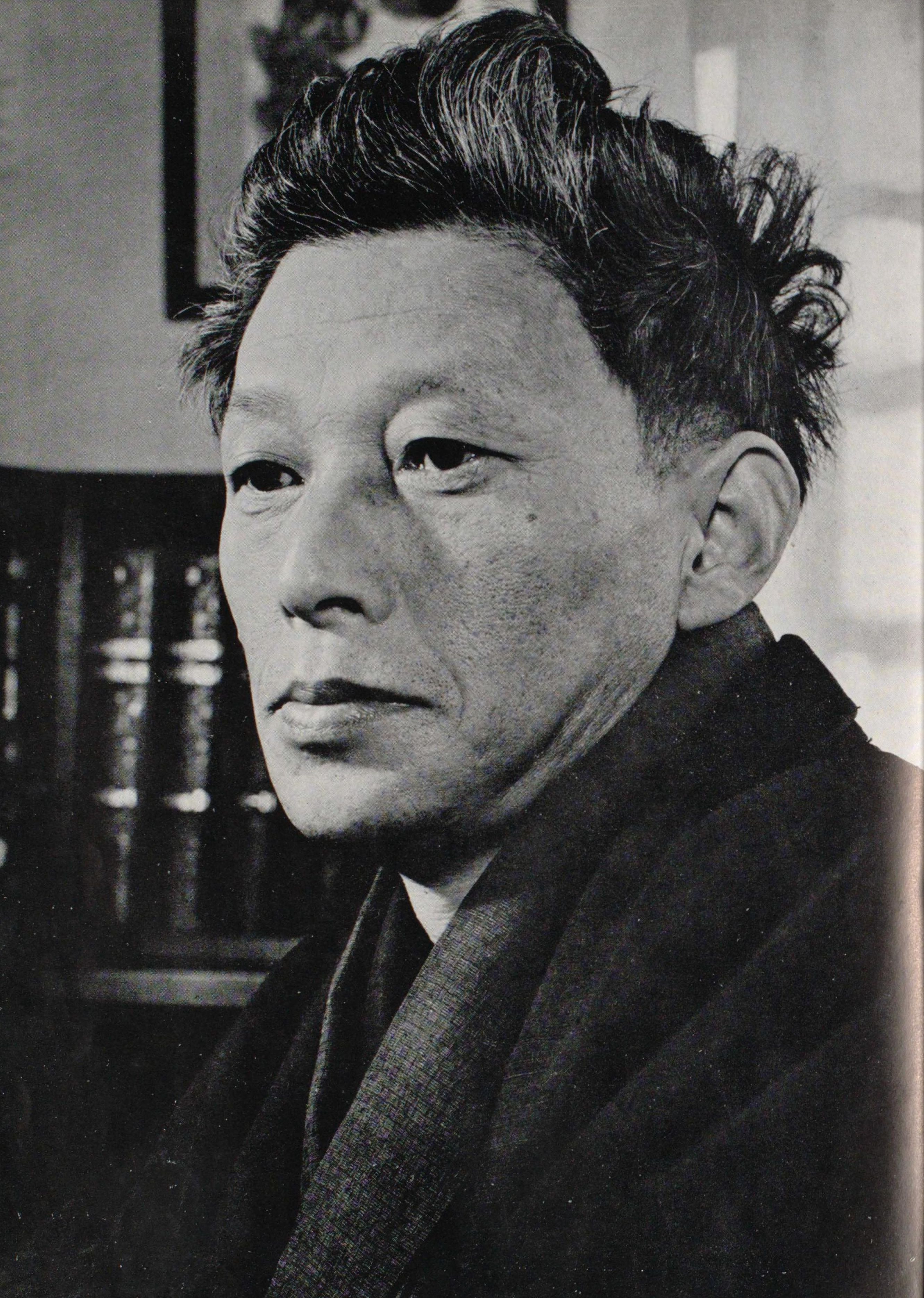
小林秀雄

また、初代文芸科長の山本有三、初代新聞高等研究科長の小野秀雄などの他、夏目漱石、上田敏、岸田國士等、近代日本の名だたる文学者たちが多く在籍し、演劇学、考古学等でも歴史・実績のある文学部など、人文系に於いても伝統を有する。
近年に於いては、社会科学を軸に人文科学や自然科学を含めた学際的な観点から構成したカリキュラムにより、 創造性、発信力のある人材を養成する情報コミュニケーション学部、数理科学と情報技術を軸に文理融合型の教育により IT系分野のリーダーを養成する総合数理学部、完全英語教育により地球規模の諸問題への対応を研究し、グローバルリーダーを養成するグローバル・ガバナンス研究科、国際建築家の養成機関として 大学院理工学研究科建築学専攻に開設された「I-AUD」（国際プロフェッショナルコース）、商学部が推進するファッション・ビジネス教育など、学際的、国際的なアプローチによりクリエイティブで実戦的な人材の養成を志向する学科・専攻が多く設置されている。
専門職大学院では、多くの現職議員、市長等が在籍するガバナンス研究科（公共政策大学院）、日本のビジネススクールとして初めてEFMD（欧州経営開発財団）が発行する国際認証のEPAS（EFMD Programme Accreditation System）を取得した明治ビジネススクール（経営大学院）、明治法律学校以来の伝統をもつ法務研究科（法科大学院）、近年公認会計士・監査審査会が行う公認会計士試験合格者数ランキングでTOP3が定着している (公認会計士試験#大学別合格者数参照) 会計専門職研究科（会計大学院）などが設置されている。
生涯学習としては「リバティアカデミー」を1999年に創設し、4つのキャンパスで420講座を設置開設。2015年度からは文部科学省の履修証明制度を導入し、女性の再就職支援やキャリアアップのための職業実践力育成プログラムを設置。
産学連携では、国家的プロジェクトでもあるメタンハイドレートの実用化研究 や、人工意識や脳科学研究、惑星探査におけるJAXAとの共同開発、ナノテク·IT分野におけるNEDOとの共同研究、世界的な環境問題に対応した高分子科学研究所による生物由来のバイオプラスチックの開発、自治体との提携による自動運転の実証実験などが行われている。
特に総合数理学部では、文理融合のクリエイター的発想によるアウトプット志向の研究が多く進められており、折り紙工学の提唱及び産業活用を見込んだ研究開発 や今後、広範なビジネス展開が見込まれ 2023イグ・ノーベル賞（栄養学）を受賞した 電気味覚や味覚メディア技術 などの他、企業とのインタラクションデザインの共同研究などによる、新しいライフスタイルの提案などが進められている。
大学発ベンチャーとしては、成田国際空港や三菱地所の大型オフィスビルでの運用が開始された、理工学部開発による自律移動型ロボットとクラウド技術の融合による次世代警備ソリューションサービスや、パナソニックなどとの共同開発によるITソリューションサービス（両方とも、2019大阪サミットで、「日本の革新的な技術とアイデア」として招待展示された）などの他、農学部による熟成肉の製造技術「エイジングシート」のレストランチェーンやホテルへの大規模展開、バイオリソース研究国際インスティテュート(MUIIBR) による 移植用ブタ臓器の生産・実用化を 大幅に加速する スピンオフベンチャー、総合数理科学部と総合電機メーカーなどによるIoT系商品開発、等々が進行中である。

### 国際交流
海外留学プログラムでは、ハーバード大学やスタンフォード大学、ロンドン・スクール・オブ・エコノミクスなど、指定された海外の大学機関への留学に対し返還義務のない給付型助成金を支給し、英語集中プログラムなどにより異文化コミュニケーション力の向上を実現させ、2 - 3年次での留学を目指す「明治大学海外トップユニバーシティ留学プログラム」が設置されている他、各学部独自のプログラムも設置されており、政治経済学部では学部独自にロンドン・スクール・オブ・エコノミクス、北京大学、延世大学、南洋理工大学などと学部間協定を結んでおり、留学先と双方の学位を同時取得可能な「ダブルディグリープログラム」や「デュアルディグリープログラム」などを設置している。
一方、国内で初めて英語を公用語とし、MBAプログラムが英国「エコノミスト誌」他、世界の各種ランキングで日本No.1のビジネススクールと評価された
また、オックスフォード大学やフランス国立科学研究センターなど、世界主要研究機関との国際ネットワーク拠点として、文部科学省の「共同利用・共同研究拠点」にも選定された「先端数理科学インスティテュート（MIMS）」が同省の期末評価でSランクを獲得し認定更新となっている他、同じく国際機関である「バイオリソース研究国際インスティテュート(MUIIBR) 」「生命機能マテリアル国際インスティテュート」等々、各種の国際研究プロジェクトが進行中である。
教育、研究の綜合的な国際化プログラム への取り組みに関して、文部科学省の国際化拠点整備事業（グローバル30） では、国内の国際拠点校13校の1校として採択され、グローバルCOEプログラム などにも採択されている。
国際機関との連携では、2009年に知的財産法政策研究所（IPLPI） を設置し、国内で初めて世界知的所有権機関（WIPO）と知的財産法等に関するデータベースの充実に向けた協力協定を締結。高分子科学研究所は日本の大学研究機関として初めて、WIPOの環境技術パートナーズに登録認定されている。また、国連食糧農業機関（FAO）と連携の覚書を締結している。2010年には地球規模の課題解決を目指す「国連アカデミック・インパクト（UNAI）」に発足と同時に参加。
2019年には、国際化及び、共創的学習・教育の推進の一環として、国際コミュニティの形成を志向した国際混住寮「明治大学グローバル・ヴィレッジ」（MGV）を和泉キャンパスに開設。2022年に政治経済学部で、専門領域をもち国際通用性を伸ばすことを主眼に置いたプログラム「グローバルキャリア形成プログラム」(GCD）が開設。

### 女子教育

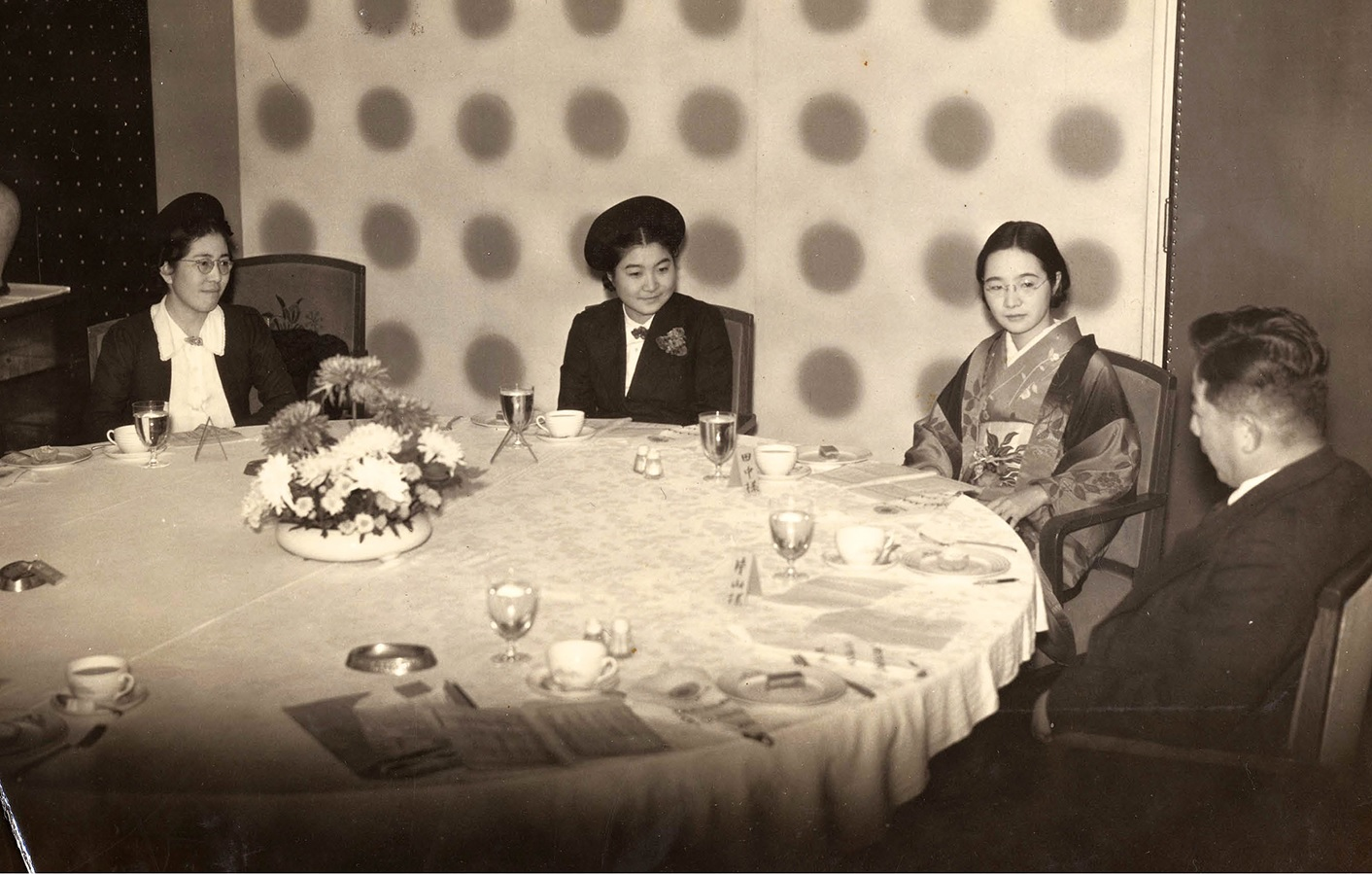
左から久米愛、三淵嘉子、中田正子（1939年）。日本初の女性弁護士3名はいずれも明大女子部-法学部出身者であった。

1929年に専門部女子部を創設し、1932年に大学学部の第二次入学資格者として女子部卒業生の入学を認めるなど、先駆的に日本の女子高等教育を担ってきた歴史をもつ。OGからは日本初の女性弁護士、裁判官、キャリア官僚、政治家、東大大学院合格者、法学博士などが誕生している。（2024年に放映されたNHK連続テレビ小説『虎に翼』では、OGで初の女性法曹のひとりである三淵嘉子や、設立の中心メンバーである穂積重遠などをモデルとした登場人物が主人公、主要人物に配され、女子部開設当時の状況などが描かれている）
その伝統は、2004年に設置された情報コミュニケーション学部に受け継がれ、更に2010年の「ジェンダーセンター」の設置や、2015年の、世界トップレベルの女性研究者養成に向けた「女性研究者研究活動支援事業推進本部」や「男女共同参画推進センター」の創設に継承されている。同じく2015年に、女性幹部人材の養成を目的とし、女性経営者等による講義・実践両面の指導、大手企業との連携を内容としたカリキュラムの「女性のためのスマートキャリアプログラム」を開設。
また、スポーツに於いても、一般入試メンバーによる自主運営チームであるラクロス部が2年連続で国内大会3冠を制覇したのを始め、ゴルフ、フィギュアスケート、フェンシング、剣道、射撃などが女子競技に於ける強豪として知られ、近年、大学王座に就いている。また、初のバトン・チアリーディング部や女子野球部員なども誕生している。

### スポーツ

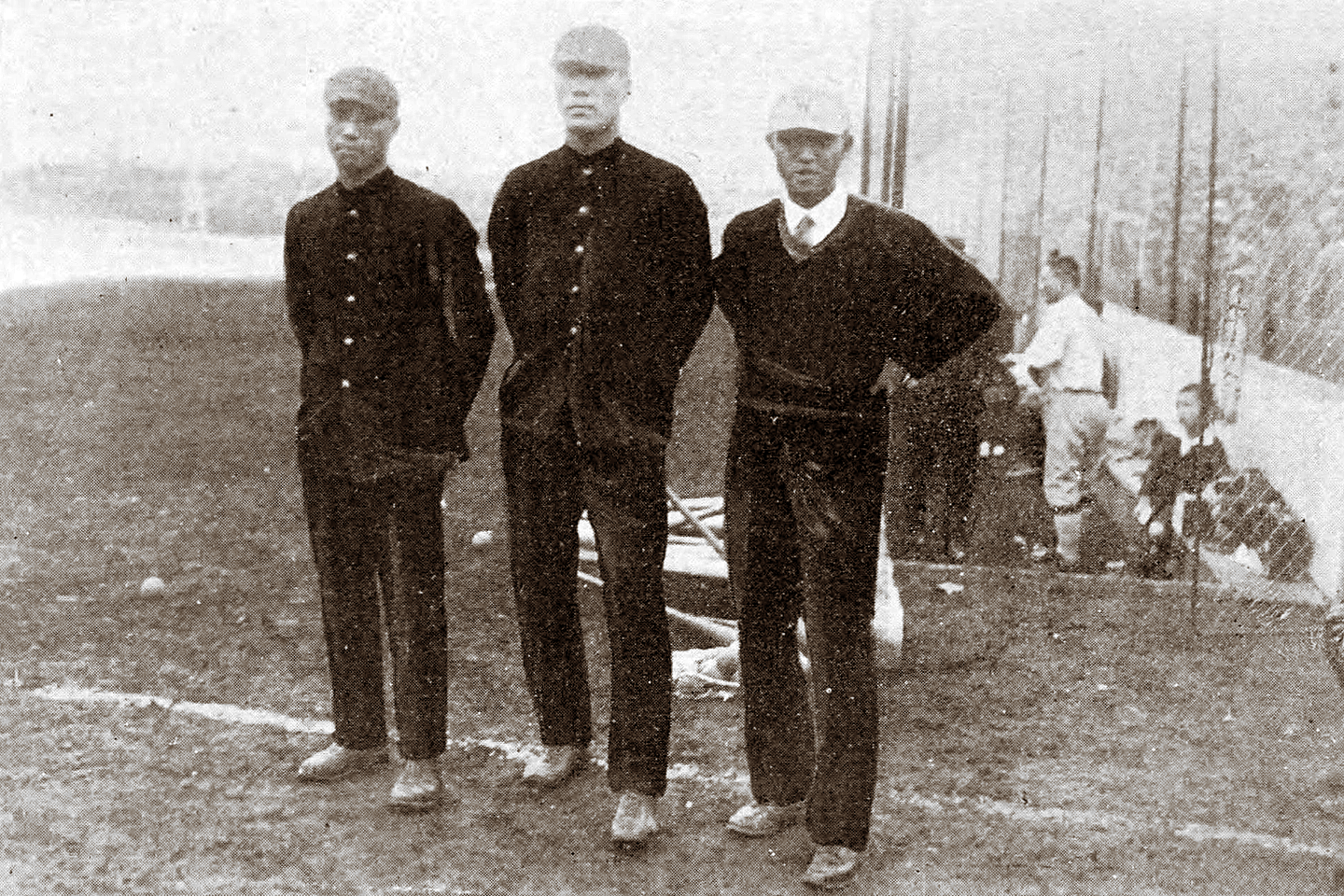
1925年秋の復活早慶戦における明大審判団（明大野球部は1906年以来絶縁状態にあった早慶両野球部の仲介者としての役割を果たした）。

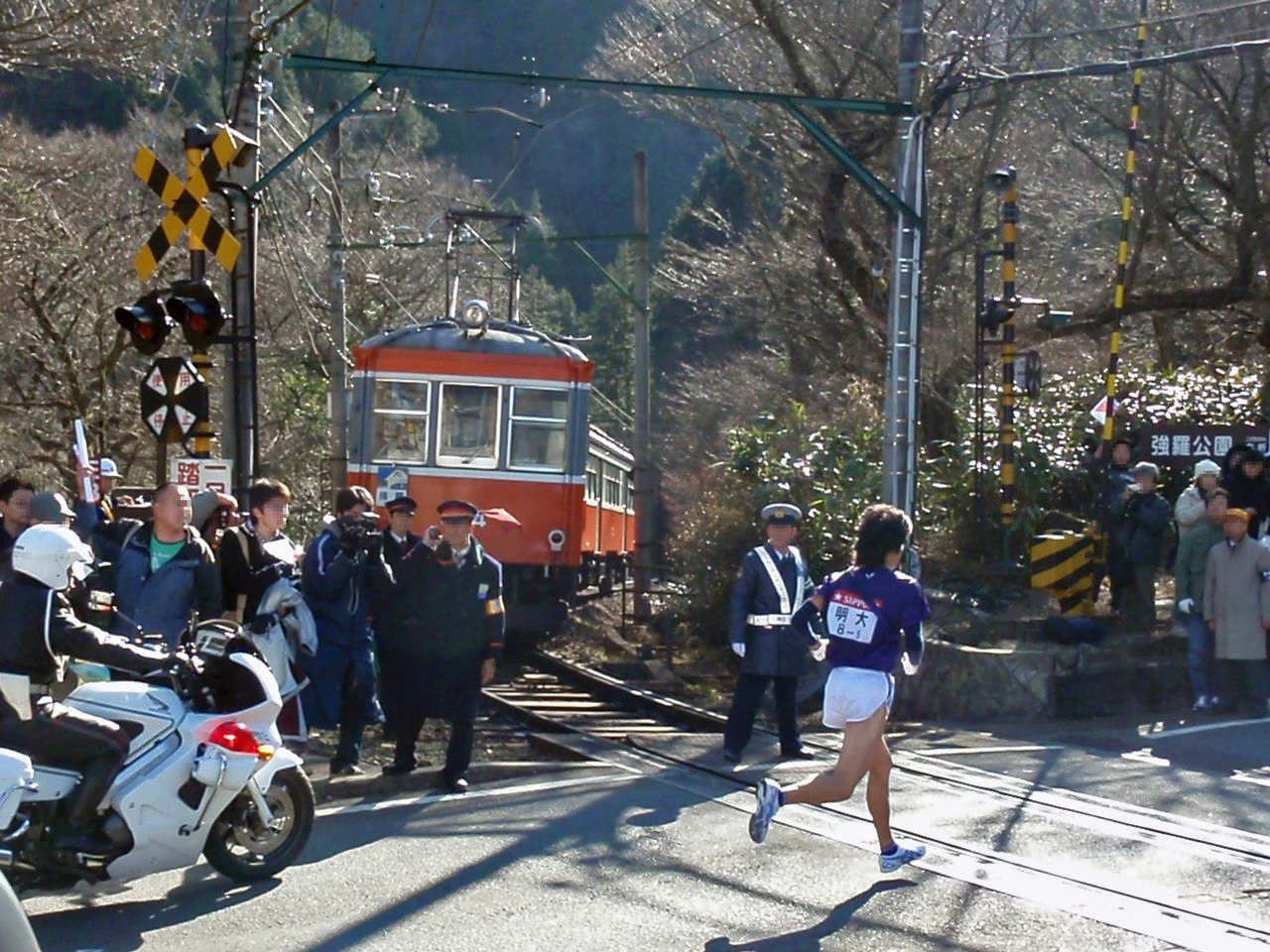
待機する箱根登山鉄道車両の前を通過する明大走者

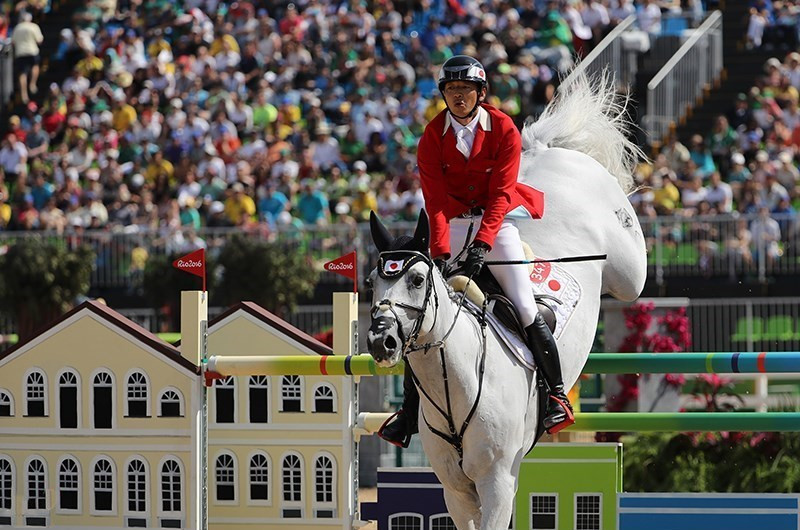
2020東京五輪では代表9選手中、馬術部OBが6名参加し入賞（画像は2016リオ五輪）

明治大学におけるスポーツの歴史は古く、明治法律学校開校翌年の1882年（明治15年）には飛鳥山で最初の運動会が行われている。1906年（明治39年）、学友会に陸上運動部（剣道、庭球）と水上運動部（端艇）が設けられ、さらに明治末年までに弓道、競走、柔道、野球、相撲、大正末年までにサッカー、水泳、体操、射撃、ラグビー、ホッケー、山岳、ボクシング、バスケット、馬術、スケート、スキーの各部が設立された。
現在ではユニバーシティ・アイデンティティの一環として、スポーツと知性の高度な次元での融合を促し、スポーツを通じた教育、社会貢献を果たすべく、カレッジスポーツ全体のインテグリティの向上を進めている。
2019年にサッカー部が大学タイトル全5冠を制覇した他、野球部、ラグビー部、スケート部（フィギュア・スピード・アイスホッケーによる総合）、水泳部などのメジャー競技に於いて大学王座に就いている。また、女子競技に於いても、ラクロスやフィギュアスケート、ゴルフ、フェンシング、剣道、射撃などで大学選手権優勝を果たしている。
大学新聞コンテストで数多くの優勝を果たした「明大スポーツ」を発行。2019年には「明治大学学長杯三種混合e-sports大会」として、国内で初めて大学主催のe-sports大会を開催。
他校に比べ、少数精鋭の体制をとる運動部が多い中、サッカー、野球などではプロ志向の選手も多く、サッカー部は4年生全15名中12名がJリーガーとなり（2020年度）、野球部はドラフト連続指名記録を更新中である。いずれも現役プロ選手数は大学別で1位である。また、野球部が公式試合にも使用可能な「内海・島岡ボールパーク」を本拠地とし「駿台倶楽部」という強固なOB組織を運営する一方、サッカー部、競走部などでは、サポーターズクラブ運営やスポンサー企業による支援など、外部資金も活用した独自の社会貢献活動が行われており、スポーツと社会をつなぐ新たな仕組みをづくりが進められている。

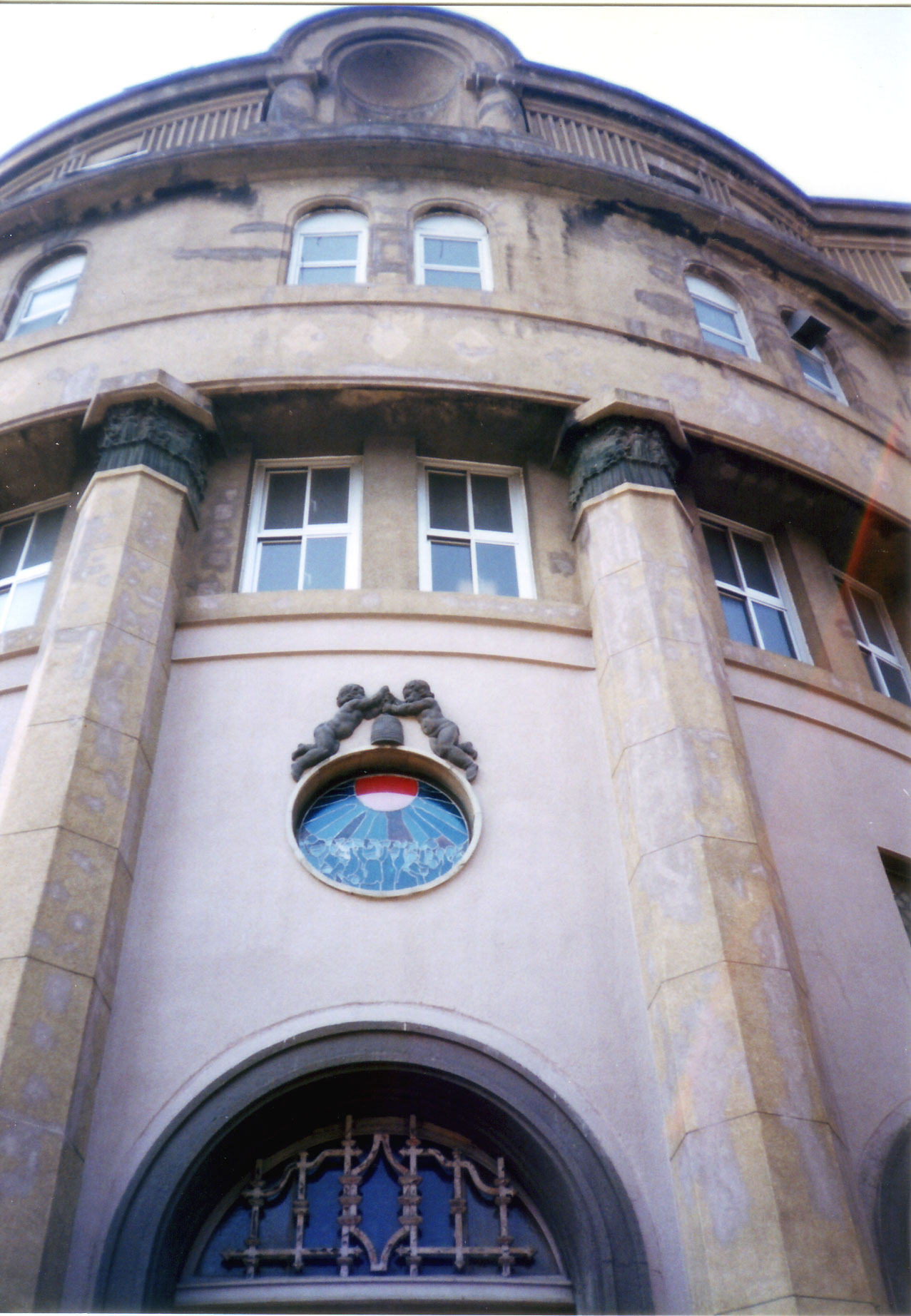
旧記念館正面のステンドグラス（小川三知作）と暁の鐘を鳴らす天使のレリーフ（1991年撮影）

### 学風・特色
時代を先導する「暁の鐘」をシンボルに用い、「個を強くする大学」 をキャッチフレーズとしており、また、「社会連携・貢献」を教育・研究とともに 大学の使命と位置づけている。
東京都心部に本部キャンパスを構え、国内外の企業・大学・政府系機関 などとの交流による実践的教育、総合大学ならではの学問環境や課外活動プログラムを提供。特に演劇や音楽などが盛んであり、演劇は例年4,000人以上の観客を動員するアマチュア最大規模の演劇イベント「明治大学シェイクスピアプロジェクト」などで知られ、音楽は有名ミュージシャンを招聘する「御茶ノ水ジャズフェスティバル」の他、御茶ノ水の街全体でも音楽イベントを開催する。

都心型大学として、各分野の第一線との交流も盛んであり、特に演劇では文学座、音楽ではエイベックス、OJT型学部講座ではフジテレビ、スポーツではナイキなどとのタイアップイベント等が行われている。また、国際日本学部では、米国ディズニーランドとの提携による、単位取得・インターンシップ報酬等の伴った留学プログラムなどの特色ある留学プログラムも設置されている。

## 歴史
（沿革節の主要な出典は公式サイト）

### 創立者
| 宮城浩蔵 |  | 岸本辰雄 |  | 矢代操 |
| 宮城浩蔵 |  | 岸本辰雄 |  | 矢代操 |

近代国家を樹立する上で近代法制度の確立が最重要課題であった明治政府は、欧米諸法の比較研究による新法典の編纂および近代法制度を理解しその運用にあたる官僚の養成が急務となっていた。こうした事項を担う機関として、1871年（明治4年）9月、司法省に明法寮（後に司法省法学校）が創設された。
1872年（明治5年）7月に第一期生20名が入学。その多くは後に裁判官・検察官として明治期の日本の司法を支えることとなる。創立者の岸本辰雄、宮城浩蔵、矢代操はこの20名のうちの3名であり、日本で西洋近代法を習得した第一世代にあたる。1876年（明治9年）7月に司法省法学校を卒業した岸本と宮城はボアソナードの推挙によってフランスに留学し、矢代は国内で在野法曹として活動することとなる。

### 略歴

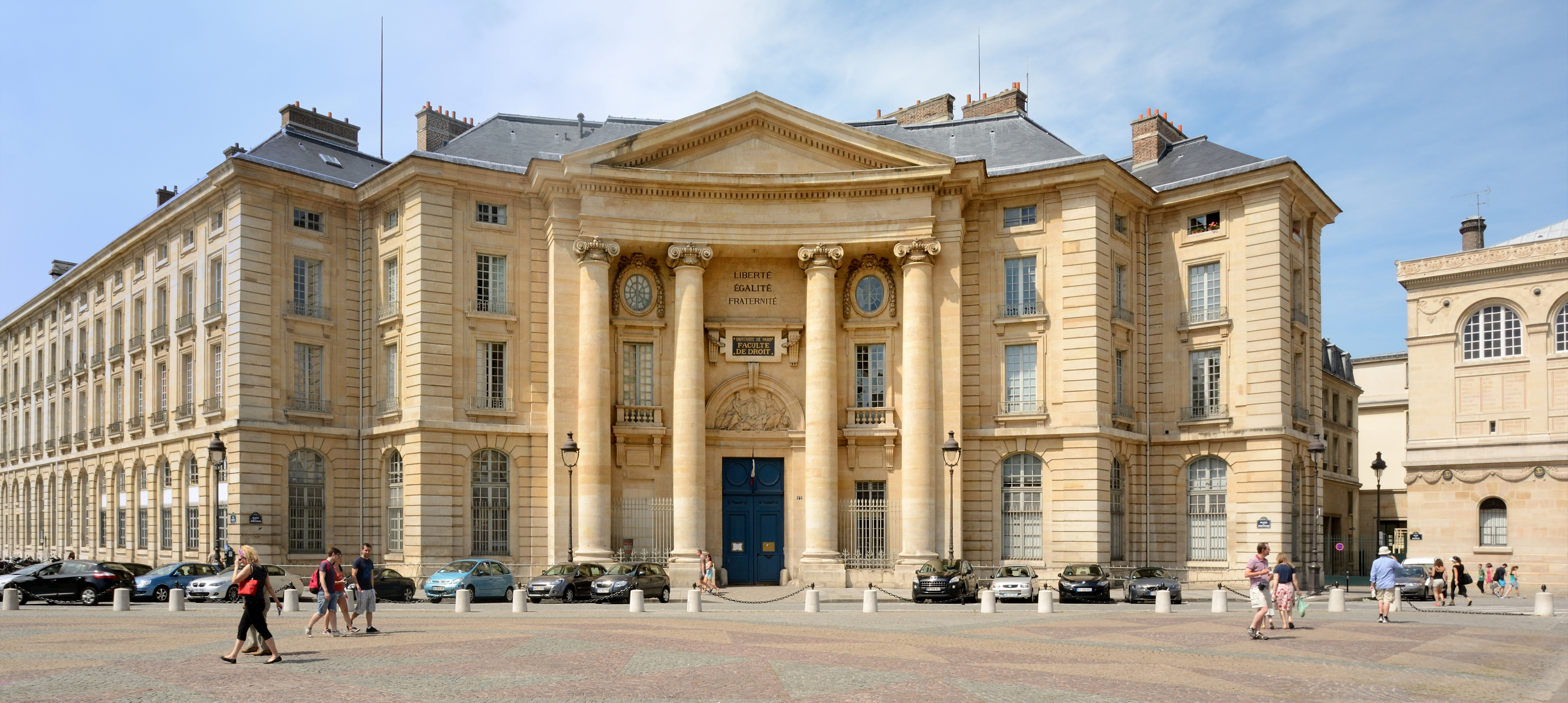
岸本辰雄と宮城浩蔵が学んだパリ大学
（宮城はのちリヨン大学に転じた）

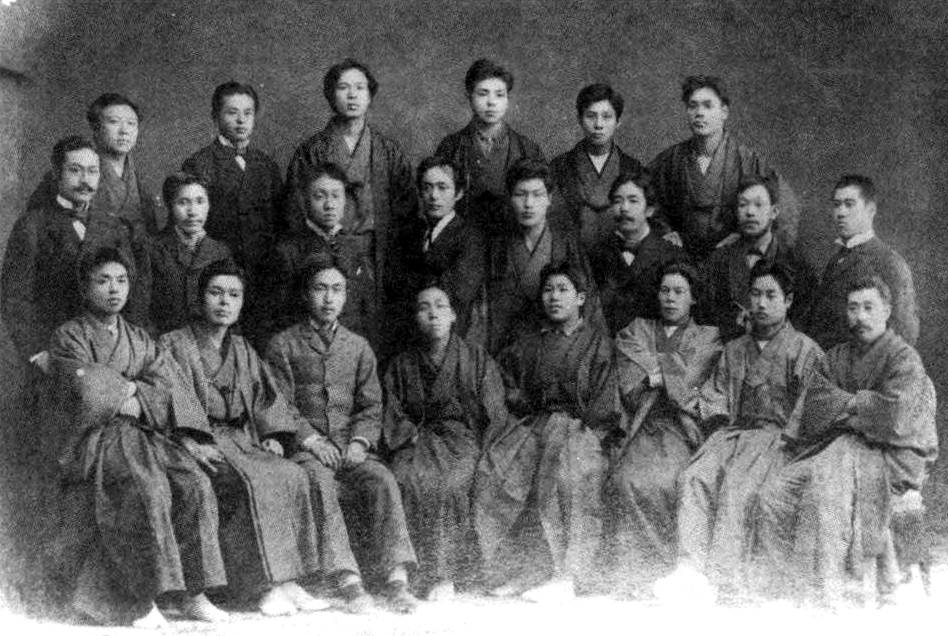
1884年判事登用試験合格記念写真（上段左から2人目が岸本辰雄、中段左端から矢代操、熊野敏三、西園寺公望、2人はさんで宮城浩蔵、岡村輝彦、杉村虎一）

明治大学は、当時20代の青年法律家、岸本辰雄、宮城浩蔵、矢代操 の3人が1881年（明治14年）1月17日に設立した明治法律学校をその母体とする。
開校の直接のきっかけとなったのは講法学舎（旧紀州藩出身の北畠道龍らが設立した法律学校）で起きた集団退学騒動である。フランス留学から帰国した岸本と宮城は公務に就くかたわら矢代が幹事を務める講法学舎にも出講していたが、1880年（明治13年）11月に同校で内紛が起こり、集団退学した学生十数名が岸本らに新しい法律学校の開設を求めたのである。
設立に際して西園寺公望や杉村虎一、さらに旧島原藩主・松平忠和（江戸幕府第15代将軍・徳川慶喜の弟）らの協力を受けた。また、岸本の出身藩（旧鳥取藩）当主の池田輝知から4年間にわたって毎月20円ずつ補助を受けた。
開校準備段階では学校の位置を東京府麹町区上六番町36番地の宮城浩蔵宅としていたが、実際の開校地は麹町区有楽町3丁目1番地の旧島原藩邸（数寄屋橋内旧三楽舎跡）となった。
開校時に発表された「明治法律学校設立ノ趣旨」は西園寺が杉村と相談しながら起草したものといわれている。
| - アッペール（通訳：宇川盛三郎、経済学） - 井上正一（行政法） - 岸本辰雄（商法） - 宮城浩蔵（日本治罪法） | - 西園寺公望（討論会） - 矢代操（仏国民法名代契約） - 一瀬勇三郎（仏国民法賃貸契約） - 杉村虎一（擬律擬判） |

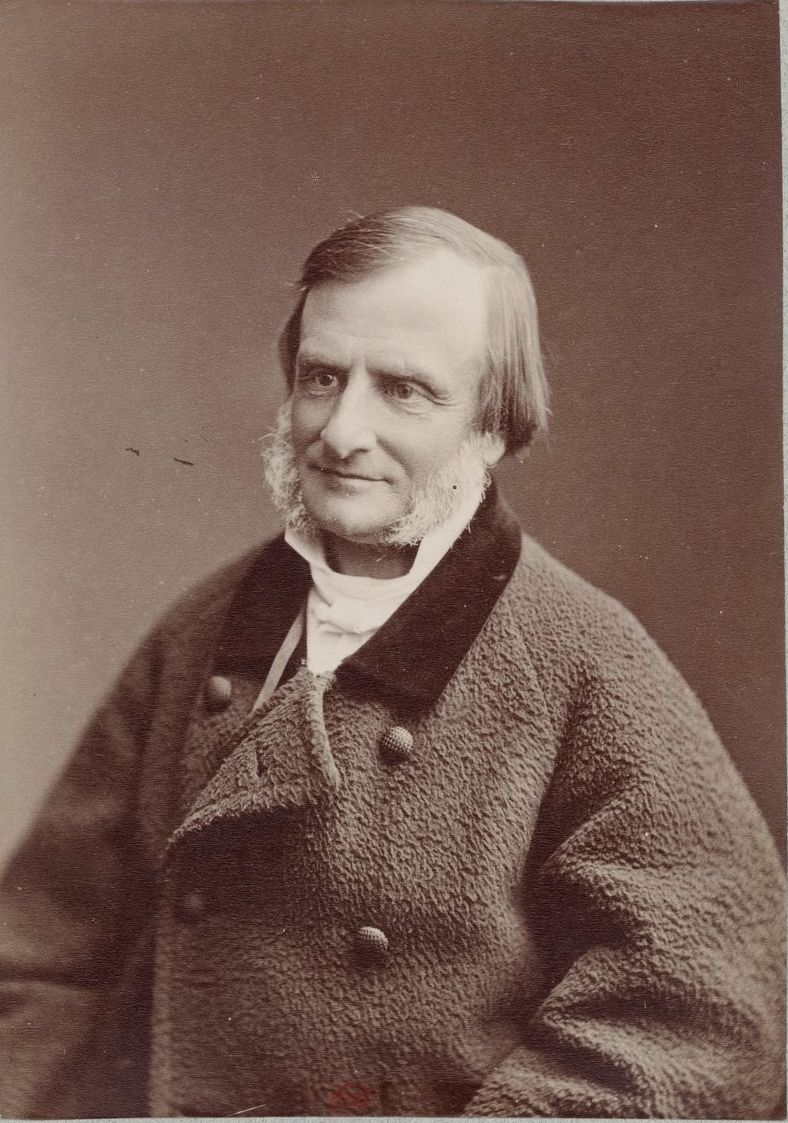
フランス法学界の異端児エミール・アコラス。西園寺公望らの留学時代の恩師であり、明治法律学校の法学思想にも少なからぬ影響を及ぼした。

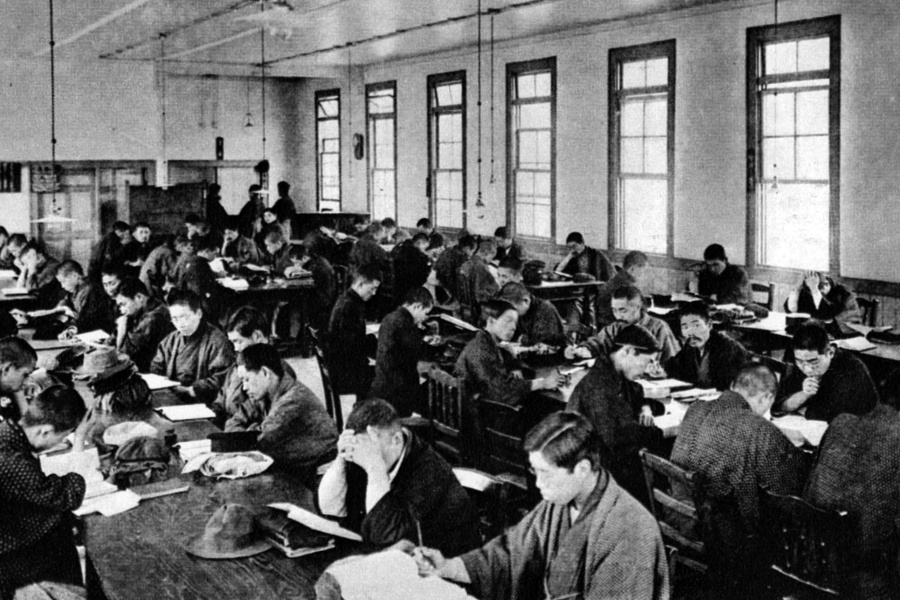
明治末期の図書閲覧室

上記の人物のほか司法省法学校出身の磯部四郎・井上操・熊野敏三・高木豊三やフランス留学組の光妙寺三郎などが参画し、当時最先端のフランス法学を教授したが、司法省法学校で創立者たちを直接指導したボアソナードは明治法律学校とは当初関わりを持たなかった。岸本と宮城、さらに講師の西園寺や光妙寺らが留学先で急進的法学者エミール・アコラスの影響を受けたことでボアソナードの怒りを買い、やがてボアソナード直系の法学校たる東京法学校とも激しく対立することとなる。
しかも開校地の旧島原藩邸は民権結社・三楽舎の演説会場でもあり、最初の入学者44名中2名は藩閥政府のスパイだったことからもわかるように、明治法律学校は開校当初から民権派の牙城と目されていた。当然ながら学生や卒業生、あるいは中退者の中には自由民権運動に身を投ずる者が多く、立憲改進党結成に参画した丸山名政、加波山事件で刑死した横山信六、三大事件建白運動に奔走した佐藤琢治、第1回衆議院議員総選挙に当選した岩崎万次郎などはその代表格であり、若き日の伊藤左千夫も政治家を夢見て明治法律学校に籍を置いたことがあった。
1886年（明治19年）12月には神田区駿河台南甲賀町（現在の日大病院東側付近）の新校舎に移転し、法律学部・行政学部の2学部を設置した。
この頃から国家権力による私立法律学校への締め付けが次第に強まり、明治法律学校は他の五大法律学校各校（専修学校・東京法学校・東京専門学校・英吉利法律学校）とともに私立法律学校監督条規の下で帝国大学特別監督下に入る。さらに1887年（明治20年）には同条規が特別認可学校規則へと改定され、各法律学校は文部大臣の直接管轄下に移されることとなる。
1889年（明治22年）から1892年（明治25年）にかけて行われた民法典論争では和仏法律学校とともに実施断行論を掲げたが、最終的に断行派は敗れ、明治法律学校の校運は一時衰退した。この時期に創立者の矢代と宮城が相次いで病没し、岸本が司法官弄花事件に連座して下野したことも痛手となった。
その後はドイツ法全盛の下で岡田朝太郎、仁保亀松、志田鉀太郎、鵜澤總明などの独法系学者を多数招聘することによって生き残りを図ることとなる。
1903年（明治36年）に専門学校令による旧制専門学校となった際に現校名に改称し、翌年の学則改正により法学部・政学部・文学部・商学部を置いた（文学部は間もなく募集停止）。1911年（明治44年）に現在の駿河台キャンパスの地に移転した。

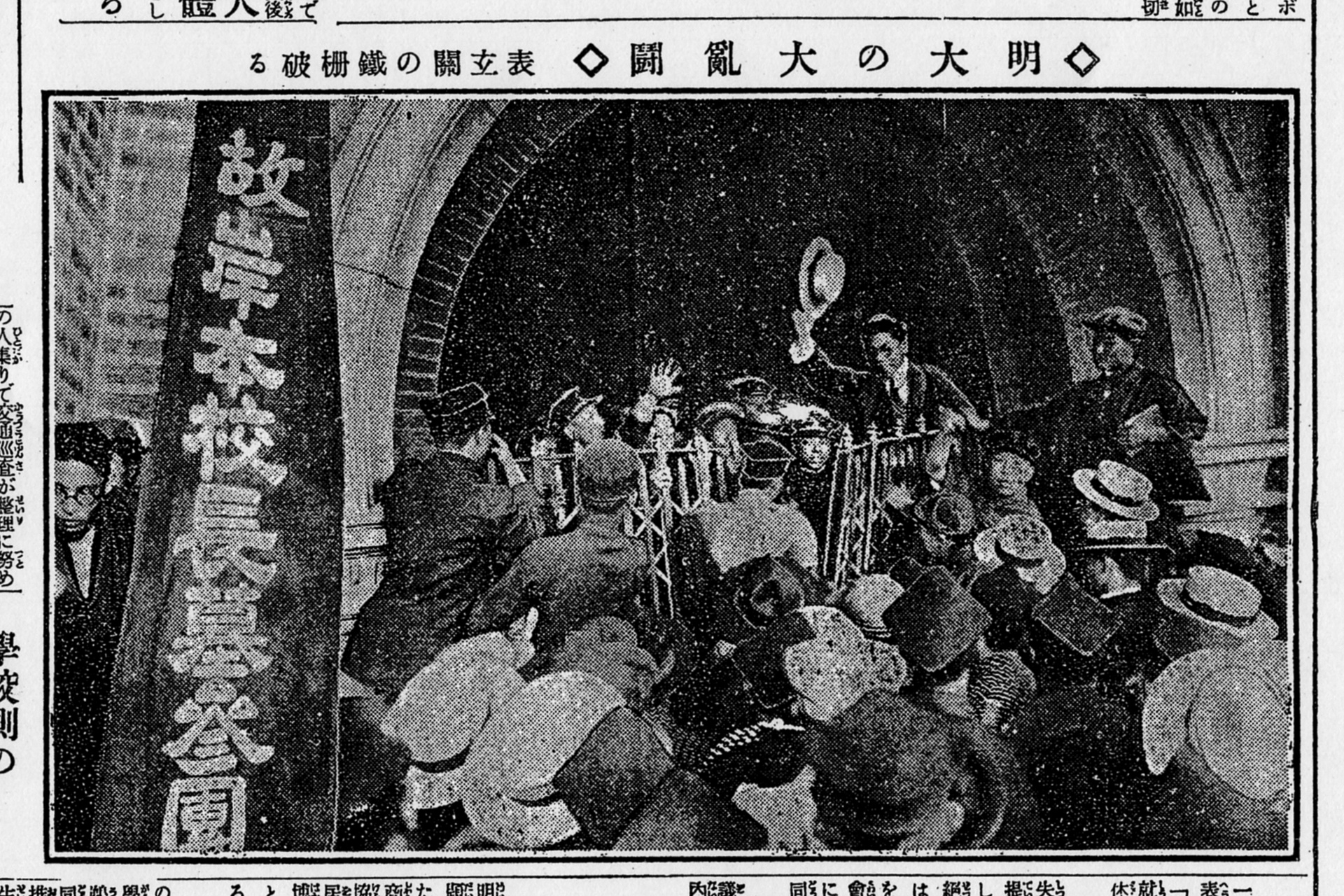
植原・笹川事件における記念館前での大乱闘（1921年5月30日）

1920年（大正9年）4月に大学令により旧制大学となる（他の5校とともに、私大としては早稲田大学・慶應義塾大学についで3番目）。このとき認可されたのは法学部と商学部で、認可見送りとなった政治経済科は法・商両学部に分属される形となった。しかし、そのことに不満を抱いた政治学科の学生たちは学長らの退陣を訴えてストライキに突入する。翌年5月、木下友三郎学長以下理事全員は学内混乱の責任をとって総辞職した（植原・笹川事件）。その後も政治経済学部の独立運動は政経学窓会の下で続けられ、1925年（大正14年）7月にようやく認可された。
大正から昭和初期の明治大学は学生運動の盛んな大学として知られ、様々な思想的背景を持つ学生運動団体が生まれては消えていった。古賀政男（1929年商学部卒）は当時の明大気質について次のような一文を残している。

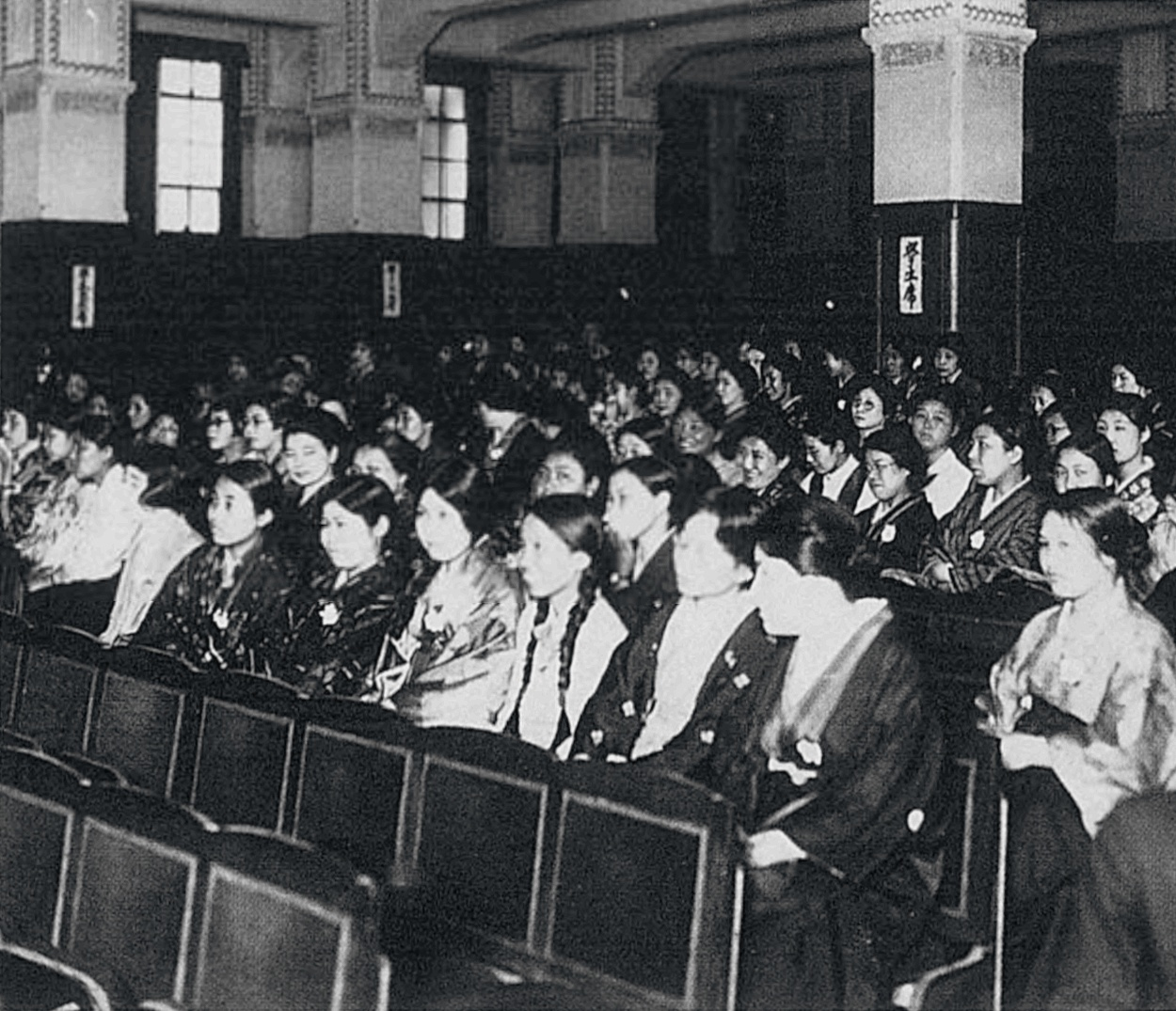
専門部女子部開校式（1929年4月28日）

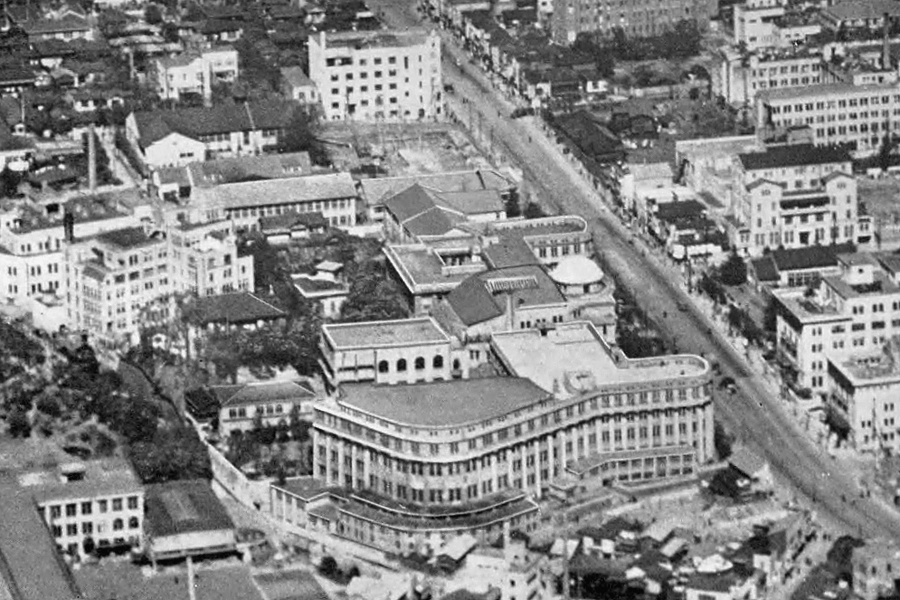
1953年の駿河台キャンパス

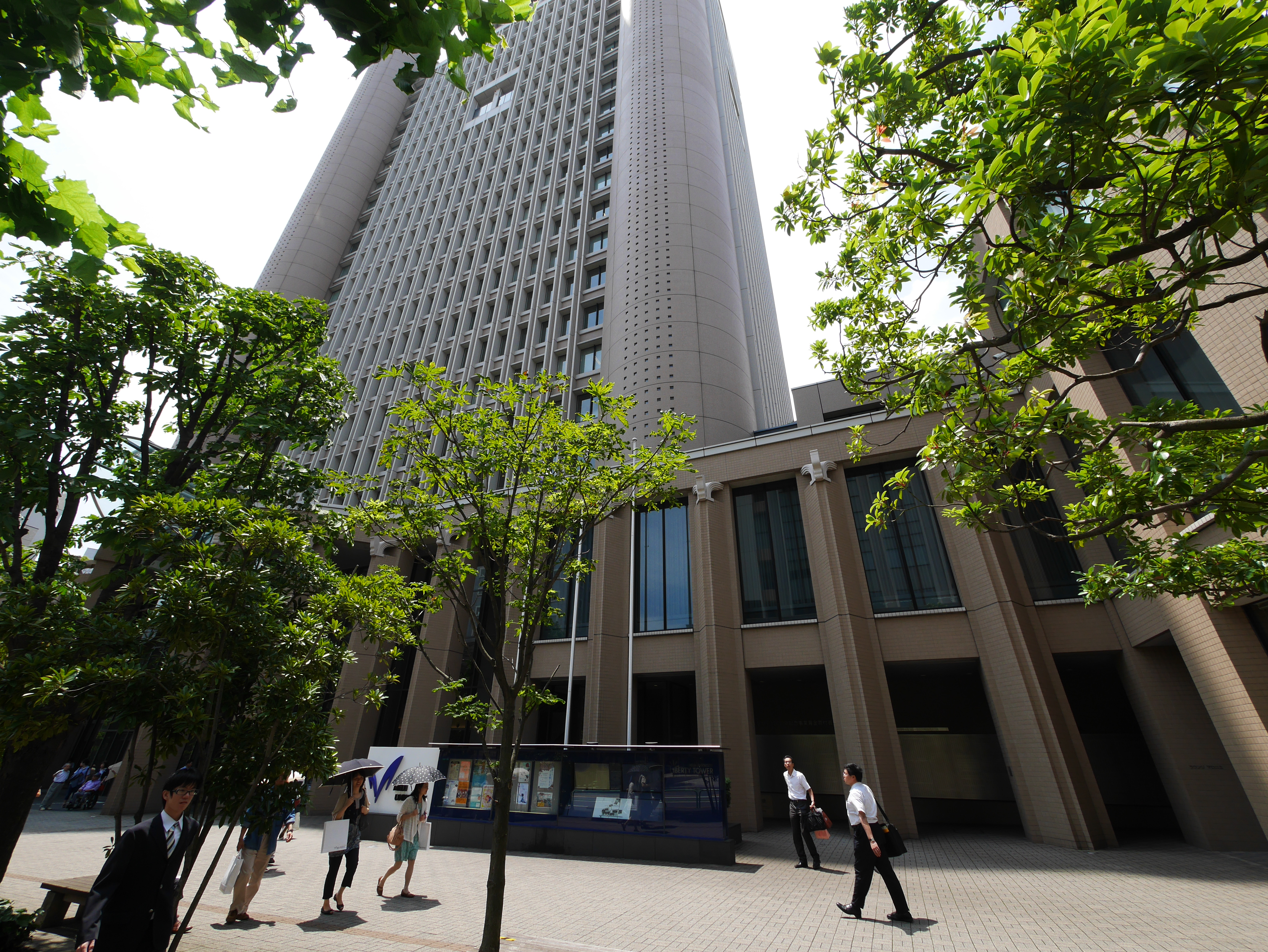
リバティタワー

1923年（大正12年）の関東大震災で駿河台の校舎はすべて灰燼に帰した。大学再建策として郊外移転案が浮上し、1924年（大正13年）10月に箱根土地株式会社との間で北多摩郡小平村の土地を買収する契約を締結した。しかし学内の反対論は根強く、翌年箱根土地との契約は破棄されるに至った。
明治大学は駿河台の地に留まることとなり、学生・校友らの募金活動によって復興建築が進められた。1928年（昭和3年）に待望の記念館（3代目）が竣工した。翌年には専門部女子部を設置し、卒業生の中から日本における女性法曹の先駆者を出した。久しく募集停止していた専門部文科は1932年（昭和7年）に復活し、山本有三や横光利一などの著名作家が教壇に立った。
予科校舎移転については1929年頃から議論が行われていたが、京王電軌社長井上篤太郎の尽力により1934年（昭和9年）に杉並区和泉町への移転が実現し、翌年には予科校舎の最寄り駅として明大前駅が開業した。
戦争の時代に突入する中で1939年（昭和14年）に専門部興亜科、1944年（昭和19年）に東京明治工業専門学校、戦争中から準備が進められていた明治農業専門学校は終戦後の1946年（昭和21年）に設置された。
1949年（昭和24年）に法・商・政治経済・文・工・農の6学部からなる新制大学に改組し、翌年短期大学部を併置した。1953年（昭和28年）に私学で初となる経営学部を設置。駿河台・和泉・生田の3キャンパスに3万人以上の学生を擁する総合大学へと発展した。
戦後の明治大学の歩みは順調とばかりは言えず、専教連（専任教授連合会）による改革闘争、大学の規模拡大にともなう施設整備問題、あるいは大学紛争などの激動の時代を経て、1980年（昭和55年）に創立100周年を迎えた。
1991年（平成3年）に起きた替え玉入試事件では大学全体のガバナンス欠如の実態が明るみになり、社会全体からの厳しい批判の目にさらされた。
その後の変革の動きは目覚ましく、2004年（平成16年）に情報コミュニケーション学部、2008年（平成20年）に国際日本学部、2013年（平成25年）に総合数理学部を相次いで新設。駿河台の校舎群はリバティタワーをはじめとする高層校舎に生まれ変わり、2013年に第4のキャンパスとして中野の警察大学校跡地に中野キャンパスを開設した。
2023年（令和5年）現在の明治大学は10学部、大学院12研究科および4つの専門職大学院を擁する。

### 年表

#### 明治法律学校
- 1880年（明治13年）
  - 2月 - 岸本辰雄がフランスから帰国。
  - 6月 - 宮城浩蔵がフランスから帰国。

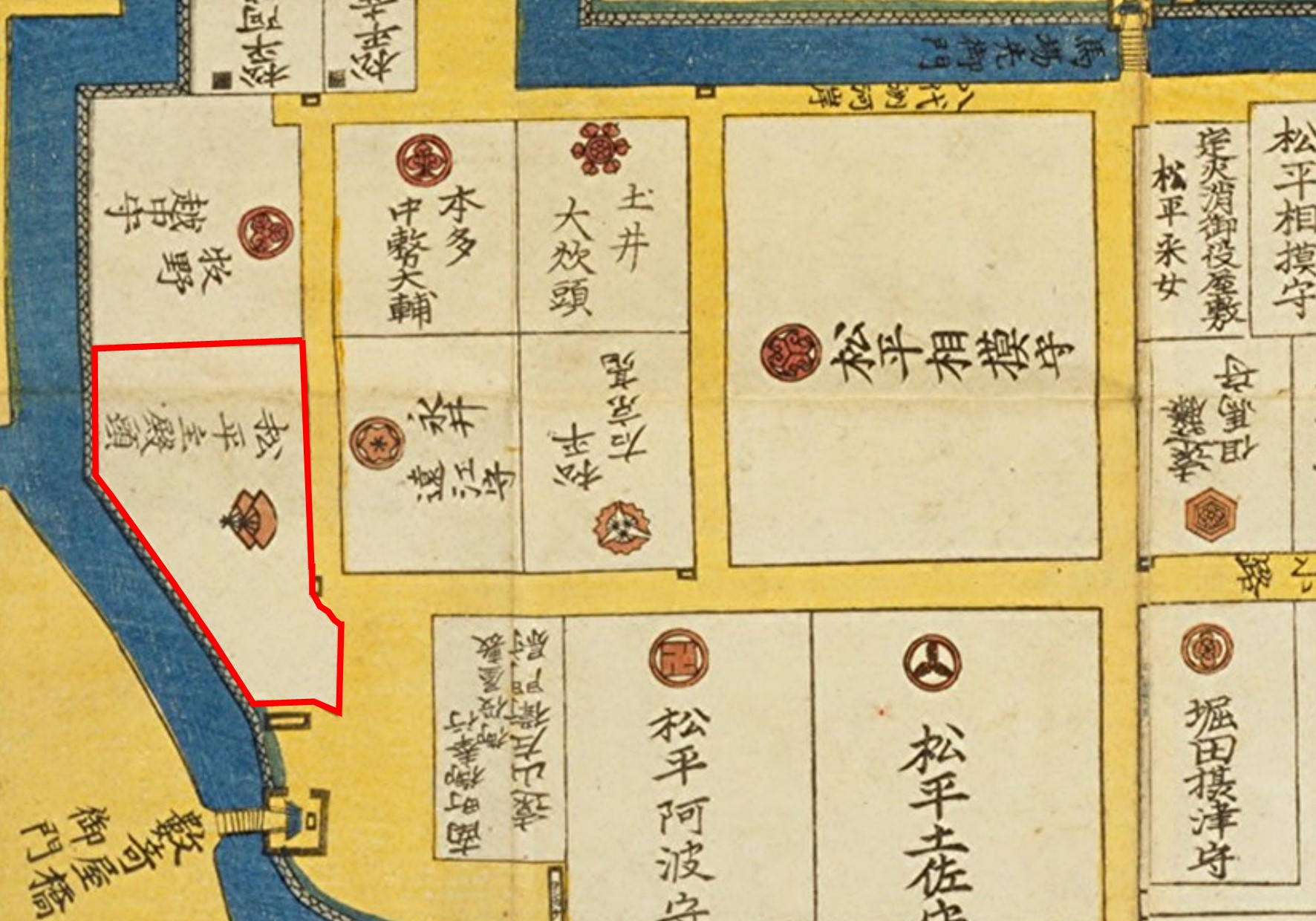
明治法律学校の開校地となる有楽町の島原藩上屋敷跡（赤枠内）

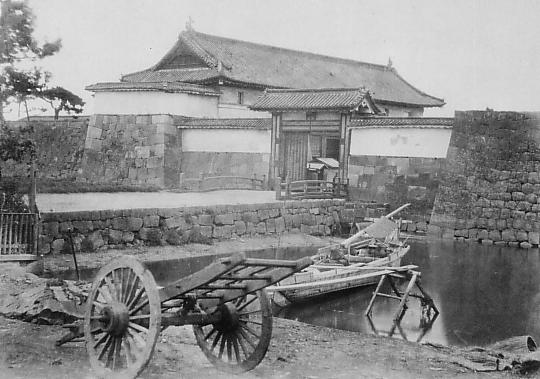
数寄屋橋門（1871年）

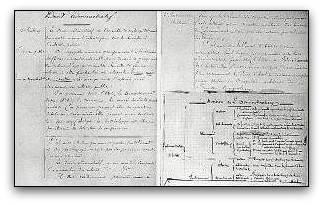
西園寺公望の講義ノート

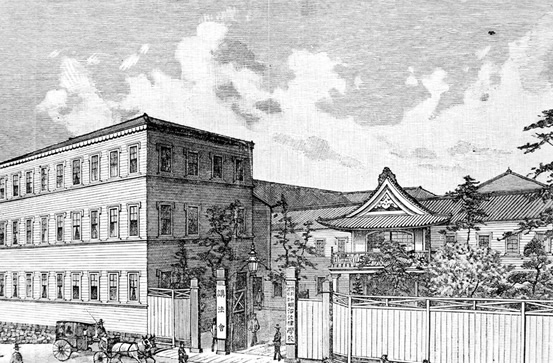
南甲賀町校舎

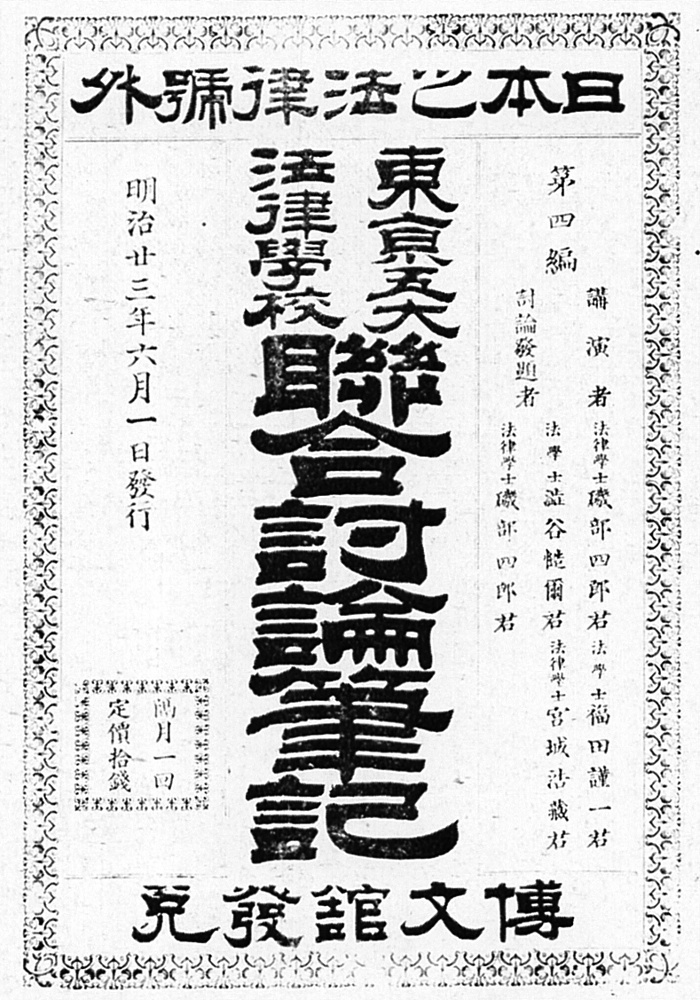
東京五大法律学校連合討論筆記

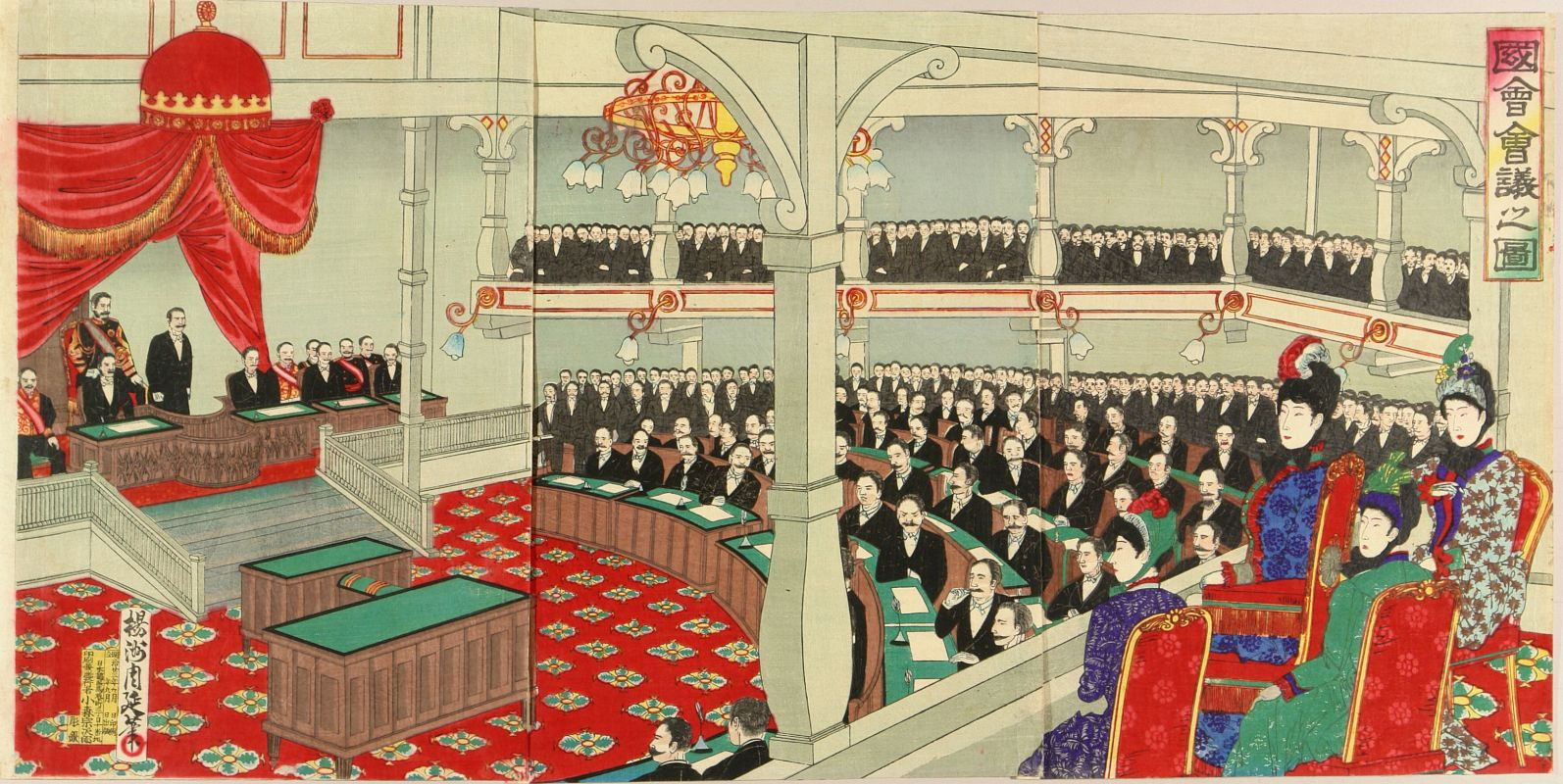
国会会議之図（明治法律学校の講師や卒業生も初期議会から活躍した）

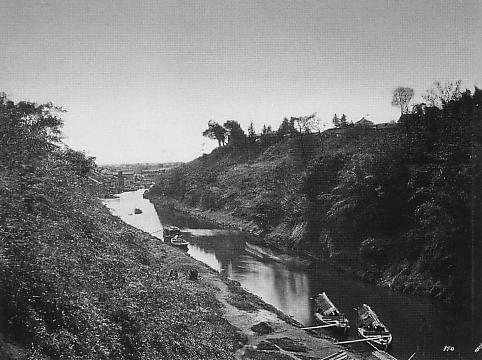
明治時代の御茶ノ水

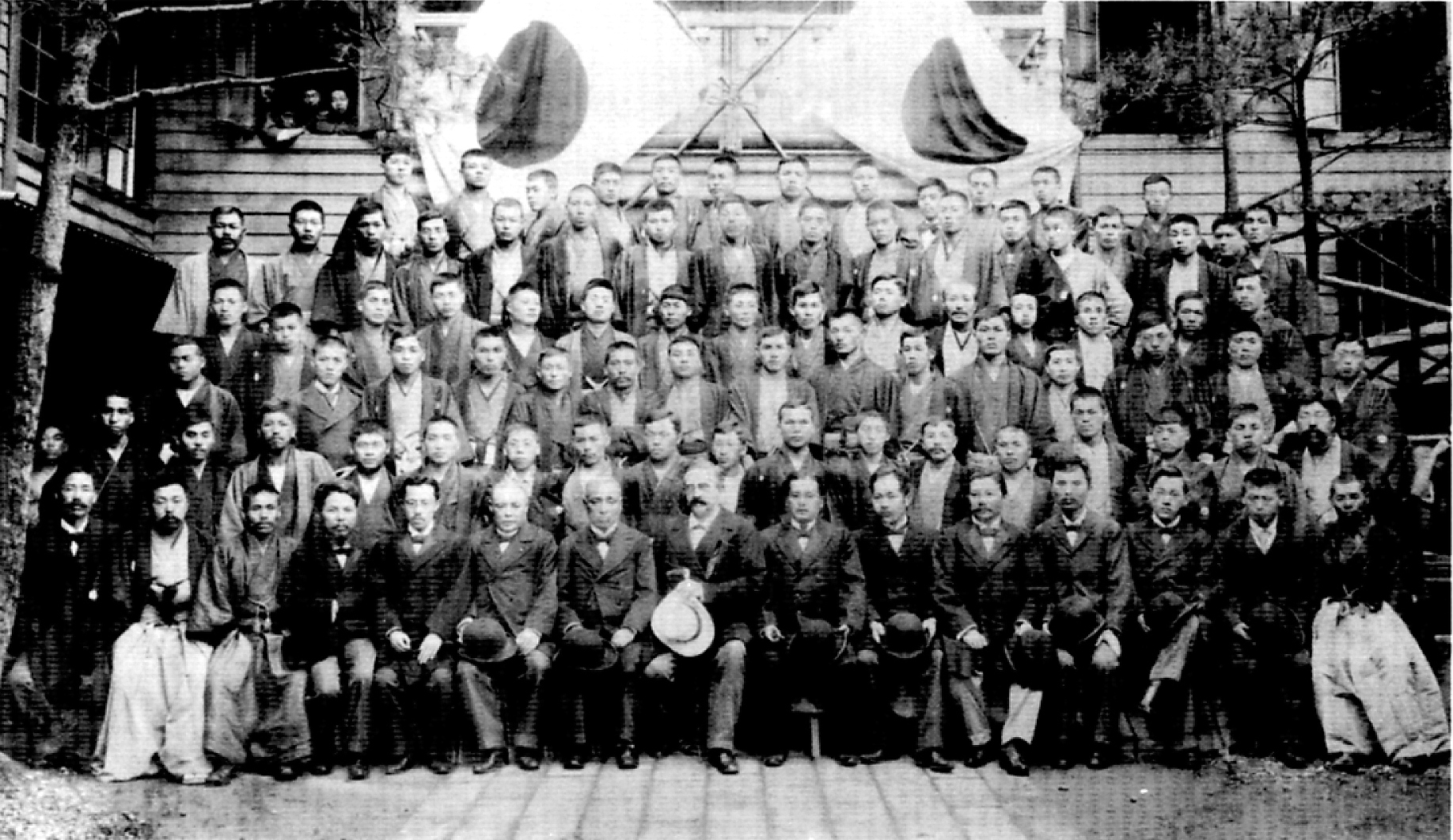
明治法律学校卒業記念写真（1901年）

  - 12月 - 明治法律学校設立認可につき東京府に申請する。
- 1881年（明治14年）1月 - 明治法律学校開校（麹町区有楽町3丁目1番地・数寄屋橋内旧島原藩邸内、第1回入学生は44名[注釈 6]）。
- 1882年（明治15年）
  - 2月 - 校友規則を制定。
  - 10月 - 第1回卒業生（依田銈次郎・斎藤孝治など19名）を送り出す。修業年限を2年から3年に延長する。
  - 飛鳥山で運動会を開催[60]。
- 1883年（明治16年）9月 - 八王子横山町に八王子分校を開設（1885年閉校）。
- 1884年（明治17年）
  - 4月 - 別科と予備科を設ける。
  - 9月 - 寄宿舎を兼ねた麹町分舎を開校（1885年閉校）。
- 1885年（明治18年）
  - 4月 - 『明法雑誌』創刊。
  - 9月 - 明治法律学校規則を制定。
- 1886年（明治19年）
  - 1月 - 法律学部と行政学部の2部を設置。
  - 12月3日 - 私立法律学校特別監督条規により帝国大学特別監督下に入る。
  - 12月11日 - 神田区駿河台南甲賀町11に校舎を移転（現在の日大病院東側付近）。移転開校式に大木喬任・渡辺洪基・福澤諭吉・中江兆民などが出席。
- 1887年（明治20年）
  - 8月 - 帝国大学監督私立明治法律学校規則が出される。
  - 9月 - 名誉校員制を制定（大木喬任・鶴田皓・箕作麟祥・名村泰蔵・ボアソナード等が就任）。講法会を設立（のちの校外生制度）。
  - 12月 - 保安条例により明治法律学校関係者8名（そのうち学生5名）[注釈 7] が東京から退去させられる。
- 1888年（明治21年）
  - 3月 - 五大法律学校連合大討論会に参加[注釈 8]。
  - 6月 - 明治法律学校雑誌局を設立。
  - 7月 - 校長・教頭の制を置く（校長・岸本辰雄、教頭・宮城浩蔵）。
  - 8月 - 校員会を設置[注釈 9]。特別認可学校規則により法律学部・政治学部の2学部が認可。
  - 10月 - 東京法学校および東京仏学校との合併問題起こる[93]。
- 1890年（明治23年）
  - 7月 - 第1回衆議院議員総選挙で宮城浩蔵・光妙寺三郎・井上正一・磯部四郎（講師）、美濃部貞亮・岩崎万次郎・榊喜洋芽（卒業生）が当選。
  - 9月 - 矢代操が貴族院議事課長に就任。
  - 11月 - 岸本辰雄が大審院判事に就任。
- 1891年（明治24年）
  - 3月 - 校友を中心に法治協会を結成。
  - 4月 - 創立者・矢代操、死去[94]。
  - 10月 - 校員会において関西法律学校との提携を承認[95]。
- 1892年（明治25年）
  - 5月 - 岸本辰雄・宮城浩蔵・磯部四郎ら民・商法典実施断行論を発表。
  - 12月 - 第3回帝国議会で民法・商法施行延期法案可決（仏法派に打撃）。
- 1893年（明治26年）
  - 2月 - 創立者・宮城浩蔵、死去[94]。
  - 3月 - 岸本辰雄が司法官弄花事件に連坐して大審院判事を辞任。
  - 7月 - 政治学部廃止。
  - 12月 - 司法省から判事検事登用試験の指定校となる。
- 1896年（明治29年）11月 - はじめて留学生が入学する。
- 1897年（明治30年）9月 - 高等研究科、出版部講法会、貸費生制度を設ける。
- 1898年（明治31年）8月 - 大阪青年倶楽部で関西校友大懇親会を開催。
- 1899年（明治32年）
  - 6月 - 徴兵猶予の特典を受ける。
  - 7月 - 校友会を組織する。
- 1900年（明治33年）
  - 2月 - 卒業生に明法学士の称号が授与されるようになる。
  - 10月 - 最初の卒業証書授与式を行う[注釈 10]。
- 1901年（明治34年）
  - 5月 - 制服・制帽を定める。
  - 10月 - 第一期擬国会を開催[注釈 11]。
  - 12月 - 岸本辰雄、校友総会に「明治法律学校を将来大学組織とする件」を提出。
- 1902年（明治35年）12月 - 校友総会で「大学設立案」が提案可決される。
- 1903年（明治36年）
  - 1月 - 大学創立準備事務所を設置（名村泰蔵が委員長に就任）。
  - 3月 - 新校名を「明治大学」と決定する。

#### 専門学校令下の明治大学
- 1903年（明治36年）

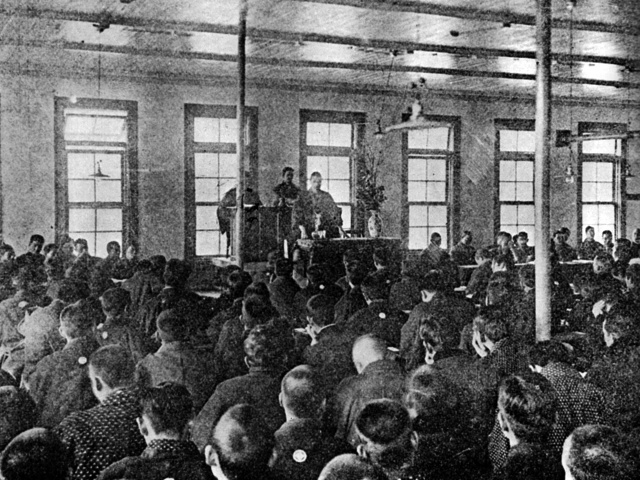
明治大学擬国会

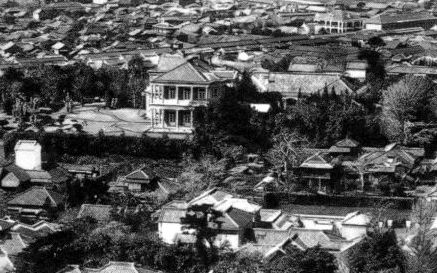
初代記念館などの建設前にあった小松宮邸（ニコライ堂から撮影）

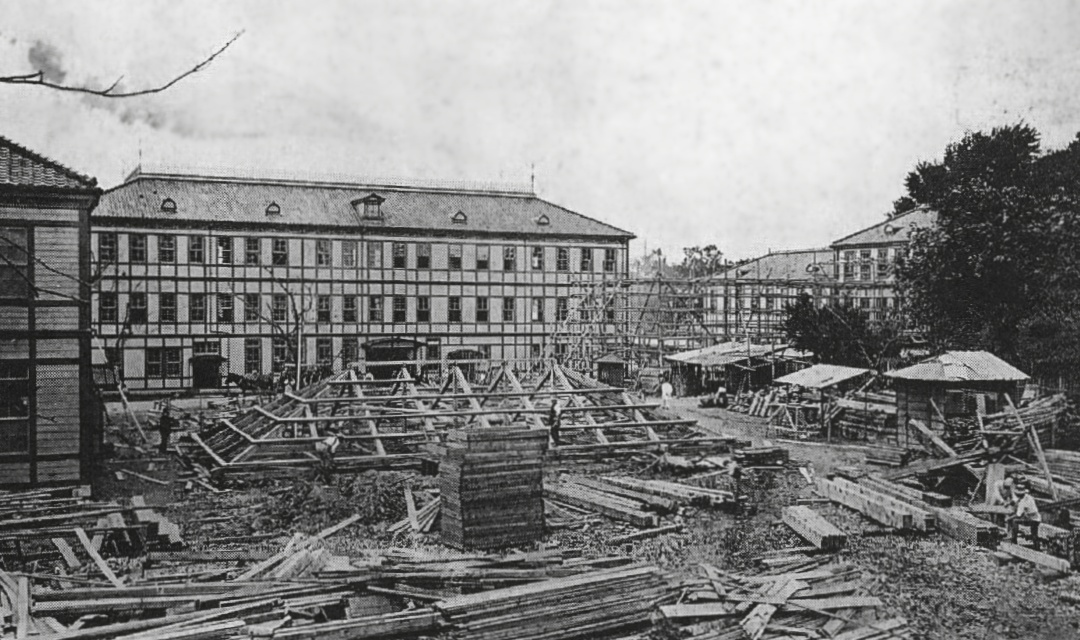
新築中の明治大学校舎

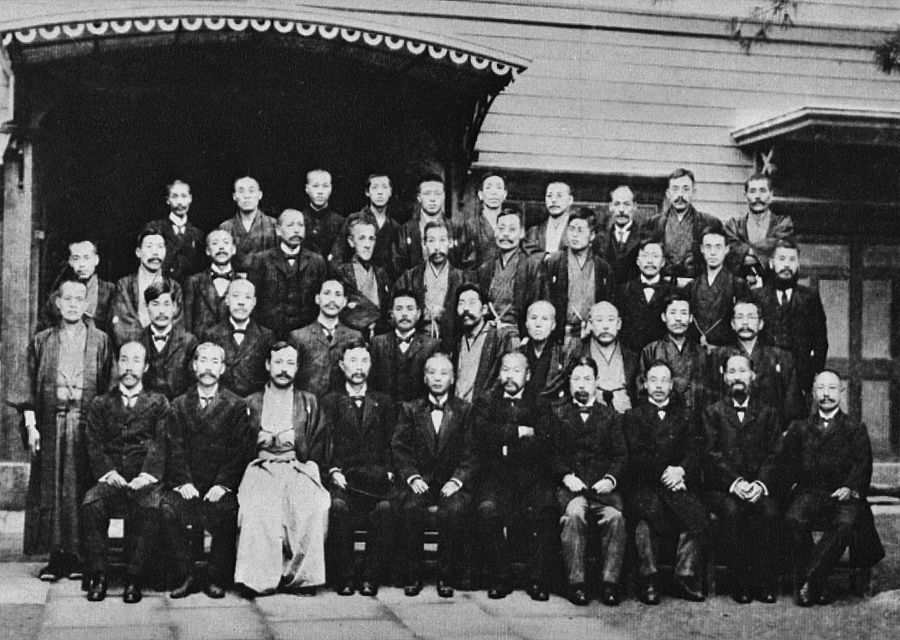
1911年の明大教職員。前列左から5人目が岸本辰雄校長、その右隣が木下友三郎。

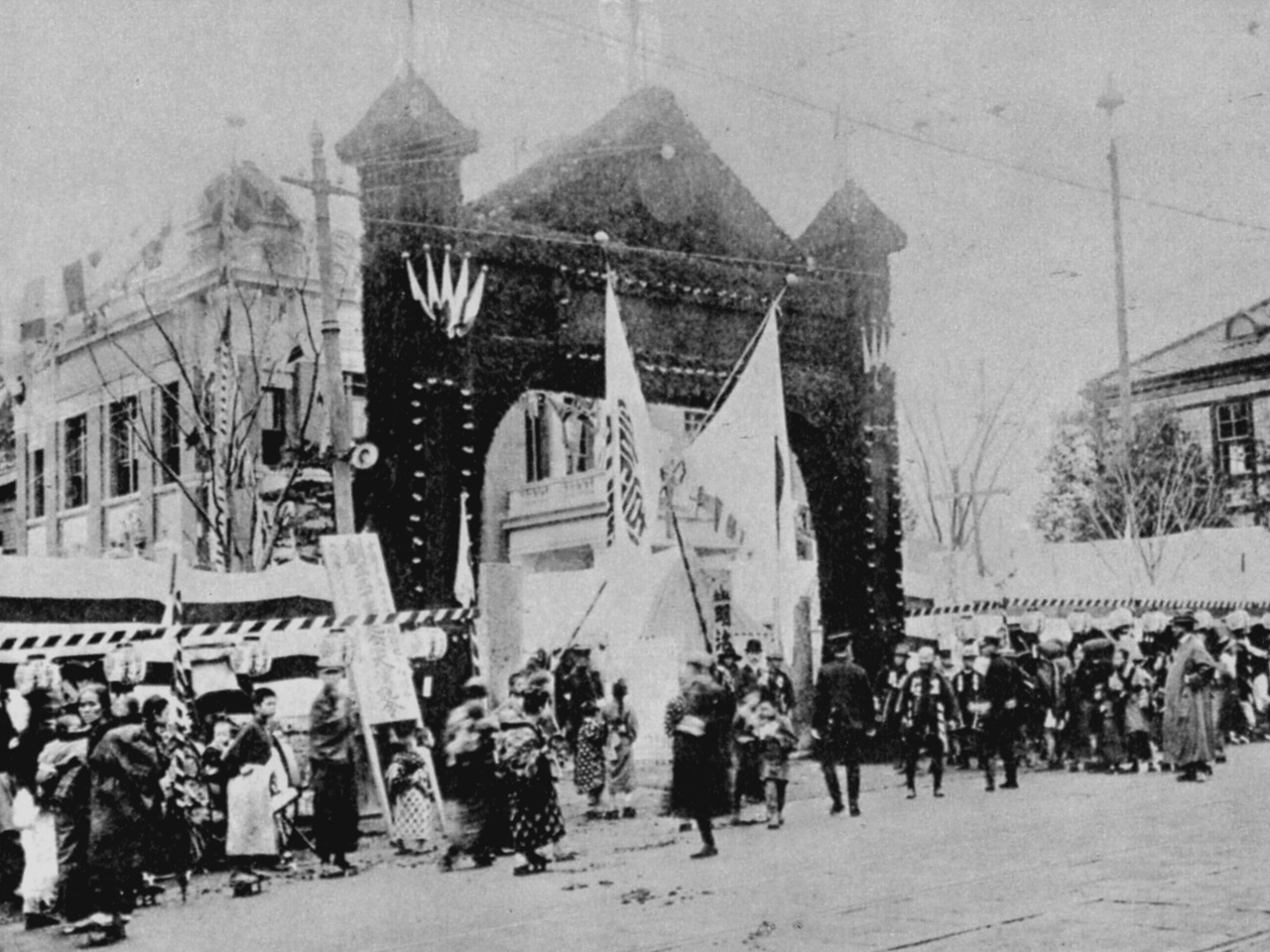
創立30周年記念祝典
（左奥の建物が初代記念館）

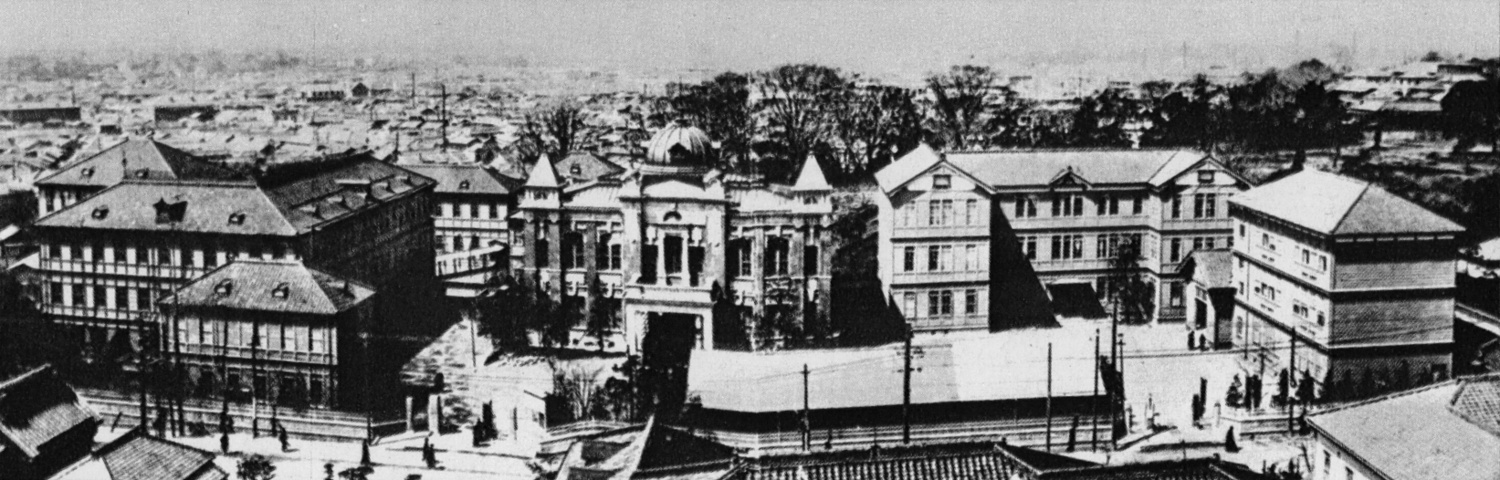
第二代記念館（1912年竣工）

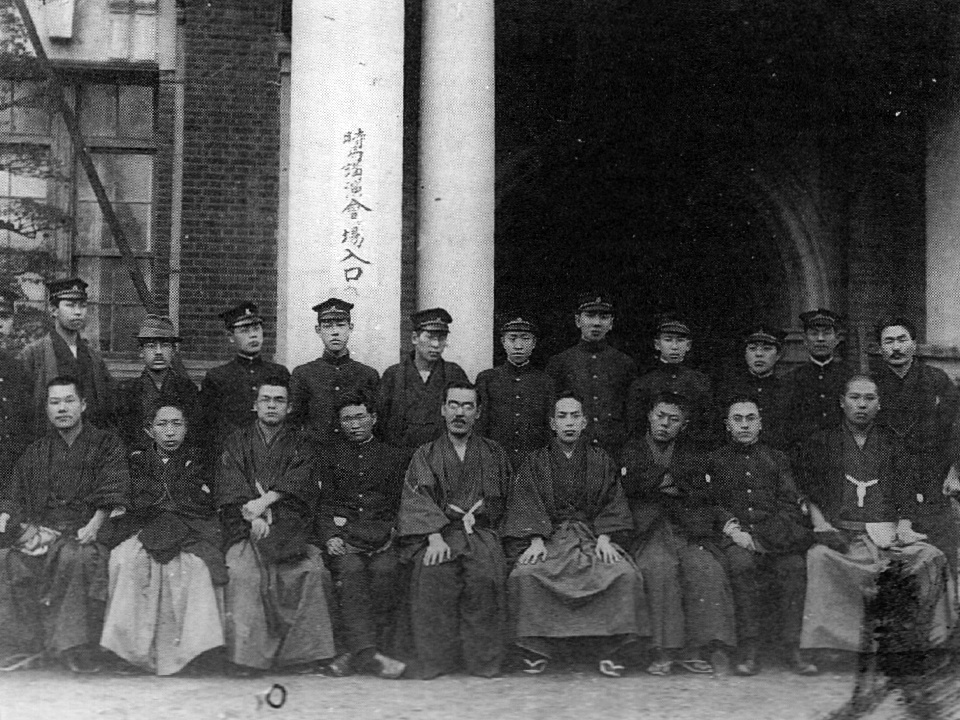
大山郁夫時局講演会
（1919年頃）

  - 8月 - 専門学校令により明治大学への改称認可。出版部講法会を明治大学出版部と改称（1952年廃止）[96]。
  - 10月18日 - 雄弁会発足（初代会長・鵜沢総明）[97]。
  - 10月23日 - 神田錦町の元神田中学校校舎を購入、高等予科を移転[98]。
  - 10月24日 - 岸本辰雄、主に新入生向けの講話会で「明治大学ノ主義」と題する演説を行う。
  - 10月 - 図書閲覧室を拡張して図書館とする。
  - 12月 - 校友実業会総会で商科設置を可決。
- 1904年（明治37年）
  - 5月 - 学則改正により法学部・政学部・文学部・商学部を設置、各学部に本科・専門科を設置。
  - 7月 - 名誉講師制を設ける（西園寺公望・名村泰蔵・ボアソナードを推薦）。
  - 9月 - 経緯学堂開校（錦町分校内、1910年閉校）。
  - 12月 - 甲武鉄道御茶ノ水駅開業[注釈 12]。
- 1905年（明治38年）
  - 4月 - 簡易商業学校開校（錦町分校内、1923年保善商業学校と合併して閉校）。
  - 7月 - 大学組織を財団法人に改める。
  - 11月 - 分校内において文学研究会開催。
- 1906年（明治39年）
  - 2月 - 学友会が設立される。
  - 9月 - 文学部授業開始（1908年学生募集停止）。
- 1907年（明治40年）4月 - 明治高等予備校開校（1927年廃止）。
- 1908年（明治41年）
  - 3月 - 特別校外生制度を設ける。
  - 4月 - ボアソナード文庫を開設（関東大震災で焼失）。
  - 7月 - 学部内にあった専門科が独立し、本科を大学部、専門科を専門部と改称[注釈 13]。
  - 8月 - 高等予科を大学予科と改称[99]。
- 1909年（明治42年）
  - 5月 - 東京高商申酉事件に関する学生大会を開催。
  - 8月 - 商科が錦町分校に移転。
- 1910年（明治43年）
  - 4月 - 新校舎建設用地として旧小松宮邸跡を借地する（現在の駿河台キャンパスA地区）。
  - 9月 - 新校舎で授業開始[100]。
  - 11月 - 柏木運動場開設、野球部創部。
- 1911年（明治44年）
  - 9月 - 山口高商を集団退学した清国人留学生45名が明大商科に転入する（ - 12月）[101]。
  - 10月 - 初代記念館竣工。校舎新築落成移転式を兼ねて創立30周年記念式を挙行。
- 1912年（明治45年/大正元年）
  - 3月 - 初代記念館焼失。
  - 4月 - 創立者・岸本辰雄、死去[94]。明治中学校開校。
  - 6月 - 錦町分校を廃止[102]。
  - 7月 - 政科を政治経済科と改称、各科に教頭を置く[103]。
  - 12月 - 2代目記念館竣工。
- 1913年（大正2年）
  - 2月 - 野球部、第1回東洋オリンピック大会に出場して全勝[104]。
  - 12月 - 留日支那学生高等予備学校設立（1916年廃止）。
- 1914年（大正3年）10月 - 三大学（早慶明）野球リーグを結成（のちに法、立、帝が加わり六大学となる）。
- 1915年（大正4年）4月 - 校旗を制定、スクールカラーとして深紫を採用[105]。
- 1916年（大正5年）
  - 5月 - 駒沢運動場を開設（1930年明治薬学専門学校に売却）。
  - 9月 - 小松宮邸跡地を購入（登記完済）。
- 1917年（大正6年） - 政治経済科の雄弁部学生により青年白熱党結成[106]。
- 1918年（大正7年）
  - 4月 - 予科の修業年限を2年に延長。研究生制度による留学生派遣開始。
  - 5月 - 各科に主任を設ける[107]。
  - 12月 - 協議員会設置（大学令による昇格準備のため）。
- 1919年（大正8年）
  - 2月 - 寄附行為改正により商議員を20名から35名に増員する。
  - 10月 - 大学設立認可申請書を提出（私学では慶應、早稲田、同志社、法政に次いで5番目）。
  - 12月 - 原田熊雄男爵邸地2,000坪を購入（現在の猿楽町校舎）。

#### 大学令下の明治大学
- 1920年（大正9年）

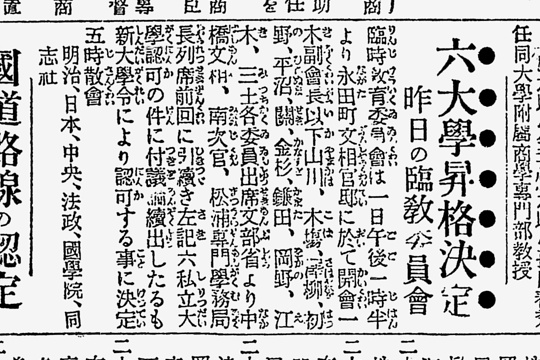
明治、日本、中央、法政、國學院、同志社6校の昇格決定を報じる『東京朝日新聞』（1920年4月2日付朝刊3面）

『官報』文部省告示第265号「大学令ニ依リ明治大学ヲ設立スルノ件大正九年四月十五日認可セリ」（1920年4月16日付）

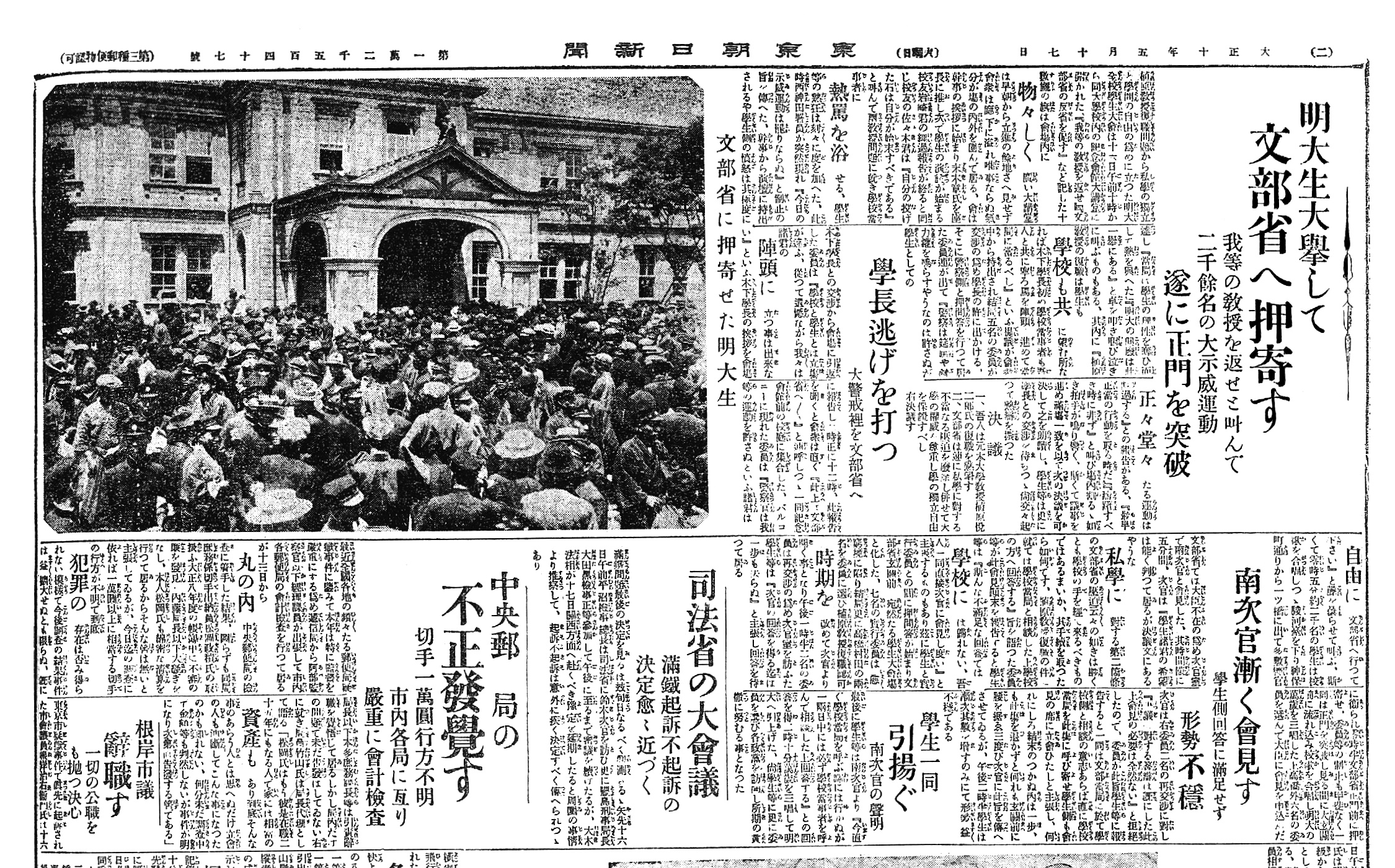
植原・笹川事件

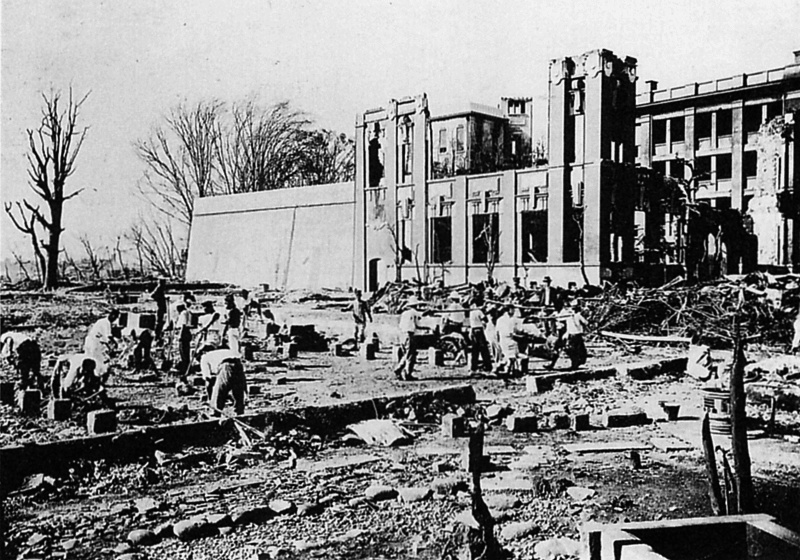
記念館跡で震災瓦礫の除去作業を行う明大生

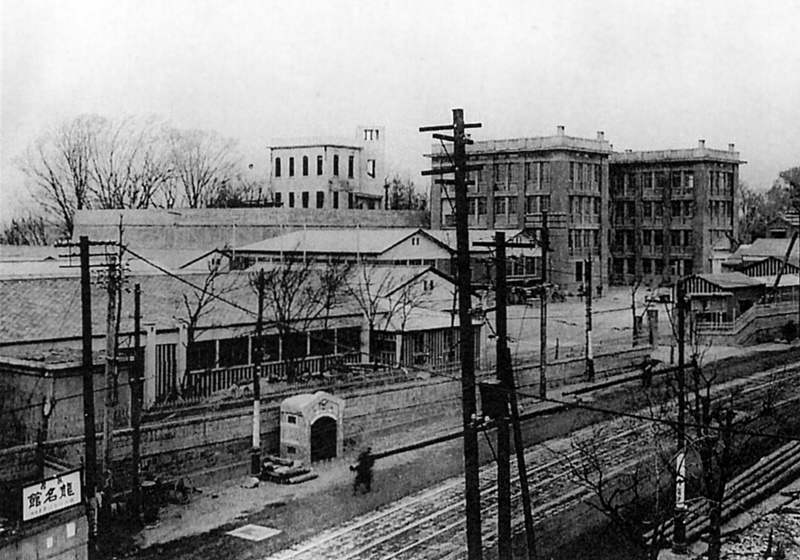
震災後の仮校舎（1924年）

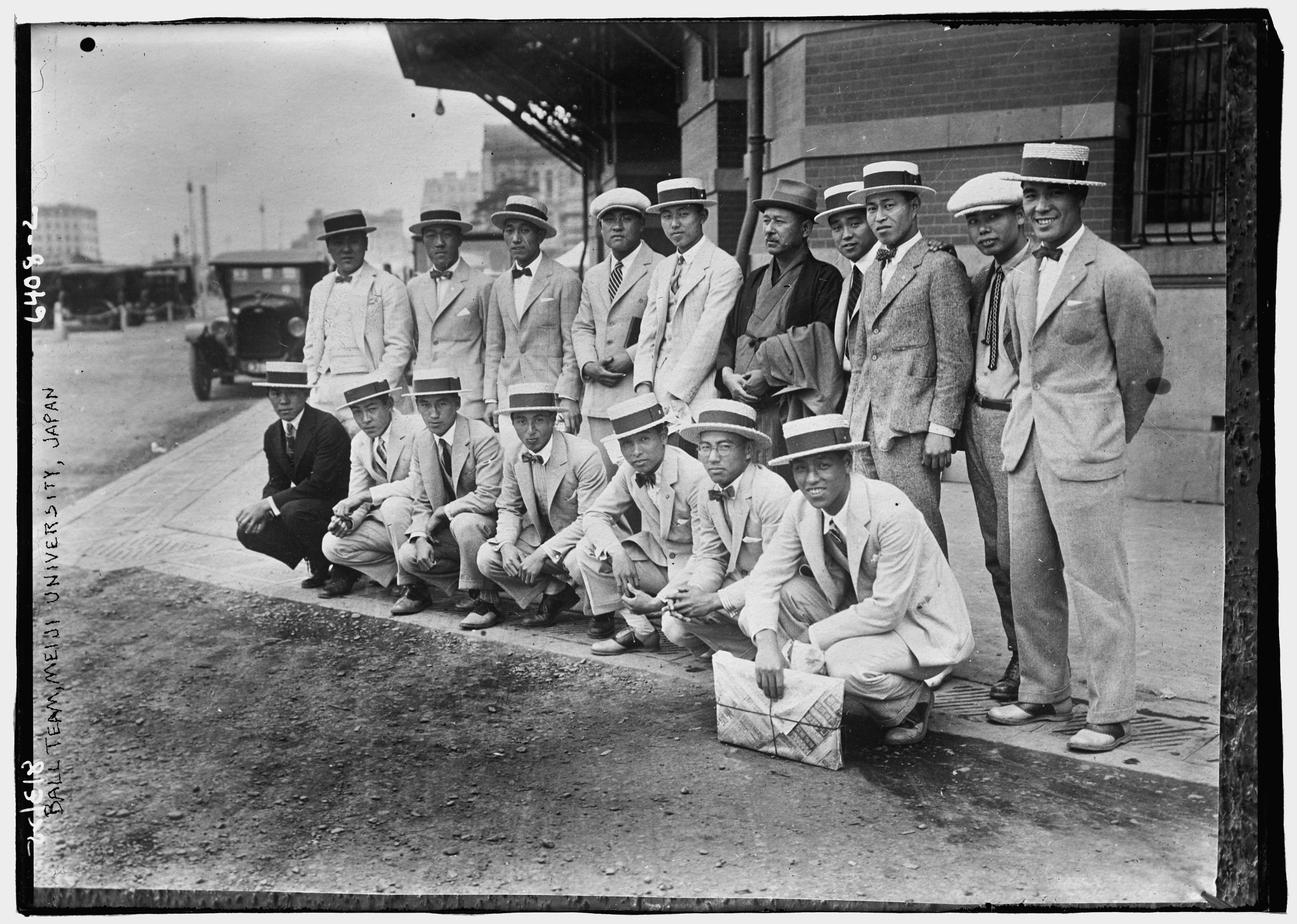
明治大学野球部（1925年）

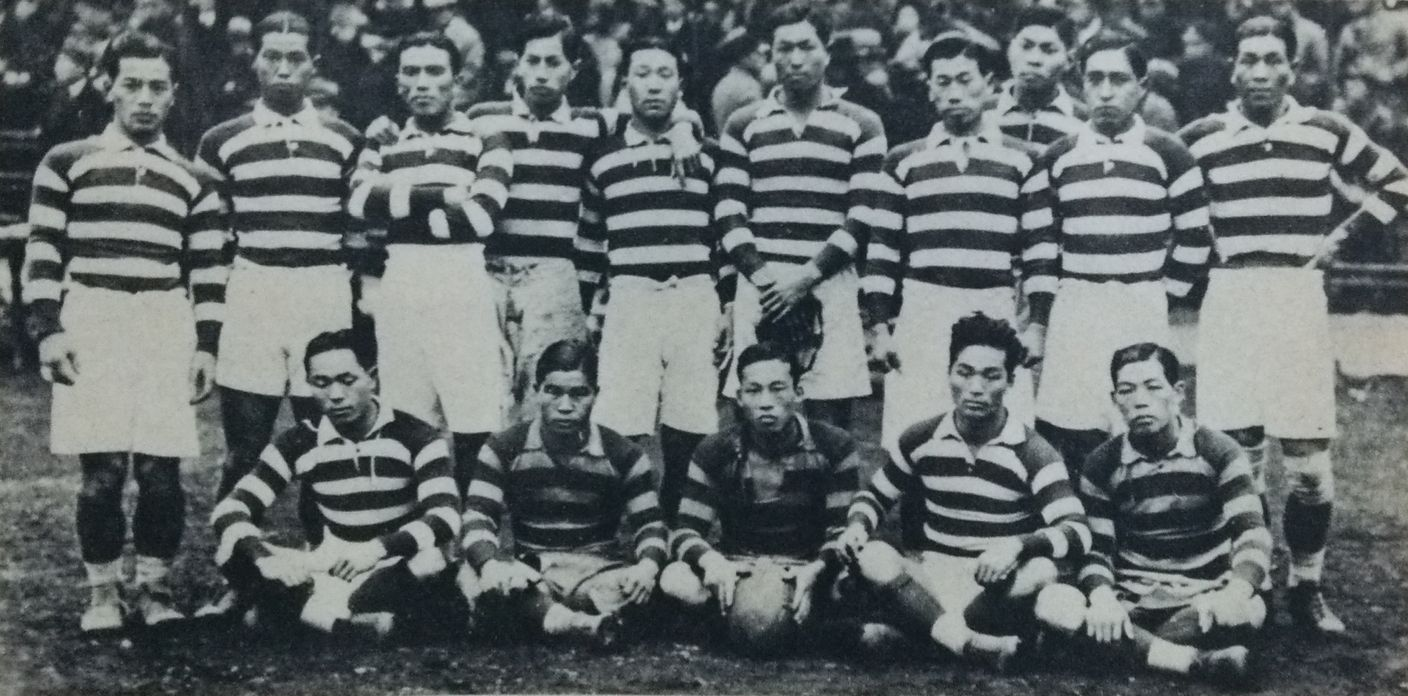
明治大学ラグビー部（1928年、前列右から2人目が北島忠治）

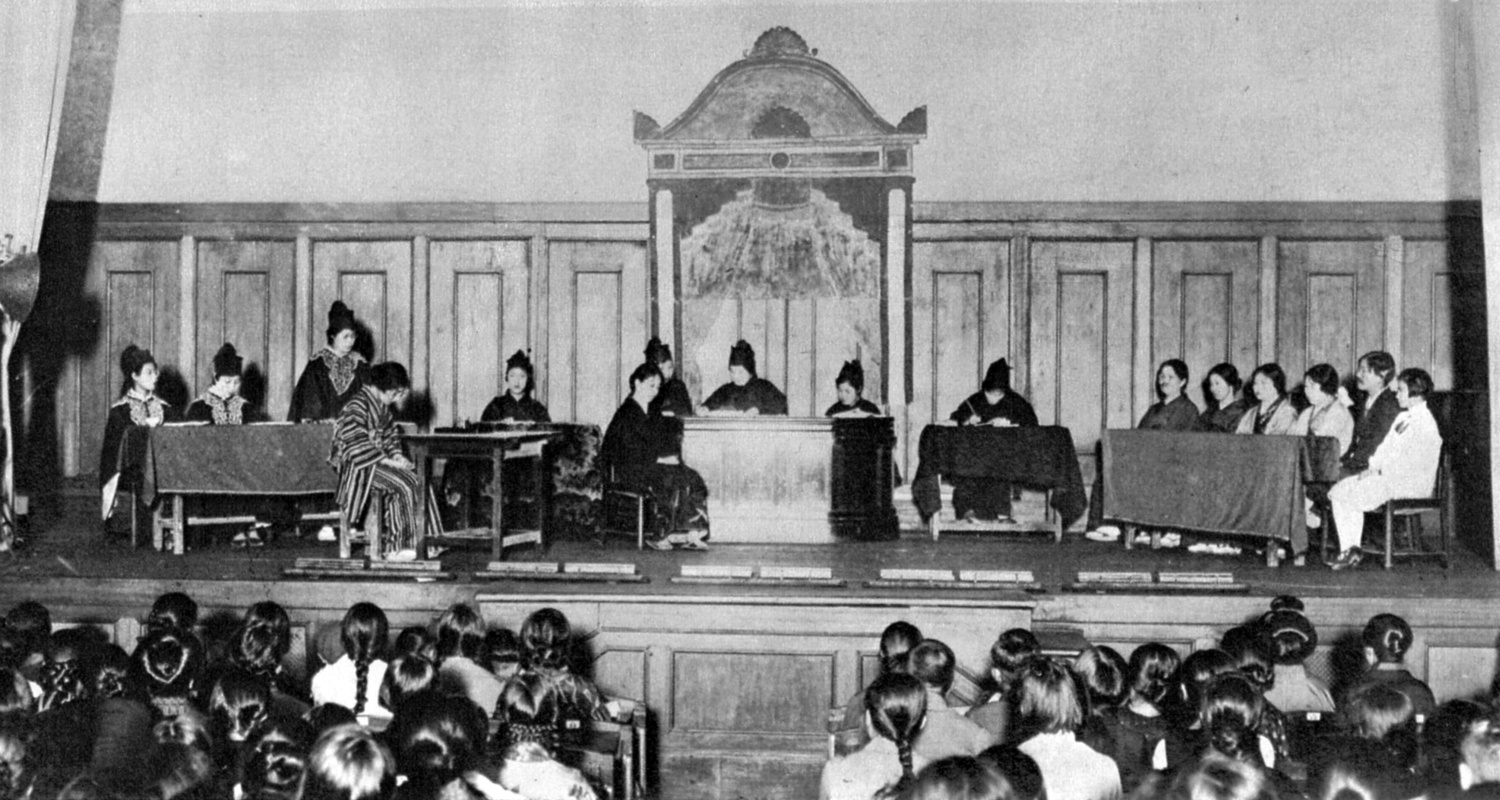
女子部学生による模擬裁判
1929年、女子のキャリア教育の先駆けとなる専門部女子部を設置

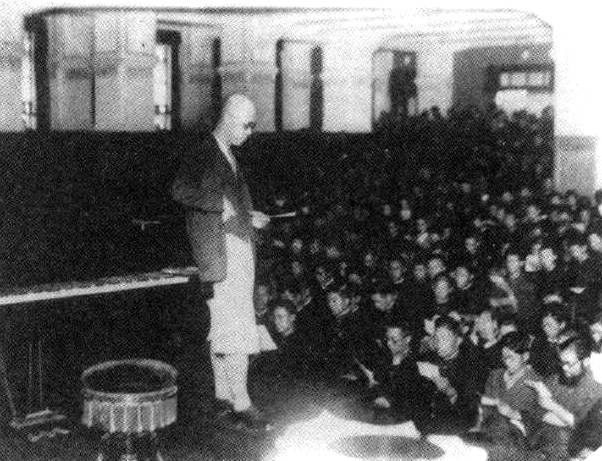
応援歌の歌唱指導を行う山田耕作（1930年）

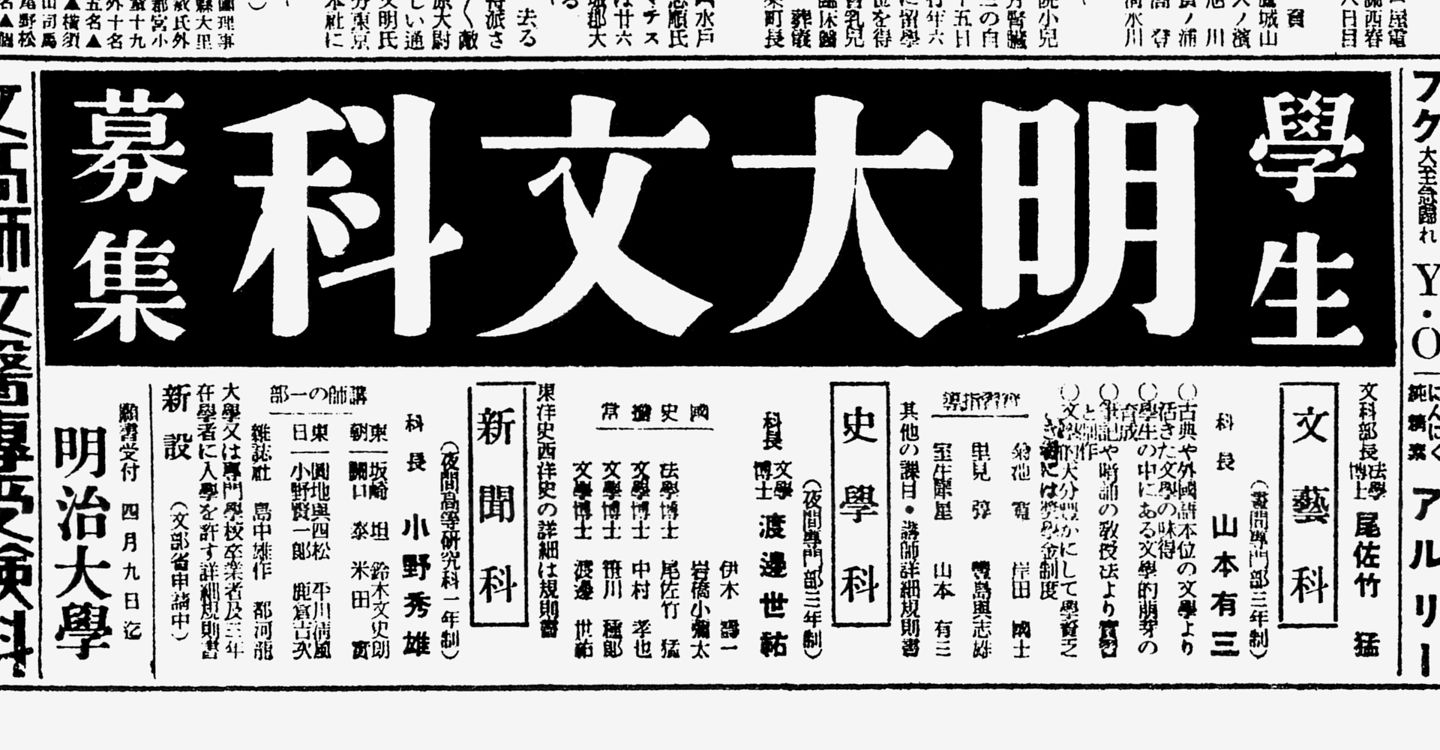
明大文科 学生募集（『東京朝日新聞』 1932年3月26日付朝刊7面）

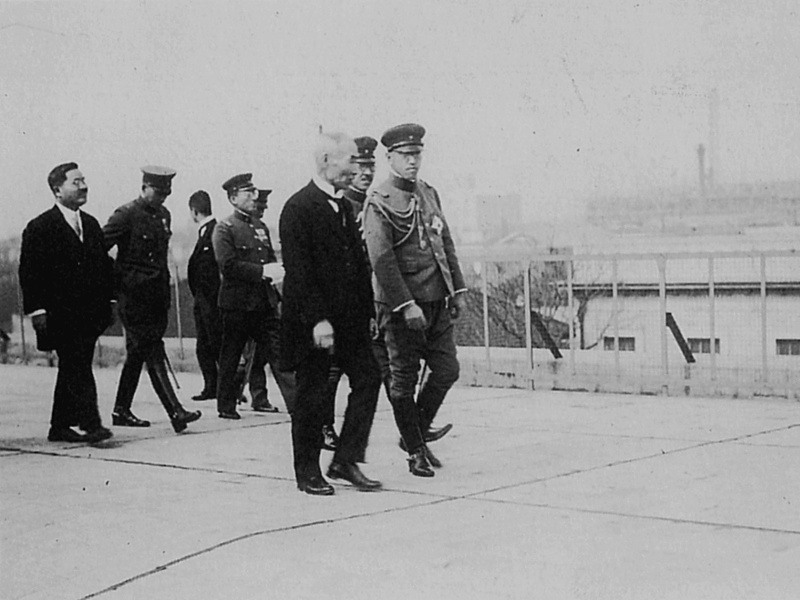
記念館屋上で賀陽宮恒憲王を案内する横田秀雄総長（1933年2月28日）

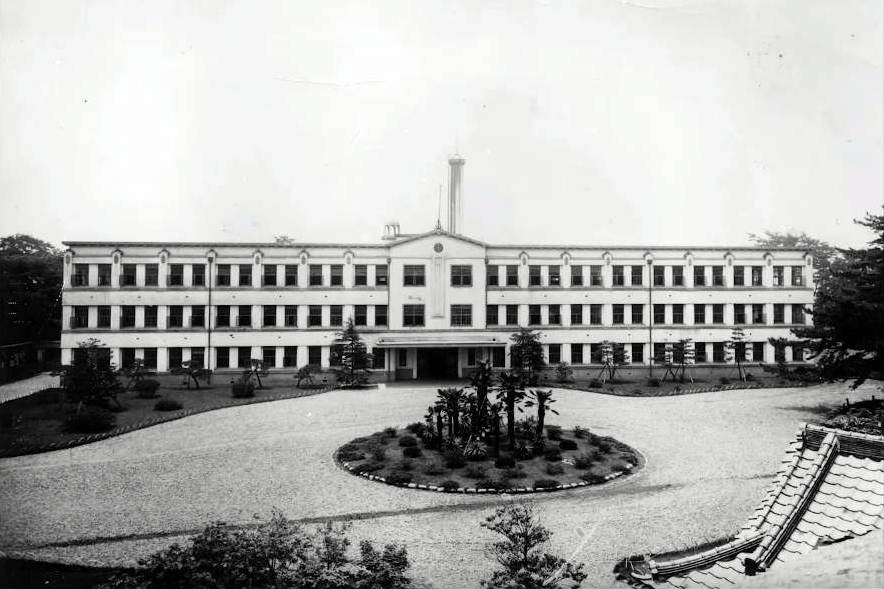
和泉予科校舎（現在のメディア棟の場所）

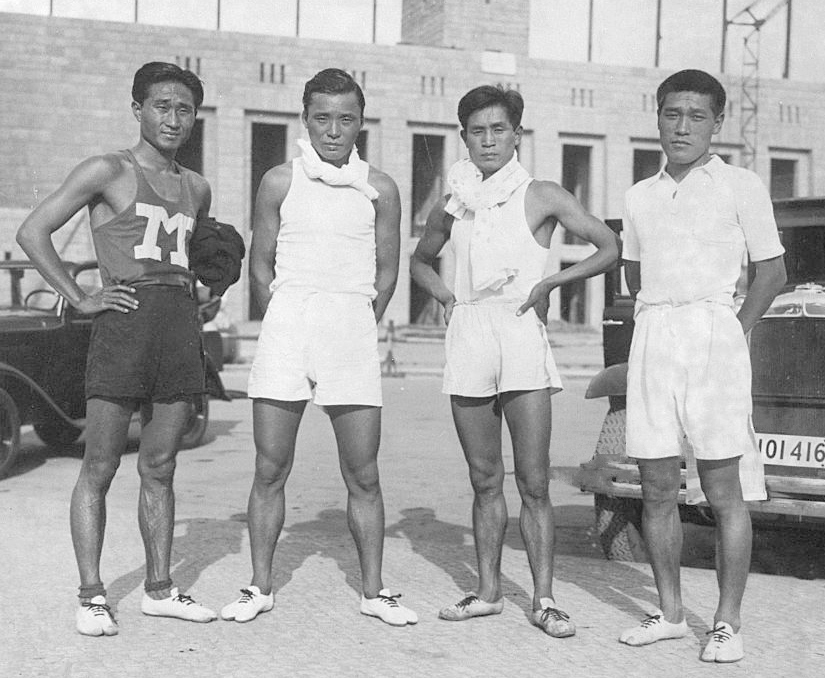
南昇龍（左端、明大競走部員）と孫基禎（右端）

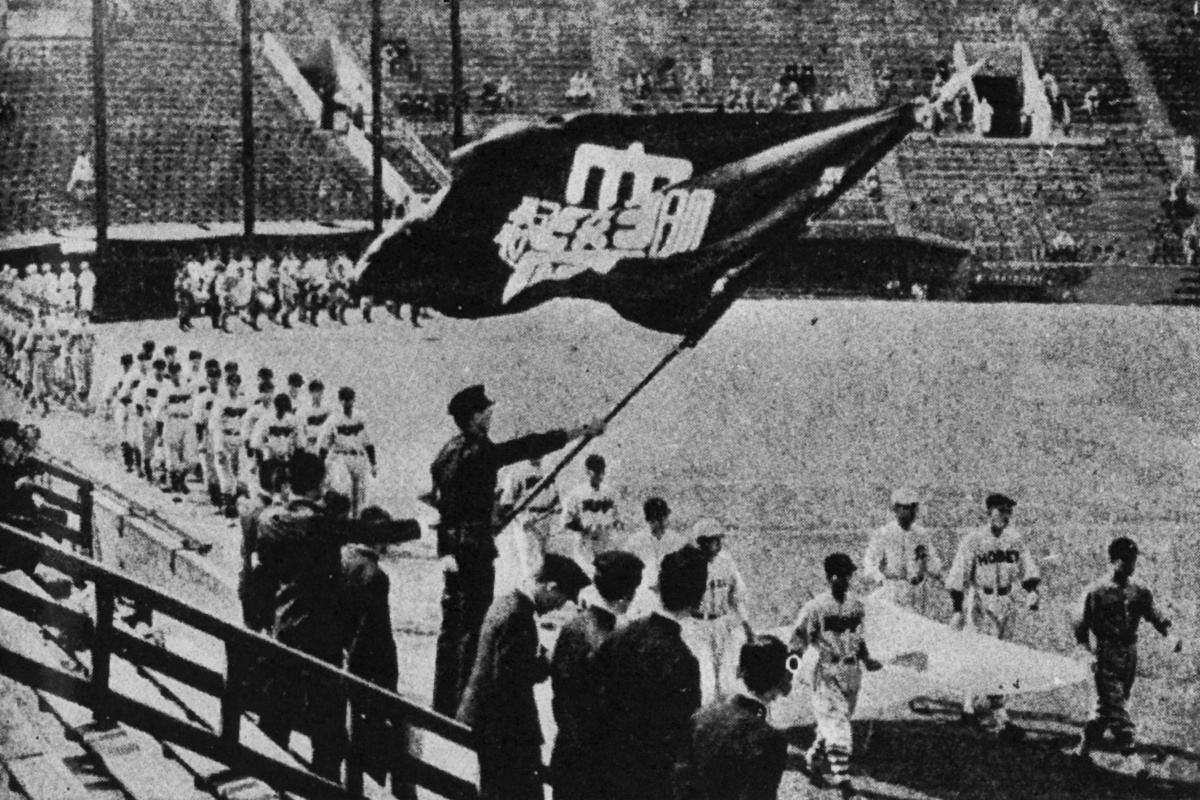
戦前最後の六大学野球入場式
（1942年10月3日）

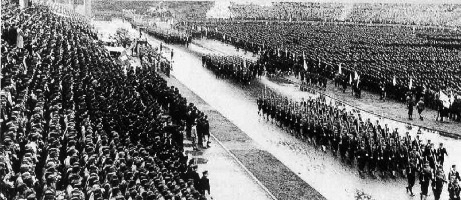
出陣学徒壮行会の模様は志村正順（明大卒）のアナウンスを通じて全国中継された

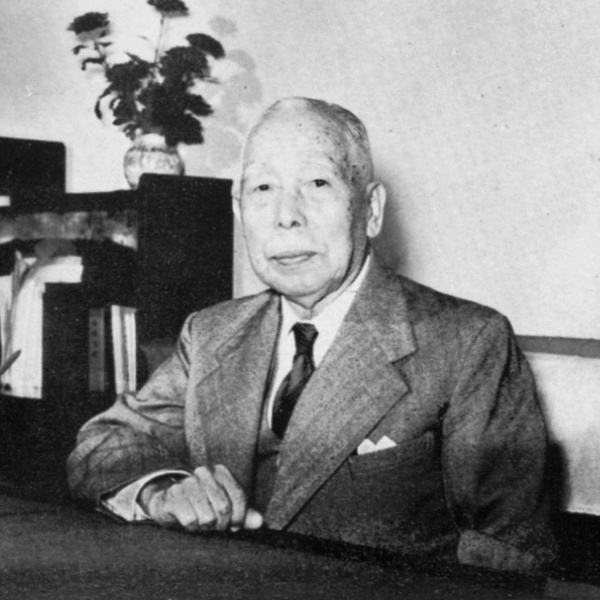
鵜沢総明（明治大学総長、東京裁判で日本側の弁護団長を務めた）

  - 4月 - 大学令による大学として設立認可（学長・木下友三郎）[注釈 14]、法学部[注釈 15]・商学部および大学院、大学予科を設置。
  - 10月 - 専門部三科会を結成[注釈 16]。
  - 11月 - 明治大学校歌を公示（児玉花外作詞、山田耕作作曲）。オーロラ協会（学生思想団体）結成[110][注釈 17]。
  - 12月 - 植原・笹川事件（ - 1921年）[注釈 18]。
- 1921年（大正10年）
  - 2月 - 駿河台の大学予科校舎竣工。
  - 4月 - 専門部に二部法科を設置。
  - 5月 - 植原・笹川事件による学内混乱の責任をとり、学長以下理事総辞職（翌月富谷鉎太郎が学長に就任）。
  - 7月 - 教授会規則・学位規程認可。
- 1922年（大正11年）
  - 4月 - はじめて学位を授与する（法学博士）。
  - 9月 - 購買会を設立、付属食堂営業開始。
  - 11月 - 『明治大学駿台新報』発刊。
  - 七日会（建設者同盟に連絡する学生団体）結成[111]。
  - 前年創設の応援団が公認される[112]。
- 1923年（大正12年）
  - 春 - 特選研究生規則を制定する（1933年廃止）。
  - 4月 - 大学令による明治大学最初の卒業式を挙行。専門部に二部経済科を設置。
  - 9月 - 関東大震災により甚大な被害を受ける。復興に向け、西園寺公望による1,000冊以上の図書購入や、三菱合資会社による1万5千円（当時）の寄付金等多くの援助が寄せられた[113]。
  - 10月 - 淡路町の東京商工学校校舎で授業再開。
  - 12月 - 第1回ラグビー早明戦を行う（早大戸塚グラウンド、早42 - 明3）[114]。
- 1924年（大正13年）
  - 1月 - 専門学校令による明治大学を「明治大学附属専門部」に改組。仮校舎竣成式を行う。
  - 5月 - 専門部が高等学校大学予科と同等以上と指定される[115]。
  - 10月 - 小平移転問題紛糾（ - 1925年）。
  - 12月 - 名誉顧問制度を創設[116]。
- 1925年（大正14年）
  - 1月 - 法学部長の後任人事をめぐって学内混乱[117]。
  - 7月 - 政治経済学部設置（9月開講）。
  - 8月 - 専門部商科卒業生に実業学校教員無試験検定認可。
  - 9月 - 東京六大学野球連盟結成。
  - 女子聴講生を受け入れる。
- 1926年（大正15年/昭和元年）8月 - 予科1号館竣工（のちの2号館）。
- 1927年（昭和2年）
  - 2月 - 学生大会で記念館建設のため30万円を寄付することを決議。
  - 6月 - 明治大学読書会（社研）、校風に反するとの理由で解散させられる。
  - 8月 - 大学1号館竣工（のちの1号館）。

- 左から体育館、大学1号館、3代目記念館、予科1号館
- 九段坂から見た駿河台キャンパス（左上、1930年）

- 1928年（昭和3年）
  - 3月 - 3代目記念館竣工。
  - 4月 - 復興記念祝典を挙行。
  - 5月 - 商学部で演習を行うための学則改正認可。
- 1929年（昭和4年）
  - 4月16日 - 専門部に二部商科を設置。
  - 4月29日 - 専門部女子部開校（法科・商科）。
  - 4月 - 刑事博物館開設（記念館5階、一般公開は戦後）。
  - 6月 - 19の運動部の統合により体育会結成。
  - 11月 - 駿台学生消費組合発足（1937年消滅）[118]。
  - 12月 - 駿河台体育館竣工。
- 1930年（昭和5年）
  - 1月 - 大学予科および運動場用地として和田堀町和泉新田の火薬庫跡地買収決定（現在の和泉キャンパス）。
  - 4月9日 - 明治大学商業学校設置（1950年廃止）。
  - 4月11日 - 専門部に部長と科長を置く。
  - 11月 - 授業料・学生自治問題同盟休校事件起こる。
- 1931年（昭和6年）
  - 7月 - 「私立大学供託金に関する請願」を文部省に提出（明大など9大学）。
  - 10月 - 図書館建設費として皇室から1万円下賜。明大文化連盟結成。
  - 11月 - 創立50周年記念式典を挙行。
  - 12月1日 - 『明治大学駿台新報』が発禁処分を受ける。
  - 12月16日 - 専門部経済科を政治経済科と改称。
  - 12月 - 国庫に納付済みの供託金（58万円）のうち20万円の返還を受ける（予科校舎建設のため）[119]。
- 1932年（昭和7年）
  - 1月 - ラグビー部、初の全国制覇達成（神宮競技場、明大54 - 11京大）[120]。
  - 2月 - 予科会発足。
  - 3月 - 明治大学令を公示。図書館竣工（6月開館）。
  - 4月 - 専門部文科設置（文芸・史学・新聞）。女子部卒業生の学部入学許可。学長を総長と改称。
  - 10月 - 授業料・教育条件問題同盟休校事件起こる。
- 1933年（昭和8年）
  - 4月 - 学生・生徒懲戒規則、学友会規程、学苑会規程、学級委員会規則を施行。
  - 7月 - 日魯漁業社有地500坪を購入[121]。
  - 11月 - 予科学生による同盟休校事件起こる（ - 翌年3月）。
- 1934年（昭和9年）
  - 3月 - 学内混乱の責任をとり、横田秀雄総長以下理事総辞職[122]。
  - 4月 - 予科が和泉に移転。山本有三『女の一生』の印税を寄付、山本文庫設立。
  - 11月 - 予科移転祭兼体育デーを挙行（和泉祭の前身）。
- 1935年（昭和10年）
  - 1月 - 予科武道場（揖譲館）竣工（現在の和泉図書館の場所）。
  - 2月 - 予科校舎の最寄り駅として明大前駅開業。
  - 4月 - 専門部政治経済科を政治学科と経済学科に分割[123]。
- 1936年（昭和11年）
  - 4月 - 女子部が猿楽町から2号館に移転する。
  - 8月 - ベルリン五輪のマラソンで孫基禎が金メダル、南昇龍が銅メダルを獲得[注釈 19][124]。
- 1937年（昭和12年）7月 - 八幡山運動場開設、野球部を除く運動各部が移転。
- 1938年（昭和13年）
  - 4月 - 専門部文科に演劇映画科を設置（のち形骸化）、史学科を地理歴史科（地歴科）に改組。
  - 10月 - 野球部、六大学リーグ戦で4連覇を達成。
  - 11月1日 - 高等文官試験司法科で明治大学出身の女性3名（久米愛、三淵嘉子、中田正子）合格[125]。
  - 11月10日 - 指導局長松室孝良（予備役陸軍少将）の訓示をめぐって「侮辱事件」起こる。
  - 12月 - 予科校庭に飯塚国五郎少将（元明大予科配属将校）の留魂碑を建立[126]。
- 1939年（昭和14年）9月 - 専門部興亜科を新設、経営・貿易・農政・厚生の4科を設置。
- 1940年（昭和15年）
  - 3月 - 女高師・女専卒業生の学部入学を認める学則改正を行う。4号館竣工（木造2階建て、現在の大学会館の場所）。
  - 6月 - 日華生命保険社有地1,130坪を購入[127]。
  - 7月 - 予科図書館竣工。
  - 11月 - 創立60周年記念式典を挙行。
- 1941年（昭和16年）
  - 4月 - 明治大学報国団を結成。千葉県の誉田農場を購入。
  - 12月 - 師弟食堂開店（志田鉀太郎総長の命名）[128]。
- 1942年（昭和17年）9月 - 女子部校舎竣工。
- 1943年（昭和18年）10月 - 記念館で学徒出陣壮行式を挙行。
- 1944年（昭和19年）
  - 3月 - 女子部を明治女子専門学校に改組。
  - 4月29日 - 東京明治工業専門学校を設置（駿河台、機械科・電気科・造船科）。
  - 4月 - 専門部商科を経営科と改称。南方特別留学生入学（私学では明大のみ）。
  - 5月 - 和泉校舎が軍に徴用される（予科は駿河台に移転）。
  - 5月 - 八幡山運動場が陸軍需品本廠に徴用される。
- 1945年（昭和20年）
  - 4月 - 空襲により駿河台体育館、女専校舎、和泉予科講堂などが被害を受ける。
  - 8月 - 終戦により学徒勤労動員解除。
  - 9月 - 授業再開。興亜科を産業経済科と改称。
- 1946年（昭和21年）
  - 2月 - 学友会復活。
  - 4月 - 理事長職を設ける（総長兼理事長・近藤民雄）。
  - 6月 - 明治農業専門学校設置（千葉県誉田村、農科・畜産科・農業土木科）。
  - 10月 - 学苑会（専門部）復活。
- 1947年（昭和22年）
  - 2月 - 教職員組合結成（私大では立教大学に次いで2番目）[129]。
  - 4月 - 夜間学部設置。
- 1948年（昭和23年）4月 - 旧制専門部および工専・農専・女専の学生募集停止。

#### 新制明治大学
- 1949年（昭和24年）

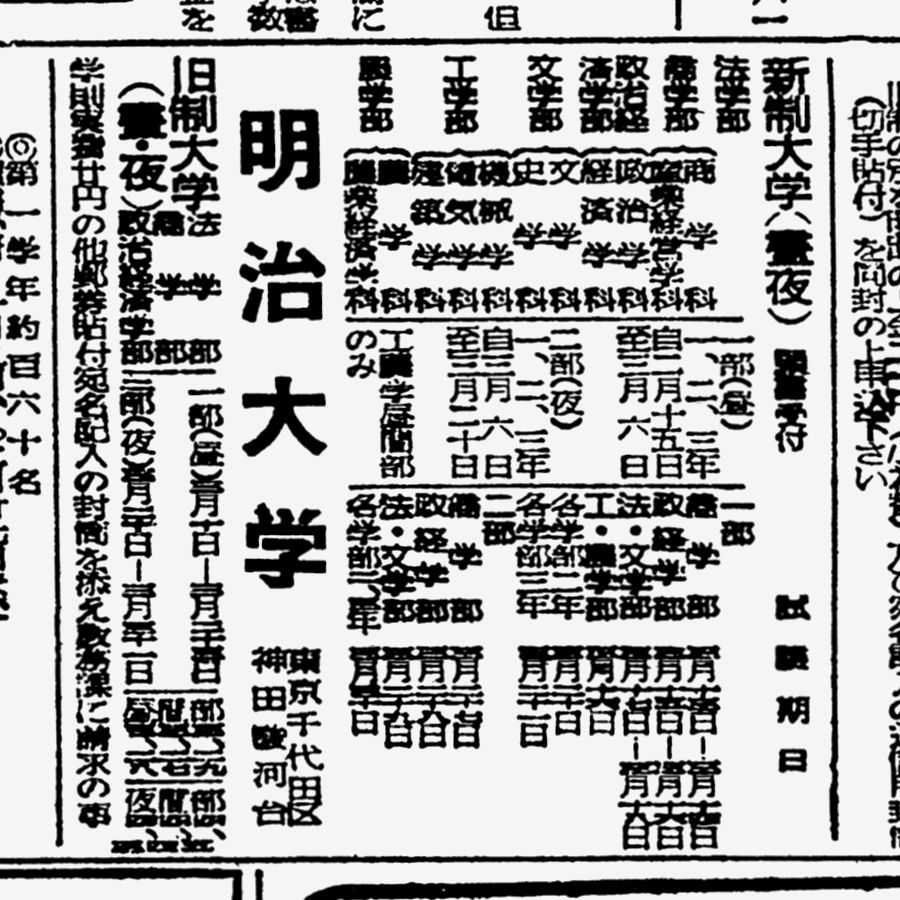
昭和25年度の学生募集広告

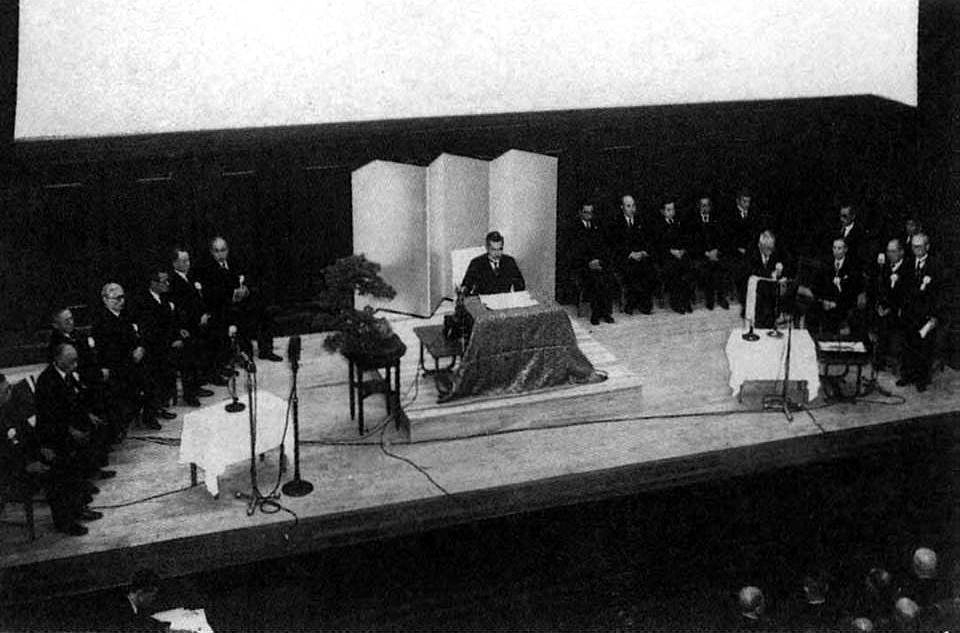
創立70周年記念式典に臨席する昭和天皇

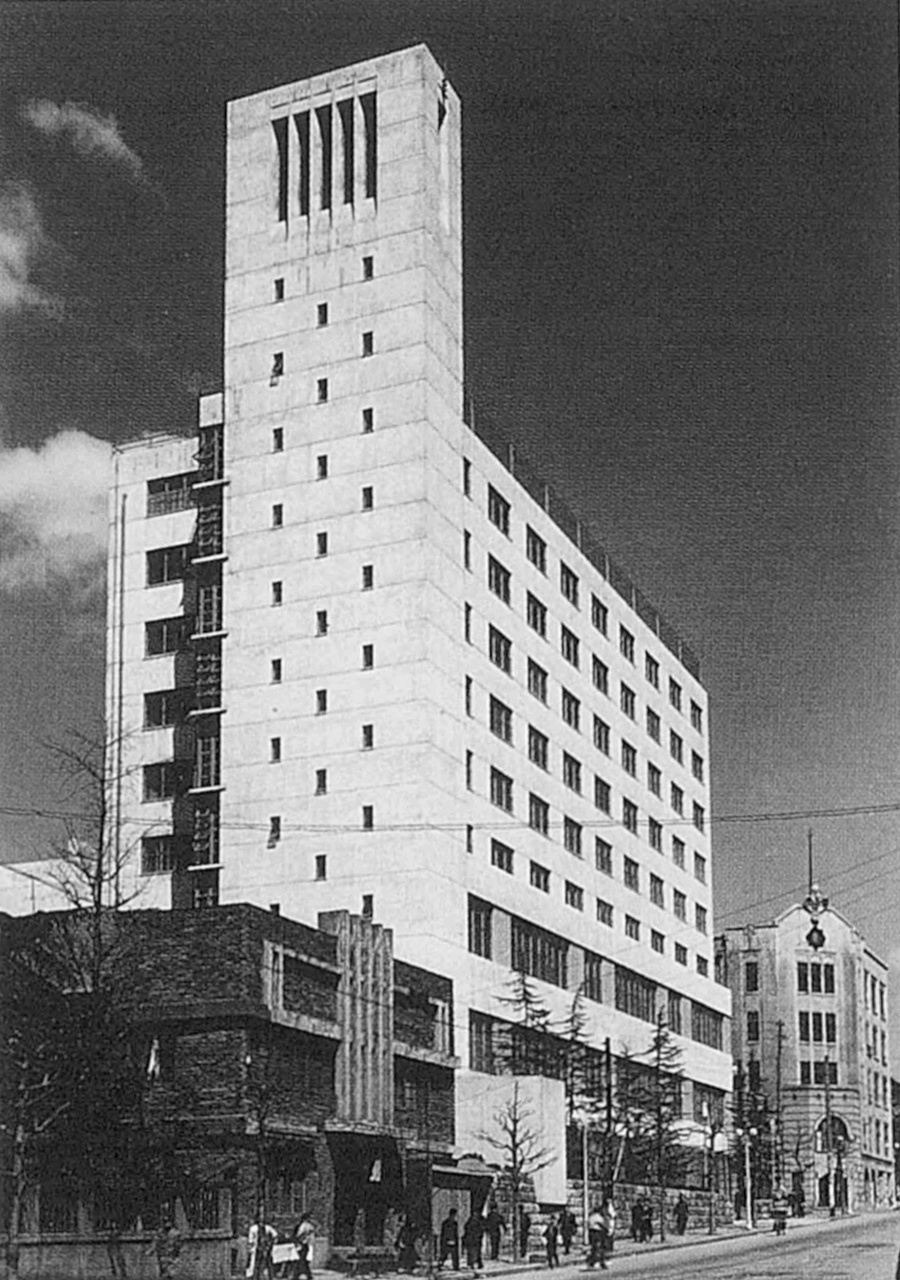
右から駿河台8号館（旧政経ビル）、大学院校舎、のちに12号館用地となる駿河台ホテル（1954年）

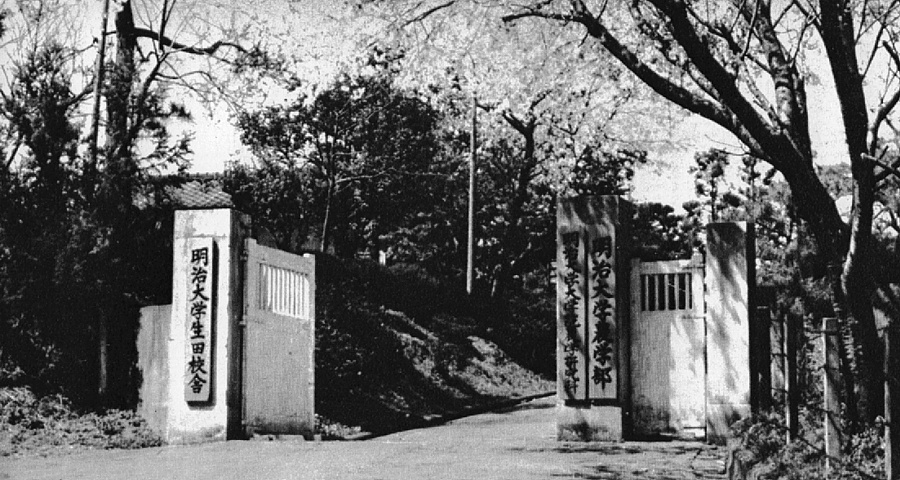
生田校舎正門（1954年頃）

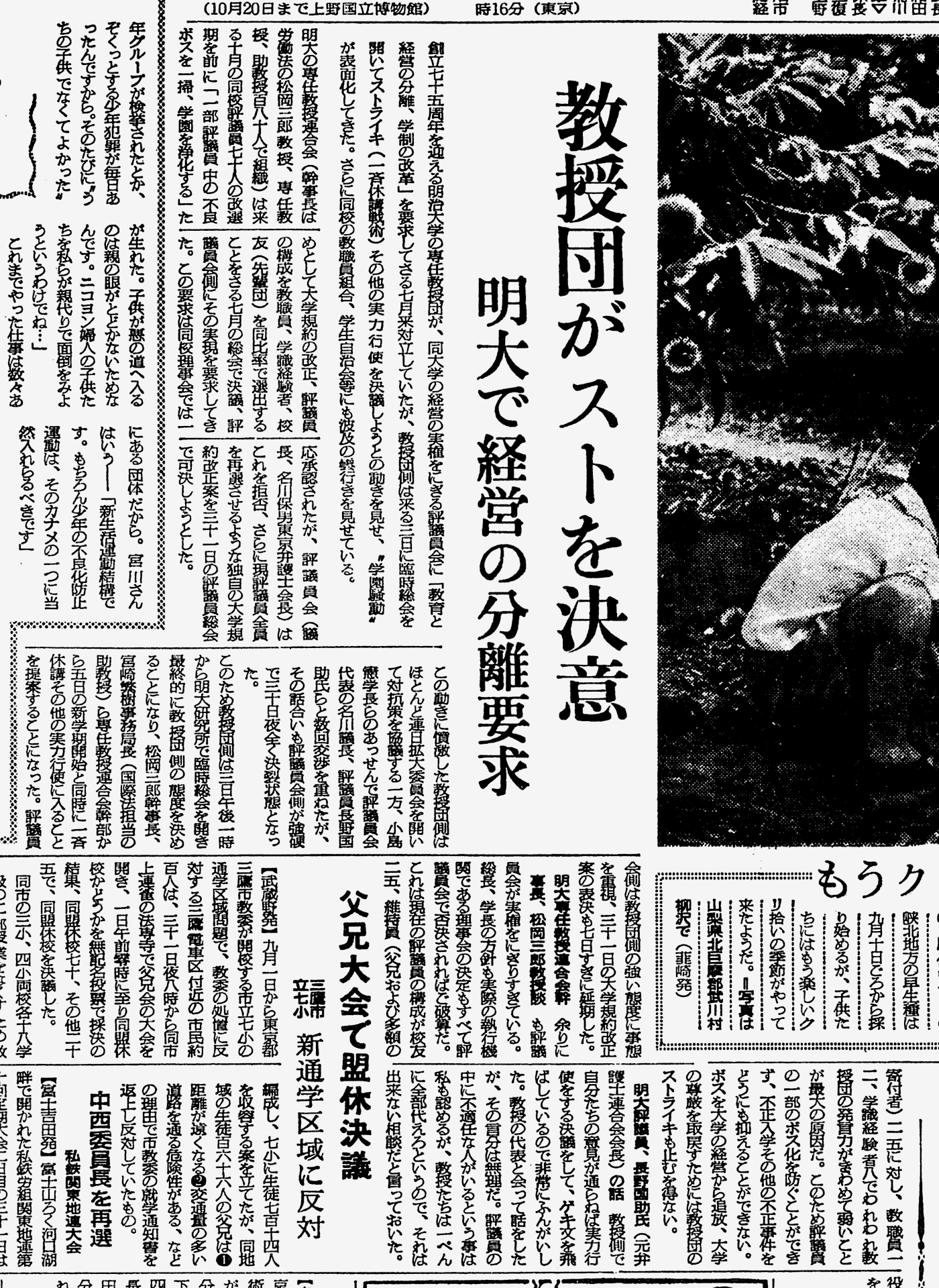
明大専教連による大学民主化闘争は新聞でも報じられて世間の関心を集めた

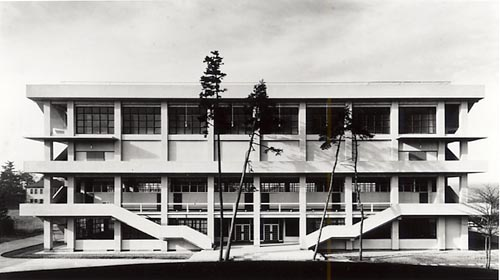
和泉体育館（堀口捨己設計）

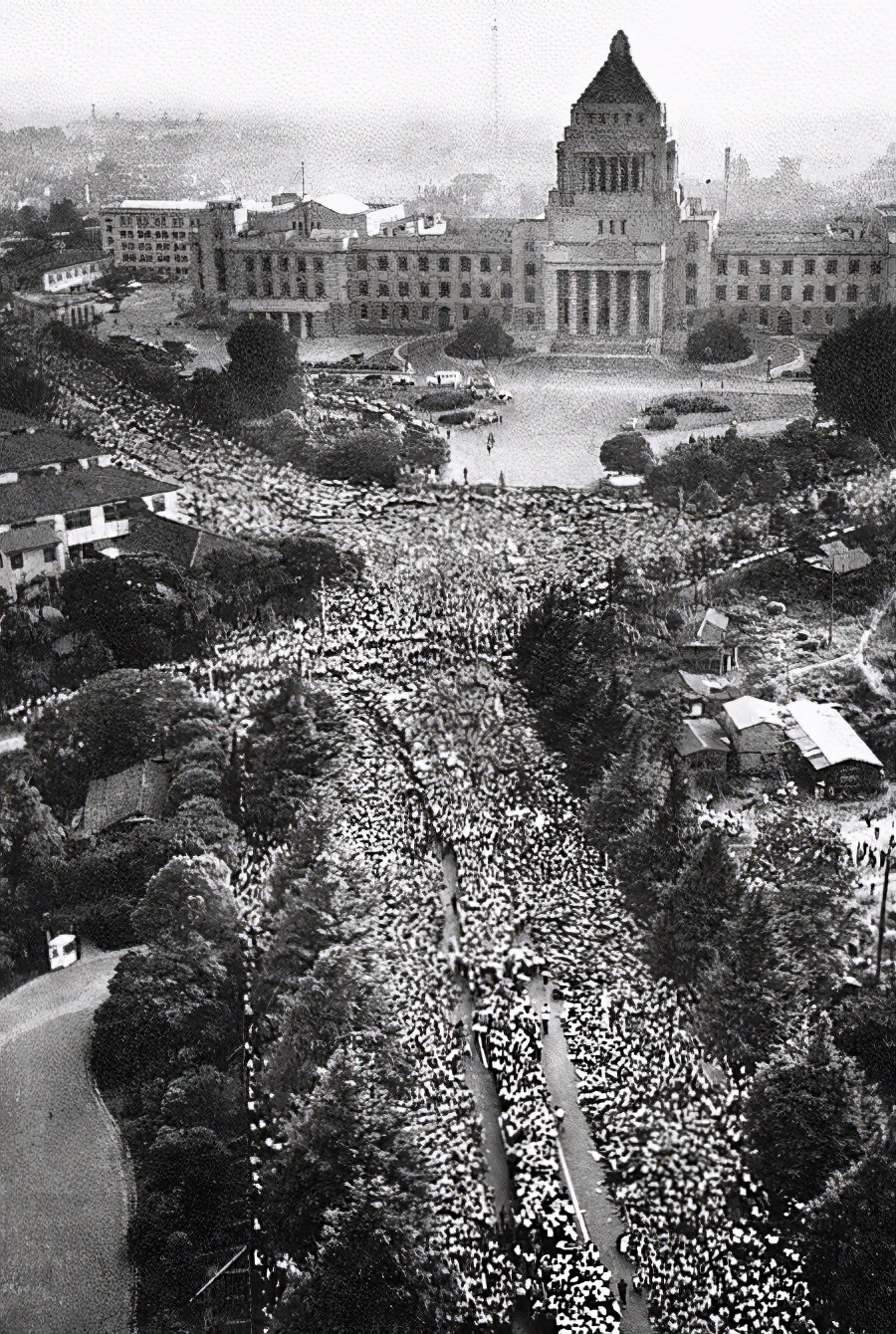
小出廉二学長以下多くの教職員・学生も安保闘争に加わった

  - 2月 - 学制改革により新制大学となり、法学部・商学部・政治経済学部・文学部・工学部・農学部を設置。
  - 3月 - 法学部・商学部・政治経済学部・文学部二部を設置。
  - 4月 - 中野学園の経営権を取得し、中野中学校・中野高等学校を付属校とする。
  - 10月 - 旧陸軍登戸研究所跡地の払い下げ申請を行う（現在の生田キャンパス）。
- 1950年（昭和25年）
  - 3月 - 工学部二部を設置。
  - 4月 - 明治大学短期大学部設置。文学部史学科を史学地理学科に改め、考古学専攻を増設。工学部大久保校舎開設（保善商業高校の校舎を借用、1952年まで）。
  - 5月 - 生田校舎を開設。
  - 11月 - 創立70周年記念式典（記念館）に昭和天皇が行幸[132]。。
- 1951年（昭和26年）
  - 3月 - 大学組織を学校法人に改組（総長兼理事長・鵜沢総明、学長・春日井薫）。旧制専門部および工専・農専・女専廃止。
  - 4月 - 農学部が生田校舎に移転。商品陳列館を設立（1957年一般公開）。旧三輪信次郎邸を購入（のちの10号館用地）[133]。
  - 7月 - 聖橋学園の校地を買収、工学部聖橋校舎開設。
- 1952年（昭和27年）
  - 3月 - 法学研究科・商学研究科・政治経済学研究科・文学研究科・工学研究科設置認可。
  - 4月 - 法・商・政経各学部1、2年生が和泉校舎に移転。
  - 5月 - 学生自治会を結成。
  - 6月 - 統一学生大会を開き、自治会・学友会が学生会として新発足する。
- 1953年（昭和28年）
  - 3月 - 旧制学部最後・新制学部最初の合同卒業式を挙行。
  - 4月 - 経営学部設置（生田）[注釈 21]。農学部農産製造学科設置。
  - 6月 - 学内浄化委員会を結成、暴力学生追放・大量不正入学反対を決議する。
  - 7月 - 学生会、全学ストライキを決行。『駿台スポーツ』創刊（日本初の学生スポーツ新聞。1956年に『明大スポーツ』と改題）[134]。
  - 11月 - 教授懇話会を専任教授連合会（専教連）に改組する。
  - 12月 - 大学院校舎竣工[注釈 22]（現在の明大スクエアの場所）。
- 1954年（昭和29年）
  - 3月 - 法・商・政経・文・工学部の大学院博士課程を設置認可。
  - 6月 - 刑事博物館を一般公開（2号館4階）。
- 1955年（昭和30年）
  - 2月 - 刑事博物館が博物館法により、博物館相当施設に指定される。
  - 7月 - 専教連による大学民主化闘争起こる[135]（ - 1956年）。
  - 10月 - 明治大学短期大学部を明治大学短期大学に改称。
  - 11月 - 第1回紫紺の集いを開催[注釈 23]。
  - 12月 - 和泉体育館竣工（堀口捨己設計）。
- 1956年（昭和31年）
  - 4月 - 経営学部3・4年生が生田から駿河台に移転[136]。工学研究科建築学専攻修士課程増設。
  - 6月 - 小川町校舎竣工（現在の紫紺館の場所）。
- 1957年（昭和32年）3月 - 文学研究科増設認可。
- 1958年（昭和33年）
  - 3月 - 明治大学学位規程を制定。
  - 4月 - 駿河台6、7号館竣工（旧山脇服飾美術学院跡地）。
- 1959年（昭和34年）
  - 1月 - 明大生協設立（4月開業）。
  - 3月 - 短大新聞科・社会科廃止。
  - 4月 - 農学研究科、経営学研究科設置。
  - 9月 - 駿河台図書館竣工。
- 1960年（昭和35年）
  - 1月 - 和泉図書館竣工。
  - 3月 - 創立80周年記念事業アラスカ学術調査隊出発、山岳班がデナリ（マッキンレー）登頂に成功（5月）。
  - 4月 - 文・経営学部1、2年生が和泉校舎に移転。工学部工業化学科を設置。
  - 8月 - 和泉第2校舎竣工。
  - 9月 - 調布野球場の落成式を行う。
- 1961年（昭和36年）
  - 3月 - 工学研究科建築学専攻博士課程認可。
  - 5月 - 駿河台10号館竣工。
- 1962年（昭和37年）
  - 3月 - 旧制明治大学廃止。名誉博士規程・名誉教授規程を制定。
  - 9月 - 生田第一校舎竣工。
- 1963年（昭和38年）
  - 4月 - 政治経済学研究科経済学専攻博士課程認可。
  - 9月 - 駿河台5号館竣工。
- 1964年（昭和39年）
  - 3月 - 生田第二校舎、1号館竣工。
  - 4月 - 文学研究科日本文学専攻、英文学専攻、仏文学専攻各修士・博士課程、地理学専攻博士課程増設。
  - 6月 - 生田第二校舎、4号館竣工。
  - 9月 - 安田火災海上保険グラウンド（和泉キャンパス隣接地）を購入。
- 1965年（昭和40年）
  - 3月 - 生田第二校舎、2・3号館竣工。
  - 4月 - 駿河台11号館竣工（旧三浦謹之助邸跡地）。聖橋校舎を中央大学に売却[137]、工学部・工学研究科の生田校舎へ移転完了。
- 1966年（昭和41年）
  - 3月 - 工学研究科工業化学専攻修士・博士課程設置。
  - 4月 - 刑事博物館・考古学博物館・商品陳列館が小川町校舎に移転[138]。
  - 11月 - 42年度学費改訂反対闘争（ - 翌年1月）[139]。
- 1967年（昭和42年）3月 - 農学部農産製造学科を農芸化学科と改称。
- 1968年（昭和43年）
  - 6月 - 明大紛争（ - 1969年）。
  - 10月 - 新宿騒乱事件発生[140]。
- 1969年（昭和44年）
  - 1月 - 駿河台の明大通りに解放区「神田カルチェ・ラタン」出現[141]。
  - 6月 - 明治大学全学共闘会議結成[142]。大学本部事務局が小川町に一時避難[143]。生田図書館竣工。
  - 10月 - 機動隊の導入により各校舎のバリケード撤去（翌月授業再開）[144]。
- 1970年（昭和45年）3月 - 大学改革特別委員会発足。
- 1971年（昭和46年）4月 - 文学研究科独文学専攻、演劇学専攻修士課程増設。
- 1972年（昭和47年）11月 - 48年度学費改訂反対闘争（ - 翌年1月）[145]。
- 1974年（昭和49年）
  - 1月 - 連合父兄会（現父母会）結成。
  - 4月 - 文学研究科独文学専攻、演劇学専攻博士課程増設。
- 1975年（昭和50年）10月 - 三木武夫総理大臣（明大卒）に名誉博士号を授与。
- 1976年（昭和51年）4月 - カリフォルニア大学ロサンゼルス校と学術交流協定を締結。
- 1978年（昭和53年）
  - 4月 - 農学研究科農芸化学専攻・農学専攻・農業経済学専攻設置。
  - 7月 - 作曲家の古賀政男に名誉博士号を授与。
- 1980年（昭和55年）
  - 6月 - 創立100周年記念講演会で三木武夫元総理大臣、ライシャワー元駐日米国大使が講演を行う（帝国ホテル）。
  - 11月 - 創立100周年記念式典挙行（日本武道館）。
- 1981年（昭和56年）4月 - 商品陳列館が駿河台11号館に移転[146]。
- 1982年（昭和57年）9月 - 駿河台ホテルと8号館の交換契約を締結する。
- 1983年（昭和58年）3月 - 生田第三校舎3号館竣工。
- 1984年（昭和59年）
  - 4月 - 創立100周年記念図書館および研究棟竣工。
  - 6月 - 冒険家の植村直己に名誉博士号を授与。

- 1985年（昭和60年）

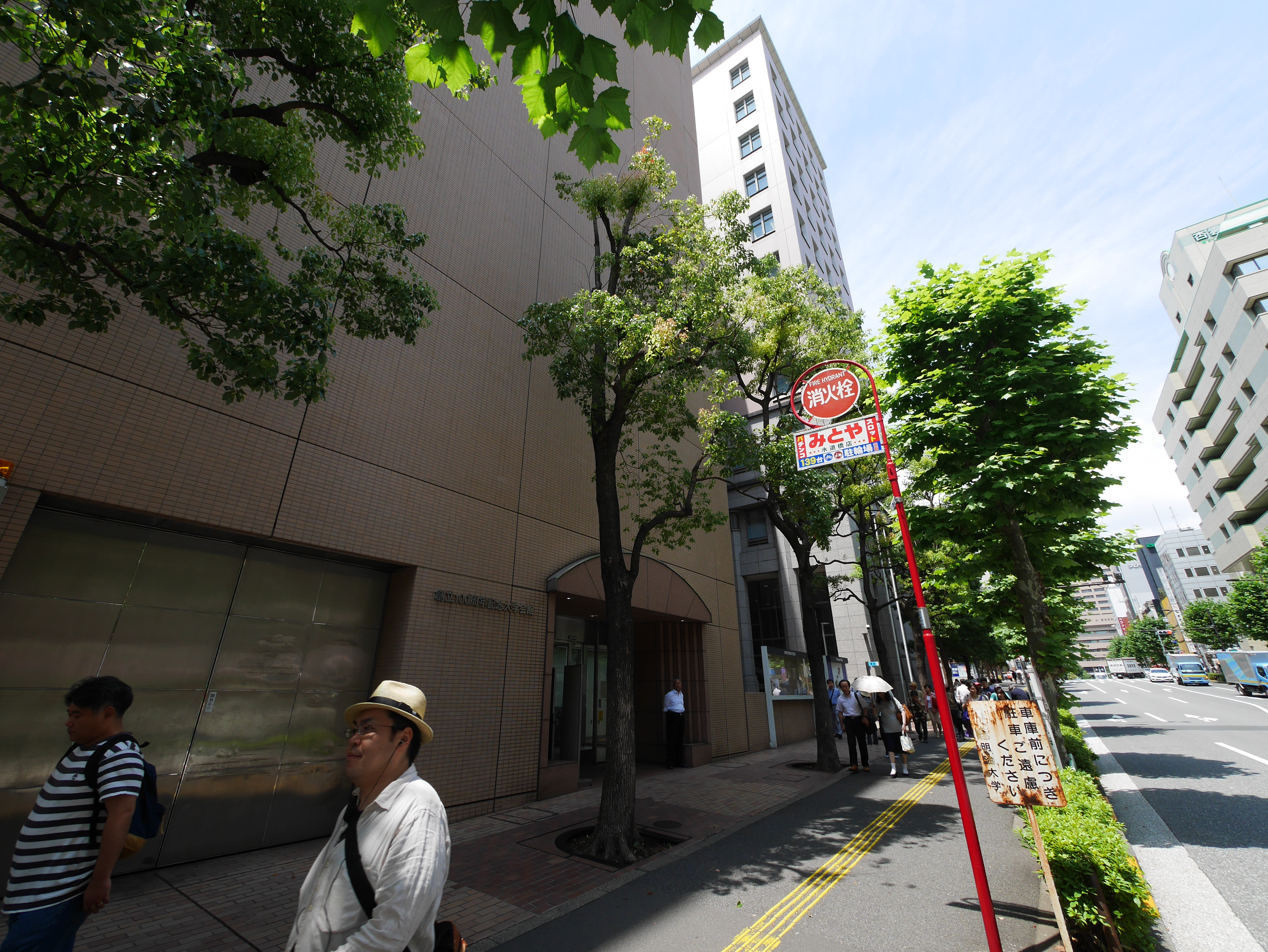
明治大学創立100周年記念事業で建てられた大学会館

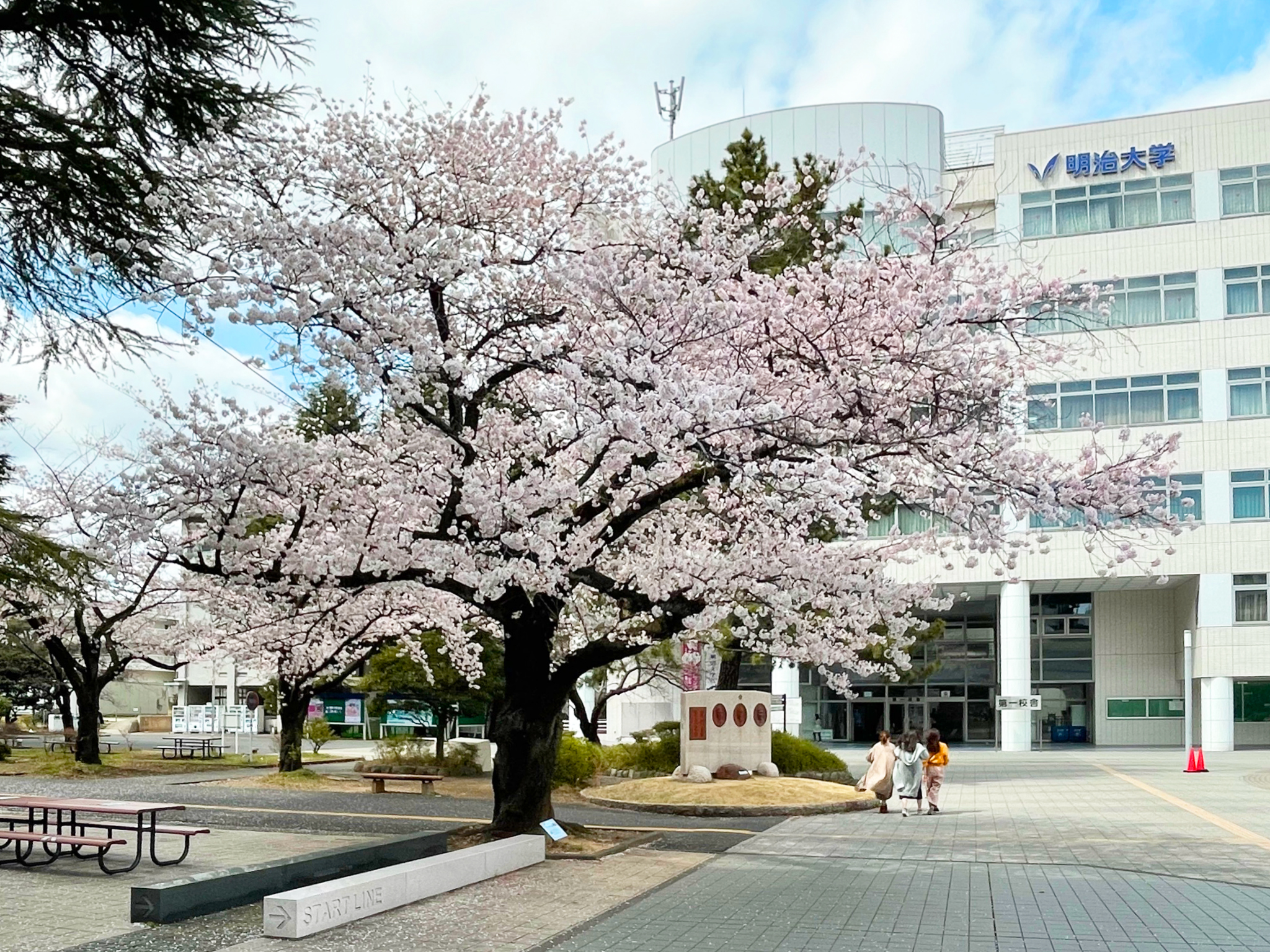
和泉第一校舎

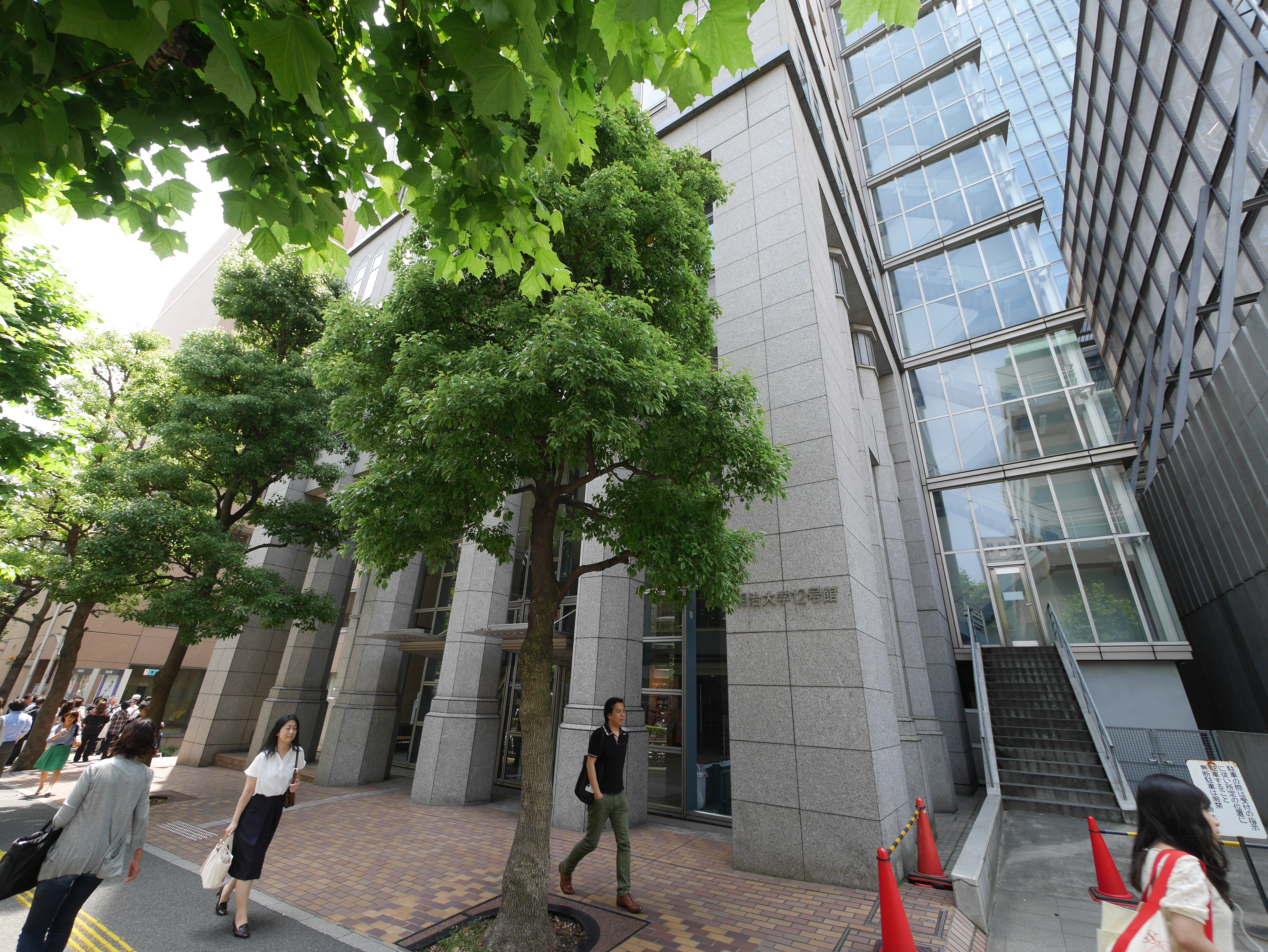
駿河台12号館

  - 7月 - 創立100周年記念大学会館竣工。
  - 11月 - 刑事博物館・考古学博物館・商品陳列館が大学会館内に移転。
- 1987年（昭和62年）5月 - 和泉校舎図書館増築竣工。
- 1988年（昭和63年）10月 - 和泉第一校舎竣工。
- 1989年（昭和64年/平成元年）
  - 2月 - 生田第一校舎4号館竣工。
  - 4月 - 工学部を理工学部に改組（情報科学・数学・物理学の3学科が加わる）。
  - 6月 - 生田第二校舎6号館竣工。
- 1990年（平成2年）4月 - 農学研究科農学専攻、農業経済学専攻博士後期課程増設。
- 1991年（平成3年）
  - 1月 - 生田中央校舎竣工。
  - 3月 - 商学部二部で不正入試発覚[147]、さらに二部学生課員の乱脈ぶりが明るみに出る[148]（翌年3月理事ら総辞職）[149]。
  - 4月 - 刑事博物館・考古学博物館・商品陳列館の事務部門を統合する[150]。
- 1993年（平成5年）
  - 4月 - 理工学研究科電気工学専攻、機械工学専攻、建築学専攻、工業化学専攻各博士前期・後期課程、基礎理工学専攻修士課程設置。
  - 6月 - 総合施設推進会議、駿河台A地区の再開発を決定[151]。
- 1994年（平成6年）
  - 3月 - 駿河台12号館竣工。
  - 9月 - 村山富市総理大臣（明大卒）に名誉博士号を授与。
  - 10月 - 『明治大学百年史』全4巻完成。
- 1995年（平成7年）
  - 4月 - 理工学研究科基礎理工学専攻博士課程設置。
  - 11月 - 記念館さよならイベントを挙行。明治法律学校発祥の地に記念碑建立（千代田区有楽町）。
- 1996年（平成8年）9月 - 和泉体育館竣工。

- 1998年（平成10年）

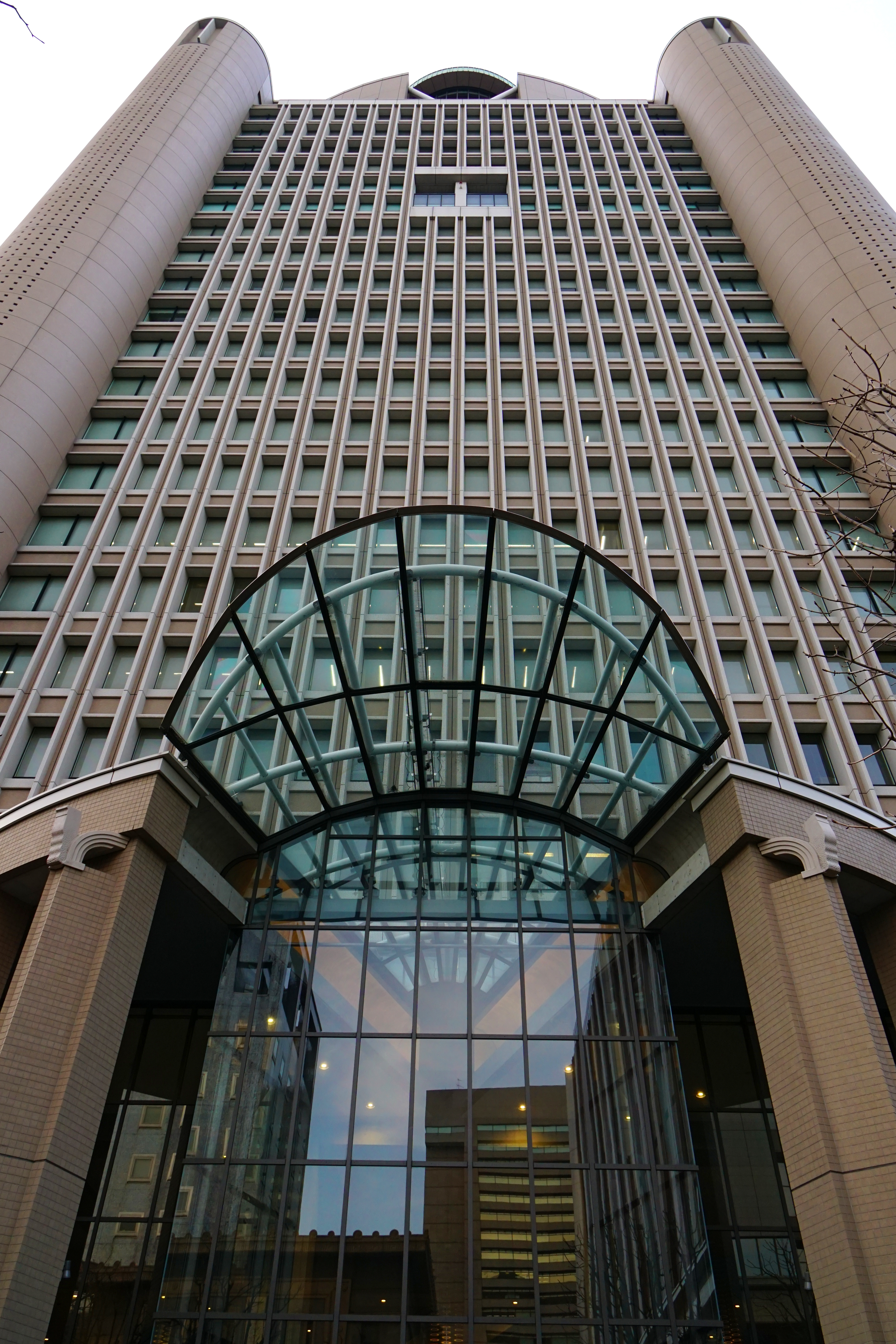
リバティタワー

  - 7月 - ハイテク・リサーチ・センター竣工、生田第一校舎5号館竣工。
  - 9月 - 創立120周年記念館リバティタワー竣工。
- 1999年（平成11年）
  - 3月 - 清里セミナーハウス竣工。生田構造物試験棟竣工。
  - 4月 - リバティー・アカデミー設立。
- 2000年（平成12年）
  - 3月 - 生田食堂館（スクエア21）竣工。
  - 4月 - 農学部生命科学科設置、司書課程・司書教諭課程設置。
  - 8月 - 生田第一校舎2号館竣工。
  - 10月 - 知的資産センター設立。駿河台校舎中央図書館竣工。駿台祭と生田祭中止決定[152]。
  - 12月 - 全学教職員集会で明大生協に対する施設の無償貸与等の便宜供与の全面見直しを決議[153]。
- 2001年（平成13年）11月 - 第1回生明祭を開催（学園祭再開）。
- 2002年（平成14年）
  - 2月 - 明大生協に対する便宜供与の全面廃止を決定[153]。
  - 4月 - 政治経済学部地域行政学科設置。文学部心理社会学科設置。経営学部会計学科・公共経営学科設置。
  - 8月 - 明大生協が解散[153]。
- 2003年（平成15年）
  - 4月 - 大学院農学研究科生命科学専攻設置。
  - 7月 - 社会連携促進知財本部設立。
  - 11月 - 休止していた第119回明大祭開催。

- 2004年（平成16年）
  - 1月 - アカデミーコモン完成。

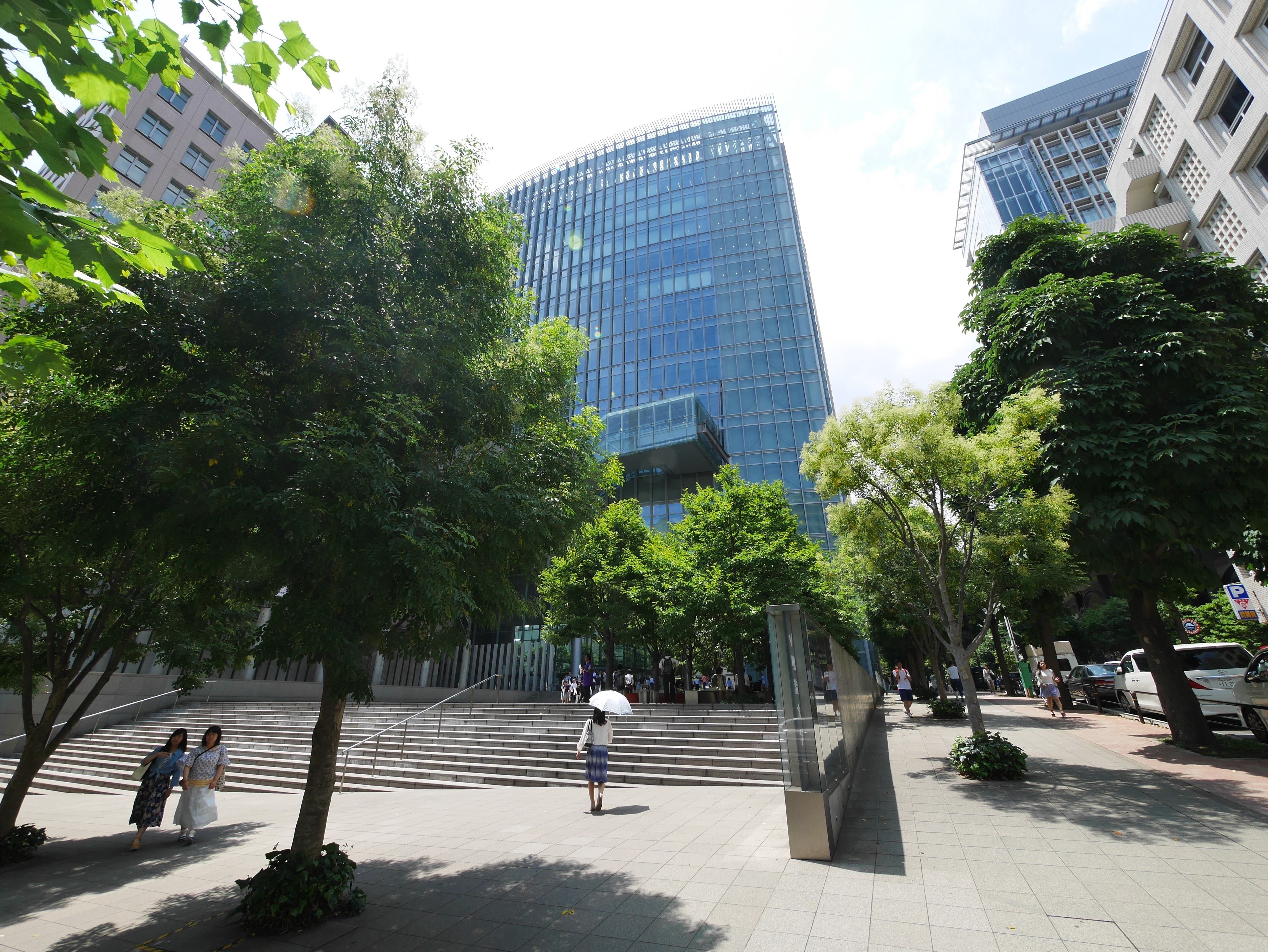
アカデミーコモン

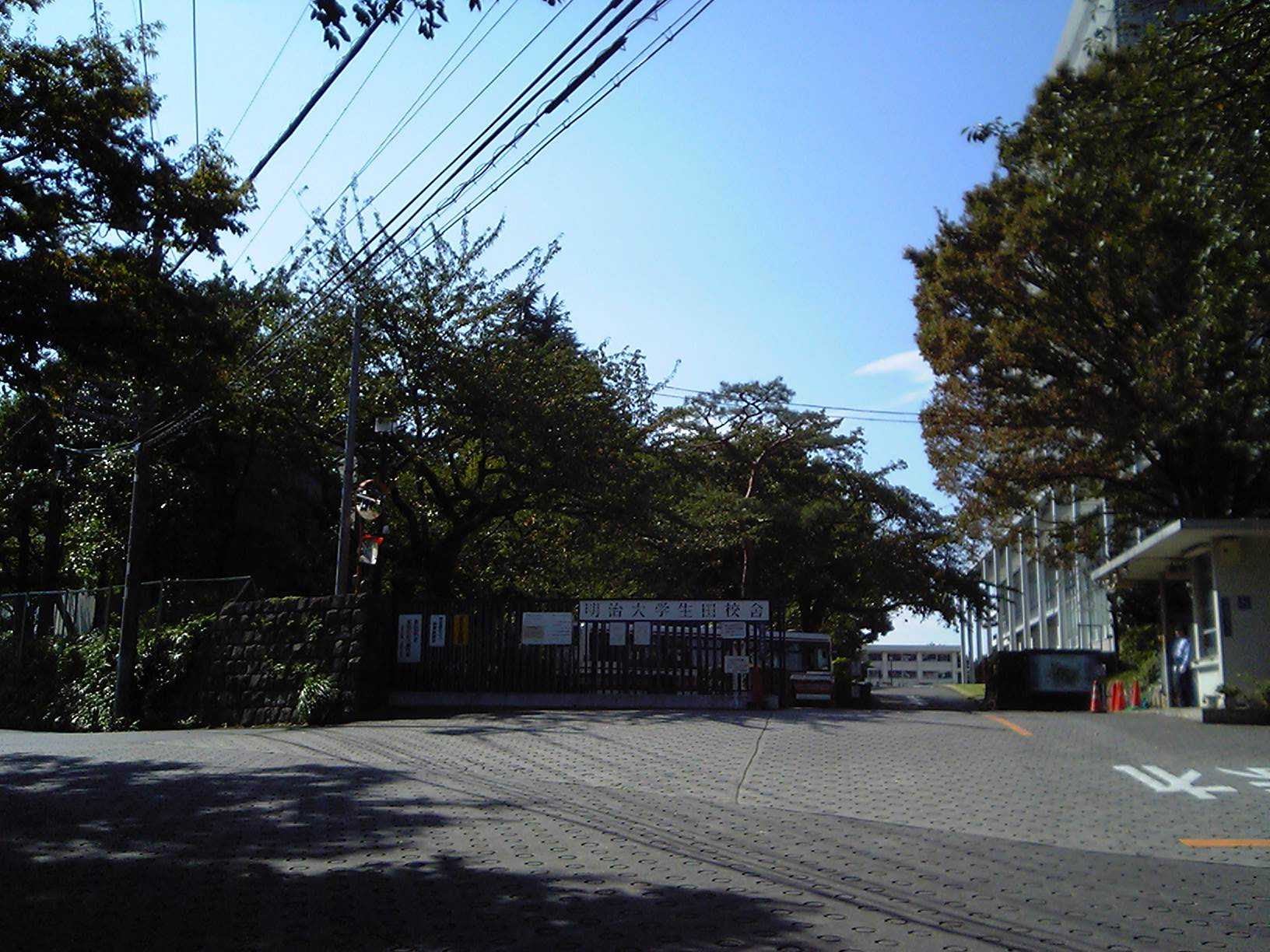
生田校舎正門（2005年）

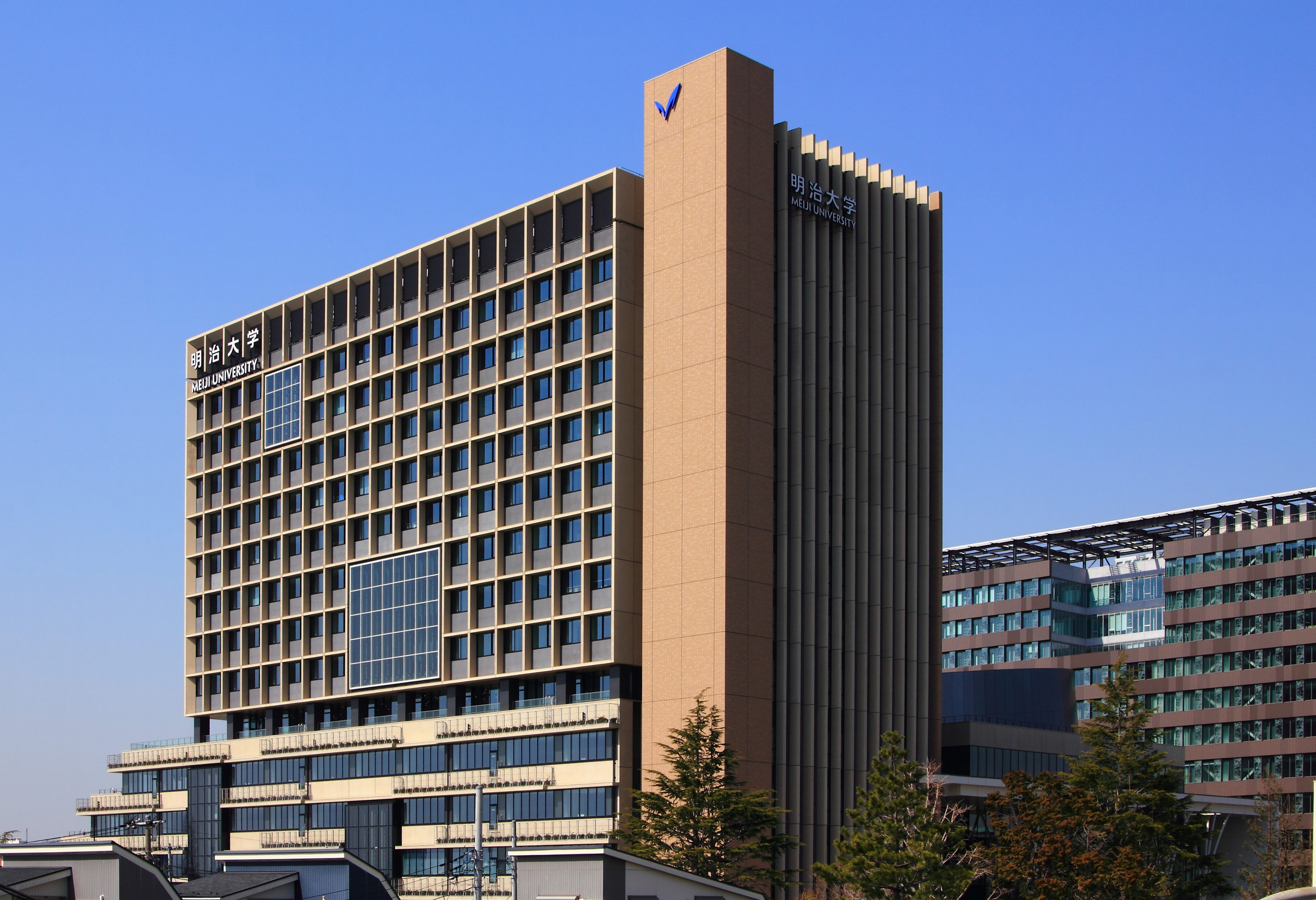
中野キャンパス

  - 4月 - 法科大学院（ロースクール）・ガバナンス研究科（公共政策大学院）・グローバルビジネス研究科（ビジネススクール）開設。ビジネススクールグローバル・ビジネス研究科、心理臨床センター開設。情報コミュニケーション学部設置。生田第二校舎A館竣工。短期大学および二部の学生募集を停止。明治大学博物館（刑事部門・商品部門・考古部門）がアカデミーコモン内で開館。
- 2005年（平成17年）
  - 3月 - 和泉メディア棟完成。
  - 4月 - 総長制を廃止し、理事長・学長による二長制に移行。大学院文学研究科臨床人間学専攻修士課程設置。会計大学院開設。
  - 10月 - 秋葉原サテライトキャンパス開設（2010年廃止）。
- 2006年（平成18年）
  - 3月 - 明治大学短期大学閉学。
  - 4月 - 3名の副学長を設置。理工学部工業化学科を応用化学科へ名称変更。
  - 10月 - 明治大学内海・島岡ボールパーク完成。
  - 12月 - 紫紺館完成。
- 2007年（平成19年）
  - 2月 - 全学部統一入試を全国5会場（東京・札幌・仙台・名古屋・福岡）で実施。
  - 4月 - 先端数理科学インスティテュート設置。文学研究科臨床人間学専攻博士前期課程・博士後期課程設置。ガバナンス研究科専門職学位課程設置。理工学部電気電子工学科と電子通信工学科を再編、電気電子生命学科設置。
  - 12月 - マレーシア・サテライト・オフィス開設（マレーシア工科大学構内）。
- 2008年（平成20年）
  - 4月 - 国際日本学部設置。理工学研究科新領域創造専攻設置。情報コミュニケーション研究科設置。教養デザイン研究科設置。農学部農業経済学科を食料環境政策学科へ名称変更。猿楽町の明治大学付属明治高等学校・中学校が調布に移転。
- 2009年（平成21年）
  - 3月 - 和泉インターナショナルハウス竣工。
  - 10月 - 国際連携機構設置。知的財産法政策研究所設置。米沢嘉博記念図書館開設。
- 2010年（平成22年）
  - 3月 - 情報コミュニケーション学部ジェンダーセンター開設。
  - 4月 - 明治大学平和教育登戸研究所資料館開設。
  - 6月 - 和泉総合体育館東棟竣工。
  - 11月 - 国連アカデミック・インパクト（UNAI）公式発足式典に参加。
- 2011年（平成23年）
  - 4月 - 先端数理科学研究科開設。文学研究科文芸メディア専攻開設。明治大学出版会再開[96]。
  - 6月 - 震災復興支援センター設置。
  - 12月 - 生田第二校舎D館竣工。
- 2012年（平成24年）
  - 2月 - 国際総合研究所開設。
  - 4月 - 国際日本学研究科開設。明治大学黒川農場開設。
  - 5月 - 和泉新図書館開館。
  - 11月 - 地域産学連携研究センター開設。
- 2013年（平成25年）
  - 1月 - 警察大学校跡地に中野キャンパス開設。駿河台C地区教育・研究棟（グローバルフロント）完成。
  - 4月 - 総合数理学部設置。国際日本学部が中野に移転。理工学研究科建築学専攻国際プロフェッショナルコース開設。学校法人国際大学と系列法人化。
  - 8月 - アセアンセンター開所（タイ・バンコク）。
  - 11月 - 多摩テック跡地でのスポーツパーク構想を白紙撤回[154]。
- 2014年（平成26年）
  - 1月 - 国連食糧農業機関（FAO）と連携の覚書を締結。
  - 4月 - グローバルガバナンス研究科（博士後期課程のみ）開設。生田第一校舎6号館竣工。
  - 9月 - 山の上ホテル別館を購入[注釈 24]。
  - 10月 - 千葉市緑区誉田町の千葉運動場・誉田農場の運営終了。
- 2015年（平成27年）2月 - 世界知的所有権機関（WIPO）と知的財産法等に関するデータベースの充実に向け協力協定を締結。男女共同参画推進センター設立。
- 2016年（平成28年）4月 - 授業時間を、1コマ90分から1コマ100分に変更。
- 2017年（平成20年）11月 - 「明治大学アカデミックフェス」を初開催。
- 2018年（平成30年）
  - 2月 - グローバルビジネス研究科が日本のビジネススクールで初めてEFMD（欧州経営開発財団）が発行する国際認証のEPAS（EFMD Programme Accreditation System）を取得。
  - 3月 - 明治大学自動運転社会総合研究所開設。学校法人国際大学との系列法人化協定が終了、実施中の産学連携については引き続き継続[155]
  - 4月 - 文学部心理社会学科に哲学専攻を設置。法科大学院を専門職大学院法務研究科として専門職大学院へ統合。
- 2019年（平成31年/令和元年）4月 - 和泉キャンパス内に国際学生会館（国際混住寮）「明治大学グローバル・ヴィレッジ（MGV）」開設。
- 2020年（令和2年）
  - 2月 - 明治大学レインボーサポートセンター開設。
  - 3月 - 誉田農場跡地に「明治大学農学部発祥の地」の記念碑を設置。
  - 10月 - 校歌誕生100年記念イベントを開催。
- 2021年（令和3年）
  - 1月15日 - 明治大学駿河台キャンパス近隣（東京都千代田区とその周辺）には児童・思春期精神科医療機関が不足している背景から、駿河台キャンパス内に「明治大学子どものこころクリニック」を開院し、児童精神科の診療を開始する。[156]
  - 4月 - 2020年からの新型コロナ感染症拡大が継続していることから授業方針につき公式ウェブサイトで公表している[157]。
- 2022年（令和4年）
  - 3月 - 和泉ラーニングスクエア竣工[158][159][160]。2026年に、新たな系列校として男女共学校の明治大学付属世田谷中学校・高等学校を開設することを発表（明治大学への付属高等学校推薦入学試験による入学者の受け入れは2029年度開始予定）。
  - 6月 - 岸田文雄首相が来校。国内の著名漫画家を交えた懇談会などを開催。

## 基礎データ

### 所在地
- 駿河台キャンパス（東京都千代田区神田駿河台）
- 和泉キャンパス（東京都杉並区永福）
- 生田キャンパス（神奈川県川崎市多摩区東三田）
- 中野キャンパス（東京都中野区中野）

### 象徴

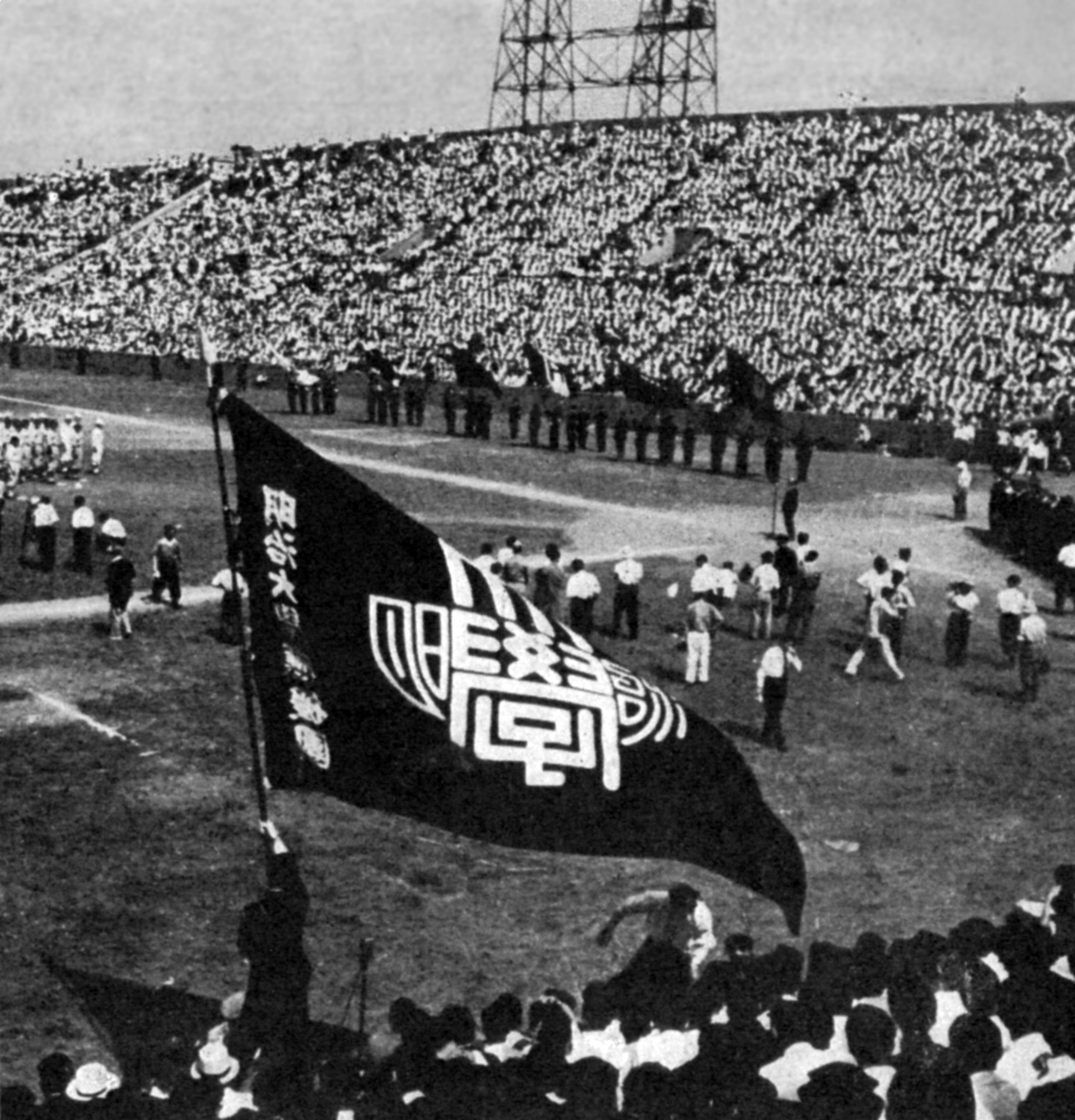
応援旗を掲げる明治大学応援団（1952年春）

- 校章
篆書で中央に「大學」、左右に右横書きで「明治」と記されている。現在の校章が制定された明確な時期は不明だが、遅くとも創立30周年記念式が開催された1911年（明治44年）までには制定されていたと考えられる[161]。
- ロゴマーク（野球部）
1910年（明治43年）に野球部が発足した際に慶大OBの小山万吾が筆記体で「Meiji」のロゴマークをデザインした[162]。その後「M」の字形等に多少の調整が加えられつつも、第1回極東オリンピックに出場した1913年（大正2年）頃とほぼ変わらぬ形で現在に至るまで明大野球部のシンボルとして受け継がれている。
- スクールカラー
  紫紺[163]。1915年（大正4年）、当時の木下友三郎校長が古来高貴な色とされた「深紫」をスクールカラーとして採用。それが大正末期までに「紫紺」と称されるようになった）[164][165]。
- 『暁の鐘』
旧記念館の正面に設置されていたレリーフ（2人の天使が鐘を鳴らす像。現在はリバティタワー最上階のステンドグラス（小川三知制作）に設置されている他、明治高校のエントランスなどにも設置）。校歌の一節にも歌われ、“明治大学の学生達が時代の暁の鐘を打ち鳴らし、社会を先導していく”の意が込められている。
- シンボルマーク
紫紺『 M 』 のマーク（明治大学マーク、2001年制定）。明治大学の「M」をモチーフとして、これからの明治大学が「限りな制作翔する」イメージ、シンプルなデザインによる「親しみやすさ」、斬新な切り口による「未来へのメッセージ」を伝える[166] 。
- マスコットキャラクター
『めいじろう』（2007年3月にデザインが決定。当初は広報課キャラクターとして使用されていたが、2009年に大学公式キャラクターに制定 ）。“森の賢者”と呼ばれるフクロウがモチーフ。色の羽はスクールカラーの紫紺。の名前の由来は「めいじ」＋「ふくろう」 [167]。

### 校歌

#### 校歌
『明治大学校歌』 （作詞：児玉花外、補作詞：西條八十、曲：山田耕筰）
- “白雲なびく駿河台”という歌い出しが有名であるため俗に「白雲なびく」とも呼ばれる[176][177][178]。入学式や卒業式などの式典のみならず学生スポーツ、サークルのコンパ、同窓会などでも広く歌われる。学生運動華やかなりし時代には砂川闘争や安保闘争でも歌われた[179][180]。

成立史
| 児玉花外 |  | 山田耕筰 |
| 児玉花外 |  | 山田耕筰 |

- 専門学校令下の明治大学では1907年（明治40年）から校歌懸賞募集が行われ、1911年（明治44年）10月の創立30周年記念式で「とよさか昇る 朝日子に…」で始まる校歌（田能村梅士・藤沢衛彦作）が披露された。しかし学生たちからの評判は悪く、学内に根付くことなく自然消滅した。その後も何度か校歌募集は行われたが、決め手となるような歌は現れなかった[181][182]。
- 旧制大学への昇格後の1920年（大正9年）に笹川臨風（予科教授）から与謝野鉄幹と児玉花外を紹介された学生3名（武田孟、牛尾哲造、越智七五三吉）が、まず5月初旬に与謝野鉄幹宅を訪ねたが不在。続いて児玉花外の借家を訪ねて作詞を依頼し、9月1日に歌詞は出来上がった。さらに牛尾の直談判により山田耕筰の協力をとりつけ、西條八十と三木露風による加筆の末、完成に至った。
- この校歌は1920年10月23、24日の対校ボートレースおよび28日の明大ハーモニカソサエティー演奏会で初めて対外的に歌われた[183]。現在の明治大学では10月28日を「校歌の日」と定めている[184]。
- 児玉の原詞は作曲しづらいとの理由で大幅に改変されたが、「権利自由の揺籃」「白雲」「駿河台」「暁の鐘」「維新の栄」などの語句は現在の歌詞にも受け継がれた。その一方で「青春神田の真中に」「お茶の水に新月高し」などは受け継がれなかった[185]。
- 校歌のメロディはもともと山田が1920年アントワープ五輪の日本代表選手を励ますために作った「青年の歌」で、牛尾哲造が山田に懇願して明大校歌のために編曲作製してもらったものである[186]。
- 苦心の末に誕生した校歌ではあったが、当時の明大教職員は決してこの歌を歓迎しなかった。植原・笹川事件において学長排斥と校風革新を叫ぶ学生たちは反逆的姿勢でこの校歌を高唱したからである[187]。
- 制定時の校歌には各節の終わりに長いリフレインがついていたが、一般学生には歌いにくかったためか、いつしかリフレインの部分は歌われなくなった[188]。のちに明大総長となった武田孟は病床の山田耕筰を見舞い、校歌の改変をわびた。それに対して山田は「うたいやすいように変るのが自然」と返答した[189]。
- 太平洋戦争中には「権利自由」の歌詞がけしからぬとの理由で2番と3番を歌うことを禁じられるという苦難を味わった[190]。

評価
- 東京六大学野球中継は1927年（昭和2年）秋に始まり（最初は10月15日の早明2回戦）、明治大学校歌もラジオの電波に乗って津々浦々の児童の耳にまで熟した。考現学者の今和次郎は1929年（昭和4年）に刊行された『新版大東京案内』の中で「現在、街頭で最も多く歌はれてゐるのは明治の校歌である。」と書いている[191]。
- 作曲家の團伊玖磨は明治大学校歌を「音楽として、文学として、諸校歌の中での白眉である」と評している[192]。
- 作詞家の阿久悠は高校時代に教師から志望校を問われ、校歌が好きだから明治大学に行きたいと答え、その言葉通りに明大へ進学した[193]。
- 1954年（昭和29年）から使用を開始した大学院校舎の屋上鐘楼にはオルゴール（服部時計店製）が設置され、毎日正午と午後5時に校歌のメロディを奏でたが、わずか1、2年ほどで演奏をやめてしまった。一説によれば近隣の某大学から「白雲なびく駿河台」は騒音だとの苦情が寄せられたためともいわれているが、真偽は定かではない[194][195]。

その他

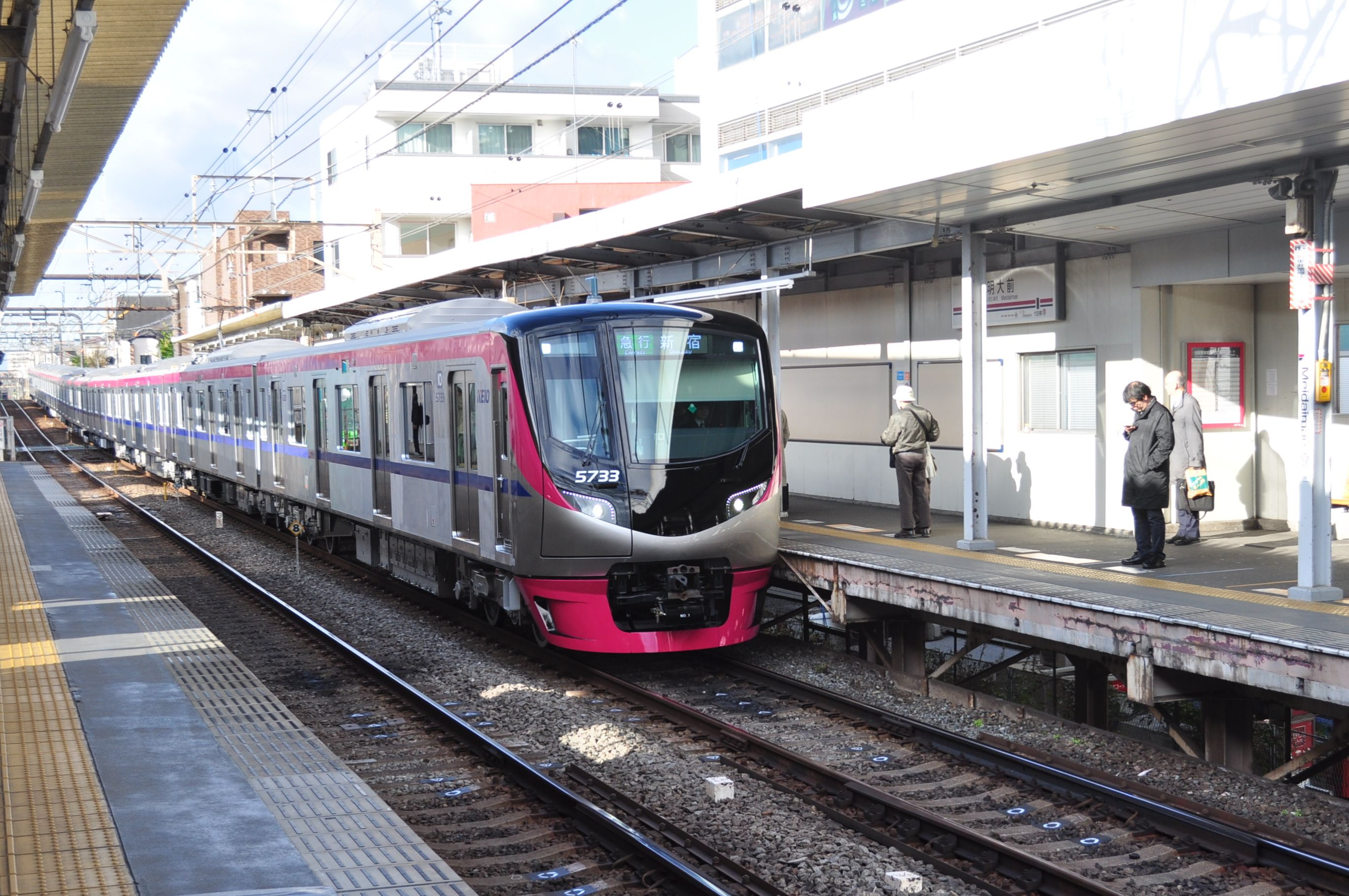
明治大学校歌の駅メロが流れる京王線明大前駅

- 新宿歌舞伎町にコマ劇場があった時代には早明戦の当夜に劇場前の広場に学生たちが集まって校歌を歌うことが恒例となっていたが（夜の早明戦）、ここでは2番と3番を歌わず、1番のみを永久に繰り返し歌っていた[196][197]。
- 京王電鉄明大前駅の京王線ホームでは2017年から明治大学校歌が列車接近メロディに採用されている[198]。
- 2020年には校歌誕生100年記念イベントが開かれ、山田耕筰の自筆楽譜に基づく〈幻〉のフレーズの再現演奏および歌唱が行われた[199][200]。
- この大学校歌は明治大学付属明治高等学校・中学校の校歌でもある[201]。また、明治大学付属中野中学校・高等学校および明治大学付属中野八王子中学校・高等学校（両校とも実質上は系属校）では「中野学園校歌」と並ぶ校歌の一つとして使用されている[202][203]。

#### 応援歌
『明治大学応援団100年史』（明治大学応援団100年史編纂委員会、2021年）では校歌のほか応援歌13曲、学生歌2曲、応援曲16曲、愛唱歌4曲、その他4曲が紹介されているが、学生たちに歌い継がれることなく消えていった楽曲もあると考えられている。
- 第一応援歌『紫紺の歌』 （作詞：明治大学応援指導部、補作詞：萩原朔太郎、作曲：古賀政男）[205][206][207]

1941年制定。発表当初のタイトルは『紫紺の旗』。
- 第二応援歌『血潮は燃えて』 （作詞：三田日出男、作曲：警視庁音楽隊）

1950年制定。明大創立70周年を記念して新応援歌を募集した際の当選曲。
- 第三応援歌『紫紺の旗の下に』 （作詞：伊藤康八郎、補作詞：野村俊夫、作曲：古関裕而）

1955年制定。第1回紫紺の集いで『都に匂う花の雲』とともに披露された。
- 第四応援歌『勇者明治の歌』 （作詞：岩地清、作曲：森田富弥雄）

1953年制定。ただし文献上の初出は1955年。
- 『若人明治の歌』（作詞：畑耕一、作曲：高階哲夫）

1928年制定。震災復興祝祭記念歌として作られた。
- 『仰げ栄冠』（作詞：明治大学応援団、作曲：寺部頼幸）

1948年制定。主に相撲などの室内競技で歌われる。
- 『神宮勝歌』（作詞：不明、作曲：明治大学応援団吹奏楽部、編曲：町田純一）

1968年制定。東京六大学野球の優勝歌。
- 『怒濤の進撃』（作詞：大野順一、作曲：竹岡信幸、編曲：佐伯亮）

1980年制定。明大創立100周年記念応援歌。野球では主に5回の攻撃時に歌われる。
- 『Take a Chance』（作詞：阿木燿子、作曲：宇崎竜童、編曲：柳沼寛）

2000年制定。応援団創部80周年を記念して作られた。チャンスパターン・メドレーの一曲として歌われる。

#### 学生歌
- 『輝く明治』（作詞：畑耕一、作曲：山田耕筰、編曲：町田純一）

1930年制定。メロディは『若人明治の歌』とほぼ同じ。
- 『都に匂う花の雲』（作詞：山本修一、補作詞：野村俊夫、作曲：古賀政男）[208]

1955年制定。歌詞が難解だったため、のちに若干平易な内容に改められた。

#### 応援曲
- 『ノックアウトマーチ』（作曲：高瀬光雄）

1962年に作られたが、神宮での初演奏は1966年である。
- 『狙いうち』（作曲：都倉俊一、編曲：藤森秀雄、横田雄一）

原曲は山本リンダのヒット曲。
- 『ファイティングマーチ』（作曲：宇崎竜童）

明大創立100周年記念応援曲。
- 『ギャバン』（作曲：渡辺宙明、編曲：柳尚普）

原曲は『宇宙刑事ギャバン』の主題歌。チャンスパターン・メドレーのオープニングで用いられる。
- 『ガッチャマン』（作曲：小林亜星、編曲：高山博章）

原曲は『科学忍者隊ガッチャマン』の主題歌。一時は『ギャバン』と併用されたこともあったが、最近はあまり使用されていない。
- 『神風』（作曲：大矢忠慶）

チャンス時に単独使用されることが多い。
- 『ヴィクトリア』（作曲：渡邊沙織）

女性部員が作曲した最初の応援曲。
- 『紫電』（作曲：高橋志帆）

やや長めの曲で、単独使用されることが多い。

#### 愛唱歌
- 『駿台節』（作詞：恩田恭行・伊藤博陽、作曲：高瀬光雄）

『近大節』の著作権を主張する近畿大学応援団から『明大節』への苦情が寄せられたため、これに代わる歌として作られた。
- 『明大ロマン』（作詞：不明、作曲：ミズシロ・ケンイチロウ、編曲：長島司）

1967年駿台祭のテーマ曲。1番は駿河台の歌、2番は和泉の歌、3番は生田の歌となっていた。
- 『 明治大学讃歌 ～希望あふれて～ 』（作詞：渡辺 敬正、作曲：甲斐靖文）2002[209]

#### その他
- 『ラグビー部の歌（バーシティ明治）』（作詞：春日井薫、作曲：入江為守）など各組織・クラブ毎に　伝統歌が多数

## 教育・研究

### 組織

#### 学部

##### 法学部

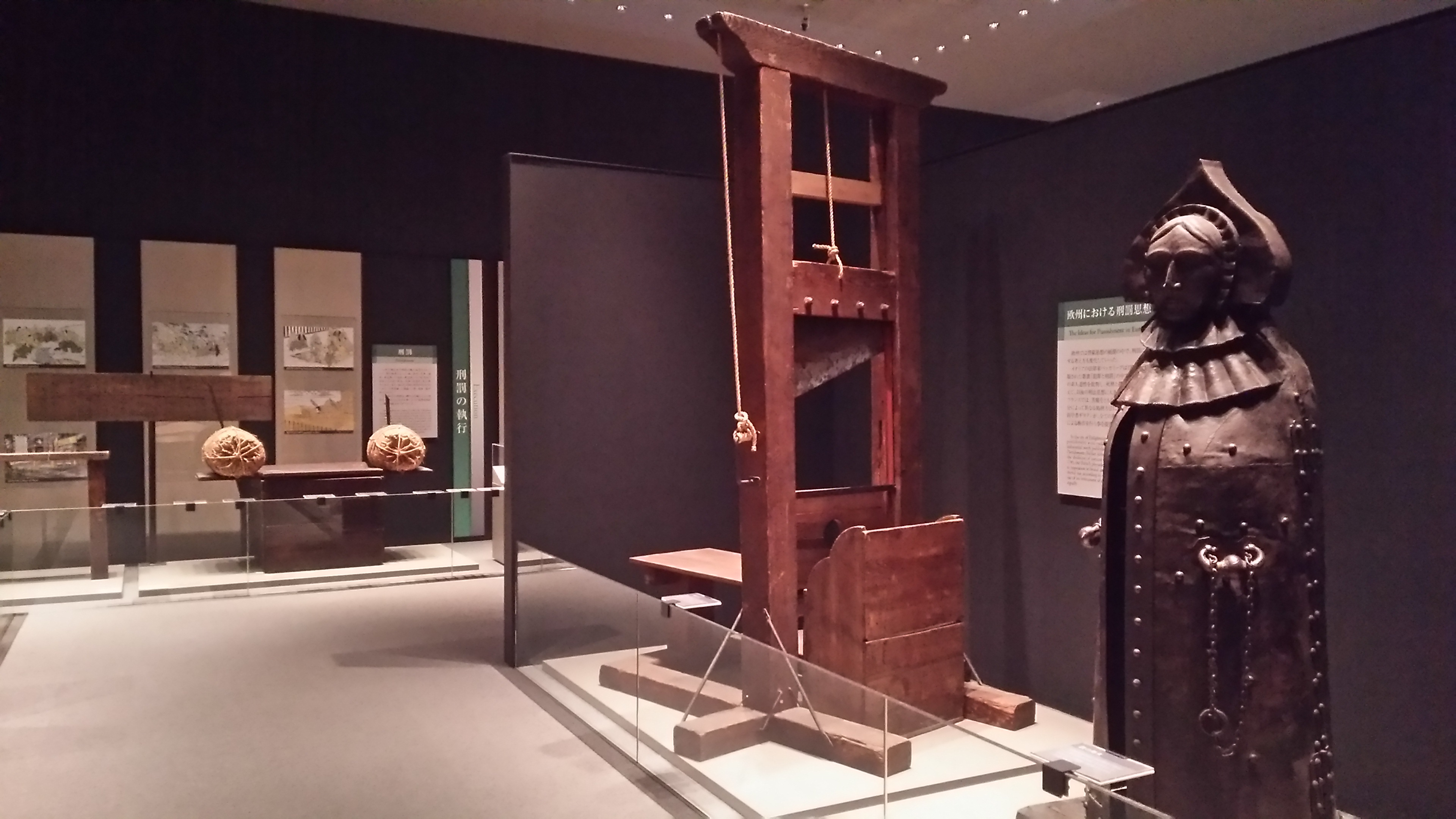
明治大学博物館（刑事部門）の展示品（前身の刑事博物館は法学部の一教授の提唱により1929年に開設された）

前身の明治法律学校は、代言人（現在の弁護士）試験、判検事登用試験において、その合格者数が全体の4割近くに達していた。1920年（大正9年）に大学令による学部として認可された。
法曹志望者のために「法制研究所」 が、国家公務員総合職志望者には 「行政研究所」 が開設されている。大学院・法科大学院進学希望者で、成績が特に優秀な学生を対象とする早期卒業制度（3年） がある。
また学部3年次時迄に司法試験に合格し 一定基準で直ちに司法修習を目指す者に対しても、早期卒業制度 (3年) を 2024年度から 拡大適用する。
- 法律学科[216]
  - ビジネスローコース
  - 国際関係法コース
  - 公共法務コース
  - 法と情報コース
  - 法曹コース
    - コースに分かれるのは2年次からだが、法曹コースは3年次のはじめに、2年次までの成績による選抜を行う。3年次に法曹コース以外のコースへ変更することもできる

##### 商学部
1903年（明治36年）に校友実業会の総会で商科設置が可決され、翌年9月に授業を開始した。創設に当たっては、東京商工会議所会頭渋沢栄一や校友実業会名誉校員名村泰蔵らの協力があり、佐野善作や関一などの東京高等商業学校教授が講師として多数招聘された。1920年（大正9年）に法学部とともに大学令による学部として認可された。2001年（平成13年）に商学科、産業経営学科の2学科制から商学科・7コース制に再編。有名企業とのタイアップにより、学生がビジネスの現場において、チームによる課題解決能力などを養成すると共に、各社の経営幹部層へのプレゼンテーションを経て、実際に商品化や番組放送等を行うといった、特別プログラムが設置されている。成績が特に優秀な学生を対象とする早期卒業制度（3年） がある。
商学部ではファッション・ビジネス教育を推進している。座学と実践、海外研修が一つとなっている授業なども設置されている。
- 商学科
  - アプライド・エコノミクスコース
  - マーケティングコース
  - ファイナンス&インシュアランスコース
  - グローバル・ビジネスコース
  - マネジメントコース
  - アカウンティングコース
  - クリエイティブ・ビジネスコース
    - 3年次にコースに分かれる

##### 政治経済学部

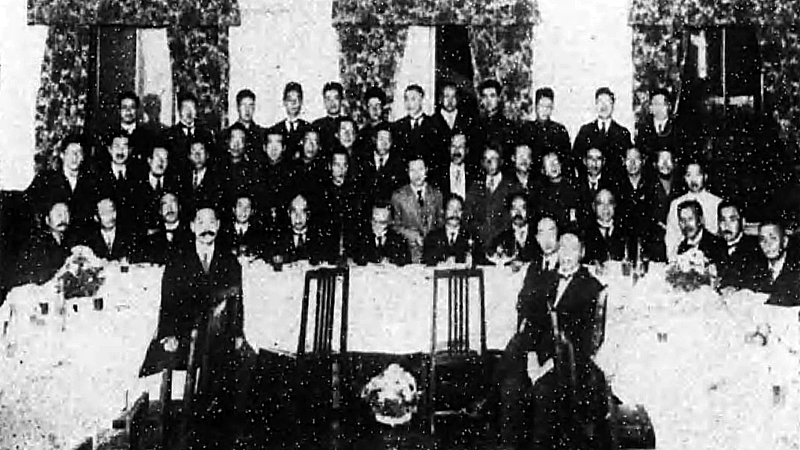
政治経済学部独立祝賀会（1925年）

政治経済学部の起源は1886年（明治19年）に設置された行政学部で、1904年（明治37年）の学則改正により政学部として再出発した（のちに政治経済科と改称）。1920年（大正9年）の旧制明治大学発足時に政治経済科は学部昇格を見送られたが、学生や校友らの昇格運動により1925年（大正14年）に法・商両学部からの独立を果たした。
2002年に地域行政学科を設置 ( 2026年4月から「政策学科（仮称）」に改組・新設予定 )。2008年度にはカリキュラム改定により「ゼミ指導型コース制」を導入。3、4年次の科目選択の目安として、4つのコースを設け、さらにそれを区分して、それぞれ3つずつの科目パッケージを配置している。学生はゼミの担当教員の指導に基づいて、自身の研究テーマにふさわしいコースならびに科目パッケージを選ぶ。ジャーナリスト育成プログラムがあり、「基礎マスコミ研究室」では、現役ジャーナリストによる講義・演習等が行われている。留学も含めて4年間での卒業が可能なダブルディグリープログラムなども設置されている。「ACE（英語実践力養成コース）」を設け、TOEICなども全学生が大学で受験可能である。
- 政治学科
- 経済学科
- 地域行政学科 ( 2026年4月から「政策学科（仮称）」に改組・新設予定 )[223][224]
  - コース
    - 政治学・社会学総合コース
    - 経済学・経済政策総合コース
    - 地域行政総合コース
    - 国際文化総合コース

##### 文学部

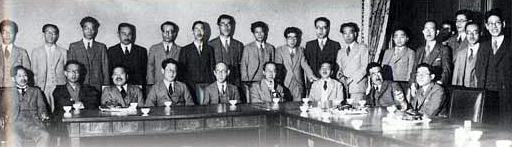
1932年に復活した文芸科の講師陣（後列左から岸田國士、ひとりおいて豊島与志雄、土屋文明、谷川徹三、ひとりおいて高橋健二、小林秀雄、今日出海、ひとりおいて吉田甲子太郎、舟橋聖一、山本有三、阿部知二、前列右から獅子文六、辰野隆等々）

1905年（明治38年）に錦町分校で文学研究会が発足し、夏目漱石や上田敏らが課外講義を行った。専門学校令による文学部は翌年9月から正式に授業を開始したが、収支償わないとの理由で第1回の卒業生を出しただけで学生募集を停止した。
その後1931年（昭和6年）の明治大学創設50周年を機に文科復活運動が起こり、翌年文芸科（昼間）・史学科（夜間）・新聞高等研究科（昼間）の3科をもって専門部文科が復活。戦後の1949年（昭和24年）に新制学部として文学部が発足し、文学科と史学科（翌年史学地理学科と改称）を設置。2002年（平成14年）に心理社会学科、2004年（平成16年）文学科に文芸メディア専攻、2018年（平成30年）心理社会学科に哲学専攻を設置した。
- 文学科
  - 日本文学専攻
  - 英米文学専攻
  - フランス文学専攻
  - ドイツ文学専攻
  - 演劇学専攻
木下順二、山田肇らが教鞭を執ってきた。
  - 文芸メディア専攻
- 史学地理学科
  - 日本史学専攻
  - アジア史専攻
  - 西洋史学専攻
  - 考古学専攻
1950年に私学初の考古学専攻として設立。計11名の考古学専任スタッフが在籍し学外からの招聘による海外の考古学の講義なども開講。大学合同考古学シンポジウムを主催。
  - 地理学専攻
- 心理社会学科
  - 臨床心理学専攻
  - 現代社会学専攻
  - 哲学専攻（2018年設置）

##### 理工学部
起源は1944年に設立された東京明治工業専門学校で、戦後の学制改革により1949年に工学部となり、1989年に理工学部に改組。学部学生の3割程度が大学院に進んでいる。
学部と大学院理工学研究科が一体となった教育・研究システム“I-MAST”（Institute of Meiji Advanced Science and Technology）により、学生に多くの選択肢を用意しており、学科横断の混合クラスによる一般教養授業や実践的言語教育などのカリキュラムの他、全国有数のシステム環境下での情報処理教育などに特色がある。また、グローバル人材養成の一環として、文系のキャンパスで英語などの授業を受けることも可能であり、内外の有力機関との共同研究なども進められてきている。
- 電気電子生命学科
学科専門科目には、実験・演習科目のほか、環境・エネルギー、新素材・デバイス・ナノテクノロジー、通信ネットワーク、生命・情報制御システムの分野がある。電気電子情報制御関係の総合学会である電気学会会長は松瀨貢規教授が務めている（私大出身者としては2校目）。
- 機械情報工学科
数学、物理などを学ぶ基礎教育の科目群に加え、材料と構造、運動と振動、エネルギーと流れ、設計と生産・管理、計測・制御、情報・数理、総合デザイン力育成の科目群がある。
- 建築学科
建築設計演習・実習などの科目群に加え、構造・材料分野、建築・都市プランニング&マネージメント分野、環境エンジニアリング分野、建築・都市デザイン分野の科目群がある。実物の建物の強度や構造を研究するための大型実験棟など国内に数台しかない設備が設置されている。
- 応用化学科
科目群には、総合領域関連、実験・研究関連、分析化学関連、無機化学関連、有機化学関連、高分子化学関連、物理化学関連、化学工学関連がある。女子学生の比率が30％程度を占める。
- 機械工学科
基礎科目や実験実習科目のほか、「主要四力学」として流体力学、熱力学、材料力学、機械力学の科目群があるほか、専門科目として加工・工作、材料、設計、計測・制御、情報処理の科目群がある。旅客機のジェットエンジンの実物やテストベンチを校内に備えている。
- 情報科学科
科目群には、基礎、ハードウェア、ソフトウェア、応用などがある。
- 数学科[228]
基礎科目・導入科目のほか、代数学、幾何学、解析学、数理教育、計算機・情報科学、確率統計などの科目群がある。
- 物理学科[229]
専門教育では、共通基礎、学科専門、複合領域の科目群がある。約6割が大学院へ進学。研究室は14室で平均所属学生数は5人。

##### 農学部
1946年に設立された明治農業専門学校が前身。経済産業省の支援による拠点整備事業として、食料の安定的供給と農業の産業化を実現していく「植物工場」に関する研究開発・人材育成の全国8大拠点の一つである。化粧品や食品の研究もあり、女子比率が50%を超える学科もある。2012年には川崎市黒川地区の13.3ヘクタールの土地に、先端技術を集積した総事業費数十億円の研究・実習施設 明治大学黒川農場 を開設。
- 農学科
「食糧生産関係」、「環境関係」という2つの履修モデルがある。専攻科目群は共通基幹科目のほか、「食料生産関係」の科目群、「環境関係」の科目群、「食料生産関係」と「環境関係」共通の科目群がある。他の大学では別の学科となっていることの多い「食料生産」と「環境保全」とが同一学科にあることが特長となっている。
- 食料環境政策学科
2008年に農業経済学科を改称。理系学部の中の文系学科であり、「食と農」「環境と資源」というテーマについて、社会科学の側面から総合的に研究を行う。関心を掘り下げるための「専攻科目I」は「食と農分野」と「環境と資源分野」に分かれている。アサヒビールとのタイアップによる海外研修などが設置されている。
- 農芸化学科
土壌学、農薬化学、天然物有機化学、酵素化学、植物栄養学、食品化学、醸造学といった幅広い方法論でアプローチする（農芸化学を参照）。
- 生命科学科
生命科学科では「動植物や微生物の生命活動を分子レベルや遺伝子レベルから理解することを基盤として、これらを人類が直面している環境や食糧問題などの解決に活用すること」を目指している[232]。動物再生システム学、動物生理学、分子発生学、環境応答生物学、ゲノム機能工学、植物分子生理学、植物細胞工学、細胞情報制御学、生体制御学、動物栄養学、微生物工学、生体機能物質学、バイオインフォマティクス、植物発生制御学、プロテオミクス、環境応答植物学、生体機構学、発生工学の各研究室が開設されている。
- 総合科目群
人文科学、社会科学、自然科学など幅広い教養を養う共通科目、外国語科目、スポーツ実習や健康と運動の科学理論を学ぶ保健体育科目が設定されている。

##### 経営学部
1953年、私学初の経営学部として設立。経営管理を対象とする専門の学部として、商学部から分離する形で発足。2002年に、経営、会計、公共経営の3学科制に移行。1990年代には学部単独で2万人以上の志願者を集めた。
学部一括入試を実施し学科所属は2年次からであるが、所属学科以外の演習（ゼミナール）や専門科目の履修も可能。リーダーシップや高度なコミュニケーション能力を養成する人材育成プログラムなどもカリキュラムとして設置。「グローバル人材の育成」の一環として、実践的英語教育、IT教育にも力を入れる。学部間共通総合講座に『青年社長育成講座』（事業継承予定の後継社長候補の学生や、起業志望の学生を対象）等が設置されており、現役企業経営者による講義など実践的なプログラムが用意されている。ソウル大学経営学部などと独自の学部間協定を結んでいる。成績が特に優秀な学生を対象とする 早期卒業制度（3年） がある。
- 経営学科
企業経営の全体構造を学び、経営にとって不可欠な基礎的知識を習得。民間企業の経営企画部門での経営計画・マネジメントや事業部門での企画・マーケティング、経営コンサルティング、ベンチャービジネスの起業、経営などのキャリアを想定したカリキュラムを設定。
- 会計学科
企業活動を数値によって把握するという会計の基礎を習得。公認会計士や税理士等のスペシャリストの他、国際会計基準、米国会計基準等の知識をいかしたグローバル企業のコントローラーや、経営コンサルティングファーム、シンクタンク等のプロフェッショナルの養成を企図する。
- 公共経営学科
新しい公共性の基礎から実際の活動に関する具体的なマネジメント論まで設置。卒業後の進路をNPOや行政、パブリック・ビジネスの3つのマネジメントに方向を定めてカリキュラムを設置。実践的教育プログラムを導入し、産学連携による非営利セクターの人材育成を企図する。

##### 情報コミュニケーション学部

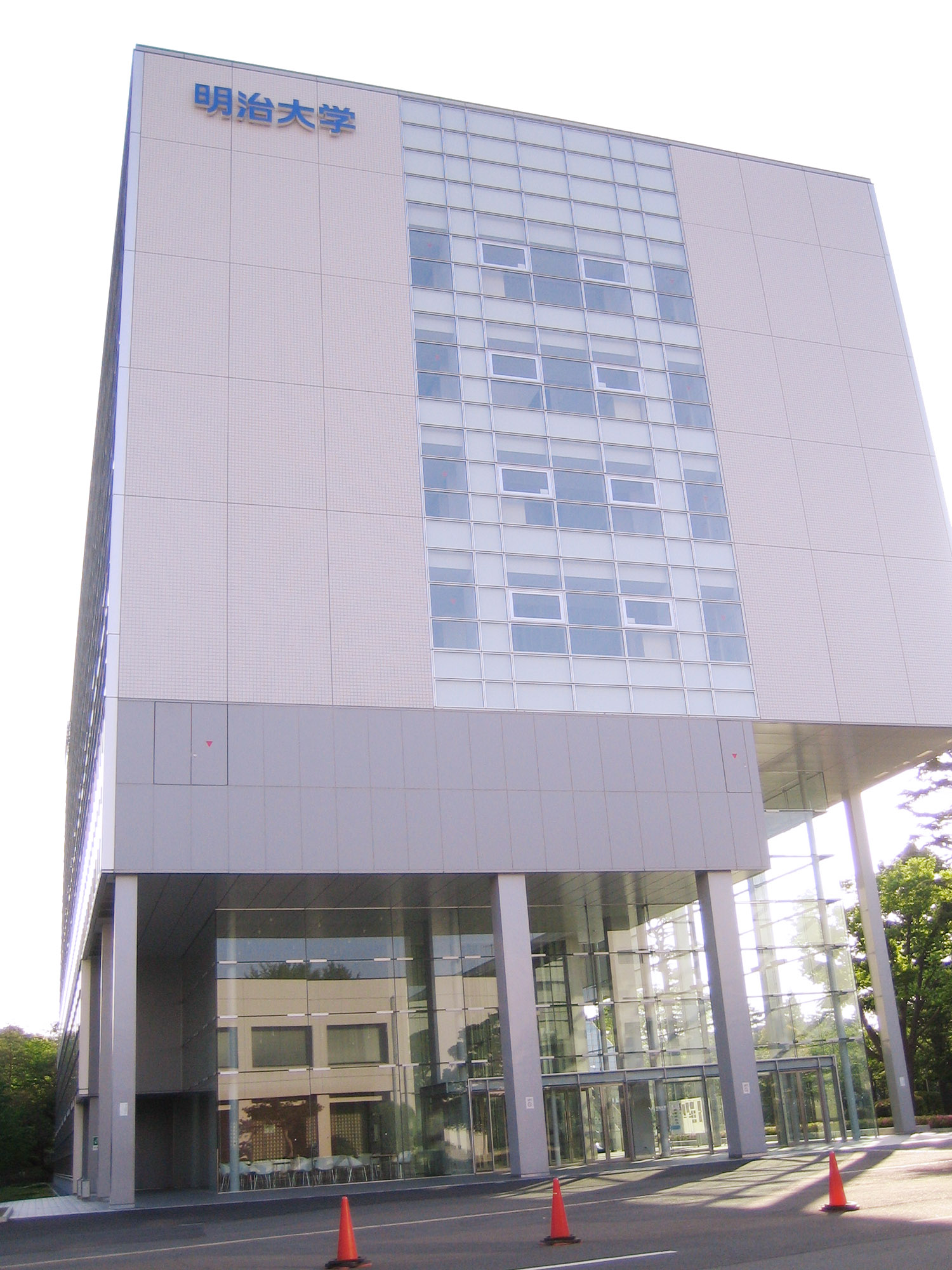
メディア棟（和泉）

2004年に開設。文系・理系の枠を越えた教育カリキュラムを展開し、『社会、人文、自然の諸科学を超える新しい学問領域』の学部として位置づけられている。1929年に設置された「専門部女子部（1944年に明治女子専門学校、さらに1950年に明治大学短期大学に改組）」の流れを受け継ぐ形で学部開設に至った経緯があり、男女共同参画社会の更なる推進や、女性のキャリア形成などのジェンダー研究には特に重点をおいており、ジェンダー研究という新しい学問分野を切り開き発展させるべく、2010年にジェンダーセンターを学部内に設置。テレパシーによる情報伝達やコミュニケーション等を研究する超能力（超心理学）などの講座も置かれている。
少人数のゼミナール教育を1年次から4年次まで段階的に行っており、興味をもった分野を専門的に学んでいくことが可能である。情報処理においてはCCNAやオラクルマスターを目標として情報リテラシー教育を実施。国際関連科目も充実させており、他大にない外国語教育メニューなども揃える。社会調査士の資格取得に向けたプログラムなども設置。
メディア・リテラシーの養成に向けたプログラムでは、フジテレビジョンとの共同番組制作によるユニークな講座（映像表現論）を開設。フジテレビ番組制作スタッフの指導により、学生がニュース映像の企画・立案、取材等を行い、最終的にひとつの番組として完成させる。
- 情報コミュニケーション学科
  - 社会システムと公共性コース
  - 組織とコミュニティコース
  - 多文化と国際協調コース
  - メディアと環境コース
2017年度入学生よりコース制は廃止された。

##### 国際日本学部

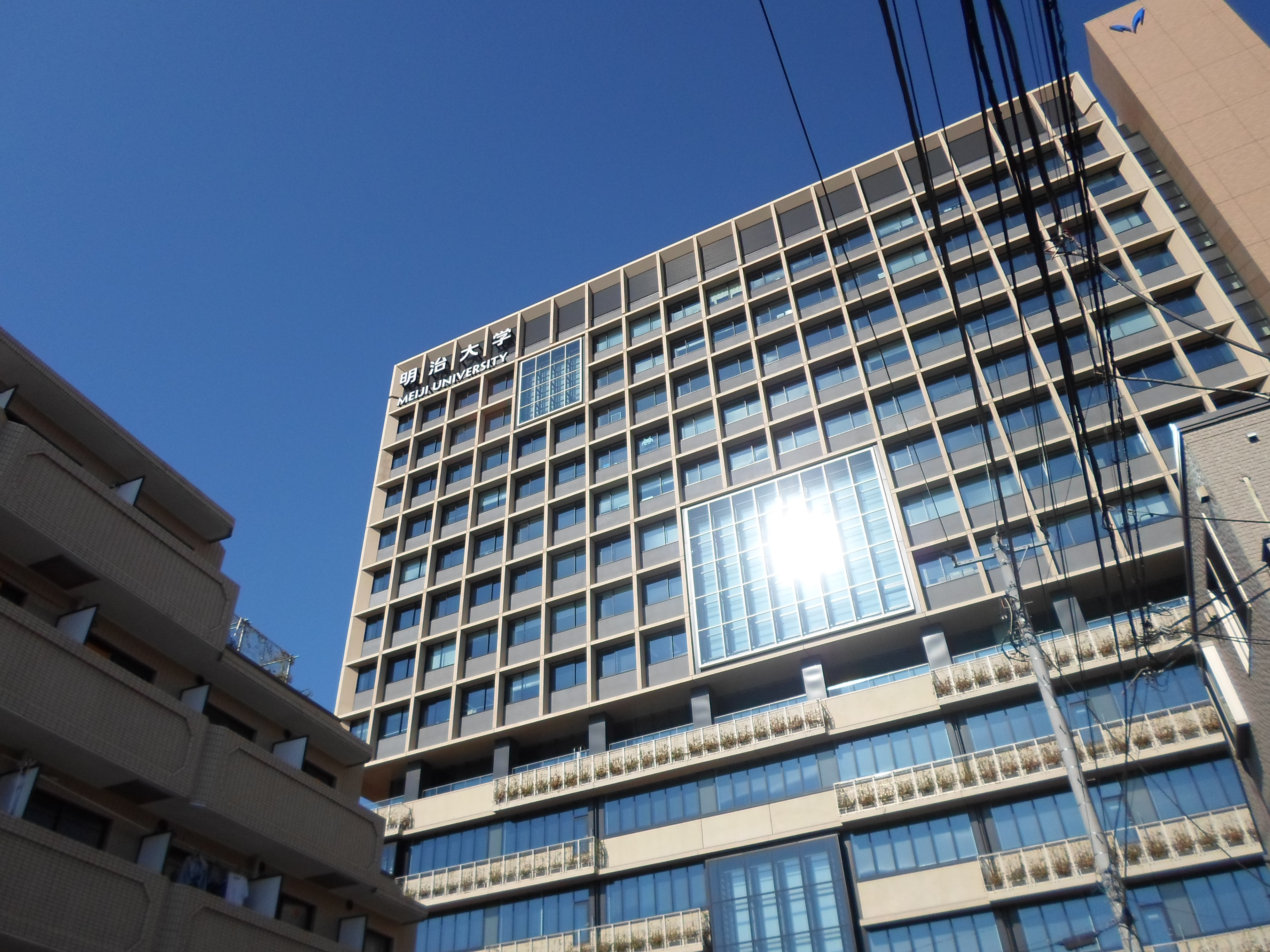
中野キャンパス

日本の文化と社会システムを教育研究対象とする一方で、少人数での集中的な英語教育と異文化を正しく理解するための国際教養教育に力を注ぐ。留学プログラムとしては、オックスフォード大学等への語学留学や、セメスター留学の他、フロリダ州立大学・ディズニーワールドと提携した、インターンシップ留学（ディズニーの本拠で同社役員等による組織マネジメント、リーダーシップ等の授業を受けると共に、ディズニーワールドでの現場実習に於いて報酬を得ながら、国際社会におけるコミュニケーション力・リーダーシップを養うという半年間のインターンシップ）等のプログラムを設置。また、北京大学とは共催講座を設けるなど特に交流が深い。また、漫画・アニメ文化に関する講座はこの学部に置かれている。男女比は約1:2と女子の比率が高い。2013年4月に和泉キャンパスから、新設された中野キャンパスに移転した。成績が特に優秀な学生を対象とする 早期卒業制度（3年）がある。
- 国際日本学科
  - 日本文化コース
  - 日本社会システムコース
2013年度よりコース制は廃止
- 国際日本学専門科目
研究領域[238]：ポップカルチャー研究領域、社会システム・メディア研究領域、国際関係・文化交流研究領域、国際文化・思想研究領域、日本文化・思想研究領域、視覚文化研究領域、日本語研究領域、英語研究領域

##### 総合数理学部
2013年に開設した新学部。数理科学と情報技術の最先端を教育し、数理科学やIT系分野のリーダーとなる人材を育成する。社会・人文・自然科学にまたがる複合的な視点から、数理的・論理的根拠をもって向き合うことのできる人材を養成する。
文理融合型の教育を重視することから、同じキャンパス内に設置されている国際日本学部の科目などの履修も可能としている。1年次からゼミ参加が可能。
- 現象数理学科[239]
現象数理学とは明治大学が提唱した新たな学問分野であり、自然・社会に現れるさまざまな現象に対して数理モデルを構築、解析することにより現象の理解を目指すとしている。専門教育科目は、「現象数理の基礎」、「数理科学」、「数理データサイエンス」、「演習・研究」の科目群からなる。
- 先端メディアサイエンス学科[240]
専門教育科目は、「概論・特別講義」、「プログラミング」、「情報技術」、「メディア数理システム」、「先端情報メディア・人間」、「演習・研究」の科目群からなる。コンピュータミュージック、メディアアートデザインといった芸術関連の科目なども含め、プログラムの設計・開発技術から文化的コンテンツのデザイン技術まで、幅広く文理融合型の教育を行う。
教員陣にはプロダクトデザイン、インタラクションデザイン、メディア研究、拡張現実感等の分野の研究者が名を連ねる。
- ネットワークデザイン学科[241]
専門教育科目は、「ネットワークデザイン基礎」、「ネットワークコア技術」、「知能数理システム」、「ネットワークデザイン」、「演習・研究」の科目群からなる。ネットワークを形づくる基礎工学技術とコンピュータ技術のほかに、柔軟に問題を解決するための「知能数理システム」や身の回りにあるネットワークデザインの技術を広く学ぶことのできる多種多様な科目を設置。様々なネットワークシステムの企画立案・構築・運用において中心的な役割を担う技術者として活躍する人材の創出を担う。

#### 研究科
- 法学研究科（博士前期課程・博士後期課程）
  - 2013年度入学生まで
    - 公法学専攻
      - 博士前期課程のコース
        - 法学研究コース
        - 法学専修コース

    - 民事法学専攻
      - 博士前期課程のコース
        - 法学研究コース
        - 法学専修コース

  - 2014年度入学生から
    - 公法学専攻
      - 博士前期課程のコース
        - 法学研究者養成コース
        - 高度職業人養成コース

    - 民事法学専攻
      - 博士前期課程のコース
        - 法学研究者養成コース
        - 高度職業人養成コース
- 商学研究科（博士前期課程・博士後期課程）
  - 商学専攻
    - 経済系列
    - 商業系列
    - 経営系列
    - 会計系列
    - 金融・証券系列
    - 保険系列
    - 交通系列
    - 貿易系列
- 政治経済学研究科（博士前期課程・博士後期課程）
  - 政治学専攻
    - 博士前期課程のコース
      - 研究者養成コース
      - 専修コース

  - 経済学専攻
    - 博士前期課程のコース
      - 研究者養成コース
      - 専修コース
- 経営学研究科（博士前期課程・博士後期課程）
  - 経営学専攻
    - 博士前期課程のコース
      - リサーチコース（研究者養成型）
      - マネジメントコース（社会人再教育型）
両コースは、経営理論系、企業論系、経営科学系、経営管理系、人事・労務系、経営史系、財務会計系、管理会計系、公共経営系、グローバルコース系という10の系からなる。また、リサーチコースでは語学の充実に力を入れ、外国語も使用して経営・会計研究を展開。「外国文献研究」、「コミュニケーション研究」、「経営学研究方法」という科目群を配置。博士課程の専修科目は経営理論特殊研究、企業論特殊研究、経営科学特殊研究、経営管理特殊研究、人事労務特殊研究、経営史特殊研究、財務会計特殊研究、管理会計特殊研究、公共会計特殊研究からなる。
- 文学研究科（博士前期課程・博士後期課程）
  - 博士前期課程
    - 日本文学専攻
    - 英文学専攻
      - 英文学専修
      - 米文学専修
      - 英語学専修
      - 英語教職専修

    - 仏文学専攻
    - 独文学専攻
    - 演劇学専攻
    - 文芸メディア専攻
    - 史学専攻
      - 日本史学専修
      - アジア史専修
      - 西洋史学専修
      - 考古学専修

    - 地理学専攻
    - 臨床人間学専攻
      - 臨床心理学専修
      - 臨床社会学専修

  - 博士後期課程
    - 日本文学専攻
    - 英文学専攻
    - 仏文学専攻
    - 独文学専攻
    - 演劇学専攻
    - 史学専攻
      - 日本史学専修
      - アジア史専修
      - 西洋史学専修
      - 考古学専修

    - 地理学専攻
    - 臨床人間学専攻
      - 臨床心理学専修
      - 臨床社会学専修
- 情報コミュニケーション研究科（博士前期課程・博士後期課程）
  - 情報コミュニケーション専攻
- 国際日本学研究科（博士前期課程・博士後期課程）
  - 国際日本学専攻
前期課程の研究領域：ポップカルチャー研究、メディア・社会・国際研究、多文化共生・異文化間教育研究、日本語学・日本語教育学研究、英語教育学研究、文化・思想研究
- 教養デザイン研究科（博士前期課程・博士後期課程）
2008年に設置された、「平和」「環境」「人権」「共生」について考える文理融合の総合大学院。科学技術の飛躍的な発展に伴う人間行動の倫理性、グローバル社会における異文化理解、平和と持続可能な社会の構築、自然環境との共生についての新しい知と行動の開拓、これらは21世紀に於ける人類史的な根元的な課題として提示されており、これらの現代的諸課題について、新しい「知」を創造（デザイン）することを目標とする。
  - 教養デザイン専攻
    - 「倫理・哲学・宗教」領域研究コース（2014年度から「思想」領域研究コースに改称）
    - 「文化」領域研究コース
    - 「平和・環境」領域研究コース
- 理工学研究科（博士前期課程・博士後期課程）
  - 電気工学専攻
  - 機械工学専攻
  - 建築・都市学専攻
    - 国際建築都市デザイン系
国内建築業界が海外進出を視野に入れた建築技術者の養成が求められているとして、2013年4月に「国際プロフェッショナルコース[17]」として博士前期課程に設置。

  - 応用化学専攻
  - 情報科学専攻
  - 数学専攻
  - 物理学専攻
  - 新領域創造専攻
    - 安全学系
    - ディジタルコンテンツ系
- 農学研究科（博士前期課程・博士後期課程）
  - 農芸化学専攻
  - 農学専攻
  - 農業経済学専攻
  - 生命科学専攻
- 先端数理科学研究科（博士前期課程・博士後期課程）
  - 現象数理学専攻
現象数理学の世界的な拠点である「明治大学先端数理科学インスティテュート（MIMS）[43]」の教育研究機関として、2011年に開設。不確定なゆらぎ（脳、免疫系、インターネット、経済変動、社会の発展など）で生じる現代社会の諸現象を、数学を用いたモデリングによって解明・応用するという分野であり、数理生物学、数理医学、数理ファイナンス、数理人間科学等の数理科学の発展に貢献する。
2011年より毎年、「高校生によるMIMS現象数理学研究発表会」を開催。筑波大学附属駒場高等学校、広島大学附属高等学校などが入賞している。
折紙工学提唱者の萩原一郎教授により開発された折紙式3次元プリンターは、低コストで簡易に立体造形物の作成が可能として、衝突衝撃縮小に向けた自動車車体構造の研究などに活用されている他[242]、高価な金型を使わずにモノづくりができるようになるため、小ロット製品の開発時間の短縮やコストダウンが図れるとしている。
  - 先端メディアサイエンス専攻
  - ネットワークデザイン専攻
- グローバルガバナンス研究科（博士後期課程のみ）
  - グローバル・ガバナンス専攻
国際公務員や国際NGO専門家などを目指す人々を受け入れ、授業はすべて英語で行われる。また、「公共政策プログラム」、「国際開発政策プログラム」、「地域マネジメントプログラム」という3つのプログラムが提供される。

#### 法科大学院
法律学に特化した専門の図書館・ローライブラリー、模擬法廷等を完備する。「明治大学法曹会」の協力による「法務研究所」が開設されており、法科大学院修了生の司法試験合格を支援する。2011年司法試験合格者数は90名、合格率は23.5%だったが、2016年合格者数は36名、合格率は12.12%まで低下した。「教育効果が十分でない」として2017年度の補助金が基礎額を含めてゼロと評価された。累積合格率も低迷と判定され、2016年度の定員充足率も半分以下にとどまっている。その後，2017年度は合格者数30名（合格率11.7%）、2018年度合格者数25名（合格率12.3%）と足踏み状態が続いたが、2018年度から入学定員を40名に絞り込み、クラス担任・副担任制度の充実、顔の見えるきめ細かい少人数教育などの改革を行った結果、2019年度合格者数は26名（合格率16.0%）、2020年度合格者数は30名（合格率23.6%，合格者数9位）と復活した。また、教育改革の取組みも評価され、2018年度の法科大学院公的支援・見直しプログラムでは「A⁺」2019年度は「A」の総合評価を得るなど、国からの補助金額も以前にもまして増加している。

#### 専門職大学院
- 会計専門職研究科（会計大学院）
2023年度公認会計士試験合格者数：101名（国内大学別順位：3位）

- ガバナンス研究科（公共政策大学院）

- グローバル・ビジネス研究科（経営大学院）

2018年、日本のビジネススクールで初めてEFMDが発行する国際認証EPAS（EFMD Programme Accreditation System）を取得

#### 研究・知財戦略機構
2003年に文部科学省の大学知的財産本部整備事業モデル校として採択され、「明治大学研究活用知財本部」を設置。
- 研究企画推進本部
  - 基盤研究部門
    - 社会科学研究所
    - 人文科学研究所
    - 科学技術研究所
      - ハイテク・リサーチ・センター
理工学部と農学部が合同で利用する施設で、様々な研究設備・装置を設置

  - 研究クラスター
    - 知的財産法政策研究所（IPLPI）[51]
知的財産法に関して、国内外の研究者・実務家・産業界・法曹界・政府・国際機関等と協力し、総合的・世界的な研究活動・事業活動を推進。代表は、中山信弘教授（西村あさひ法律事務所（日本最大の法律事務所）顧問、クリエイティブ・コモンズ・ジャパン代表）。欧州特許庁審査長、米国特許商標庁特許局長等を招聘しての国際コンファレンスなどを開催している。
    - 日本古代学研究所
日本列島古代（弥生 - 平安時代）における歴史学・考古学と文学を「日本古代学」として構成し、列島文明化の歴史・文化像を新しいレベルで提示する。日本古代学研究の世界的な研究拠点の構築を目指す。北京大学、高麗大学、南カリフォルニア大学など海外の主要な研究機関との交流活動が行われている。
    - 野生の科学研究所
2011年に創設。所長は思想家・人類学者の中沢新一。
- 研究活用知財本部
  - 知的資産センター
  - 研究成果活用促進センター
- 先端数理科学インスティテュート（MIMS）[43]

明治大学が生み出した新たな学問分野である現象数理学により、地震などをはじめとした自然現象から世界経済に至るまで、現代世界が直面する広範な領域の問題の解決に取組む。現象数理学の世界的拠点となる計画を推進（「グローバルCOEプログラム」参照）。2014年に、文部科学省の共同利用・共同研究拠点に認定された（数学・数理科学分野で拠点認定を受けたのは、京都大学、九州大学に次いで3校目で、私大では初）。スマホアプリの商品化や、新たな3Dモデリングによる大型立体物の造形技法により開発された3Dプリンター などが報道されている。
- 錯覚美術館[247][248]
先端数理科学インスティテュートと独立行政法人科学技術振興機構（JST）が2011年に開設した計算錯覚学の研究交流拠点。触覚、味覚、嗅覚、聴覚を含む五感の錯覚に加えて、人の経済行動や投票行動における不合理な選択、コミュニケーションにおける誤解、メディア表現における錯誤なども含む広い範囲の人間活動を錯覚とみなして、共通原理たる広範な横断的錯覚科学の確立を目指す。代表者は杉原厚吉教授[249]。
- 国際総合研究所（MIGA）[250]
2011年に開設されたシンクタンク。学外から国際派の政財界人、学術界の論客等を招き、アジア太平洋諸国の政府機関、大学、企業や国際機関などと連携し、国際的な諸問題に関わる政策提言型の研究を行い、政府への提言などを行う[251]。
- バイオリソース研究国際インスティテュート（MUIIBR）[252]
明治大学を中心とした、国内外の大学・研究機関・企業等のコンソーシアムによる国際研究組織。農学を基盤にして次世代の医療技術開発に貢献する生物資源の創出・維持・活用を目的とする。
- 黒耀石研究センター[253]
「ヒト−資源環境系」という概念のもとに、考古学、地質学、古環境学、文化財科学に関連する横断的な研究プロジェクトを立ち上げ、黒曜石を含む多様な資源に対する人類の働きかけのダイナミズムに関する研究を推進。世界の主要研究機関との国際ネットワークの構築を進める。
- 植物工場基盤技術研究センター[254]
平成21年度経済産業省「先進的植物工場施設整備事業」により設置された植物工場をベースとした、植物工場に関する研究開発・人材育成の国内8大拠点の一つ。生産コスト縮減を目的として独自開発した技術である、培養液のナノバブル殺菌、人工照明、無菌的空調による無農薬、無洗浄の清浄野菜の生産システムや、風車・ソーラー発電による自然エネルギーの利用などを特徴とする、「先端的で夢のある農業」を展望できる教育施設がコンセプト。農学部、理工学部、経営学部、商学部が共同して研究開発や生産物の地域流通、人材育成事業を展開。
- ガスハイドレート研究所
地球環境変動に関わり、将来の国産エネルギー源として期待されるメタンハイドレートについて、本研究所を中心とした『表層ガスハイドレート研究コンソーシアム』が日本海などの複数の海域で回収に成功し、同海域で広範に分布することが明らかになり、世界の資源地勢図に大きな影響を与えるものとして注目されるに至った。また、ガスハイドレート結晶中に微生物の痕跡が確認され、地球科学、生命科学における最重要課題のひとつとされる、生命の起源の解明に新たな手段をもたらすものとして注目されている。2020年からは拠点を生田キャンパスに移点。
- 地域産学連携研究センター
- 主な特定課題研究ユニット
  - 文明とマネジメント研究所（設置期間：2010.4 - 2015.3）
ピーター・F・ドラッカーのマネジメント理論・思想の研究と、マネジメント人材の育成を行う。
  - 軍縮平和研究所（設置期間：2010.4 - 2015.3）
『宇都宮軍縮研究室』（1980年5月宇都宮徳馬（衆議院議員、日中友好協会会長）創設のシンクタンク）の研究成果を継承・発展させ、軍縮・国際平和に関する研究を行う。ムアンマル・アル＝カッザーフィーアフリカ連合（AU）議長とのサテライト対話集会等の他、最近では外務省、UNRWA、JICAと連携して、フィリッポ・グランディ（UNRWA事務局長）、緒方貞子（JICA理事長）らの参加による、参加公開シンポジウムを開催。『季刊軍縮地球市民』（西田書店）を発行。
  - ビジネス情報倫理研究所（設置期間：2011.4 - 2016.3）
企業における情報倫理／コンピュータ倫理に関わる諸問題について、研究と提言を行う。
  - ビジネス・イノベーション研究所IBIM（設置期間：2012.2 - 2017.1）
企業や地域のサステイナビリティ（持続可能性）を中心的テーマとした、外部機関との共同研究なども行うビジネス・イノベーションの総合研究所。若手経営者・リーダーをつなげる拠点を全国に形成するプロジェクトを発足。

#### 国際連携機構
- 国際連携本部
- 国際教育センター
- 日本語教育センター

#### 社会連携推進機構
- リバティアカデミー
- 地域連携推進センター

#### 図書館等
- 明治大学図書館[255]
  - 中央図書館[256]
「日本図書館協会建築賞」（2002年度）[257] 受賞。ギャラリーを中心に、定期的に企画展示を開催[258]。様々な特色あるコレクションを有し、2009年には新たに『ゲスナー賞文庫』を開設。グループ閲覧室、多目的ホール等の目的別に仕切られた空間を始め、先端的な施設内用を有し、海外からの視察者も含め、年間約3,000人の見学者が訪れる。
  - 和泉図書館[259][260]
「入ってみたくなる 図書館」 のコンセプトのもと 総工費37億円を費やし、2012年5月に開館した地上4階建て最先端の大規模滞在型図書館。テーブル席、ソファ席、ブース席など用途に合わせた1,200の閲覧席に加えて 共同閲覧室、グループ学習室、各種講座用ホールやギャラリー、カフェなどを併設。2012年5月開館以来の来館者数は、延300万人を突破（2015年11月現在）[261]、留学生の間では「Terminal」とも呼ばれる。「グッドデザイン賞」（2013年度）[262] 及び 「日本図書館協会建築賞」（2014年度）[263] を受賞。
  - 生田図書館[264]
デジタルコンテンツや写真等の展示空間である『Gallery ZERO』を併設。
  - 中野図書館[265]
2013年中野キャンパス開設に伴い新規オープン
  - ローライブラリー[266]
  - メディアライブラリー
語学教材や映画などの各種メディア教材を視聴できるメディアライブラリーを各キャンパスに設置。
- マンガ図書館

- 現代マンガ図書館

国内でも最大級の蔵書数を誇るマンガ専門図書館。マンガ単行本や雑誌などおよそ18万点が収蔵されている。2022年には、岸田文雄首相が来館し、ちばてつや、里中満智子、弘兼憲史など国内の著名漫画家との懇談会が開催され、「大きな漫画の力を応援できるような環境整備を政治の役割として進めたい」として、将来の国を挙げての整備構想に言及した。
- 米澤嘉博記念図書館

“クールジャパンの世界的拠点”を目指す『東京国際マンガ図書館』（仮称）の前哨基地となる施設。
- 北京大学外国語学院明治大学マンガ図書館閲覧室

2014年に北京大学内に開設。開設式には木寺昌人駐中国大使など両国から150名が出席。

#### 阿久悠記念館
OB作詞家、阿久悠の記念館。2011年、アカデミーコモン地階のはとバス観光コースにもなっていたゾーンに設置。

#### 明治大学博物館
アカデミーコモン地階にある博物館で、刑事部門・商品部門・考古学部門および大学史展示室からなる。

#### 明治大学平和教育登戸研究所資料館
生田キャンパス内にある資料館。旧日本軍が設立した登戸研究所に関する展示を行っている。

#### その他の教育・研究組織

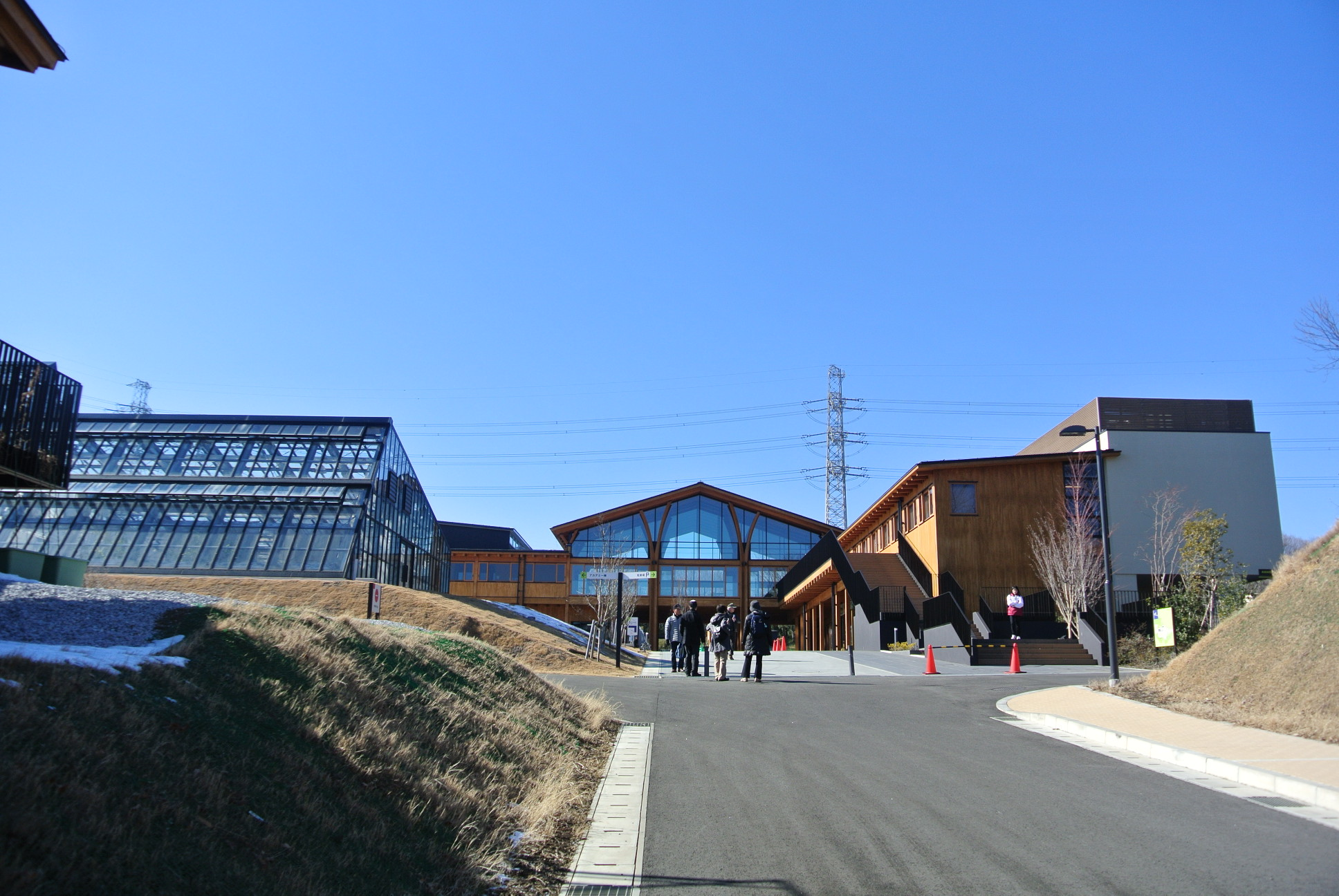
黒川農場

- 国家試験指導センター[269]
  - 法制研究所[270]
  - 経理研究所[271]
  - 行政研究所[272][273]
- 明治大学出版会[274]
2011年に半世紀ぶりに復活。『明治大学リバティブックス』という名称の学術的教養書の叢書を順次、刊行中。
- 黒川農場[230][231]

2012年開設の総事業費数十億円の先端技術を有する「アグリエコファーム」。植物工場的先端技術を駆使した生産システムと有機農法をベースとした環境保全型生産システムを併せ持つ農場であると同時に、里山、ビオトープ、バイオマスエネルギー循環システム、雨水利用システム、風力発電等の未来型エコシステムを完備。幅広い実習教育や研究開発が可能であり、世界に次世代の農場モデルを発信し将来的な国際協力を目指す。
- ジェンダーセンター
2010年に情報コミュニケーション学部に設置された。副センター長で元フジテレビ・アナウンサーの牛尾奈緒美教授が、安倍晋三・昭恵首相夫妻と縁戚関係にあることをフルに活かして[277]、女性の自己啓発と活躍促進を積極的に推進している。

- 男女共同参画推進センター
- 女性研究者研究活動支援事業推進本部

- 教育改革支援本部
- 教育開発・支援センター
- 教育の情報化推進本部
- 入学センター
- 就職キャリア支援センター
- ボランティアセンター
- 学生相談室
- 震災復興支援センター
- 心理臨床センター
- 医療と法と倫理専門総合資料館（ELM、2015年度から 本格的運用を開始）
日本の医事法学分野における最高権威といわれた唄孝一（日本医事法学会創立者、世界医事法学会副会長）のアーカイブスを基盤資料とする。国内に於ける、医事法学・生命倫理学に関する学術的リーダーシップを担う。

### 研究

#### グローバルCOEプログラム
2008年度に『明治大学先端数理科学インスティテュート（MIMS）』 による「現象数理学の形成と発展」プログラムが明治唯一のグローバルCOEプログラムとして採択。現象数理学とは、地震などの自然現象から世界経済などの自然や社会に多数存在する複雑なシステムを解明して社会貢献を目指す明治大学の研究者が生み出した新たな学問分野である。世界の研究機関と協定を締結しており、国際レベルでの教育研究交流を行っている。若手研究者教育の国際的ネットワークの構築を目的とし、EU諸国のInitial Training Network（ITN）と呼ばれる若手研究者育成プログラムに、日本側の連携機関となり、ヨーロッパ11カ国の大学と共同で申請を行っている。
- 協定締結中の研究機関
  - オックスフォード大学数理生物学センター
  - フランス国立科学研究センター（CNRS）
  - 日仏共同研究事業（LIA197）
  - フランス社会科学高等研究院社会数理解析センター
  - イタリア学術研究会議（CNR）応用数学研究所
  - マドリード・コンプルテンセ大学
  - 台湾国立交通大学数学模建・科学計算研究所
  - 台湾中央研究院
  - ハノイ数学研究所

#### 文部科学省私立大学学術研究高度化推進事業（2008年3月まで）
- ハイテク・リサーチ・センター整備事業[279]
  - 科学技術研究所
    - 生命機能の活性化および人工生命体の高度機能化に関する研究

  - 生体機能応用ナノ材料開発研究所
    - 生体物質を利用した新機能性ナノ素材の創成

  - 環境対応型エネルギー・素材研究所
    - 電気電子工学における環境対応型エネルギー・素材の開発とその応用研究

  - 生物活用のための先端アグリサイエンスチーム
    - 21世紀の食糧生産・生物活用のためのバイオテクノロジー
- ベンチャー研究開発拠点整備事業
  - 科学技術研究所
    - 21世紀の食料生産・生物活用のためのバイオテクノロジープロジェクト
- オープン・リサーチ・センター整備事業[279]
  - 社会科学研究所（産業活力再生研究グループ）
    - 地域産業発展のための企業家、実業家、行政マン等育成のための研究プロジェクト

  - 社会科学研究所
    - 危機管理に対応する行政管理システム確立に関する研究

  - 経営学研究所
    - コミュニティ開発におけるNPO・行政・地域企業・大学の戦略的パートナーシップに関する研究

  - 経営品質科学研究所
    - クォリティ志向型人材育成とスマート・ビジネス・コラボレーション－経営品質科学に関する研究－
- 社会連携研究推進事業[279]
  - ローカルエリアコミュニティシステム研究所
    - ユビキタス商店街プロジェクト

  - 地域産業人材開発研究センター
    - 地域企業の人材育成と経営改善のための特定拠点連携型地場産業振興
- 学術フロンティア推進事業[279]
  - 大学院・理工学研究科
    - 激震動をうける建築構造物および構造物内機器装置の耐震性能の向上化に関する研究

  - 社会科学研究所
    - 社会・人間・情報プラットフォームプロジェクト

  - 人文科学研究所
    - 石器時代における黒耀石採掘鉱山の研究

  - 社会科学研究所（商学・経営学研究グループ）
    - 先端的グローバル・ビジネスとITマネジメント

  - 信頼性データバンク研究所
    - 機械材料と機械要素の信頼性データバンク構築に関する研究

  - 先端医療材料創製研究所
    - 高度先進医療を支援するハイパフォーマンスバイオマテリアルの創製とその医療用デバイスとしての応用

  - 古文化財研究所
    - 環境変遷史と人類活動に関する学際的研究

  - 科学技術研究所
    - 強地振動下における構造物および機器・装置・配管系の損傷制御および機能維持システムの開発

  - 古代学研究所
    - 日本古代文化における文字・図像・伝承と宗教の総合的研究

  - バイオ資源化学研究所
    - 次世代機能材料「漆」の高度利用に関する学際的研究

#### 文部科学省私立大学戦略的研究基盤形成支援事業
- 研究拠点を形成する研究[280]
  - ストレス応答の分子機構の解明とその農業・食品分野への応用
  - 危機管理に対応する行政管理システム確立に関する研究
  - 日本列島の文明化を究明する古代学の総合化研究
  - 機能的ナノ構造体の創成と応用
  - 低炭素・窒素排出を目指した食料生産技術の開発
  - 生命機能マテリアルによる次世代再生医療技術の構築および垂直統合型研究拠点形成
  - ヒト－資源環境系の歴史的変遷に基づく先史時代人類誌の構築
  - 情報財の多元的価値と、創作・利用主体の役割を考慮した知的財産法体系の再構築
  - 組織情報倫理学：営利および非営利組織における情報倫理問題への対応のための政策提言に関する研究
  - 亜臨界水処理有機液肥による地域内有機資源循環農業システムの構築
  - 漆の科学分析評価システムの構築と漆文化の究明に関する学際的研究
  - 農商工連携モデルを基盤とした都市地域における完全人工光型植物工場研究拠点の形成
  - 危機管理における社会運営とガバナンスの確立に関する研究
  - 大規模オミックスの活用による生殖内分泌組織の新たな機能制御法の確立
  - 日本古代学研究の世界的拠点形成
  - 環境応答機能の解明に基づく高度環境適応植物デザイン研究基盤の確立
  - インパクト投資活用による社会的企業の公共サービス改善効果に関する研究
  - 軍縮・軍備管理と武器移転・技術移転に関する総合的歴史研究

### 教育

#### 文部科学省GP (Good Practice)
- 質の高い大学教育推進プログラム[281]
  - 地域・産学連携による自主・自立型実践教育[218]
- 資質の高い教員養成推進プログラム
  - 『授業デザイン力形成支援プロジェクト』
- 大学院教育改革支援プログラム
  - 社会に数理科学を発信する次世代型人材創発
  - 複眼的日本古代学研究の人材育成プログラム
- 大学教育の国際化加速プログラム
  - 海外先進教育研究実践支援
  - 風力発電の電力システム導入に関する研究
- 特色ある大学教育支援プログラム[281]
  - 『ネットワークを用いた教育学習支援システム（情報化社会における「個」の育成と新たな学習関係スタイルの創出）』
  - 『ツイニングによる国際化への積極的取組』
  - 『教育の場』としての図書館の積極的活用
  - 数理生命科学融合教育コンソーシアムの形成
- 新たな社会的ニーズに対応した学生支援プログラム
  - 学生部による社会人基礎力形成支援の新展開 -圧倒的多数の中間層を対象としたM-Naviプログラム-
- 社会人の学び直しニーズ対応教育推進プログラム
  - 広域連携による地方活性化のための潜在的な社会参加ニーズ対応就労促進プログラム
- 大学教育の国際化推進プログラム
  - 『西シドニー大学との共同による法学教育』
  - 『大学教育における障害者学習支援』
  - 『国際的会計専門職業人養成プログラムの開発』
  - 長期海外留学支援『明治大学長期海外留学支援プログラム』
  - 海外先進研究実践支援『ネットワークロボット制御法の確立』
  - 『界面ナノ構造を用いたバイオセンサーの開発』
  - 『社会性知能に関する脳認知発達的研究』
- 専門職大学院等教育推進プログラム
  - 全国法曹キャリア支援プラットフォーム
- 現代的教育ニーズ取組支援プログラム[281]
  - 『広域連携支援プログラム－千代田区＝首都圏ECM（Education Chain Management）－』
- 「魅力ある大学院教育」イニシアティブ
  - 『社会との関わりを重視したMTS数理科学教育』
- 法科大学院等専門職大学院形成支援プログラム
  - 『「プロセス」学業評価システム』
  - 『会計大学院教育課程の国際水準への向上』

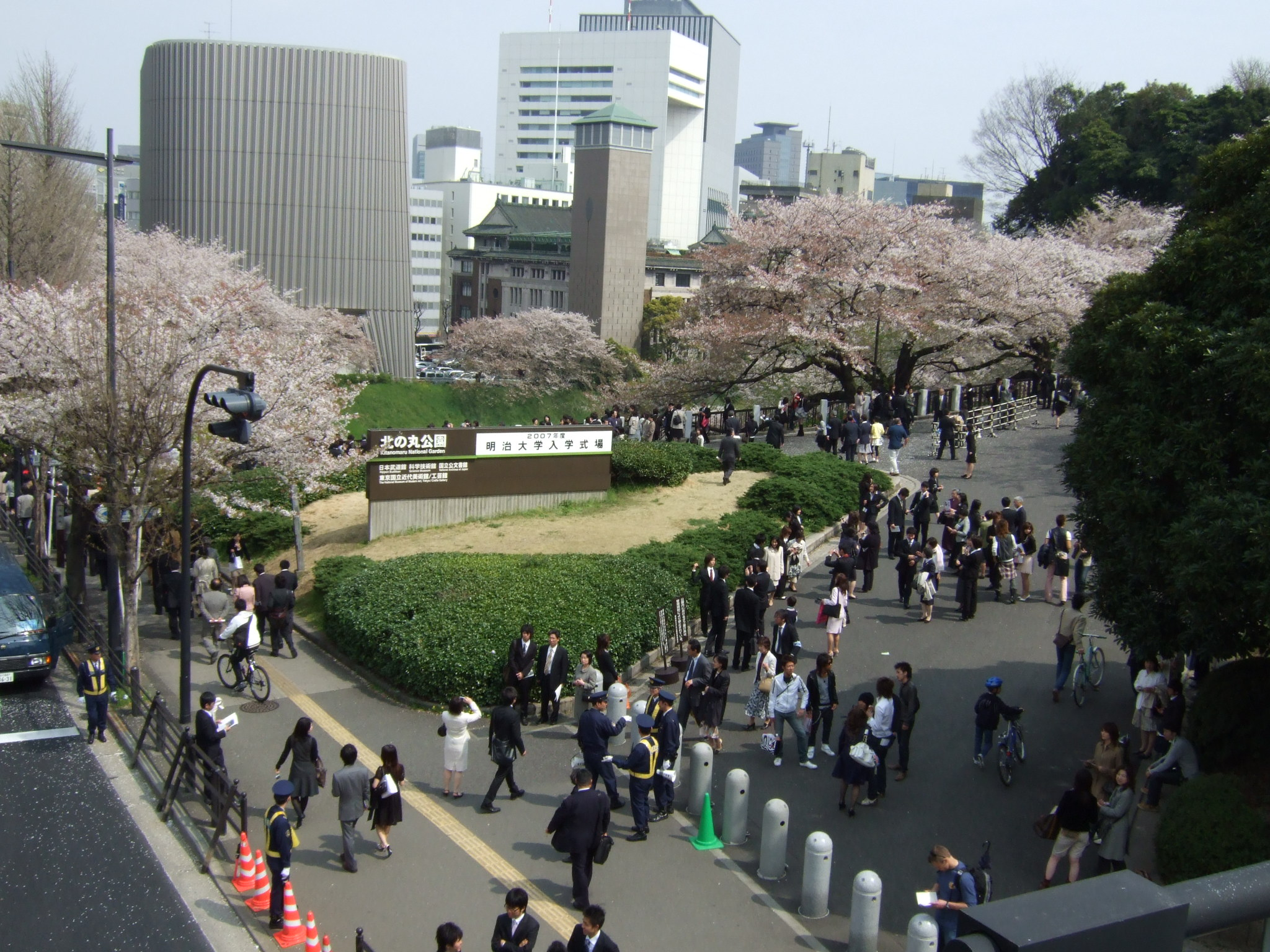
入学式（日本武道館）

#### 文部科学省スーパーグローバル大学等事業
- スーパーグローバル大学創成支援 （タイプB：グローバル化牽引型）[282]
  - 世界へ!MEIJI8000 －学生の主体的学びを育み、未来開拓力に優れた人材を育成－

#### IT化施策／情報教育
国内の大学としては最先端・最大級のITインフラを構築、ユビキタスカレッジ計画を実施する。また、2005年には東京有力私大の情報関連部門を連携させ、大学情報サミットを創設した。
- 2008年 - 国内大学最大級のストレージシステムを導入。キャンパス内外との大容量データ通信を実現[283]。
- 2008年 - 国内で初めて、学生証とSuica定期券を一体化させた「Suica付学生証」を導入[284]。証明書発行決済や図書館入退出管理、学内システムの簡易認証の他、大学食堂・店舗等の電子マネー決済等を実現。
- 2010年 - 国内大学で初めてキャンパス内にクラウドシステムを導入。教員や学生は自宅など学外でも大学内の教室や研究室と同じ環境でPCが使用可能[285]。
- 2010年 - 『iTunes U』への参加が認められ（他、東大など3校）、授業や大学案内、学生によるコンテンツ、スポーツ特集などの動画コンテンツを配信[286]。
- 2012年 - モバイル向けポータルシステム 『Blackboard Mobile Central（iMeiji）』を導入[287]。iPhoneやiPadなどのモバイルツールから大学のあらゆる情報を取得する事が可能となった。
- 2015年 - 2016年度の一般入学試験の出願は、すべて「Web出願」とすることを決定[288] 。

#### アカデミックフェスティバル
共創的研究の促進及び、学外への紹介を目的とし、2017年より開催。学問間の枠をとった共創的コミュニティーの構築を目指し、激動する社会変化を先導的に予測し、未来に向けた技術や知見を社会に問うことで、産官学連携による画期的なイノベーションを起こすことを企図する。大学の研究成果の発表や、外部機関、企業などとのコラボレーション交渉、内外の有識者を招聘したシンポジウムや、一般参加者も含めたディスカッションなども行う。

### 生涯教育
『リバティアカデミー』

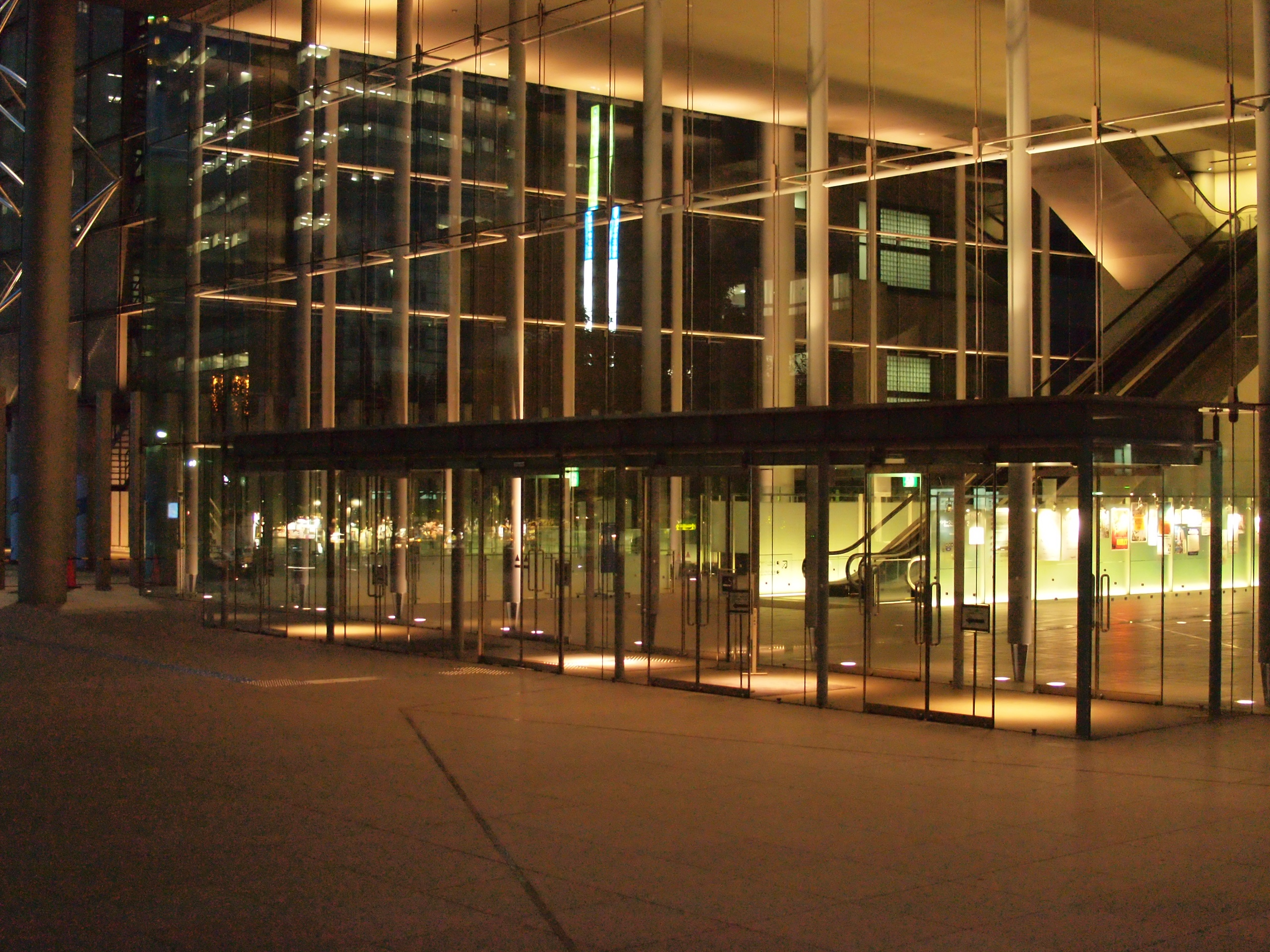
駿河台キャンパス

1999年に設立した生涯学習機関リバティアカデミーは大学のもつ知的資産と大学院・図書館・博物館等の生涯教育部門をネットワーク化。基本理念は、高度専門職業人への貢献、地球市民の抱える課題・人間存在を探究する学問（リベラルアーツ教育）、地域主義（地域社会への貢献）の三つで、特別企画、教養・文化、資格・実務、語学、ビジネスの5部で講座を開講。各キャンパス と黒川農場において400以上の講座を開設
『女性のための スマートキャリアプログラム』
2015年4月より、文部科学省高等教育局が推進する 「 履修証明制度（プログラム） 」 に参画し、『 女性のための スマートキャリアプログラム 』 を開講。開講科目には、「ビジネス英文実務」 「ビジネス・プレゼンテーション」 などの 実務科目のほか、「ビジョン・ロードマップ」 「コーチング」 などの 自己啓発セミナー系分野の科目がある。講座コーディネーターは、商学部 小川智由教授と、元フジテレビ・アナウンサーで情報コミュニケーション学部教授の 牛尾奈緒美が務めている。
2015年12月22日には、加藤勝信一億総活躍担当大臣が同プログラムを視察に訪れ、福宮賢一学長と小川教授を交えて意見交換を行い、実際にコーチング科目での自己啓発の様子を見学した。

### 社会連携活動
2003年に文部科学省の大学知的財産本部整備事業のモデル校として採択を受け、「明治大学社会連携促進知財本部」を設置。社会と大学の新しい連携フレームの構築を目指し、研究成果から生まれた大学の「知」を社会還元することを、研究・教育に並ぶ大学の使命として位置付け、数々の事業を展開。

## 大学の組織

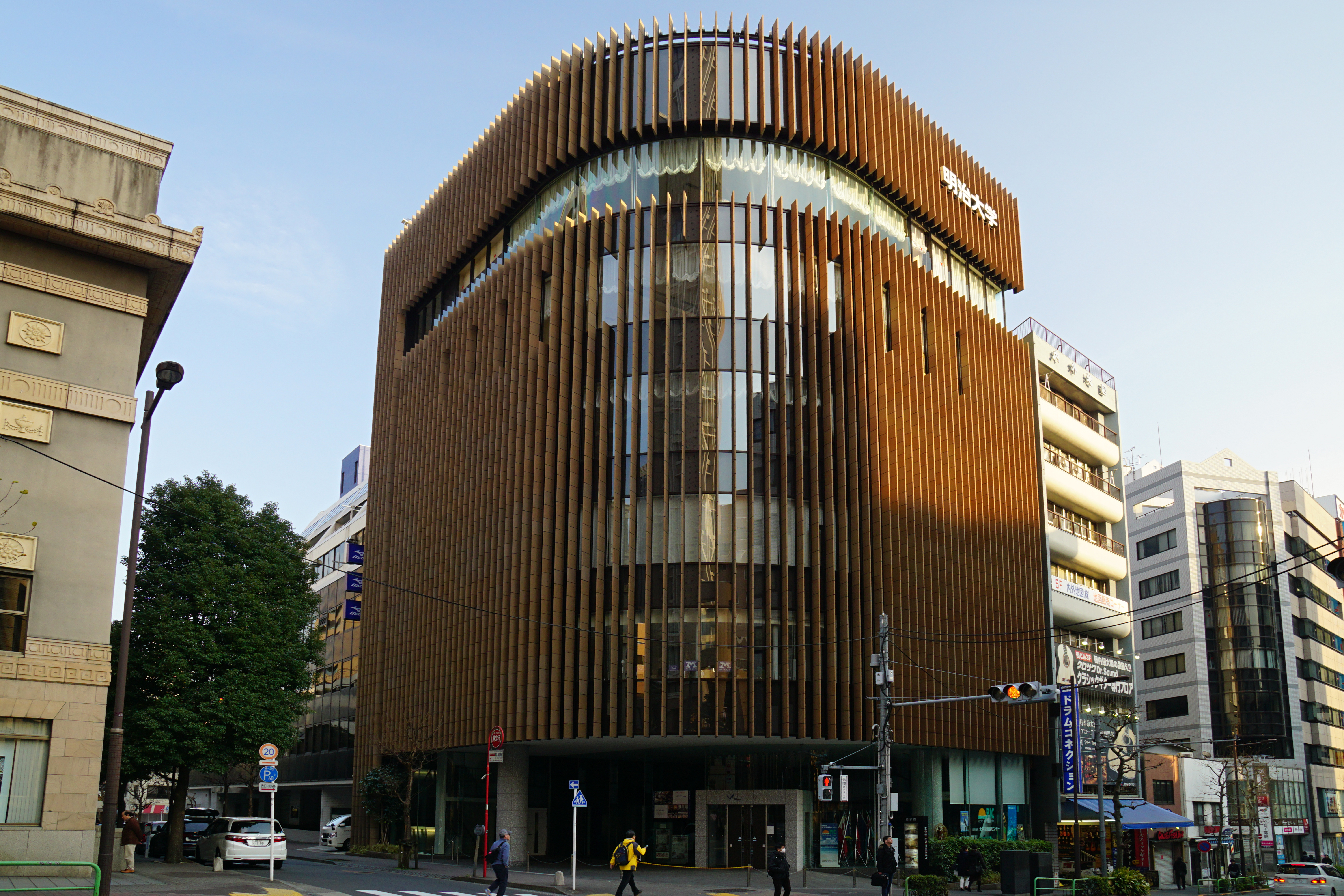
紫紺館（駿河台キャンパス）

2024年現在、国内外に60万余の卒業生を送り出した 「明治大学校友会」は 「明治はひとつ」の精神のもと、母校発展・充実に寄与し、後に続く学生が各人の夢を実現し、社会に貢献し得るよう精力的な活動を続ける。開校翌年の1882年には校友規則が決められ、校友資格として卒業生、塾監、部長経験者を校友と称すこととした。「校友」という名称を使ったのは、同大学が初めてとしている。
そのほかの校友組織は業界や地域毎に「駿台クラブ」や「駿台会」という名称がつけられることが多く、大学の紀要として「駿台史学」という名称のものが刊行されるなどしているが、これらは明治大学本部のある「駿河台」の地名からつけられたものである。因みに、これらの組織・紀要の表記方法と駿台予備学校の表記方法は似ているが、直接的な関係はない。（駿台予備学校の創立者は、元教授の山崎寿春）
国内のOB・OG連合組織である『連合駿台会』は、1953年に経済界OB・OGの集いとして設立された『茗水クラブ』と、1964年に政界・学界・財界で活躍するOB・OGで日本を代表する大学造りを目指して結成した『明友クラブ』が、2002年に統合し設立された。海外では、ニューヨーク、ロサンゼルスなどを始め、世界10拠点に校友組織が置かれている。その他、業界ごとの主なOB・OG組織として下記のものがある。
- 明治大学法曹会
- 駿台会計人倶楽部
- 明治大学公認会計士会
- 明治大学マスコミクラブ（MMC）
- 明治大学社労士駿台会

- 明治大学司法書士倶楽部
- 明治大学行政書士会
- 建設不動産駿台会
- 全国紫明クラブ（異業種交流会）
- 紫紺クラブ
- その他（※校友会職域支部は平成15年、規則改正により廃止）

## 施設

### キャンパス所在地
- 駿河台、御茶ノ水[304][305]
- 和泉 (杉並区)、明大前[306][307][308]
- 生田 (川崎市)[309][310]
- 中野[311][312]
- 調布（付属高校・中学校用地)

#### 駿河台キャンパス

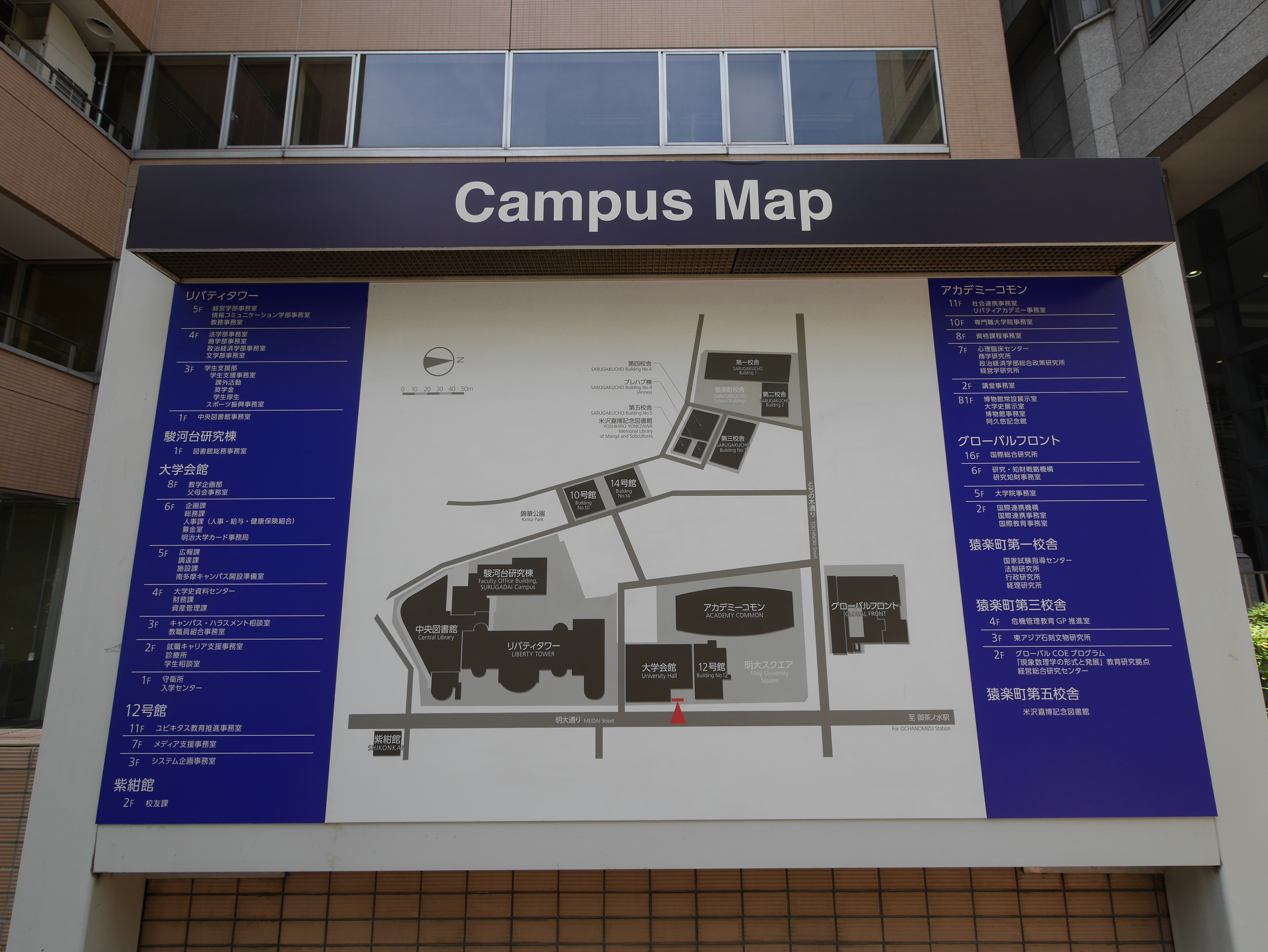
キャンパスマップ

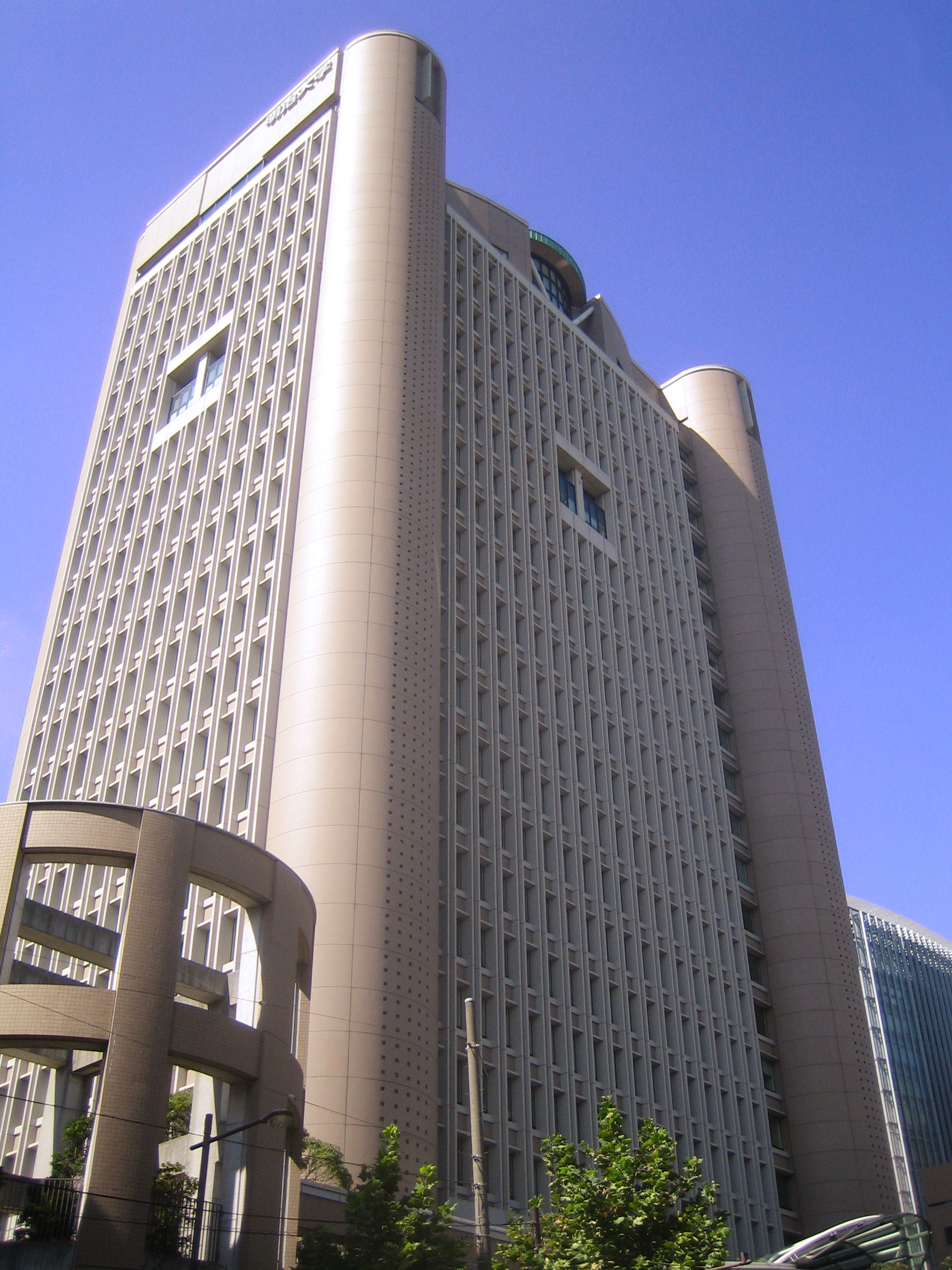
創立120周年記念館 リバティタワー

- 使用学部：法学部・商学部・政治経済学部・文学部・経営学部・情報コミュニケーション学部の各学部3・4年
- 使用研究科：大学院法学研究科、商学研究科、政治経済学研究科、経営学研究科、文学研究科、ガバナンス研究科、グローバル・ビジネス研究科、グローバル・ガバナンス研究科、会計専門職研究科、法務研究科、理工学研究科（新領域創造専攻）
- 使用附属施設：法人本部など
- 敷地面積：36,624.66㎡
- 交通アクセス
  - JR中央線・総武線、東京メトロ丸ノ内線 御茶ノ水駅[313][314]
  - 東京メトロ千代田線 新御茶ノ水駅
  - 東京メトロ半蔵門線、都営三田線・都営新宿線 神保町駅

東京都心部に位置し、『リバティタワー』を中心とした都心型キャンパス。付近一帯は、江戸期には大名屋敷や旗本屋敷が軒を連ね、明治期には皇族や華族、三菱財閥本家などが居を構えた地であり、駿河台キャンパスは1910年に旧小松宮邸跡に開設された。
大学の象徴的存在である『リバティタワー』は、世界の情報発信基地を目指し更に1998年に竣工。国土交通省による『都市景観大賞』などを受賞している。以後、2004年に『アカデミーコモン』、2006年に『紫紺館』（校友会館）、2013年に『グローバルフロント』が完成。2021年「現代マンガ図書館」「米沢嘉博記念図書館」が猿楽町に新装オープン。
さらに、明治大学 創立150周年記念事業の一環として 2024年12月に発表された 駿河台キャンパス総合施設整備計画「 SURUGADAI 6.0 」により「 中野キャンパスの全機関 」が 約10年後に「 駿河台キャンパスに統合 」されることとなった。コンセプトは「 物理空間と仮想空間を融合させた 新しいキャンパスを創る 」この統合により、教育研究の多分野での 融合が促進され、より学際的で 先進的な教育研究が、 駿河台キャンパスで展開されることとなる。なお、統合した後の 中野キャンパスの利用については、社会における大学へのニーズなども考慮して、理事会において 今後、検討することになる。2024年11月に取得した「 山の上ホテル 」の 再生整備 等々も 併せて行う予定である。

長きに亘り大学の象徴であった『旧記念館』は関東大震災後、教職員はもとより学生・校友達がいち早く駆けつけ、自主的に復興活動を行って全学的に建設が進められたものであり（他にも西園寺公望による1,000冊以上の図書購入、三菱合資会社による1万5千円（当時）の寄付金等多くの援助があった。後年、重要文化財指定候補となったが、維持運営等の問題により建替えに至る）、後身である『リバティタワー』はOB・OGをはじめとした大学関係者等からの約100億円(当時)の寄付などにより建設された。

#### 和泉キャンパス

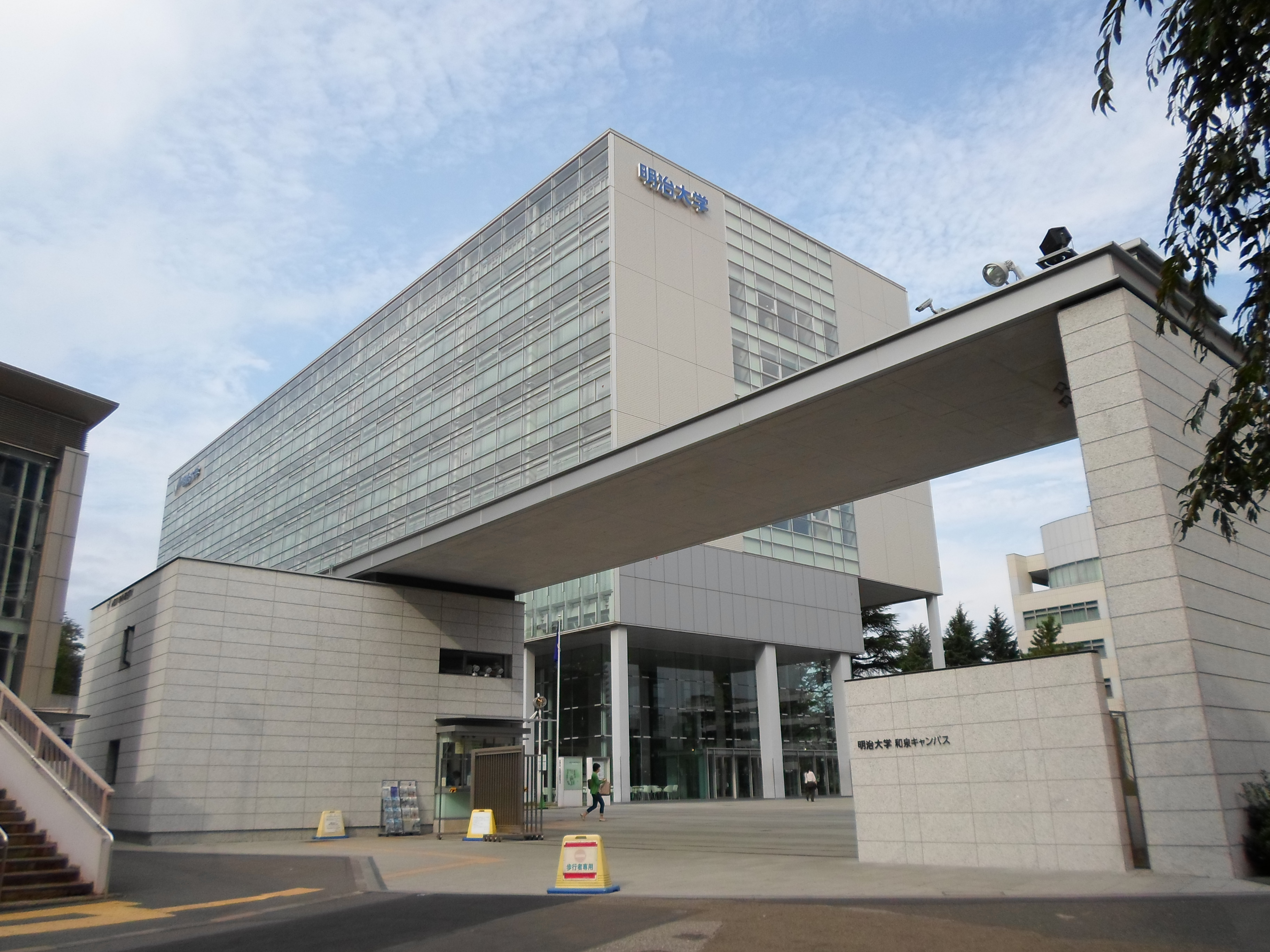
和泉キャンパス正門

- 使用学部：法学部・商学部・政治経済学部・文学部・経営学部・情報コミュニケーション学部の各学部1・2年
- 使用研究科：教養デザイン研究科
- 使用附属施設：和泉インターナショナルハウス
- 敷地面積：80,226.91㎡
- 交通アクセス：京王線[326]・井の頭線 明大前駅[327]

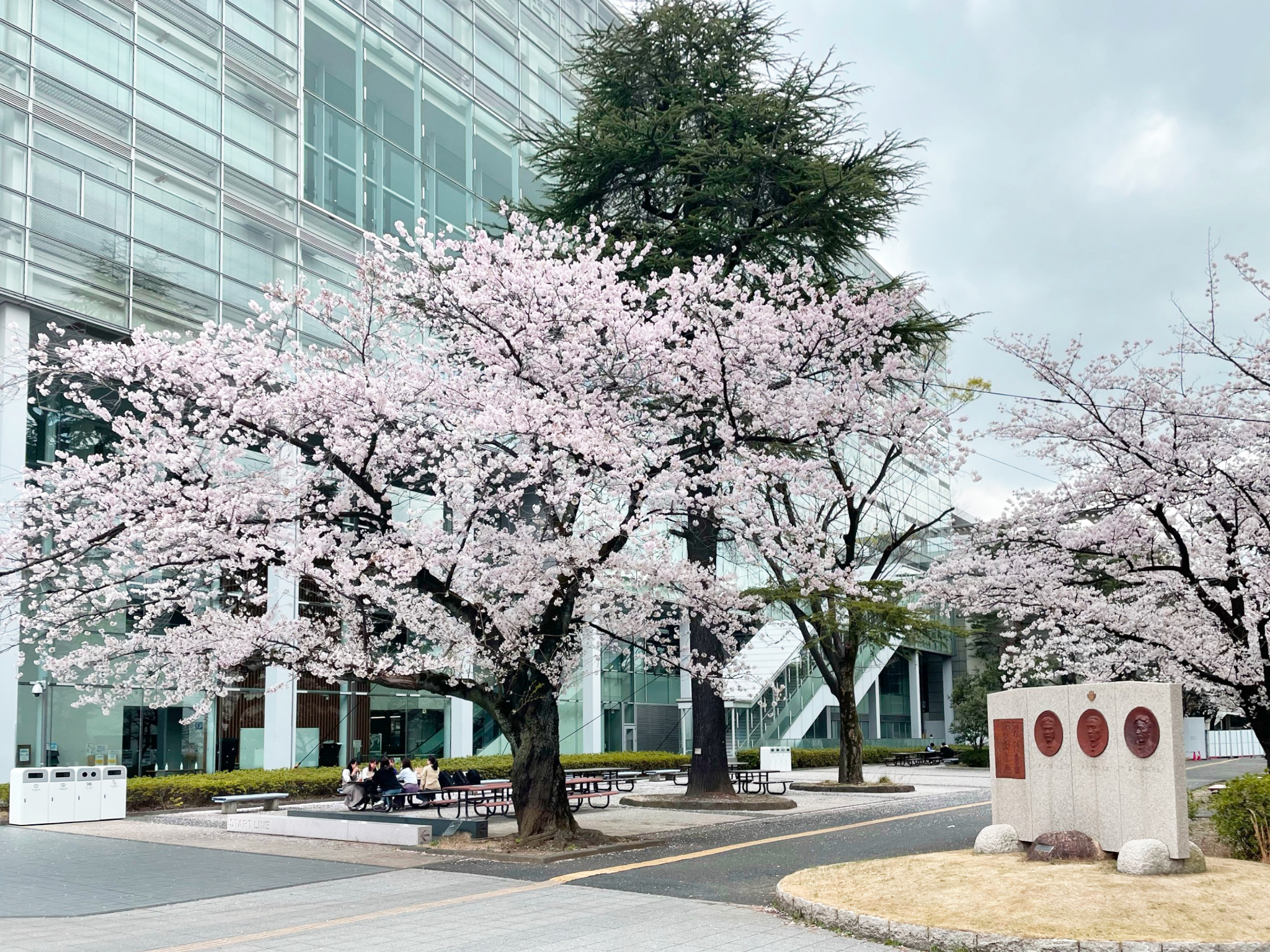
メディア棟

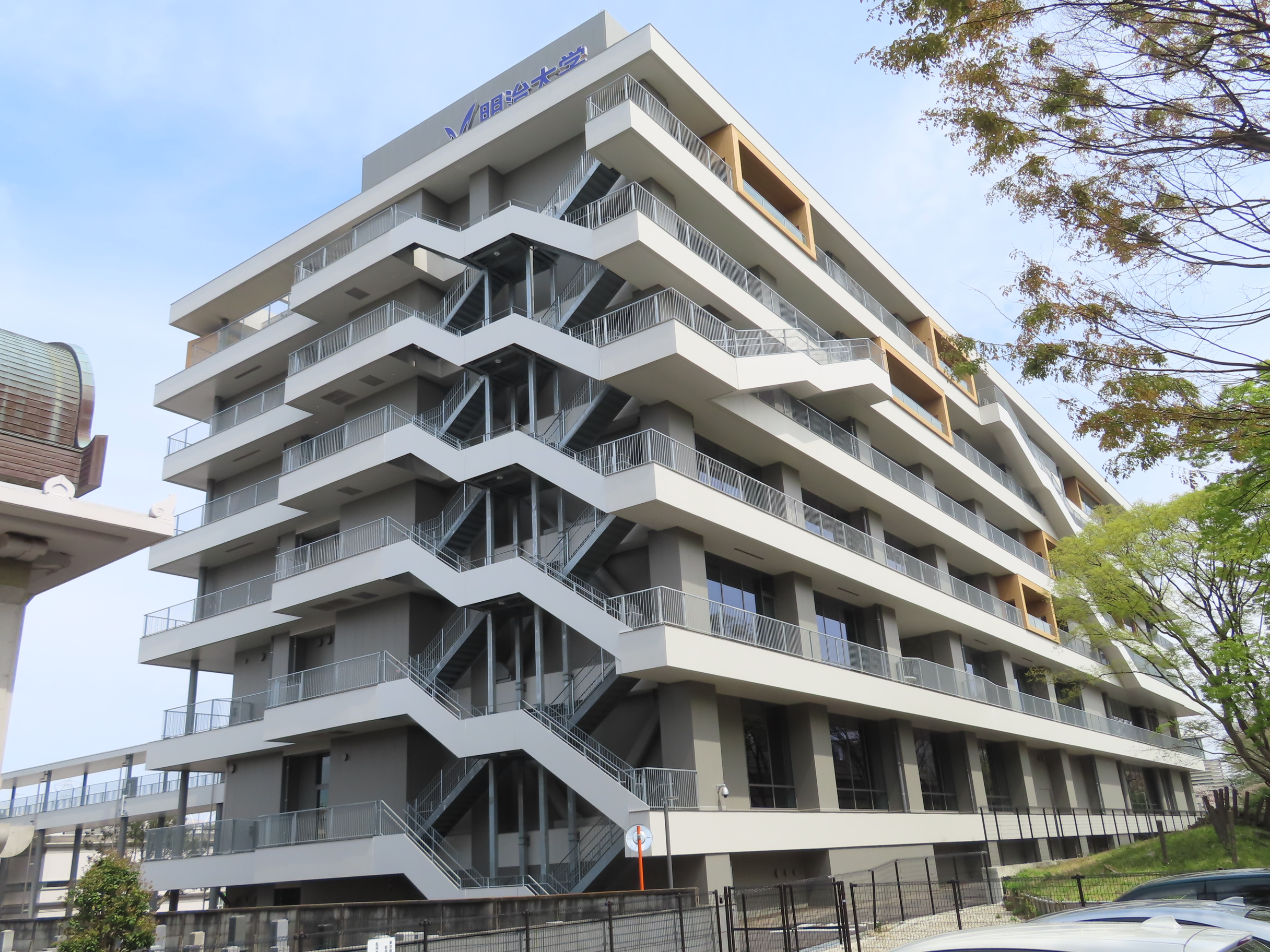
和泉ラーニングスクエア

1930年に用地を取得し、野球部やラグビー部などのグラウンドとして先行使用を開始。1934年4月、予科校舎が移転した。予科移転にあたっては京王電気軌道社長で明大推薦校友の井上篤太郎の尽力に負うところが大きかったと言われている。この地は杉並・永福の住宅街をバックグラウンドとする一方、明大前駅は渋谷・新宿・吉祥寺・下北沢の結節点にあたり、それぞれから約3 - 10分という立地でもある。
予科移転前のグラウンド時代はまだ明大前駅はなく、運動部員らは代田橋駅から20分ほど歩いてグラウンドに通った。1933年（昭和8年）8月に帝都電鉄の西松原駅が開業したが、京王電軌の松原駅は西松原駅とは300mほど離れており、新宿方面からの通学者の多くは代田橋駅を利用した。松原駅は1935年（昭和10年）2月に現在地に移転して西松原駅とともに明大前駅と改称し、両社の連絡改善が図られた。
2005年4月には情報コミュニケーション学部開設に合わせ、地上7階建て全面ガラス張りの新校舎である「和泉メディア棟」が完成、メディア自習室、語学用Call自習室、メディアライブラリー等を設置。2009年3月には国際日本学部の開設に合わせ 「和泉インターナショナルハウス」（国際交流会館）が完成。
2012年5月に開館し、「グッドデザイン賞（2013年度）」 及び 「日本図書館協会建築賞（2014年度）」 を獲得した 新和泉図書館 は「入ってみたくなる 滞在型図書館」のコンセプトを掲げ、学生の利用率が非常に高く、留学生の間では「Terminal」との愛称で親しまれている。
2022年3月には 創立140周年記念事業として、新しい教育棟 和泉ラーニングスクエア (ＬＳ) が竣工。和泉ＬＳは、学修意欲の促進をはかるため、各フロアが広く見渡せる 吹き抜け構造をとる。用途に応じた大中小の教室、自由な雰囲気で机·椅子のない「カイダン教室」ほか、学生同士の様々な交流を促す「プレゼンテーション·ラウンジ」や 外から見透せる 少人数学習ユニット「グループ·ボックス」、「自習スペース」 や 外気にもあたれる「休憩スペース」など、多種多様なスペースを 数多く設置する。新しい学修環境を 積極的に取り入れて、学生の主体的な学びを支援する。また和泉ＬＳは、最新の省エネ化建築物に付与される「ZEB ready」認証を取得。先進の技術により、従来比 ５２％の省エネ化を実現する。
現在、和泉キャンパス 新研究棟建設計画の 検討が進められている。

学生の間では、駿河台への進級後に和泉での授業を再履修することを「和泉返し」、留年することを「和泉止まり」という俗語が存在する。

#### 生田キャンパス
- 使用学部：理工学部・農学部の全学年
- 使用研究科：理工学研究科、農学研究科

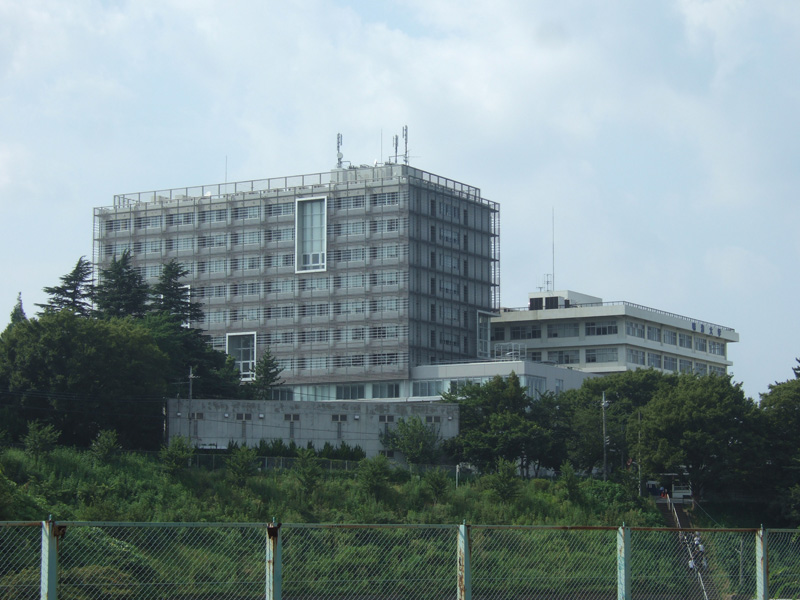
生田キャンパス

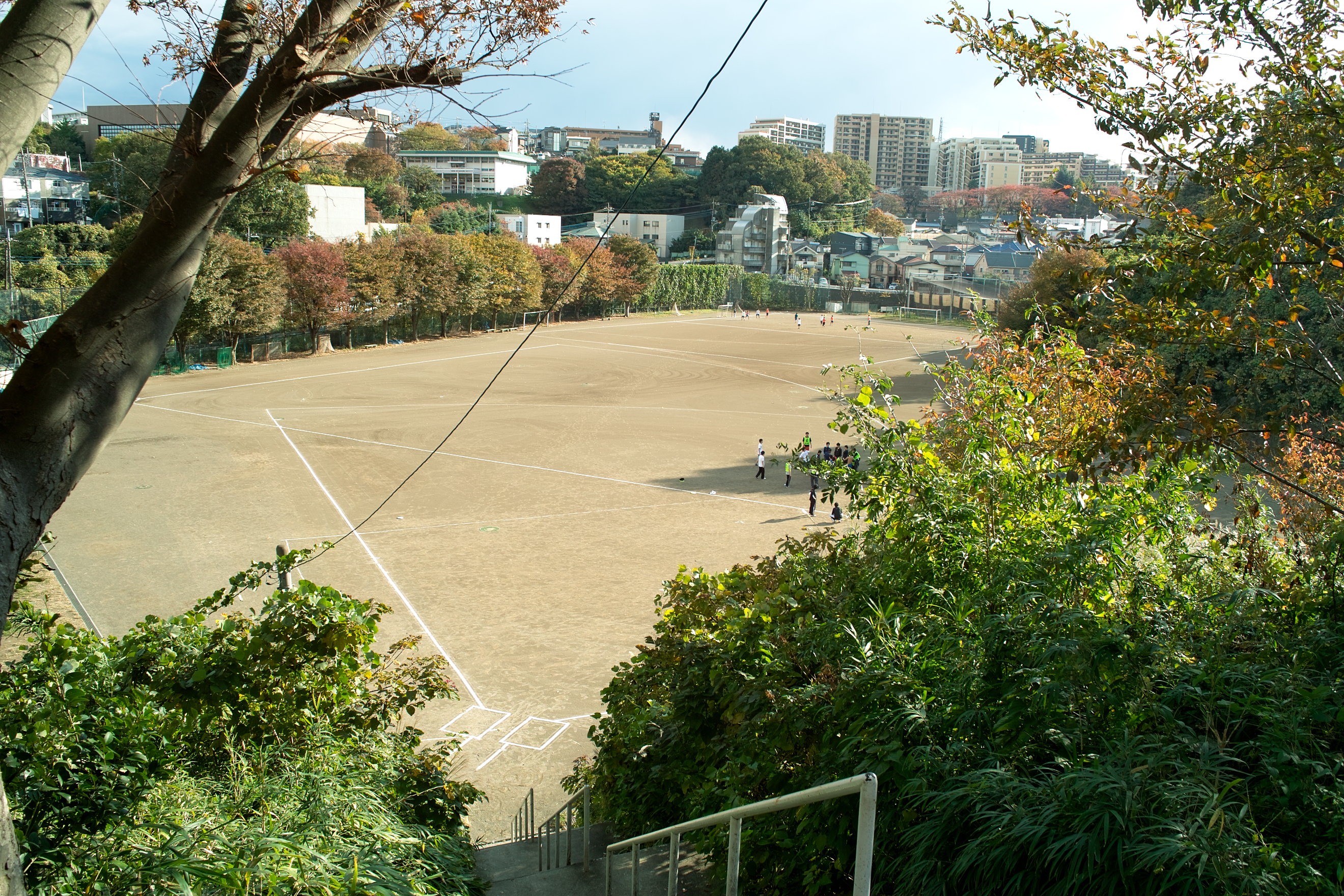
東グラウンド

- 使用附属施設：地域産学連携研究センター、平和教育登戸研究所資料館
- 敷地面積：169,832.31㎡
- 交通アクセス：
  - 小田急小田原線 生田駅より徒歩10分[337]
  - 小田急小田原線 向ヶ丘遊園駅より小田急バス「明大正門行」で終点下車

キャンパスは、新宿から電車で20分余の距離にある生田の高台に立地。17万m2の敷地に最新鋭の設備や大規模な実験装置などを擁する。
この地は旧陸軍科学研究所傘下の登戸研究所跡地で、終戦後の1945年10月から1949年秋までは慶應義塾大学医学部予科、工学部予科、法学部予科（1年）の仮校舎として使用されていた。
かつて存在した第二校舎3号館（現在の第二校舎A館の場所）は、山崎豊子原作の映画『白い巨塔』（1966年公開）のロケ地となったことでも知られていた。
『明治大学平和教育登戸研究所資料館』が2010年に開館、『新化学棟』（第二校舎D館）が2011年に完成。2012年に約1,240m2のキャンパス隣接地を取得し 『地域産学連携研究センター』 を開設。市民講座「リバティアカデミー」の開設や 小中学生対象の夏休み科学教室、中高生対象の最先端研究成果体験プログラム等を実施。2014年、第一校舎6号館竣工。敷地内には大型のグラウンドの他、馬術部などの練習所も設置されている。なお、2012年4月には生田キャンパスとは別に、川崎市麻生区黒川の里山を有する自然豊かな地（12.8万m2）に、最先端の農学研究・実習施設である明治大学黒川農場が新たに開設された。
2025年度からは「生田キャンパス センターフォレスト」が新装オープン。教室・ラーニングコモンズ・図書館が一体化し、吹き抜け空間「センターコモンズ」を通じて、学生の偶発的な出会いや自主的な学びを促進する。さらに、かつてのヒマラヤスギの風景を未来へ継承し「多様性×森」をコンセプトに、多様な学生が集い、学び、創造し、発信する 共創の場を実現していく 。
また、生田キャンパス 第一校舎 新１号館 建設計画の 検討が 進められている (’21年度事業計画P.15)。

#### 中野キャンパス

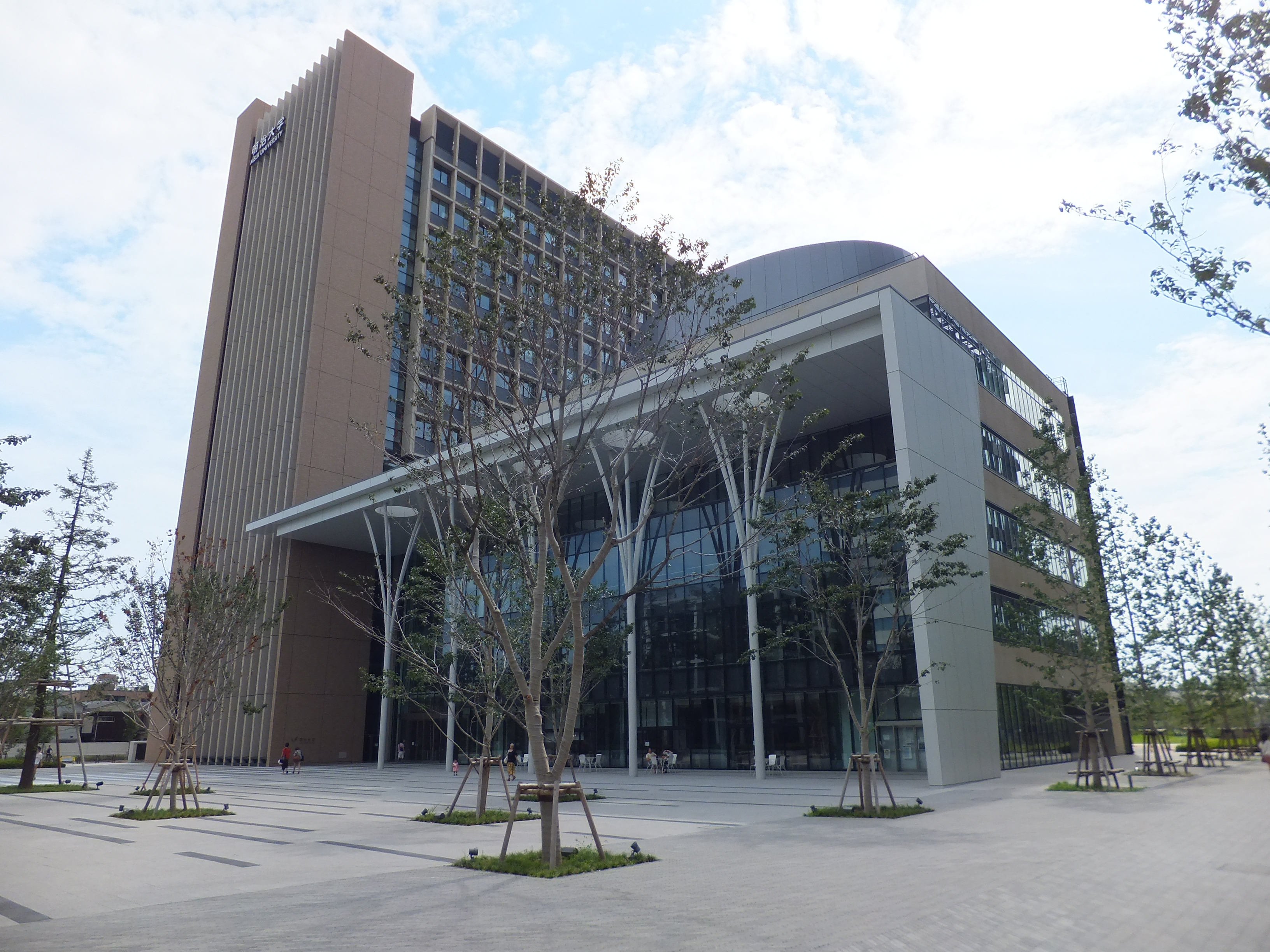
中野キャンパス

- 使用学部：国際日本学部・総合数理学部の全学年
- 使用研究科：国際日本学研究科、先端数理科学研究科、理工学研究科新領域創造専攻、理工学研究科建築学専攻国際プロフェッショナルコース[17]
- 使用附属施設：先端数理科学インスティテュート（MIMS）[43]
- 敷地面積：16,541.901㎡
- 交通アクセス：JR・東京メトロ中野駅北口 徒歩8分[347][348]

2013年4月、戦前・戦中は陸軍中野学校、戦後は警察大学校があった中野区の中野四季の都市内に第4のキャンパスとして開設。これに合わせて、総合数理学部の新設と国際日本学部の和泉キャンパスからの移転を行った。

教室・研究室等の入る地上14階、地下1階の「高層棟」と食堂・図書館・ホール（400席）等の入る地上5階の「低層棟」からなる（設計・監理：三菱地所設計、施工：清水建設）。両棟はガラスの吹き抜けのアトリウムでつなっている。自習スペース・コミュニケーションスペースとして、キャンパス各所に多くのラウンジを設けている。

#### 過去に存在したキャンパス

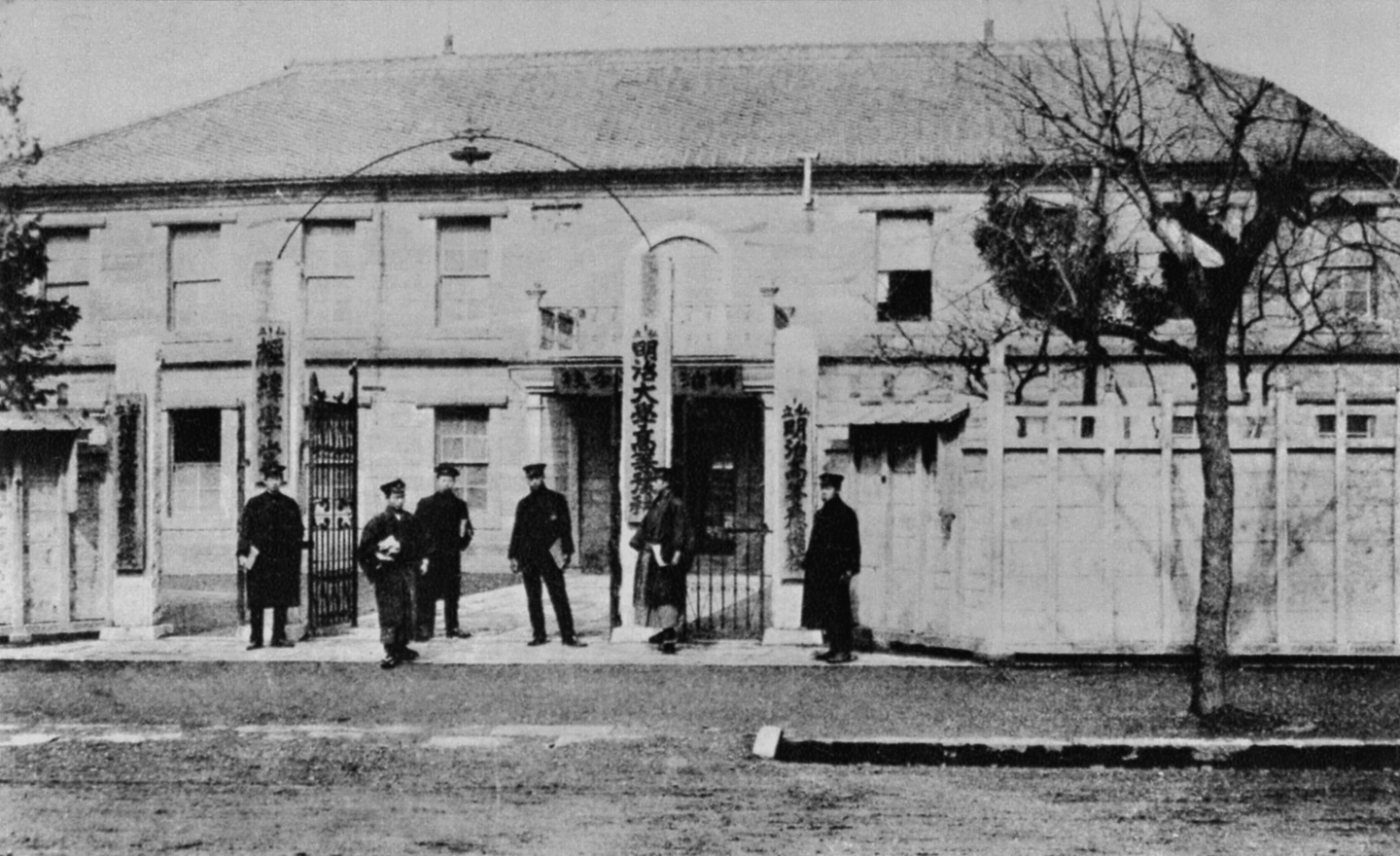
錦町分校（1904年頃）

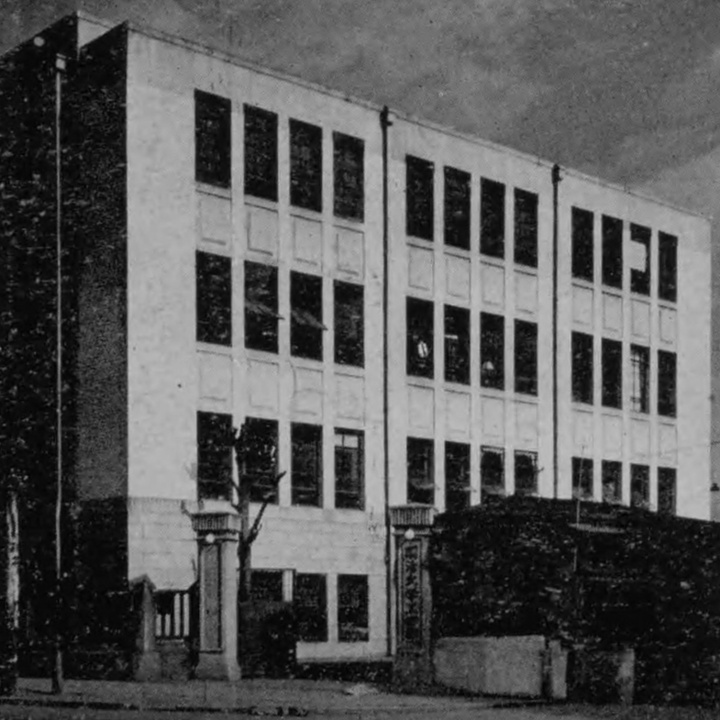
聖橋校舎（工学部）

- 八王子分校

1883年に地元有力者の川崎有徳（改進党系代言人）らの誘致により八王子横山町に開設された（校長兼教頭・依田銈次郎）。生徒数の減少と経済上の理由により1年半ほどで廃校となった。
- 麹町分舎

麹町区一番町54番地に短期間存在した寄宿舎兼用校舎。同地は西園寺公望の実兄徳大寺実則邸の一角で、畳敷きの建物で講義を行ったという。なお、麹町分舎の近隣には宮城浩蔵邸と矢代操邸もあった。
- 錦町分校

1903年に元神田中学校校舎を購入、高等予科校舎とした。翌年9月に経緯学堂（中韓両国の留学生を対象とする予備教育機関）を併設。簡易商業学校（夜学）と明治高等予備校も分校内に同居した。1909年に商科が増築移転し、1912年5月末まで使用された。
- 誉田農場

1941年に修練所として購入。明治農業専門学校（農学部の前身）は1946年にこの地で開校した。同校が移転した後も実習施設として利用され、運動場と学生寮も併設されていた。2017年に売却された後は産業用地や公園として整備された。
- 大久保校舎と聖橋校舎（工学部）

1949年に誕生した明治大学工学部は当初和泉で授業を行っていたが、理科系の設備が皆無の状態であったため、1950年に新宿区大久保の保善商業高校の校舎を借用、さらに1951年7月聖橋学園の校地を買収し、1965年に現在の生田キャンパスへの移転が完了するまで聖橋校舎として使用した。
- 秋葉原サテライトキャンパス（※2010年度廃止）

世界的な情報産業の研究開発拠点を目指す「秋葉原クロスフィールド」計画に参画し、IT関係を中心とした産官学連携事業を展開する拠点として2005年（平成17年）、秋葉原ダイビル内に開設された。セミナースペース・研究スペース・コラボレーションスペースから成り、理工学部などの技術セミナーや企業との共同研究、研究成果のプレゼンテーション・デモンストレーションなどに使用された。他に東大、筑波大等が入居。

### 講堂・ホール
- 「アカデミーホール」（駿河台キャンパス）[356]
アカデミーコモン内3 - 6階に設置された大ホール（約1,200名収容）。自然光を採り入れた構造で、客席・ステージ共可動式。国際会議、シンポジウム、演劇、コンサートの他、海外映画のプレミア試写会等幅広い用途に利用されてきた。
- 「リバティホール」（駿河台キャンパス）
リバティタワー1階に設置されたホール（約500名収容）。シンポジウム、学会等で使用。
- 「グローバルホール」（駿河台キャンパス）
グローバルフロント1階に設置されたホール（約200名収容）。シンポジウム、学会等で使用。
- 「メディアホール」（生田キャンパス）
生田キャンパスのメインホール（中央校舎）。シンポジウム、学会等で使用。
- 「ホール」（中野キャンパス）
森の中をイメージした約400名が利用可能なホール。講演会、テレビ会議、授業などで使用。

### スポーツ競技施設

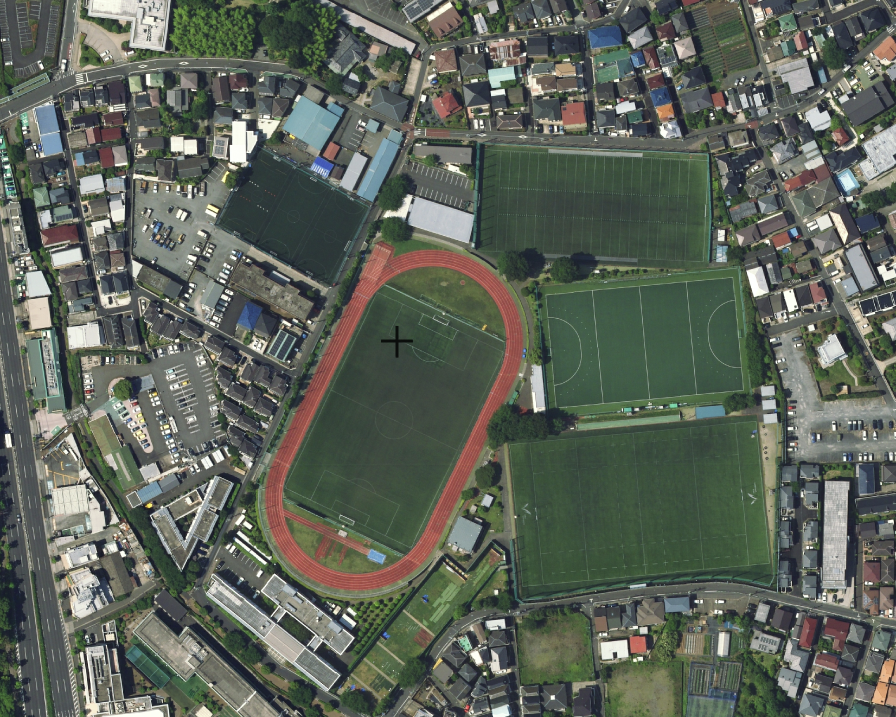
八幡山グラウンド

- 「八幡山グラウンド」（東京・世田谷）
明治大学体育会の本拠。1937年開設。
2003年3月、400mの全天候型トラックを有する陸上競技場の他、ラグビー場、サッカー場、アメリカンフットボール場、ホッケー場、アーチェリー場及び、第二合宿所等が完成。第二合宿所エントランスには全面ガラス張りの壁に通称“ビクトリーアーチ”と呼ばれる、大型の門構が設置されている。
2023年3月には競走部とサッカー部の第三合宿所が完成した[357]。
- 「明治大学内海・島岡ボールパーク」（東京・府中）[358]

明治大学及び付属校野球部が本拠とする練習・競技用施設。2006年10月、府中の三井物産グラウンド跡地に完成。約7.5万m²の敷地に公式試合にも使用される人工芝の第一球場、天然芝の第二球場の他、室内練習場、室内投球練習場、合宿所を完備。メイン球場には電光スコアボードを配する。
- その他
硬式庭球部と卓球部の「西調布合宿所」（東京・調布）が2004年に、附属の明治高等学校・中学校に隣接するかたちで日本航空グラウンド跡地に設置された。
- 「（仮称）明治大学スポーツパーク」構想について
体育会各部の練習場及び合宿所等の整備、新学部の設置の為、多摩テック跡の約20万m2の土地に「（仮称）明治大学スポーツパーク」を開設する構想が発表された（2010年6月）。三菱商事をパートナーに整備を進め、早ければ2014年から利用開始となる予定であった[359]。しかし、敷地内にキンランなど絶滅危惧種の山野草がみられたことやオオタカの営巣地が確認されたことから東京都自然保護条例にもとづく東京都自然環境保全審議会の審査が長期化し、2013年5月に認可されたが、着工が大幅に遅れたうえ施設の縮小など計画案の変更を迫られた[360]。さらに東日本大震災にともなう復興事業および2020年東京オリンピック開催に伴う建設資材および人件費の高騰により、当初計画の1.7倍の建設経費を要することが判明した。この結果、2013年10月までに明治大学評議員会は多摩テック跡地での「スポーツパーク」設置計画の撤回を決定し[361]、世田谷区に八幡山グラウンド売却にともなう都市計画変更の中止を求めた。一方、日野市に対しては11月6日に事業計画の中止を申し入れている[362]。三菱商事は土地取得に多額のコストを要した上に、その用途が学校にほぼ限定される（市街化調整区域）ことを理由に、事業の継続か土地の買い取りを明治大学に求めた。2015年3月に三菱商事は明治大学を相手取り、総額約60億9千万円の支払いを求めて提訴していたが[363]、2018年4月東京地裁は「計画の断念はやむを得ないが、明大は事後処理として土地購入の可能性を誠実に協議する義務があった」として請求を一部認容、明大に約8億3900万円の支払いを命じた(毎日新聞2018/4/20)[364]。

### 学生会館・セミナーハウス等
- 明治大学グローバル・ヴィレッジ
- 和泉インターナショナルハウス
- 狛江インターナショナルハウス （提携施設）
- 生田ゲストハウス
- 清里セミナーハウス
- 山中セミナーハウス
- 菅平セミナーハウス
- 桧原湖セミナーハウス
- その他、契約施設などが5ヶ所

### 福利厚生施設

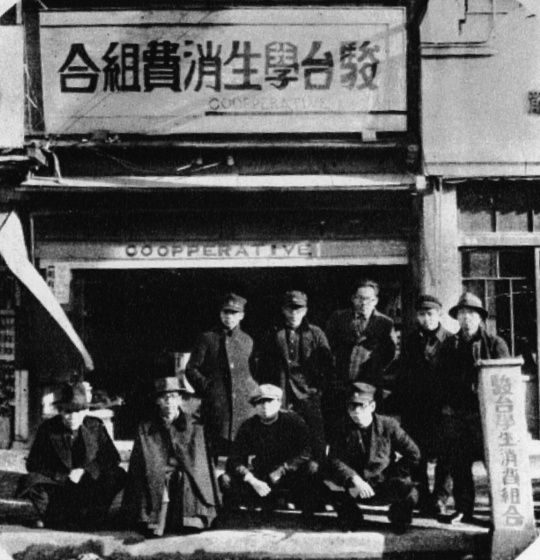
駿台学生消費組合

明治大学では1929年（昭和4年）11月に東京学生消費組合の支部として駿台学生消費組合が発足したが、大学当局の公認を得ることはできず、1936年（昭和11年）9月に閉店する。その後賀川豊彦の後援により一度再建したが、経営難により翌年消滅した。
戦後の1959年（昭和34年）1月17日に明治大学消費生活協同組合が発足し、同年4月11日に駿河台・和泉・生田の各キャンパスで店舗営業を開始した。同年8月に和泉で生協食堂が開店し、翌年には生田で生協食堂が開店し、和泉で学生会館が開館した。
明大生協は過激派による学生運動の活動拠点として、その資金源ともなっていたため、明大当局が警察の協力を得て2003年までに解体した（詳細は「明治大学#新制明治大学」を参照）。明大当局は並行して1996年1月に、外郭事業会社である株式会社明大サポートを設立しており、現在は生協の事業を引き継ぐ形で運営している。明大サポートが明治大学から受託している施設は下記の学生食堂・カフェ・レストラン他、図書館やコンビニなど多岐にわたっている。

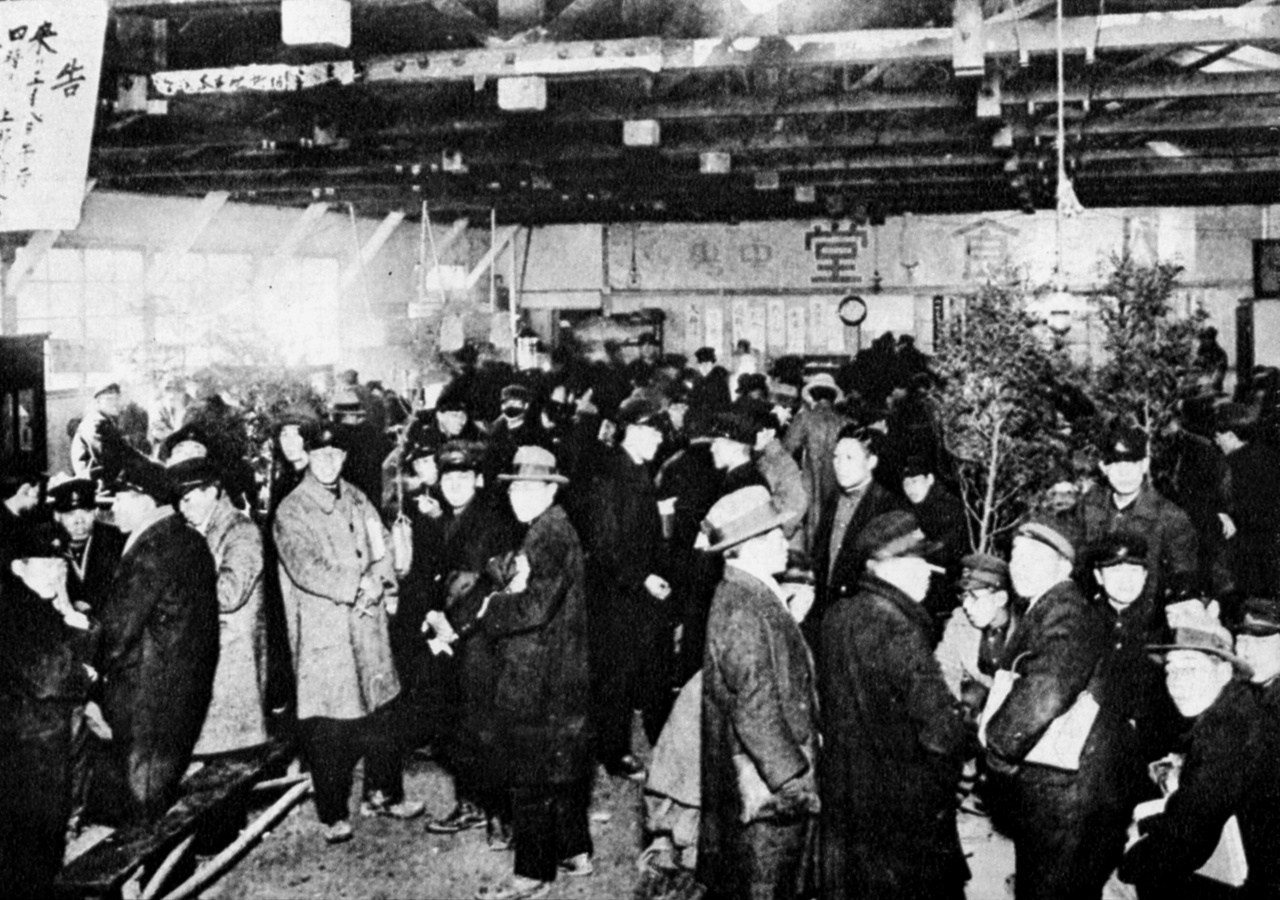
関東大震災後の仮校舎内の学生食堂（中央亭）

#### 学生食堂・カフェ・レストラン 等
明治大学での学生食堂の歴史は1922年（大正11年）9月に大学の監督下で開業した付属食堂に始まる。関東大震災後の1924年（大正13年）に業者として精養軒、1926年（大正15年）に丸の内の中央亭が入った。1941年（昭和16年）に現在のアカデミーコモン付近で師弟食堂が開店。リバティタワー17階にスカイラウンジ暁ができる前は大学会館の地下１階で営業していた。
- 駿河台キャンパス
リバティタワー17Fにある「スカイラウンジ暁」は全367席の高層レストラン。駿河台キャンパスには他にもリバティータワー23階の「サロン燦」、アカデミーコモン「Café Pénsee[372]」、紫紺館「レストランフォレスタ椿山荘[373]」、グローバルフロントのサンマルクカフェ等がある。
- 和泉キャンパス
レストラン棟である「和泉の杜」は1・2Fに定食・麺類等、3Fにはカフェや「BAGEL&BAGEL」等が出店。また、図書館内に小田急レストランシステムが「フォレスティコーヒー 明治大学和泉キャンパス店」を出店した。
- 生田キャンパス
スクエア21（食堂館）の「HILLS（2F）」や「明大生田DINING（3F）」の他、32号棟（学生会館）1Fの「めん処」やカフェ「トゥリパーノ」、ネオ屋台村など。
- 中野キャンパス
低層棟1階にフードコーナーとカフェ・コーナーがある[374][375]。

## 対外関係

### 国内

#### 大学・研究機関
コンソーシアム
- 連携大学院協定（産業技術総合研究所、NTT物性科学基礎研究所、海洋研究開発機構、三菱化学安全科学研究所、三菱電機デザイン研究所）
- 統計数理研究所数学協働プログラム（東京大学、京都大学、名古屋大学、九州大学、東北大学、北海道大学）
- 数理生命科学融合教育コンソーシアム（京都大学、広島大学、北海道大学等）
- 表層ガスハイドレート研究コンソーシアム（東京大学、大阪大学 、千葉大学、東京海洋大学）
- 明治大学バイオリソース研究国際クラスター（東京大学、大阪大学、東北大学、慶應義塾大学、自治医科大学、東京慈恵会医科大学等）
- 戦略的創造研究推進事業ERATOプログラム（東京大学、科学技術振興機構）
- 再生可能エネルギー研究コンソーシアム（東京工業大学、名古屋大学、九州大学、豊田工業大学）
- 全国法曹キャリア支援プラットフォーム（中央大学、名古屋大学、同志社大学等）
- アクチュアリー数理コンソーシアム（慶應義塾大学、日本大学）
- 神奈川県内大学院の学術交流協定（東京工業大学、総合研究大学院大学、横浜国立大学、フェリス女学院大学等と農学研究科）
- 東京12大学広報連絡協議会
- 大学情報サミット
- 全国私立大学FD連携フォーラム
- 山手線沿線私立大学図書館コンソーシアム
- 首都大学院コンソーシアム
- 三鷹ネットワーク大学

主な協定校
- 順天堂大学 [376]
- 広島大学 [377]
- 国際大学（2013年4月から2018年3月まで両学校法人間で系列法人化、期間終了後も実施中の教学連携は引き続き継続[155][378][379]）
- 聖マリアンナ医科大学 [380]
- 自治医科大学
「医農連携による実験動物の開発と医学研究への利用に関する研究」に関する共同研究契約[381]
- デジタルハリウッド大学大学院
大学院理工学研究科新領域創造専攻ディジタルコンテンツ系との提携

その他協力協定等
- 科学技術振興機構
- 宇宙航空研究開発機構（JAXA）
- 国際連合食糧農業機関（FAO）[275]
- 世界知的所有権機関（WIPO）[382] etc

#### 企業、独立行政法人等（一部のみ記載）
寄附講座開設機関
企業等、外部機関による寄附講座が充実しており、ジャーナリズム、メディア戦略からファッションビジネスまで様々な専門分野を網羅。
- フランス政府・大使館[383]
- カナダ大使館
- ルーマニア大使館
- 朝日新聞社
- 読売新聞社
- 共同通信社
- 時事通信社

- 第一生命保険
- 損害保険ジャパン
- 日本興亜損害保険
- 大同生命保険
- 大和証券
- みずほ証券
- 住宅金融公庫

- 日本税理士会連合会
- 新日本監査法人
- 日本音楽著作権協会(JASRAC)
- 内部監査協会
- 全日本自治団体労働組合
- アメリカ保険業者安全試験所
- 日本経営士会
- 化学物質評価研究機構 etc

委託事業
厚生労働省、文部科学省、経済産業省、三菱総合研究所等
タイアッププロジェクト
- 情報コミュニケーション学部×フジテレビジョン[384]
フジテレビジョンと共同での番組制作を通じてメディア・リテラシーを実践的に身に付ける講座。受講生がチームに分かれ、フジテレビジョンの番組制作のプロの指導の下、ニュース映像の企画・立案、取材等を行い、最終的にフジテレビ湾岸スタジオで各チームがこの番組映像を持ち寄って、ひとつの番組として完成させるというもの。
- 商学部×電通×朝日新聞[385]
朝日新聞本社などマスメディアの現場でのビジネスプロセス等の体験を通じて、競合分析を通じた朝日新聞のポジショニングや、他媒体との比較を通じた新聞のビジネスモデルなどを考え企画立案を行い、朝日新聞社幹部へ向けたプレゼンテーションを行う。
- 商学部×電通×FM東京[386]
“産学連携特別授業『RADIO FUTURE』〜大学生による、大学生のためのラジオ番組制作”として、ラジオという実際のビジネス・フィールドでの課題解決プロセスの体験を通じて、多角的な現象把握能力や課題抽出能力、チームによる課題解決能力などを育む。ラジオ番組制作・放送の一連のプロセスや考え方を学び、番組制作の企画立案を行い経営幹部へのプレゼンを経て、TOKYO FMスタジオにて報告内容に基づくラジオ番組を制作し、全12回に亘り放送する。
- 商学部×JTB
JTBとの産学連携による授業『サービス新事業開発の考え方とその手法を学ぶ』にて同社事業開発部長が講師を務め、学生達が同社社員らとともに旅を基軸とする新事業の提案を目指し、グループごとに関連業界へのヒアリング調査や企業見学会を実施し、最終的にJTB法人東京社長を始めとした同社経営幹部層にプレゼンを行い、優勝作品については事業化が検討される。
- 商学部×HONDA
ハイブリッド車のインサイトを研究課題として、ホンダの商品企画担当者や開発責任者ら社員十数人の講義等により、自動車メーカーに於ける開発・生産・販売等の全体像について学ぶ。研究所などを訪ね、開発機密に触れるような講義も行う。学生が販売戦略をまとめ、役員やマーケティング部門リーダーである営業開発室長にコンペ形式で提案を実施。ホンダ側は外部プランナーとしての役割を学生に期待し、意見を将来の販売戦略に活かす。SNS「mixi」を使った一大キャンペーンなどへ展開された様子はTV番組『日経スペシャル ガイアの夜明け』などで取り上げられた。
- 国際日本学部×JTB×JAL×ヒルトン[387]
ハワイ大学での語学集中講義などを受講後、約4か月の間ハワイ大学にてホスピタリティー関連科目を中心とした講義を受講し、インターンシップに向けた基礎を習得した後、約3か月にわたりJTBハワイ・日本航空ホノルル支店・ヒルトンハワイアンヴィレッジワイキキリゾート・アウトリガーリゾーツといった現地のホスピタリティー関連企業にてインターンシップを行う。留学期間は8か月間。
- 国際日本学部×ウォルトディズニーワールド[388]
フロリダ州立大学や、ディズニーの役員等による組織マネジメント、リーダーシップ等の授業を受けると共に、ディズニーワールドでの現場実習に於いて報酬を得ながら、国際社会におけるコミュニケーション力・リーダーシップを養うというユニークな半年間の有給インターンシップ。
- 京王グループ事業提案プロジェクト
京王百貨店とリクルートパンプスの共同企画、販売などを実施。
- 商学部（ゼミ）×ロッテ、三陽商会、洋菓子のヒロタ、柳屋本店、メトロコマース等
学生達の企画によるコラボレーション商品開発、広報戦略開発、店舗コンサルティング等
- 理工学部情報科学科×サイバーエージェント
最先端の広告配信技術開発の共同研究
- 農学部食料環境政策学科×アサヒビール
中国における農業体験研修
- その他、紀伊國屋書店とのコラボによる明治大学ブックフェア（教授陣の推薦書コーナー等）、学生達による模擬ベンチャー経営、店舗運営、出版社への企画提案による本の企画・出版、フリーペーパー発行等々
- その他
  - Future Skills Project研究会（サントリーホールディングス、資生堂、日本オラクル、野村證券、アステラス製薬 ※上智、東京理科大等との共同プロジェクト）
「社会で活躍できる人材をどのように育成すべきか」をテーマに、企業人と大学人が問題を共有し、主体性と応用力をもった学生を育てるカリキュラムを実施。
  - 日本商工会議所
「地方活性化人材育成プロジェクト」（実務的キャリア教育支援事業）
  - ジェイティービー
「外国人留学生のホームステイ効果」の研究、「留学促進共同プラットフォーム」形成に向けた連携事業共同研究
  - ベネッセコーポレーション
「留学促進共同プラットフォーム」形成に向けた連携事業共同研究。留学生の海外募集→入学→就職までのトータル・ソリューション・モデルの確立を目指す。また、ベネッセと連携した汎用性のある Web出願システムの開発研究も行う。

#### 地方自治体
下記の各自治体と、交流事業、地域支援等の協定を締結。数々の事業を展開。
- 東京都：千代田区、世田谷区、杉並区

品川区、中野区、台東区、三鷹市
調布市、府中市、東大和市
- 神奈川県：横浜市、川崎市、三浦市

横須賀市、箱根町、湯河原町
- 千葉県：浦安市、習志野市、成田市
- 埼玉県：埼玉県、さいたま市
- 越谷市、八潮市、北本市

- 群馬県：富岡市、太田市、嬬恋村
- 宮城県：気仙沼市
- 山形県：天童市
- 福島県：大船渡市、新地町
- 新潟県：燕市、三条市
- 長野県：飯田市、長和町
- 静岡県
- 愛知県：犬山市
- 福井県：福井県、鯖江市

- 岐阜県：美濃市、多治見市
- 奈良県：桜井市
- 三重県：東紀州観光まちづくり公社
- 和歌山県：新宮市
- 岡山県：倉敷市
- 徳島県
- 鳥取県
- 大分県
- 長崎県
- 宮崎県

### 海外留学・国際交流

#### 国際交流の歴史／海外の大学・研究機関との協定
1910年にはアメリカのコロンビア大学、ペンシルベニア大学、シカゴ大学等との間で留学生協約を結ぶなど、当時の国際交流の最先端を進んでいたが、大戦等を挟みドメスティックな方向に流れ、近年になって国際化の流れを再開。現在では、主な協定校にケンブリッジ大学、オックスフォード大学、パリ大学 の他、伝統的に人事交流の強いアジア圏では、中国の北京大学、清華大学、上海交通大学、南京大学、韓国のソウル大学（経営学部）、高麗大学、延世大学と交流をもつ。研究機関ではフランス国立科学研究センター（ヨーロッパ最大の政府基礎研究機関）、ロシア科学アカデミー、中国社会科学院など、各地域の研究機関との国際的な連携体制の構築が進められている。

#### 明治大学海外トップユニバーシティ留学プログラム
大学が設置する海外留学助成制度の中でも特に指定された海外の名門大学に、協定留学か認定留学の制度を利用して留学する学生に対し、返還の必要のない給付型助成金を支給する制度。入学後、早期に留学カウンセリングを行い、英語集中プログラムや英語授業科目の受講などにより、英語力と異文化コミュニケーション力の大幅な向上を実現させ、2 - 3年次に指定された名門大学への留学（1学期間 - 1学年間）を目指す。
- Sコース
ハーバード大学、スタンフォード大学、ペンシルベニア大学、ロンドン・スクール・オブ・エコノミクス、ケンブリッジ大学ペンブルック・カレッジの各助成対象プログラムへの留学について、300万円を上限に助成（1学期間）。
- Aコース
UCバークレー、UCLA、UCデービス校、UCアーバイン校、ビクトリア大学などの各助成対象プログラムへの留学について、100万円を上限に助成（1学期間）。

#### 文部科学省『国際化拠点整備事業』（グローバル30）
文部科学省の平成21年度国際化拠点整備事業に、東大・京大等と共に日本を代表する国際化拠点校として採択された。世界トップレベルの大学を目指し、『グローバルコモン・プログラム』を立ち上げ、2020年度までに4,000人の留学生を受入れ、1,500人の学生を世界に送り出す計画を推進する。更なる国際競争力の強化に向け、国際的に活躍できる高度な人材の養成を図る。北京やモスクワの日本留学センターなどの他、シドニー、ニューヨーク、パリ等でも設置を進め、ワンストップサービスを日本の大学全体に提供する。

#### コンソーシアム・海外留学プログラム
- 明治アセアンコンソーシアム
インドネシア大学、バンドン工科大学、ラオス国立大学、マラヤ大学、マレーシア工科大学、フィリピン大学ディリマン校、アテネオ・デ・マニラ大学、シンガポール国立大学、チュラロンコン大学、シーナカリンウィロート大学、モンクット王工科大学ラートクラバン校、カセサート大学、泰日工業大学、ハノイ貿易大学（英語版）、ハノイ国家大学外国語大学、ホーチミン市国家大学人文社会科学大学、デ・ラ・サール大学（英語版）
- ルノー財団プログラム（フランス）
パリにおけるフランス語集中講座、ヨーロッパ視察旅行を1ヶ月ずつ行い、残り期間で派遣先の大学での受講・研究、ルノーグループでの企業研修等を行うプログラム。旅費・学費・生活費はルノー財団から支給される。
  - パリ国際MBAプログラム
    - 新しい情報技術に基づいた国際マネジメント教育。パリ第1大学（パンテオン・ソルボンヌ）及び、パリ第9大学（パリ・ドフィーヌ）に於いて、1年間でMBA学位を取得する。

  - パリテック修士号プログラム
    - ParisTech（国立土木学校、理工科学校（エコール・ポリテクニーク）、パリ国立高等鉱業学校等パリ工科学校ネットワーク。ヨーロッパで最高の工学大学の提携であるIDEA Leagueの一員であり、ATHENS programmeとUNITECH International Societyのメンバー）において、17ヶ月でDNM学位(National Master’s Degree：国が定める修士号)を取得するプログラム
- 日仏共同博士課程プログラム（フランス）
  - ソルボンヌ、パリ政治学院といったフランスの代表的な大学への博士後期課程在籍学生の派遣。明治大学が日本側の議長校である。（2011年9月を以って終了）
- 日加戦略的留学生交流促進プログラム（カナダ）
  - 国内有数の国私立大が参加する日本側コンソーシアムとカナダの14大学との交流協定。明治大学が日本側の議長校である。
- カリフォルニア大学バークレー校、南カリフォルニア大学等との専門科目相互履修プログラムや短期・中期留学プログラムを設置。ノースイースタン大学のプログラムにおいては、国連本部、世界銀行、日本大使館、ハーバード大学、MIT等を訪問し、マイケル・デュカキス（元大統領候補・マサチューセッツ州知事）、藤崎一郎駐米大使、マサチューセッツ州議会議長等の要人と面会している。
- 英国立リーズ大学大学院国際学修士号取得プログラム
  - リバティアカデミーと、英国立リーズ大学、ヨーク・セント・ジョン大学（英語版）の提携による、日本にいながら英国大学院生として、約3年間の課程を経て現地留学と同等の正規修士号を取得出来るプログラム。英国ヨーク大聖堂で学位授与式を挙行。
- 先端数理科学コンソーシアム
  - オックスフォード大学数理生物学センター、フランス国立科学研究センター（CNRS）、フランス社会科学高等研究院、日仏共同研究事業、イタリア学術研究会議、マドリード・コンプルテンセ大学、国立交通大学、台湾中央研究院、ハノイ数学研究所等
- 明治大学バイオリソース研究国際クラスター
  - スタンフォード大学、ミュンヘン大学、ソウル大学、NSRRC（アメリカ）、蘇州大学、雲南農業大学
- WC2
  - 世界の主要都市に所在する都市型大学のネットワーク（シティ大学ロンドン、ニューヨーク市立大学、ミラノ工科大学、サンパウロ大学、ベルリン工科大学、サンクトペテルブルク工科大学、香港理工大学他、12ヵ国12大学）
- 日仏韓台国際研究ネットワーク（GDRI）
  - 東京大学、フランス国立科学研究センター、パリ第11大学、ニース・ソフィア・アンティポリス大学（英語版）、韓国科学技術院、台湾国家理論科学研究所（中国語版）
- その他の特色あるプログラム
  - フロリダ州立大学・ウォルトディズニーワールドインターンシップ留学プログラム[391]
    - フロリダ州立大や、ディズニーの役員等による組織マネジメント、リーダーシップ等の授業を受けると共に、ディズニーワールドでの現場実習に於いて報酬を得ながら、国際社会におけるコミュニケーション力・リーダーシップを養うというユニークな半年間の有給インターンシップ。各国から優秀な学生が集まるディズニーワールドのインターンシップにおいて、日本では唯一の協定校となっている。

#### 国際交流（政治・経済・文化）

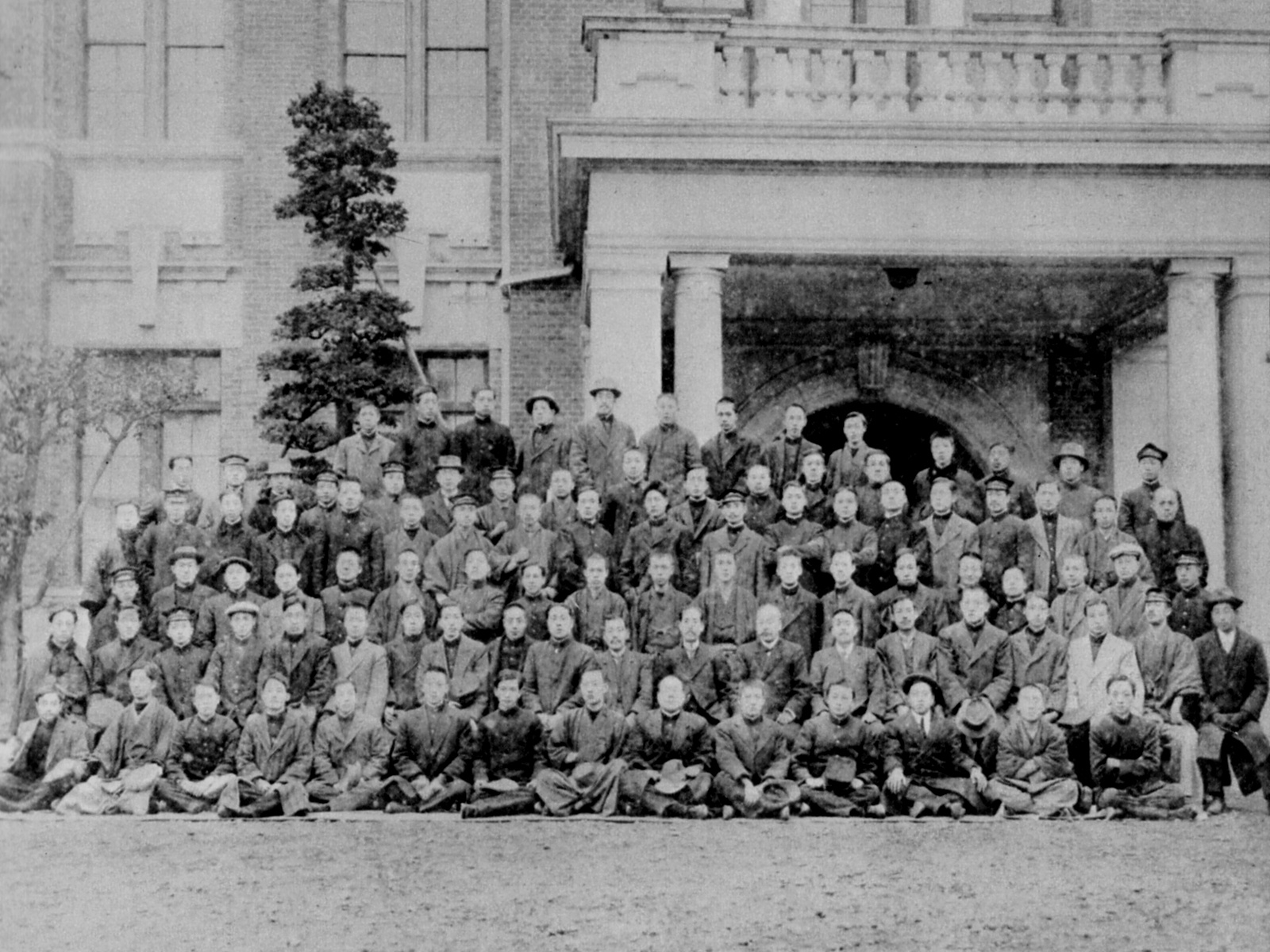
大正初期の中国人留学生

- 2009年4月、国際人権団体「ヒューマン・ライツ・ウォッチ」（本部NY）がアジア拠点として、アカデミーコモン内に東京オフィスを開設[392][393]。その他、国際機関太平洋諸島センター（PIC）が紫紺館に事務所を構える[394]。
- 2009年12月、アフリカ連合（AU）議長のムアンマル・アル＝カッザーフィーからの提案により、アカデミーホールにてサテライト対話集会を開催。明大軍縮平和研究所の主催により、学生の他、小池百合子元防衛大臣、アフリカ各国の大使館関係者、報道陣などが多数参加。アジア初の開催校となった[395]。
- 国連が進める 『国連アカデミック・インパクト』 に発足と同時に参加[396]。国際的ネットワークによる様々な取組みを展開。2009年にジュネーヴの国連人権理事会で報告会を実施、2010年にはニューヨークの国連本部で行われた公式発足式典に参加した。2013年には 「世界の平和、開発、人権を実現するために、私たち大学生にできること」をテーマに、エリアソン国連副事務総長と国連アカデミックインパクト 参加大学の学生達との対話型セッションを開催[54]。
- 2010年6月、世界学長会議（IAUP）コアメンバーとの会合がリバティータワーで行われ、松浦晃一郎（元ユネスコ事務局長）の司会の下、バラム・マダイン・アユブ世界学長会議議長やフィデル・ラモス（元フィリピン大統領）らIAUP主要メンバーと国内大学関係者による活発な意見交換が行われた[397]。
- 2001年以来、ウィーン大学との間で、東京・ウィーン交互に共同シンポジウムを開催。相互の大使館でのレセプション、外務省による祝辞等、学術を通した文化外交に寄与。多様な専門領域に跨る学際的コラボレーションを展開[398]。その他、北京大学外国語学院と国際日本学部による共催講座などがある。

## 学生生活

### 恒例行事
学園祭
元来、各キャンパスごとに『駿台祭』、『和泉祭』、『生田祭』として学園祭が開催され、中でも本部キャンパスの『駿台祭』は内容、規模ともに代表的な学園祭といわれたが、収益の一部が革命的労働者協会反主流派の活動資金になっていたために廃止され、2000年以降は開催されていない。和泉祭も一時中止された後2003年に『明大祭』に名称を変え、『生田祭』は『生明祭』に名称を変え継続している。
松任谷由実、山下達郎、サザンオールスターズ、DREAMS COME TRUE、松田聖子、SMAP（所属事務所の意向で出演した唯一の学園祭ライブ）、AKB48（初の学園祭ライブ）ら有名アーティストなどが出演している。
嘗ての名物イベントとしては『オーバーナイトハイク』（和泉キャンパスから駿河台キャンパスまでの、学生達による大規模行進）などがあったが、現在では、avexなどとの共催によるダンスイベント『Dancer Bird』、学生最大規模を誇る『MEIJI ROCK FESTIVAL』、有名モデルなども出演する『モデルファッションライブ』などが有名。フジテレビジョンやJ-WAVEの公開放送など、主要メディアとのコラボ企画も盛んである。
明治大学シェイクスピアプロジェクト
毎年11月に開催される恒例の演劇祭。文学座及び、各分野の一流プロの指導の下（指導協力実績：楽曲池辺晋一郎、衣装デザイン朝月真次郎、その他協力文学座等）、学生が主体となり、出演を始め、制作・演出・音響・宣伝等運営の一切を手懸け、アカデミーホールにてシェイクスピア劇を上演。例年、3,500人以上の観客を集め、2018年は過去最高の4,583人を動員した。中高生を対象としたバックステージツアーが設置されている他、並行してケンブリッジ大学の学生劇団ペンブルックプレイヤーズによるシェイクスピア劇なども上演され、併設のワークショップには多くの学生が参加する。
お茶の水JAZZ祭
著名アーティストを招待し開催する恒例の音楽祭。
『楽友会』（軽音楽系のクラブを統括するOB組織）の呼びかけの下、毎年多くのOBミュージシャンが集結。総合プロデュース・司会には『楽友会』現会長の宇崎竜童・阿木燿子夫妻。アカデミーホールでのメインコンサートから、キャンパス周辺でのストリートミュージックフェスティバルなども併催し、御茶ノ水の街全体で展開。（2011年度以降の収益金は全額を東北復興支援のために役立てることとなった）
明治大学学長杯三種混合e-sports大会
2019年より開始した、国内で初めての大学主催によるe-sports大会。
早慶明イベント
“早慶明”の名が冠せられた恒例イベントとしては、ジャズフェスティバル、ラグビー大会、雄弁部弁論大会、討論会、音楽Festival、グリークラブ演奏会、マンドリンクラブコンサート、チャリティー、体育会対抗戦（サッカー、バレーボール、ハンドボール、ゴルフ、遠的大会（弓道）、軟式野球、体育祭等）、大学広報連絡協議会等々。1914年に開始した、慶應義塾大学、早稲田大学との硬式野球に於ける早慶明3大学リーグ戦が、後の東京六大学野球連盟、東京六大学のルーツとなっている。

### クラブ・サークル

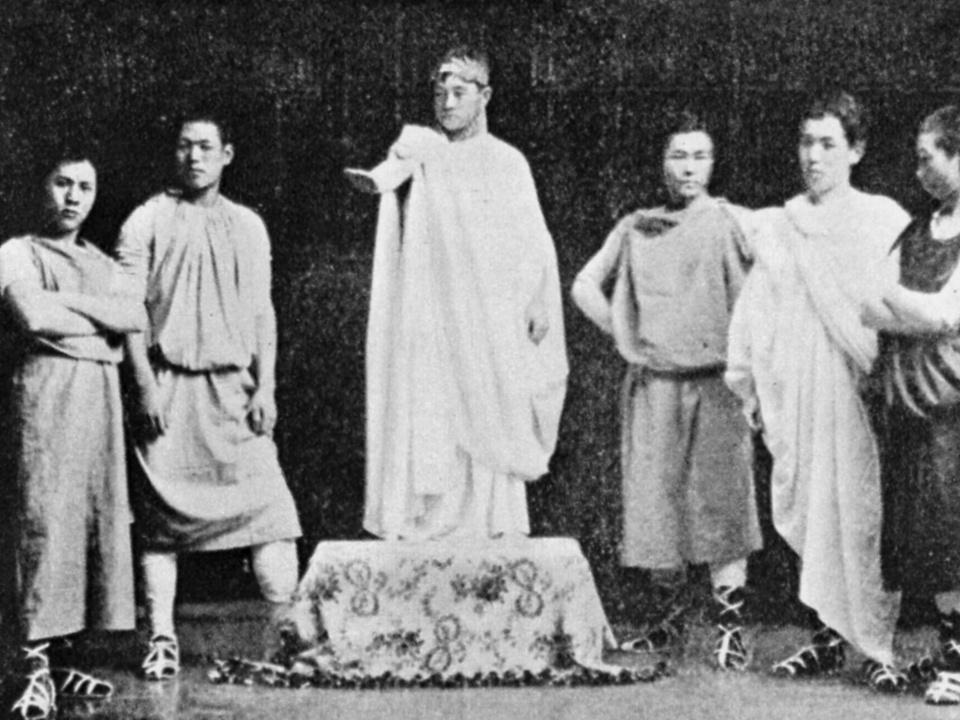
明治大学の英語劇（1911年4月）

クラブ・サークルが、大学の教室、学生共用施設、体育施設等会場等を使用するためには、大学公認の登録団体となって（責任者の部長には、大学専任の教職員が充てられる）大学当局の指示を受ける必要がある。明治大学では公認していない団体については、学内での 勧誘活動を 認めていない。毎年特に春の入学シーズンには、新入生を狙った悪質な勧誘等が 学外でも横行するので、充分な 注意を要する。

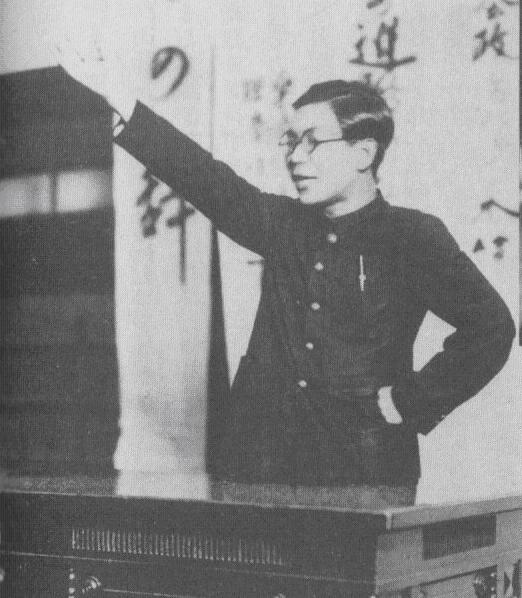
雄弁部時代の三木武夫元首相

- 雄弁部

1903年に「雄弁会」として発足。公式サイトでは「1890年創部」としているが、一松定吉（1902年卒、自民党顧問）は「明治においてもまだ部としての組織建ったものがなかった」と証言しており、公式サイトの信憑性は極めて低い。
明治法律学校草創期には西園寺公望（第12・14代内閣総理大臣）が法論会会長として毎月第4土曜日に開かれた法論会を主宰し、1901年には一松らの働きかけによって擬国会を開催していた伝統をもつ。
1929年には、在学中の三木武夫や長尾新九郎（後の徳島市長）が、関東43大学弁論部の後援を得て世界平和と国際親善を目的に米国・欧州への遊説を敢行した他、日華の親善を掲げ中華民国における遊説を実施するなど、国内の大学弁論部として初の世界遠征を果たした。
現職閣僚や首相経験者などを招聘した講演会等が定期開催され、近年では、鳩山由紀夫（元首相）、谷垣禎一（自由民主党総裁）、岡田克也（民主党代表）、前原誠司（民主党代表）、鳩山邦夫（民主党副代表）、福島瑞穂（社民党党首）などが招聘されている
- 広告・企画系サークル
1917年創部の広告研究部はミスキャンに準ずるイベント『明治ファッションコレクション』や、フリーペーパー『Msize』を発行する他、キャンプストア、シーサイドカフェなどの運営も行ってきた。
- 明治大学応援団[410][411][412]
1922年創部。東京六大学応援団連盟に所属する応援団。三三七拍子や、肩より上に両手を広げて柏手するリーダーテクニックなどは初代團長の相馬基が創作したものが原型とされる。また、国内で初めてブラスバンドや、バトントワラーズ（現在のバトン・チアリーディング[413] [414]部）を導入。リーダー部は不祥事（明治大学應援團#不祥事）により2008年に廃部。2012年度からは、応援指導班が創設され、2部1班体制となった。「明治大学校旗」が、年度毎に明大当局から 応援団に貸与される[415]。

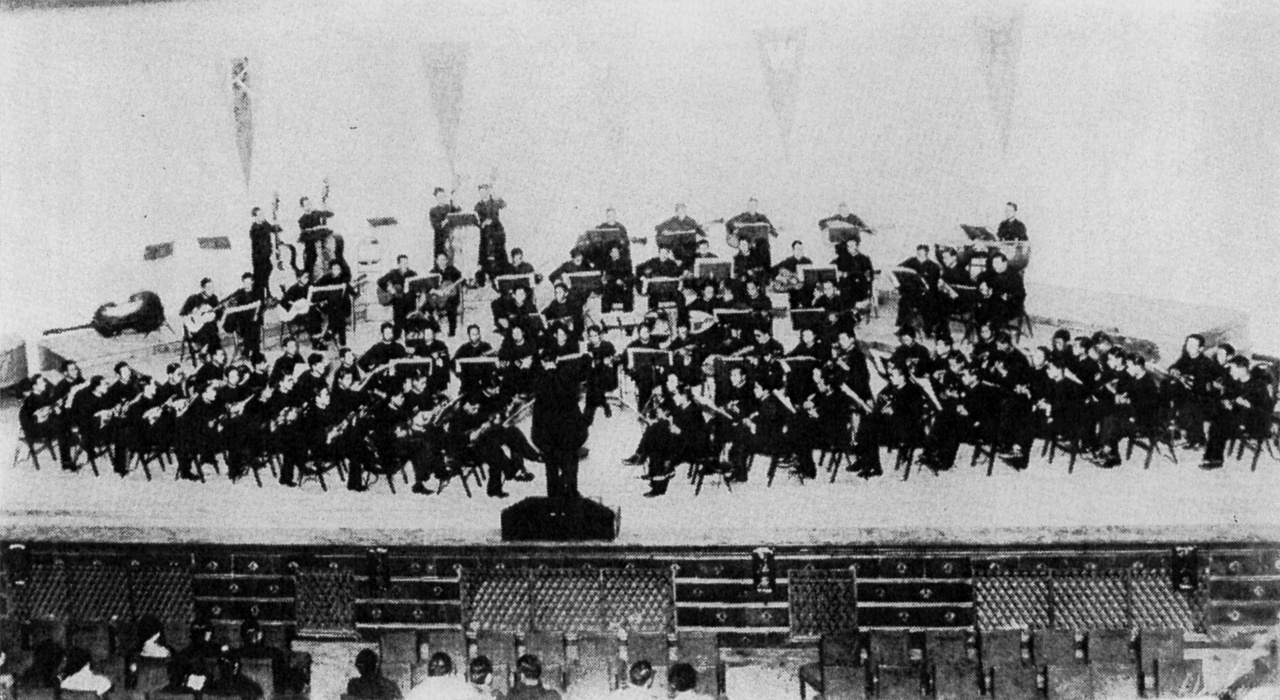
明治・立教・早稲田・法政・慶應の五大学マンドリンクラブ合同演奏会（1930年11月、日比谷公会堂）

- 音楽系
  - マンドリン倶楽部[416]
1923年創部。メジャーレーベルから多数のCDを発表。全国で演奏会を実施[417][418][419][420]。OBにより1978年に結成された『明治大学マンドリンOB倶楽部』は定期演奏会の他、4年に1度の海外演奏旅行等を実施。ポピュラー歌手などをゲストに迎えることも多く、藤山一郎、五木ひろし、都はるみ、山本富士子、森進一、米良美一ら、数々のアーティストが定期演奏会などに参加してきた[421]。
  - 楽友会
軽音楽系のクラブを統括するOB組織。先述した恒例の『御茶ノ水JAZZフェスティバル[401]』を主催。
  - Big Sounds Society Orchestra（BSSO）
学生ビッグバンドの頂点を決する『山野 ビッグ・バンド・ジャズ・コンテスト』において、最多優勝8回（2016年現在）。CD発表や海外演奏旅行の他、著名アーティストとの共演など多数。プロ志向の他大からの参加者なども多く、レギュラーバンドメンバーの約半数が音大生を含む他大生である。学生バンドで唯一、Jazz AUDITORIAにレギュラー出演する。
  - 明治大学交響楽団[422]
近衛秀麿、山田耕筰らと新交響楽団（現NHK交響楽団）を結成した、尾原勝吉等により創設。団員数200名（女子大メンバー等含む）、OB・OG総数2,000名を超える大学公認のオーケストラ（2008年現在）。2001年には、東工大・一橋大・東京医歯大・お茶の水女子大・聖心女子大のOB・OGが協力して尾原勝吉生誕100年記念演奏会を開催。
  - 合唱系クラブ
明治大学グリークラブ[423] は、ウィーン音楽祭での銀賞獲得の他、2005、2007年にハーバード大学のア・カペラ男声合唱団「クロコディロス」と合同演奏会を開催。他、数多くのTV出演やサウンドロゴ（NEC『バザールでござーる』）等々[424]。
  - KLAVIER
1989年創部という若いピアノサークルだが、全日本ピアノ指導者協会ピティナピアノコンペティション優勝者（グランミューズ部門）等、各コンテストで入賞者を輩出[425][426][427][428]。

- 演劇系
歴史ある演劇系サークルが多く、学内に公演会場を所有する他、プロとの交流も盛んであり、多くの映画監督、プロデューサー、俳優などが巣立っている。明治大学短編演劇フェスなどを主催。
  - 『映画研究部』：1922年創部。川島雄三、時実象平、岩橋直哉、大川俊道、室賀厚（以上、映画監督・製作者）松原智恵子（女優）らの出身母体。戦前期には飛鳥田一雄（社会党委員長）が所属していた。
  - 『演劇研究会』：「第三エロチカ」や「コント赤信号」など
  - 『実験劇場』：唐十郎・「状況劇場」など
  - 『劇団活劇工房』：サークル内のユニットから多数の劇団が派生（「動物電気」、「エムキチビート」、「贅沢な妥協策」、「国道五十八号戦線」等々）
  - 『騒動舎』：「ジョビジョバ」、中島哲也など
  - 『歌舞伎研究会』：戦後、歌舞伎は「忠君愛国」につながるとして連合国軍総司令部の禁止事項となっていたが、鵜沢総明総長（極東国際軍事裁判日本側弁護団長）や金子東一専務理事（東京弁護士会会長）らがGHQを説き伏せ、1947年にプロも含めた「大歌舞伎公演」を開催。
  - その他、2011シアターグリーン学生芸術祭最優秀賞の「声を出すと気持ちいいの会」や、「隔世遺伝」、「劇団フルタ丸」、「劇団電動夏子安置システム」、「熱帯」、「東京イボンヌ」等々多数の演劇団体がOBにより発足している。また、「スーパー・エキセントリック・シアター」など演劇系サークル以外から発生した著名劇団等もある。
- ダンス系
大学公認の5大ダンスサークルの他、非公認で活躍するサークルも多く、日本ジャズダンス芸術協会コンテストのグランプリチーム（アマチュア部門）なども擁する。
『Dancer Bird』は、明大祭で行われる恒例のダンスイベント。「MEIJI×avex」のコラボなどにより、学内のダンスチームのみならず、他大チームも招待して実施する。
女子のみのダンスサークルも多数存在し、2012年に開始したUNIDOLでは、大学別の最多優勝校となっている。
- 明治大学漫画研究会
1954年創部。多数の漫画家・漫画業界人を輩出している。『明大漫研OB作品集』（CBS・ソニー出版）等の特集本が出版されている。
- 落語研究会[429]
1960年創部。創部以来、芸能界をはじめ、各界に人材を輩出する体育会系文化部。草創期は、十代目金原亭馬生師匠、講談の六代目宝井馬琴師匠に指導を受けていた。高座名は代々先輩から受け継ぐ伝統であり、紫紺亭、和泉家、駿河亭、生田屋等の亭号を名乗る。「紫紺亭志い朝」は、三宅裕司（四代目）、立川志の輔（五代目）、渡辺正行（六代目）が先代から受け継ぎ襲名した高座名。2011年10月、明治大学130周年・落研創部50周年を記念した「明大落語会」を開催した[430]。
- 明大スポーツ
1953年に『駿台スポーツ』として創刊した日本初の学生スポーツ新聞。発行は年10回、部数は1.5 - 3万部程度。
- 明治起業サークル
2022年創部。明治大学で起業をしている、もしくは志す学生が所属する。明治大学が主催するビジネスコンテスト「明治ビジネスチャレンジ」でも最優秀賞・優秀賞受賞者を数多く輩出している。

### スポーツ

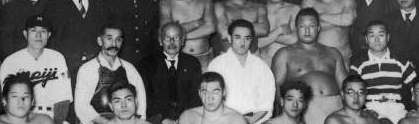
左から谷沢梅雄野球部監督、中山博道剣道部師範、木下友三郎総長、三船久蔵柔道部師範、双葉山相撲部師範、北島忠治ラグビー部監督（1938年）

明治大学体育会は、1906年に公認された剣道、庭球、端艇の各部を最古とし、明治末年までに弓道、競走、柔道、相撲、野球の各部が相次いで創部され、現在43部を数える。1953年には日本初の学生スポーツ新聞『駿台スポーツ』（のちに『明大スポーツ』と改題）を創刊。1959年には、野球部OB会の『駿台倶楽部』をはじめとした各部のOB組織により、体育会の総合組織として駿台体育会が結成される。2020年現在、日本版NCAAとも称されるUNIVASへの参加は見送っているものの、メジャー競技を中心に大学トップレベルの成績を収めており、2019年には、野球、ラグビー、サッカーなどが学生チャンピオンになっている他、女子の躍進も見られ、近年ではラクロス、フィギュアスケート、ゴルフ、剣道などの女子部が同じく大学王者となっている。また、在学中から国際的な舞台での活躍を志向する者もみられ、サッカー、ラグビー、卓球などのプロ選手第1号が本学から誕生している。

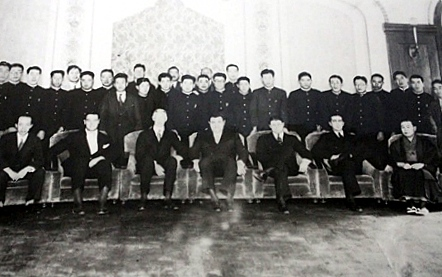
ベーブ・ルースと面会した野球部部関係者たち

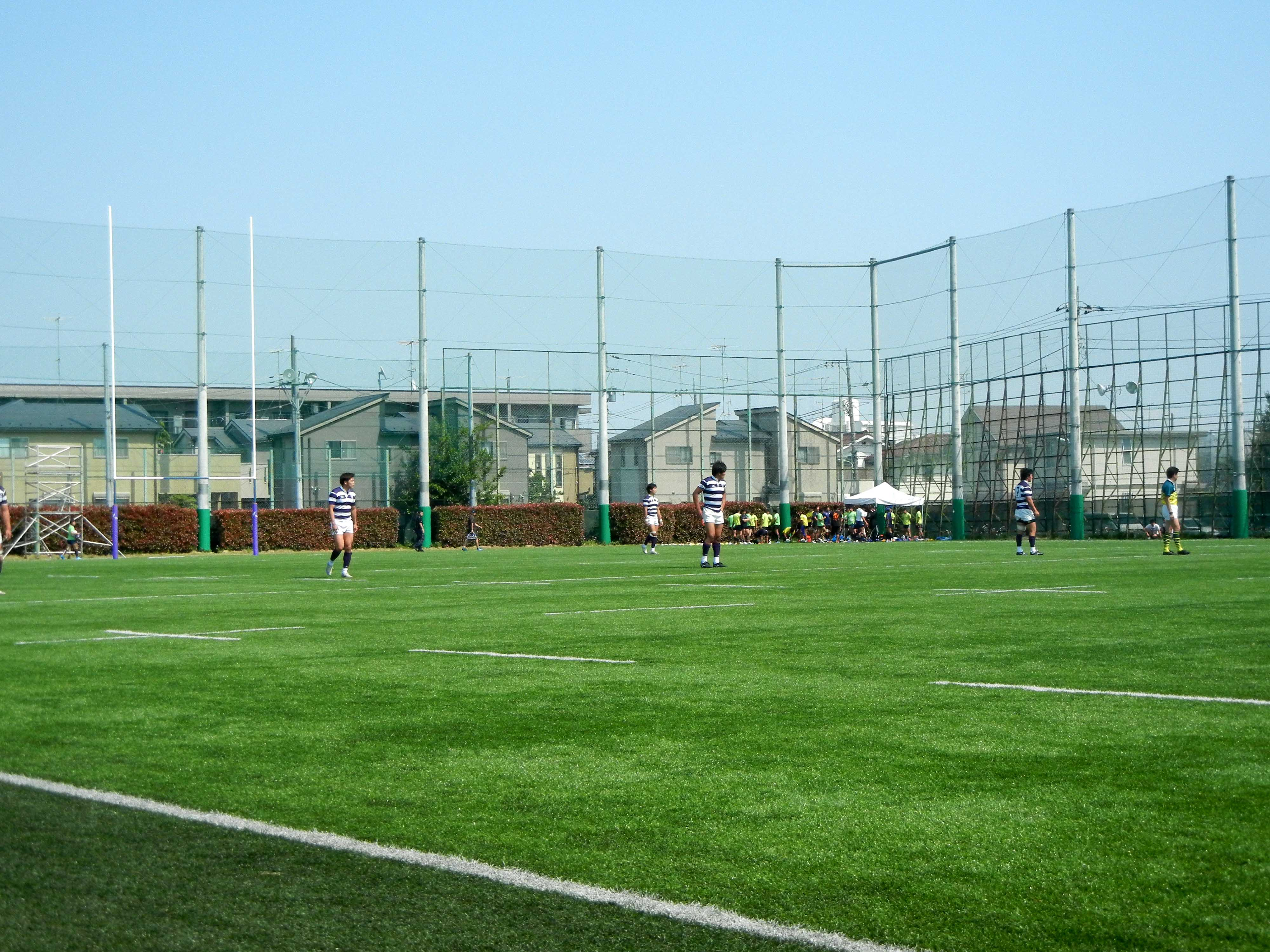
八幡山グラウンドでのラグビー部の練習風景

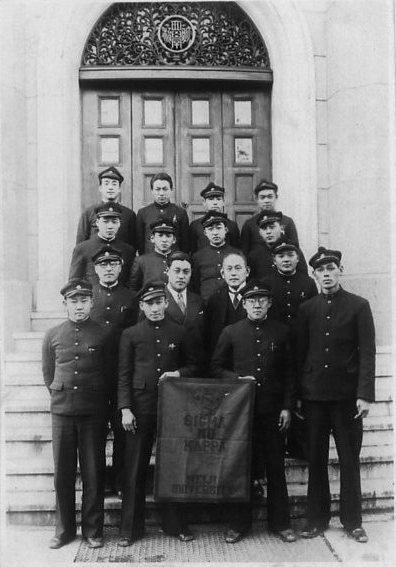
日本アメリカンフットボールのルーツであるフラタニティー「ΣΝΚ」（シグマ･ヌ･カッパ）

- 硬式野球部
1910年創部。東京六大学野球連盟加盟[431][432]。大学日本一を争う明治神宮野球大会の優勝回数は最多の7回[433][434][435]。20名以上の野球殿堂表彰者を輩出[436]。2020東京オリンピックでは、OBの森下暢仁が決勝・米国戦に先発、勝利投手となり、金メダル獲得に大きく貢献[437]。2024 野球日本代表「侍ジャパン」に主将宗山塁が選出[438]。
- ラグビー部
1922年創部。関東ラグビーフットボール協会所属。日本選手権1回優勝、大学選手権12回優勝。明早戦は国立競技場でホーム開催され、「雪の明早戦」などの名勝負で知られるカレッジスポーツ伝統の一戦である[439]。
- サッカー部
1921年創部。関東大学サッカー連盟加盟。初めてJ1クラブに勝利した大学のサッカーチームであり、毎年学生選手権の上位に名を連ね、2019年には史上初めて大学タイトル全5冠制覇を達成した。2023年にインカレ
優勝[440]。
- バスケットボール部（ピラニアギャングス）
1925年創部。関東大学バスケットボール連盟に加盟。全日本大学バスケットボール選手権大会優勝9回。1975年には全日本総合バスケットボール選手権大会で優勝、学生チーム最後の日本一となっている。1970 - 72年の山本良一主将（現J.フロント リテイリング社長）時の3連覇に続き、1974 - 76年にも3連覇を達成。
- アメリカンフットボール部（グリフィンズ）
1934年、当時明大大学院生で後にハーバード大学大学院を修了した松本瀧藏が創部。日本アメリカンフットボールのルーツ。関東学生アメリカンフットボール連盟1部リーグ所属。
- ソフトテニス部
1990.1991年インカレダブルス優勝（北本・斎藤、北本・戸田）。卒業生である北本英幸、斎藤広宣、菅野創世が世界チャンピオンに輝く
- ホッケー部
1923年創部。全日本ホッケー選手権大会7回優勝。全日本学生ホッケー選手権大会12回優勝。関東リーグ38回優勝。※2019年現在

- 競走部
1907年創部。東京高等師範学校（現・筑波大）、慶大、早大との4校により、1920年に開始した「四大校駅伝競走」が箱根駅伝の原点となっており、箱根駅伝「オリジナル4」とも呼称されることがある[441][442]。同駅伝では初期の優勝常連校であり、1990年代以降本選に出場しなくなった時期があったものの、2011年から2015年までは本選で上位に進出しているが、2016年から成績が落ち込み2020年以外はシード落ちしている[443]。
- スケート部（アイスホッケー、スピードスケート、フィギュアスケート）
1925年創部。（総合優勝の設定された）過去75回の日本学生氷上競技選手権大会（スピードスケート、フィギュアスケート、アイスホッケーの3競技で総合優勝を競う）にて総合優勝50回。2019年は女子フィギュア及び総合で優勝。さらに2022冬季北京オリンピックフィギュア団体戦において、樋口新葉が[444][445][446]、日本史上初となる2位のメダル獲得に貢献。
- 水泳部
1911年創部。日本学生選手権水泳競技大会で、第1回の優勝を飾った他、2015 - 2018年で4連覇を達成。
- スキー部
1923年創部。過去80回の全日本学生スキー選手権大会において、総合優勝17回（2008年現在）。OBには札幌オリンピックの元祖「日の丸飛行隊」メンバーなど。

- 馬術部
1920年創部。全日本学生馬術大会3種目総合17連覇、東京六大学馬術大会団体優勝30連覇などの記録をもつ。2020年東京オリンピックでは馬術代表9選手中で6名のOBが参加し、数十年振りとなるオリンピック入賞を果たした。
- 山岳部[447]
1922年、予科山岳会とスキー倶楽部の合同により「明治大学山岳会」として発足し、翌年学友会体育部に正式加入した[448]。大学山岳部として世界で初めて[要出典]地球上の8,000m峰全14座を制覇[449]。OB会は炉辺会[449]。OBには国民栄誉賞の植村直己など。
- 卓球部
1931年創部。関東学生リーグの最多優勝チーム。2020男子卓球日本代表チームに於いては監督をはじめ選手全6名の内、OB･現役選手が5名を占める。2020東京オリンピックではOBの水谷隼が伊藤美誠との混合ダブルスで優勝し、日本卓球界に初の金メダルをもたらす[450][451]。同じくOBの丹羽孝希は、同東京オリンピックで男子団体3位決定戦において勝利し、銅メダル獲得に大きく貢献。戸上隼輔が、2024パリオリンピック 日本代表選手に選出[452]。
- 柔道部
1905年創部。1964年(昭和39年) 開催の 東京オリンピック(第18回大会)で無差別級に出場し、オランダのヘーシンクと決勝戦を戦った神永昭夫をはじめ、数多くの強豪選手を輩出。全日本学生柔道優勝大会優勝16回。
- 剣道部[453]
1905年創部。男子は 全日本学生剣道優勝大会(団体) 優勝3回、全日本学生剣道選手権大会(個人) 優勝１回[454]。 女子は 2016全日本女子学生剣道優勝大会(団体) 優勝[455]、2018、2019大会では各準優勝[456]。2018全日本女子学生剣道選手権大会(個人) 優勝、2019大会では上位3位を独占[457][458]。
- ラクロス部
1989年創部の女子ラクロス部は、大学から競技を開始した一般入学者の学生メンバーにより、2014・2015年の2年連続で国内タイトル3冠（全日本選手権[459]、大学選手権、関東リーグ戦）を無敗の完全制覇で達成。

- その他、全日本学生選手権大会24回の優勝を誇る射撃部[460]、2019年度学生チャンピオンの女子ゴルフ部、過去10年間で3連覇2度達成の少林寺拳法部[461][462]、多くのオリンピアンなどを輩出しているボクシング部、レスリング部、フェンシング部、弓道部、漕艇部、ボードセーリング部[463]等々。
- 明早戦、明慶戦、明立戦、東京六大学野球連盟等の記事を参照。

### 学生運動・学生自治組織

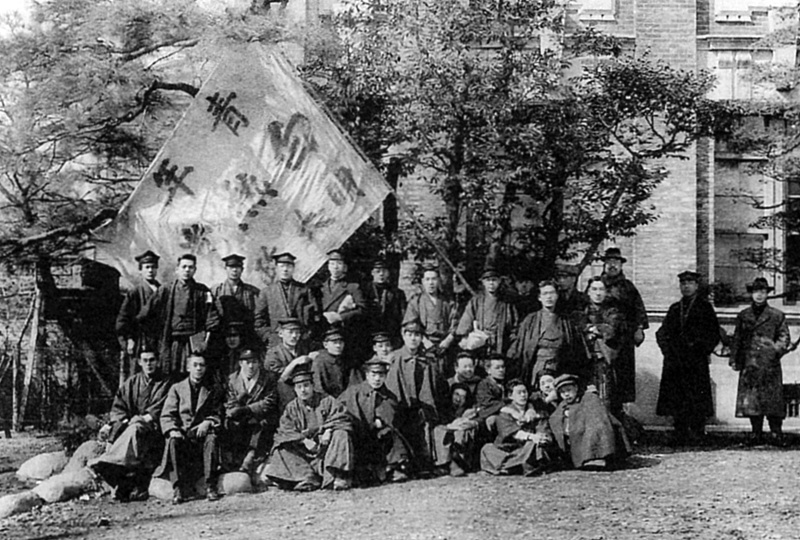
青年白熱党員（1920年頃）

前身の明治法律学校は設立趣意書の中で「権利自由」を掲げていたこともあって、政治集会や自由党などの政党活動に関与する学生も少なくなかった。
1913年（大正2年）の第一次護憲運動の暴動に加わって退学処分を受けた学生の中に大野伴睦（のちの自民党副総裁）がいた。
大正デモクラシー期には青年白熱党や木堂会、オーロラ協会、渡部義通の七日会（建設者同盟に連絡する学生団体）などが続々と結成される一方で、日本魂会のような学生右翼団体が誕生するなど、学生間での思想対立も次第に顕著となっていった。また、旧制大学への昇格時に認可見送りとなった政治学科の学生たちが中心となって学長排斥運動を起こしたこともあった（植原・笹川事件）。
昭和期にも学校騒動がたびたび発生し、1932年（昭和7年）の授業料・教育条件問題同盟休校事件、さらに翌年の予科同盟休校事件によって横田秀雄総長以下理事全員が引責辞任へと追いやられた。

## 社会との関わり

### 就職／経済との関わり

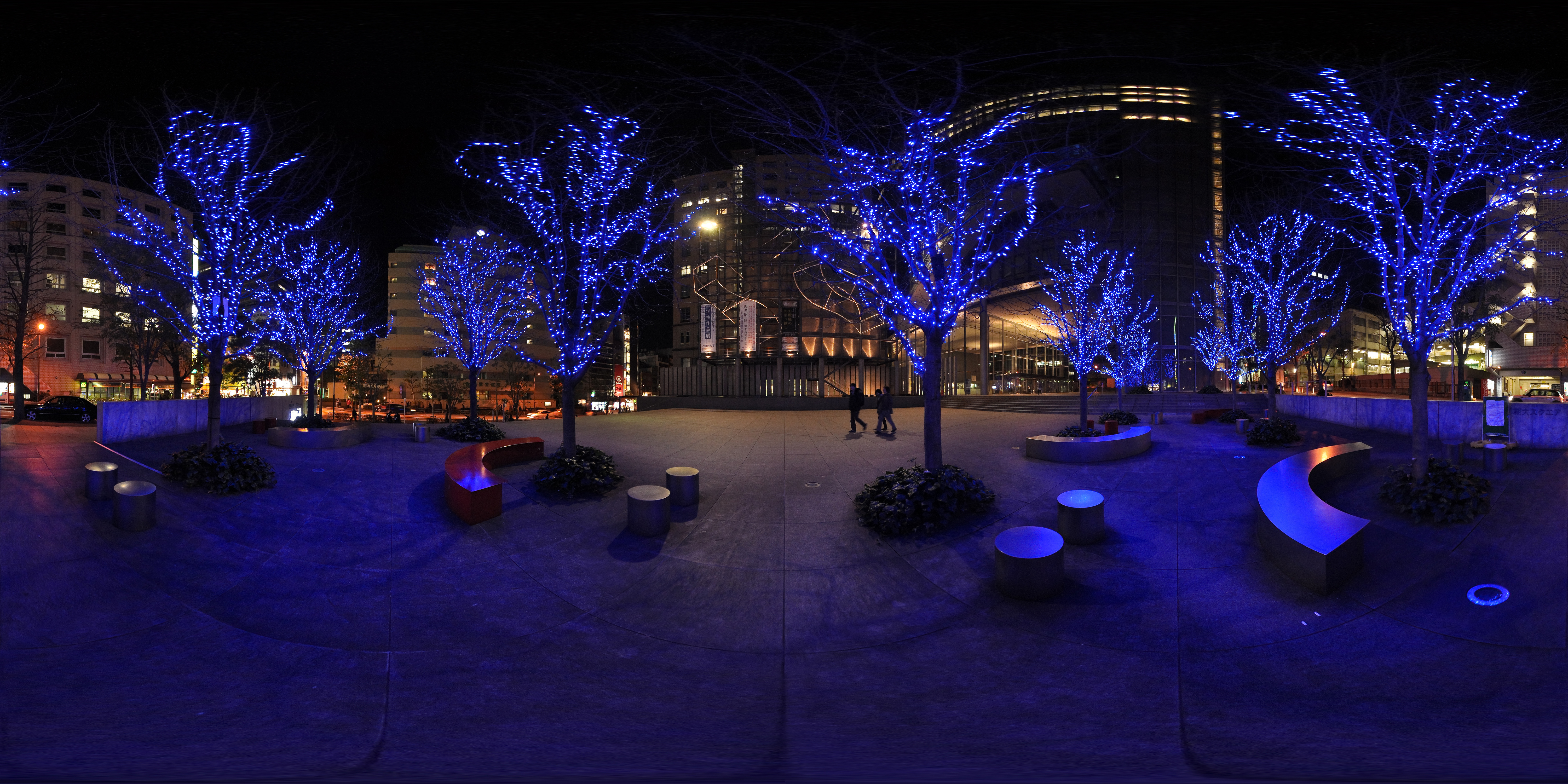
駿河台キャンパス

卒業生の進路で最も多いのは民間企業で、帝国データバンクによる出身大学別・社長数ランキングでは第4位。私学で初めて商学部及び経営学部を創立した伝統を有し、多くの著名企業の創始者を輩出してきた。
就職支援体制の強さから“就職の明治”などとも呼ばれ、主要メディアによる大学別就職指導関連ランキングでは第1位となっている。1年次から企業の人事担当者による授業があり、駿河台や生田キャンパスでは、企業約70社を集めて学内採用選考会・面接会などが開催される。
公務員試験の指導機関としては、『行政研究所』（1学年定員約100名。筆記・面接試験により選抜）が設置されており、資格取得予備校から講師が招かれるなど、事実上の学内予備校ともいわれる。司法試験、公認会計士試験等の国家試験受験者用に、駿河台キャンパス猿楽町校舎などに専用施設『国家試験指導センター』を開設。また、インターンシップ制度の充実、キャリア支援の更なる強化に向け、「就職キャリア支援センター」が設置されている。

### 明治大学が関連する賞
- 大岡信賞
20年以上にわたり教鞭を執り、日本ペンクラブ会長などを務め、国民的詩人として知られた大岡信を称え、朝日新聞社との共催により創設。授賞式はアカデミーコモンで開催。旧大岡信ことば館収蔵品は駿河台に開設予定の「大岡信文庫」に引き継がれる予定である。
- 植村直己冒険賞
国民栄誉賞の冒険家・植村直己の人物・精神を継承すべく、自然を相手に創造的な勇気ある行動をした人物または団体に贈呈。例年2月に行われる表彰会見は紫紺館（駿河台キャンパス）で開催。過去の受賞者には野口健など。
- 高校生直木賞
2014年創設。文部科学省と文藝春秋が後援。駿河台キャンパス内に実行委員会を設置。参加校は年々増加し、2021年度は全国の進学校を中心に32校に上る。
- 現象数理学三村賞
2017年創設。明治大学先端数理科学インスティテュート主催。数理モデルの構築・解析を通して自然や社会の様々な現象に潜む謎を解き明かし、自然や社会を深く理解する枠組みとしての数理的視点の重要性を広く世間に伝える活動で顕著な業績をあげている研究者を表彰
- 明治大学文学賞
小説部門の「倉橋由美子文芸賞」と歌詞部門の「阿久悠作詞賞」を設置。小説部門の最優秀作品は『ユリイカ』に掲載。
- 明治大学文学部読書感想文コンクール
高校生、社会人を対象にした読書感想文コンテスト。選考委員長は齋藤孝教授。

### 明治大学に関連する文学、劇場映画、TVドラマなどの作品
- 『感激時代』（1928 劇場映画） - 鈴木伝明（水泳部OB）がボート部選手役で主演（その他、『大学の顔役・ラクビー篇』等）
- 『放浪記』（1930 小説･舞台･劇場映画） - 明大進学のため上京した恋人を追って、女学校卒業後に上京したヒロインは・・・
- 『母校の花形』（1937 劇場映画） - 笠原恒彦（ラグビー部OB）がラグビー部主将役
- 『東京暮色』（1957 劇場映画） - 小津作品の名シーンで、応援団によりフルコーラスで校歌が斉唱される
- 『伊豆の踊子』（1963 劇場映画） - 明大教授の主人公による回想劇
- 『植村直己物語』（1986 劇場映画） - 山岳部OB植村直己役で西田敏行（OB）が主演
- 『瀬戸内少年野球団・青春篇 最後の楽園』（1987 劇場映画） - 田原俊彦が明大生役で主演
- 『泣けたぜ！おやじ 明大・島岡監督物語』（1987 TVドラマ） - 島岡吉郎野球部監督が主人公
- 『「坊っちゃん」の時代』（1987 - 1996 漫画） - 「坊っちゃん」主人公のモデルは柔道家の明大生。「吾輩は猫である」は漱石が明大文学部在職中に執筆された。
- 『スクラッチタイム』（1987-90 漫画） - アイスホッケー部選手が主人公
- 『ノーサイド－91歳の青春・北島忠治監督物語』（1991 TVドラマ） - 北島忠治ラグビー部監督が主人公
- 『きけ、わだつみの声 Last Friends』（1995 劇場映画） - 織田裕二がラグビー部選手役で主演
- 『ハッピーマニア』（1998 漫画･TVドラマ） - ヒロインが文学部演劇学科生
- 『空の境界』（2001- 小説･漫画･劇場アニメ） - 黒桐幹也が通っていた大学は和泉キャンパス
- 『ちょこッとSister』（2003-07 漫画･TVアニメ） - 主人公の通う大学は和泉キャンパス
- 『出口のない海』（2006 劇場映画） - 市川海老蔵が野球部選手役で主演、伊勢谷友介が陸上部選手役等
- 『ウスケボーイズ 日本ワインの革命児たち』（2010 小説､2018 映画） - 農学部OB達が日本ワインに革命を挑む
- 『ワタクシハ』（2011 小説） - 就活中の明大生が主人公
- 『邪神ちゃんドロップキック』（2012- 漫画･TVアニメ） - 神保町に住むヒロインが通う、御茶ノ水のキメラ大学として登場
- 『BROTHERS CONFLICT』（2013- 漫画･TVアニメ） - ヒロインはバスケット・サークルに所属する明慈大学商学部生
- 『ドメスティックな彼女』（2014-20 漫画･TVアニメ） - 主人公は演劇サークルに所属する茗治大学文学部生
- 『デッドデッドデーモンズデデデデデストラクション』（2014-22 漫画） - 主人公とその多くの友人が通う大学のモデルとして、駿米大学という名前で登場
- 『青のフラッグ』（2017- 漫画） - 共に明大進学志望である高3生カップルのストーリー
- 『花束みたいな恋をした』（2021 映画） - 明大前駅で終電を逃したことにより知り合った、大学生ふたりのラブストーリー
- 『明け方の若者たち』（2020 小説･2021 映画） - 明大生をモデルにした主人公たちのストーリー
- 『虎に翼』（2024年度前期NHK連続テレビ小説） - ヒロイン・猪爪寅子のモデルはOGの三淵嘉子。寅子らが通った「明律大学女子部」のモデルは戦前に実在した明治大学専門部女子部で、旧記念館を模した建物が登場する。

## 系列校
- 過去に存在した系列機関
  - 経緯学堂
中国・韓国の留学生を対象とする予備教育機関として、1904年8月創設（1910年12月閉校）。講師陣には内海弘蔵（国文学者）、上田敏（文学者）、黒田清輝（洋画家）など。
  - 東京明治工業専門学校
1944年に設立された工業専門学校。
  - 明治農業専門学校
1946年に千葉県誉田村に設立された農業専門学校。
  - 明治大学短期大学
2006年3月まで明治大学駿河台キャンパス内に併設されていた短期大学。明治大学専門部女子部を起源とする。卒業生の半数は4年制大学へ編入していた。

## 付属学校
付属学校は中高それぞれ3校あるが、学校法人明治大学が管掌しているのは明治大学付属明治高等学校・中学校のみで、残る2校は別法人の所属であり、実質上系属校にあたる。
- 明治大学付属明治高等学校・中学校[472][473][474][475]
- 学校法人中野学園
  - 明治大学付属中野中学校・高等学校
  - 明治大学付属八王子中学校・高等学校（2024年4月に中野八王子から改称）

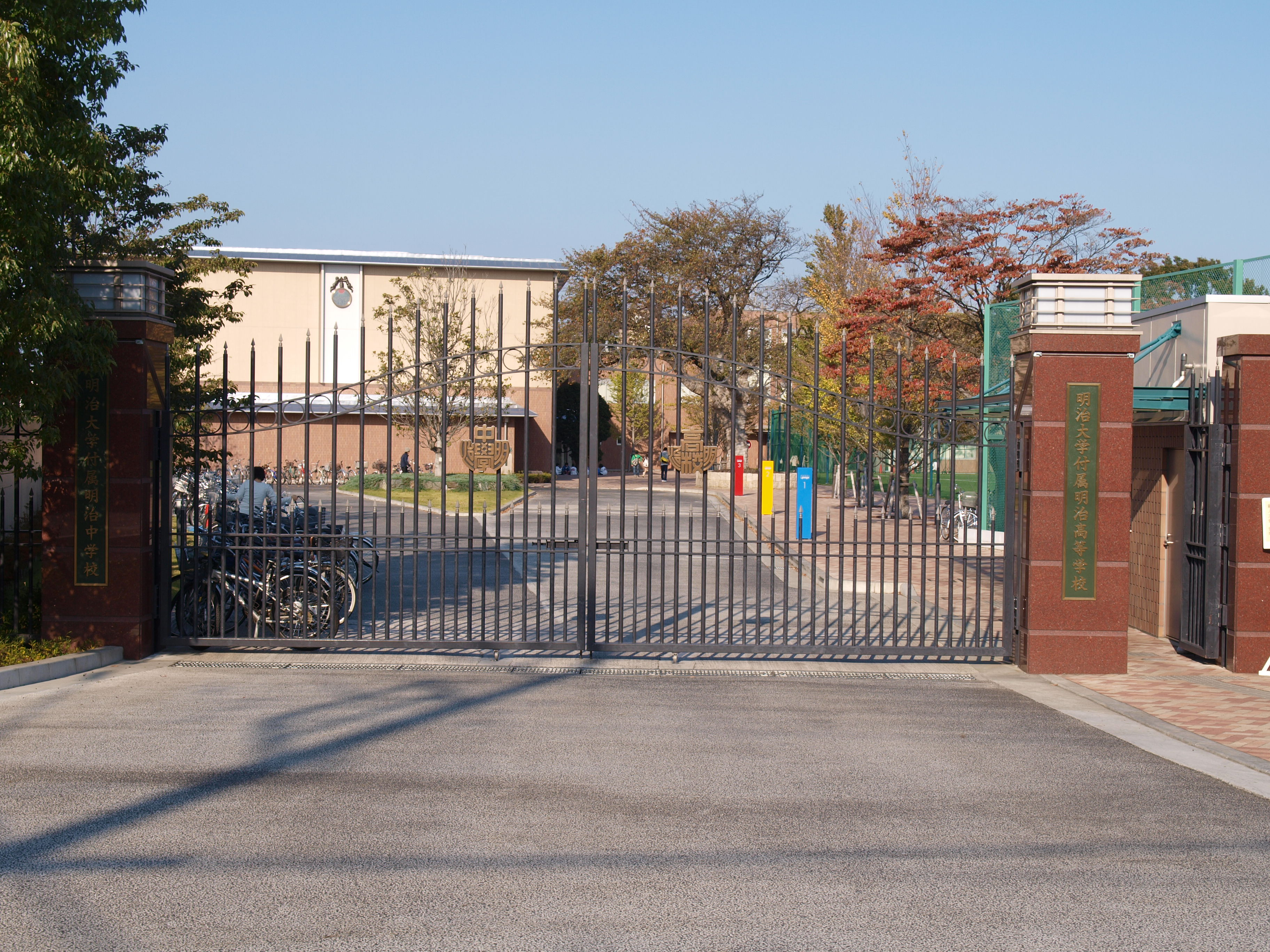
明治大学付属明治高等学校・中学校
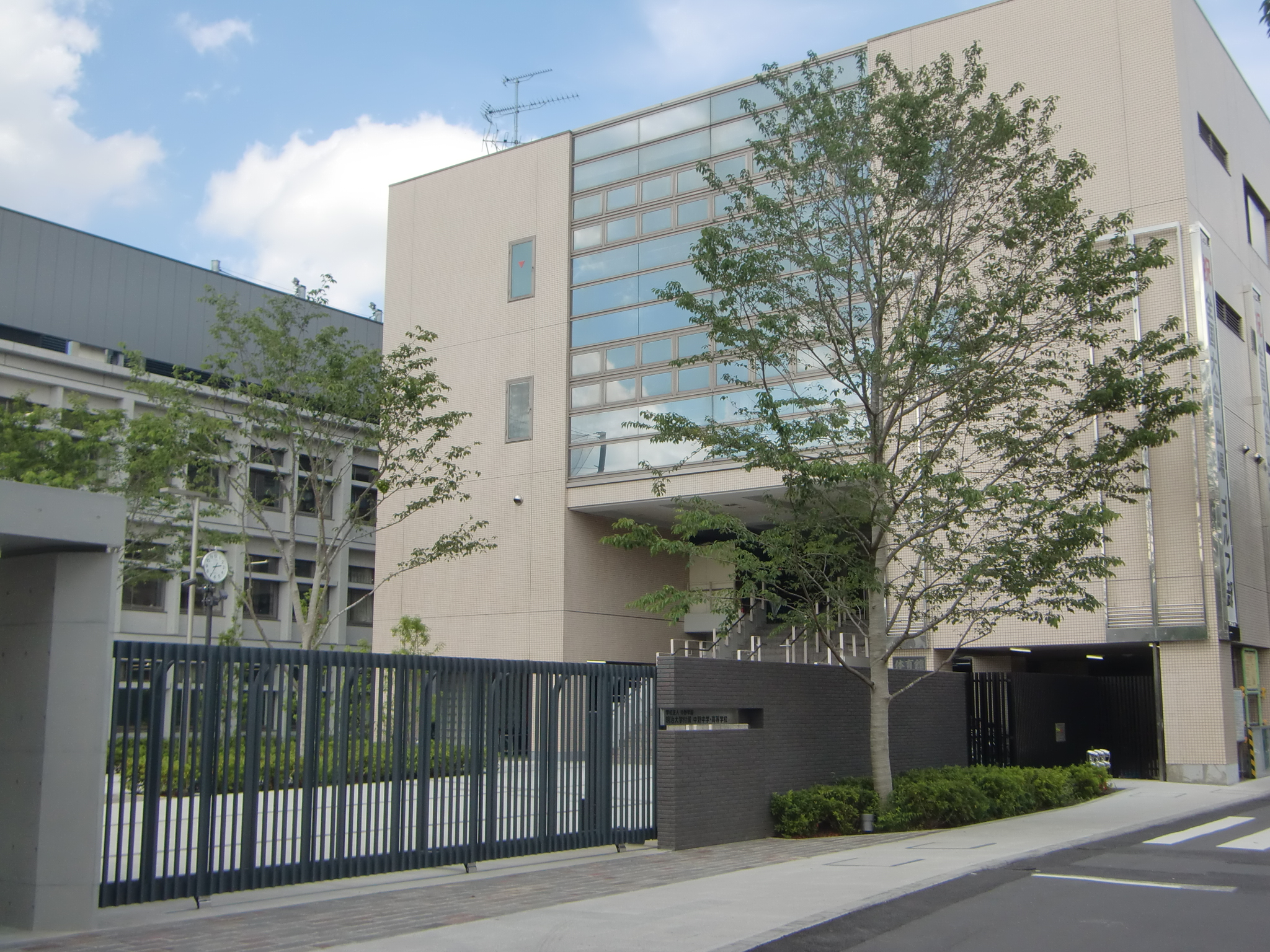
明治大学付属中野中学校・高等学校
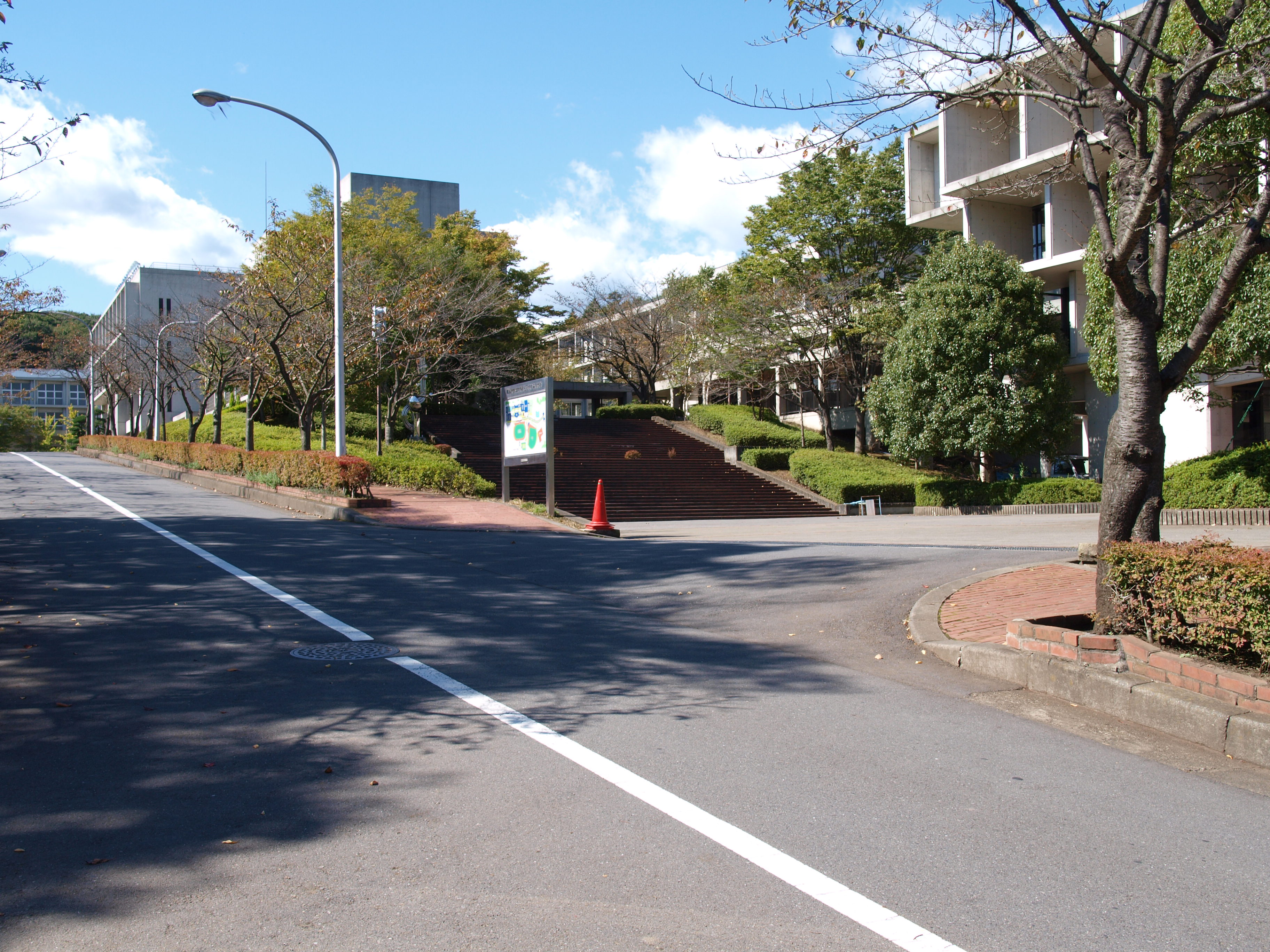
明治大学付属八王子中学校・高等学校

- 明治大学付属世田谷中学校・高等学校（男女共学校、2026年4月に開設予定）[476]